# Cesario di Terracina
Cesario, o Cesareo (I secolo – II secolo), è stato un diacono e martire della Chiesa, venerato come santo da tutte le Chiese che ammettono il culto dei santi. Secondo la tradizione sarebbe stato figlio di cittadini romani discendenti dalla rinomata Gens Iulia, stanziata a Cartagine durante la riorganizzazione dei territori africani da parte di Gaio Giulio Cesare. Convertito al cristianesimo e divenuto diacono, si è dedicato all'evangelizzazione. Nel corso di un viaggio verso Roma, Cesario è approdato a Terracina, dove - al tempo dell'imperatore Marco Ulpio Nerva Traiano - ha subito il martirio, chiuso in un sacco e gettato nel mare, per aver protestato contro una macabra usanza pagana.
A partire dal IV secolo, a seguito della traslazione delle sue spoglie da Terracina alla Domus Augustana sul colle Palatino, San Cesario è stato uno dei martiri più celebri e venerati a Roma (una celebrità confermata dal fatto che gli vennero dedicati molti santuari, oratori e monasteri); il suo nome è servito per soppiantare il culto pagano di Giulio Cesare, dell'imperatore Cesare Ottaviano Augusto e dei Divi Cesari (gli imperatori romani). In tal modo, San Cesario ha annunciato il nuovo carattere cristiano della potenza dei Cesari e il suo oratorio sul Palatino, nel cuore della Roma antica, è servito come punto di riferimento per la cristianizzazione dell'Impero. Il culto del santo è molto diffuso nel mondo, intensificato attraverso le varie traslazioni delle sue reliquie, donate dai papi, imperatori, re, santi, Padri della Chiesa, vescovi, duchi e cavalieri.

## Agiografia

### Le origini romane: la discendenza dalla Gens Iulia

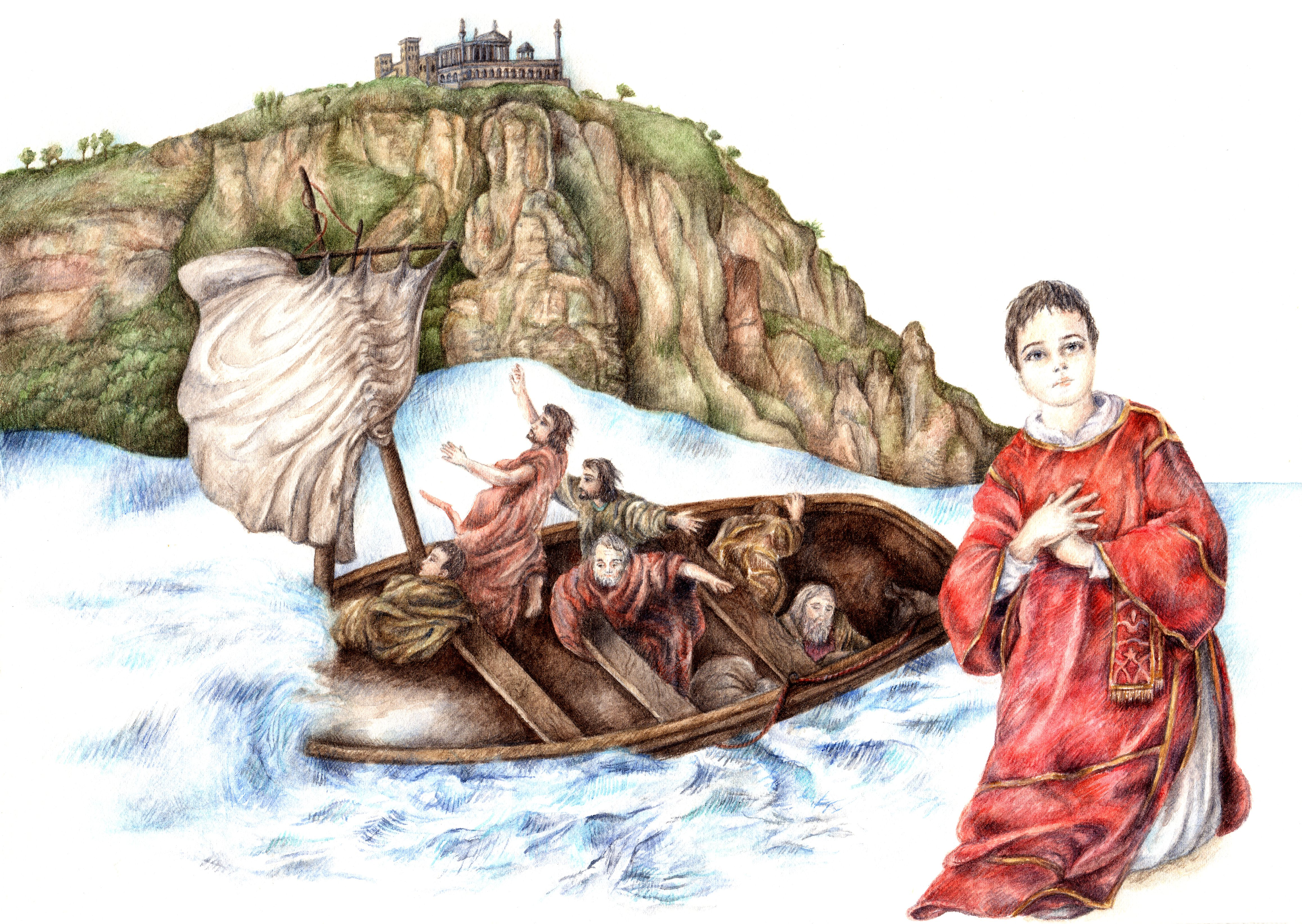
San Cesario diacono e i suoi compagni naufragano a Terracina

Stando a quanto riportano i martirologi e gli studi agiografici, Cesario sarebbe nato nell'Africa settentrionale, precisamente a Cartagine, verso l'85 d.C. Figlio di un mercenario e di una nobildonna che, secondo la tradizione, discendevano dalla “Gens Julia”, la rinomata famiglia Giulia, sarebbe stato chiamato Cesario per dimostrare la loro devozione e appartenenza all'imperatore, denominato anche Cesare (secondo lo storico Francesco Lanzoni, l'africanità del martire può essere un'invenzione, o una pura ipotesi dell'autore, o una tradizione volgare da lui raccolta e consacrata nel suo lavoro. Oppure potrebbe congetturarsi che la passione di Cesario sia stata creata dalla penna di uno scrittore africano, profugo in Italia dalla persecuzione vandalica). I suoi avi si sarebbero stanziati a Cartagine durante la riorganizzazione dei territori africani da parte di Giulio Cesare, il quale proprio in quella città fondò una colonia romana in cui si erano trasferiti dei cittadini romani alleati con la madrepatria e quindi sotto il controllo di Roma. Questa colonia prosperava e traeva profitto dal collegamento e dall'alleanza con Roma imperiale e il bimbo, essendo figlio unico, si trovava nella condizione di poter ereditare una cospicua eredità. La sua famiglia si sarebbe convertita al cristianesimo per la fervente predicazioni degli apostoli di Gesù. Il giovane Cesario, dopo aver compreso i contenuti della dottrina cristiana, prese il voto del diaconato. Nel cristianesimo primitivo il diacono (dal greco διάκονος - diákonos, ovvero servitore) era colui che si poneva nella comunità al servizio del prossimo. Sorretto da questa fede, avrebbe rinunciato al suo patrimonio e si sarebbe dedicato all'evangelizzazione.

### LaPassio S. Caesarii: il racconto del martirio

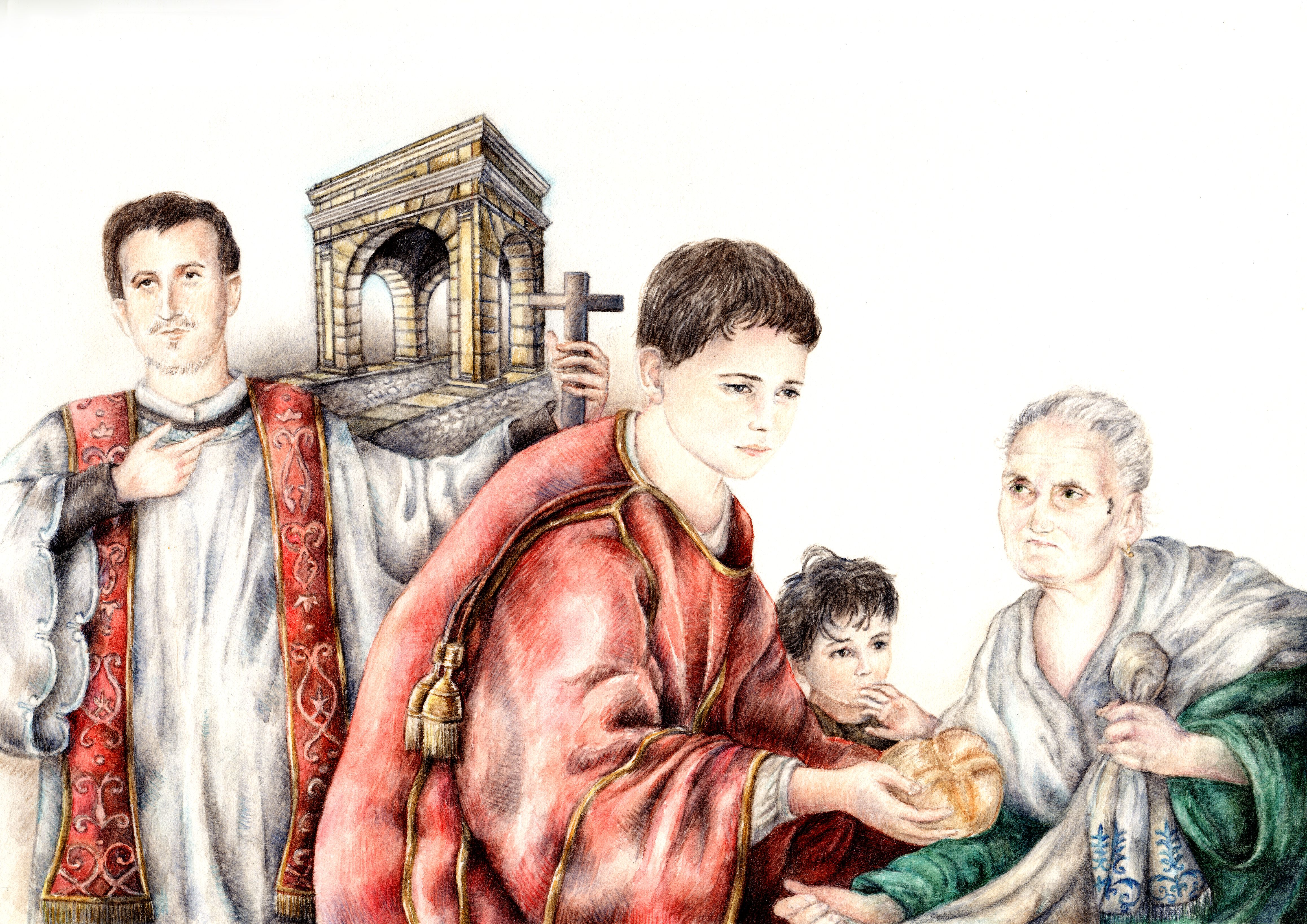
Predicazione dei SS. Cesario diacono e Giuliano presbitero

L'imperatore romano Marco Ulpio Nerva Traiano, regnante dal 98 al 117 d.C., operò una persecuzione contro i cristiani: ordinò di punire chiunque si fosse rifiutato di sacrificare agli idoli.
Superata la fase dell'adolescenza, Cesario sarebbe partito, con i suoi compagni, alla volta di Roma, dove il cristianesimo era una religione illecita, punibile con le massime pene. La nave tuttavia sarebbe naufragata, a causa di una furiosa tempesta, sulle coste di Terracina (una città situata all'estremità meridionale dell'Agro Pontino), dove Cesario avrebbe deciso di fermarsi, di prendersi cura dei poveri, dei deboli e degli infermi, rimanendo nascosto in città, nella casa di un cristiano, il monaco Eusebio, servo di Dio: sarebbe stato accolto nella comunità cristiana formata da Epafrodito, uno schiavo di origine greca, discepolo di San Pietro apostolo e primo vescovo di Terracina nella metà del I secolo d.C.
Un giorno Cesario si sarebbe imbattuto in Luciano, un giovane che la città aveva destinato al sacrificio in onore di Apollo per la festa del 1º gennaio.
Secondo la Passio, ossia il racconto del martirio del santo, ogni anno era consuetudine immolare al dio Apollo il ragazzo più bello della città, il quale - dopo essere stato esaudito in tutti i suoi desideri e nutrito con prelibati cibi per circa otto mesi - doveva indossare magnifiche armi, montare su un cavallo riccamente bardato, salire fino alla sommità del Monte Sant'Angelo e gettarsi nel vuoto con il recalcitrante cavallo per schiantarsi contro le rocce e perire tra le onde insieme con la sua cavalcatura; il suo sacrificio avrebbe assicurato al suo nome fama e gloria immortale e ottenuto la salvezza dei suoi concittadini. Il sacerdote pagano incaricato al sacrificio umano si chiamava Firminio, il quale avrebbe approfittato dello stato di ignoranza dei suoi cittadini per convincerli a compiere questa sanguinaria azione.
Quando il diacono Cesario vide per la prima volta Luciano (il nome deriva dal latino Lucianus e significa "nato dalla luce", una chiara allusione ad Apollo, divinità della luce), chiese alla folla cosa significasse tutto questo splendore di cui questi era circondato, e riuscito a sapere la storia di questa antica usanza, si indignò per questa barbarie e aspettò il giorno stabilito per la cerimonia facendo veglie, digiuni e preghiere.
Arrivato il 1º gennaio, Luciano avrebbe sacrificato una scrofa per la salvezza dei suoi cittadini nel Templum Apollinis, dal quale sarebbe partita la solenne processione che lo avrebbe condotto verso il monte.

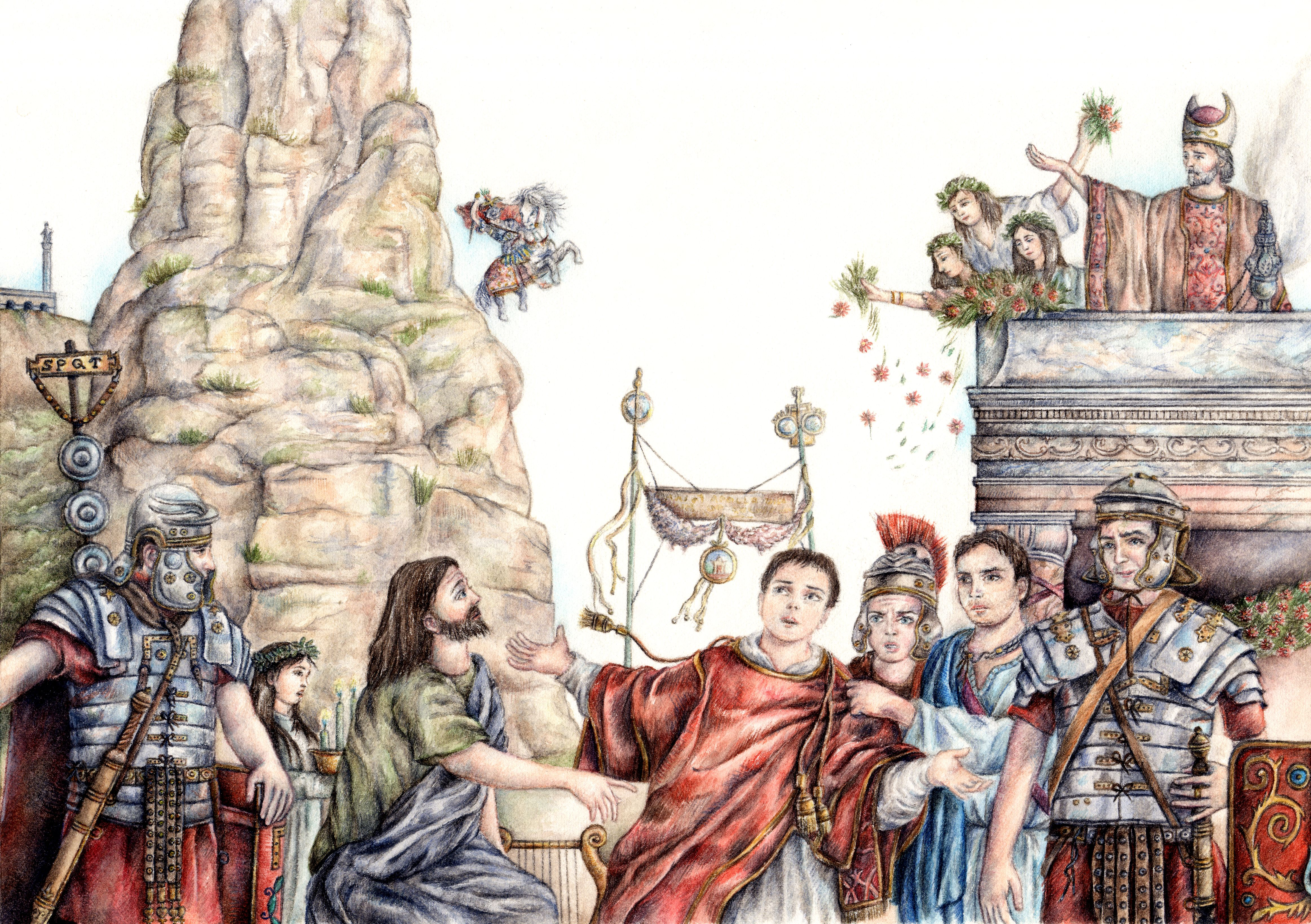
San Cesario diacono assiste al sacrificio del giovane Luciano

Nonostante i vari tentativi di Cesario al fine di interrompere il barbaro rito, il giovane Luciano si sarebbe gettato dall'alto del monte e il diacono, dopo questa visione sconvolgente, avrebbe rivolto dure parole ai terracinesi: "Sventura allo Stato e ai principi che si rallegrano delle sofferenze e si pascono di sangue! Perché dovete perdere le vostre anime per le vostre imposture ed essere sedotti dagli artifici del demonio?", e avendo protestato contro questa folle tradizione presso il falso sacerdote Firminio, venne arrestato con l'accusa di lesa maestà e condotto da un consolare (Consularis Campaniae) di nome Leonzio.
Il racconto è inattendibile da un punto di vista storico. L'ultimo sacrificio umano a Roma risale alla fine del III secolo a.C., durante la II guerra punica e dopo il disastro di Canne. Il presunto sacrificio di Luciano ricorda la devotio, pratica religiosa dell'antica Roma secondo la quale il comandante dell'esercito romano si immolava agli Dei Mani, per ottenere, in cambio della propria vita, la salvezza e la vittoria dei suoi uomini. Inoltre, sotto l'imperatore Traiano non esisteva il Consolare della Campania; questa carica è della metà del II secolo d.C. Bisogna, però, tener presente che la Passione di San Cesario è stata scritta nell'epoca bizantina e il narratore ha preso personaggi e circostanze appartenenti a tradizioni posteriori in quanto non intendeva raccontare vicende verosimili. Pertanto, l'opera non ha un carattere realistico ma fortemente simbolico.
Il consolare Leonzio avrebbe deciso di condurre Cesario davanti al tempio di Apollo: se il diacono avesse rinnegato la sua fede in Cristo e offerto incenso e preghiere alla loro divinità pagana, sarebbe stato lasciato in libertà e perdonato sulla base del suo pentimento (è probabile che l'ignoto redattore della Passio S. Caesarii abbia letto la lettera inviata a Plinio il Giovane da Marco Ulpio Nerva Traiano, nella quale l'imperatore asseriva che non vi doveva essere nessuna ricerca attiva dei cristiani, ma, in caso di denuncia, essi avrebbero dovuto sacrificare agli dei per non essere condannati a morte).
Il tempio al quale venne condotto il diacono tuttavia sarebbe crollato travolgendo il sacerdote Firminio (in pratica, la popolazione di Terracina aspettava dal diacono un segno tangibile della potenza del Dio cristiano; se tale prodigioso evento avveniva si sarebbe convertita e avrebbe rinnegato le loro divinità pagane: in realtà, questo episodio tende a spiegare in modo simbolico la trasformazione, sostituzione e cristianizzazione del cosiddetto Templum Apollinis in basilica di S. Cesario, a partire dal V secolo).

Successivamente Lussurio, primo cittadino del luogo, avrebbe convocato tutto il popolo di Terracina nei pressi delle rovine del tempio di Apollo; nel momento in cui il diacono Cesario avrebbe contestato la loro falsa religione che imponeva di procurare la salvezza dello Stato attraverso l'effusione di sangue umano, tutte le persone avrebbero gridato: «È un uomo buono e ciò che ci propone è giusto». Immediatamente Lussurio lo fece riportare nella prigione (la prigione, secondo l'autore della Passio, era ubicata presso il foro stesso: nulla è ancora emerso dalle ricerche archeologiche, anche perché, se essa era veramente situata presso il Foro Emiliano, sarà stata sostituita o inglobata dalle costruzioni di epoca successiva).

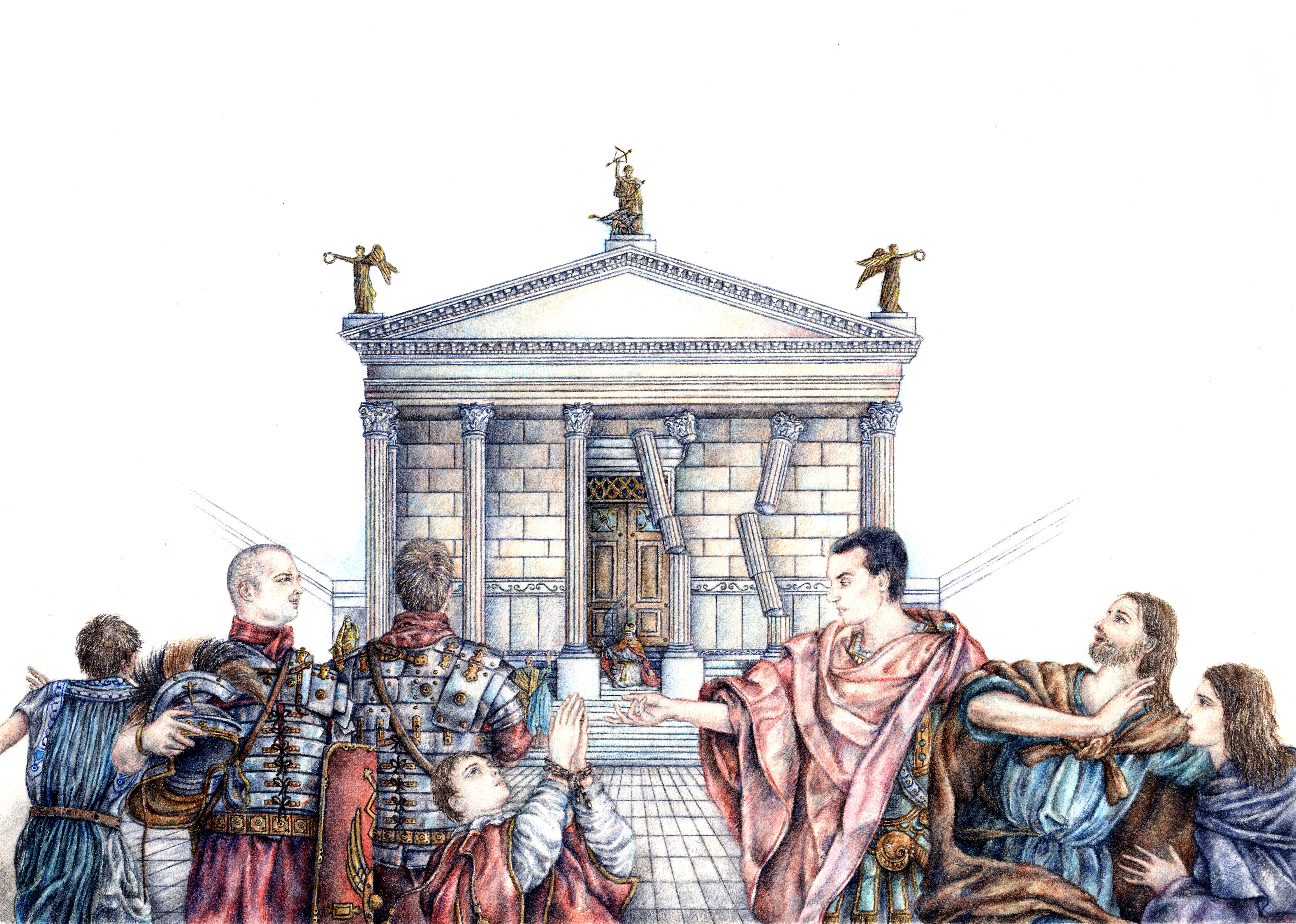
San Cesario diacono fa crollare il tempio di Apollo in Terracina

Trascorso un anno di dura prigionia, Cesario fu condotto nel luogo centrale della città, il Foro Emiliano, dove il console Leonzio si sarebbe improvvisamente convertito e sarebbe morto dopo aver ricevuto i sacramenti da un presbitero di nome Giuliano.
Il corpo di Leonzio sarebbe stato salvato dalla sua famiglia e sepolto in “Agro Varano”, nelle vicinanze della città, il giorno 30 ottobre (la Chiesa cattolica venera il console Leonzio di Terracina come santo e confessore).
Il suo successore alla carica, il primo cittadino Lussurio, avrebbe quindi condannato Cesario e Giuliano a essere gettati nel mare di Terracina chiusi in un sacco (poena cullei). Era il 1º novembre (Kalendae Novembrīs) dell'anno 107 d.C.
Lussurio, in viaggio verso Roma, sarebbe morto per il morso di un serpente, come predetto da Cesario, poco prima di essere condannato: “L'acqua, nella quale sono stato rigenerato, mi riceverà come suo figlio che ha trovato in essa una seconda nascita: oggi mi renderà martire con Giuliano, mio Padre, che una volta mi fece cristiano. Quanto a te, Lussurio, oggi stesso morirai con un morso di un serpente, affinché tutti i paesi sappiano che Dio vendicherà il sangue dei suoi servi, e delle vergini che facesti perire tra le fiamme” (Lussurio sarebbe stato figlio di console romano e fratello di un certo Aureliano, che si ritrovano anche negli Atti dei Santi Nereo e Achilleo, ascrivibili al V-VI secolo. Lussurio avrebbe ordinato di incendiare la stanza dove si erano rifugiate le vergini Domitilla, Eufrosina e Teodora, facendole morire arse vive in quanto avevano rifiutato di sacrificare agli dei).
Secondo la tradizione, Cesario e Giuliano sarebbero stati gettati dall'alto della guglia del Pisco Montano, uno sperone roccioso separato dal monte Sant'Angelo, sulla cui vetta domina il Tempio di Giove Anxur.

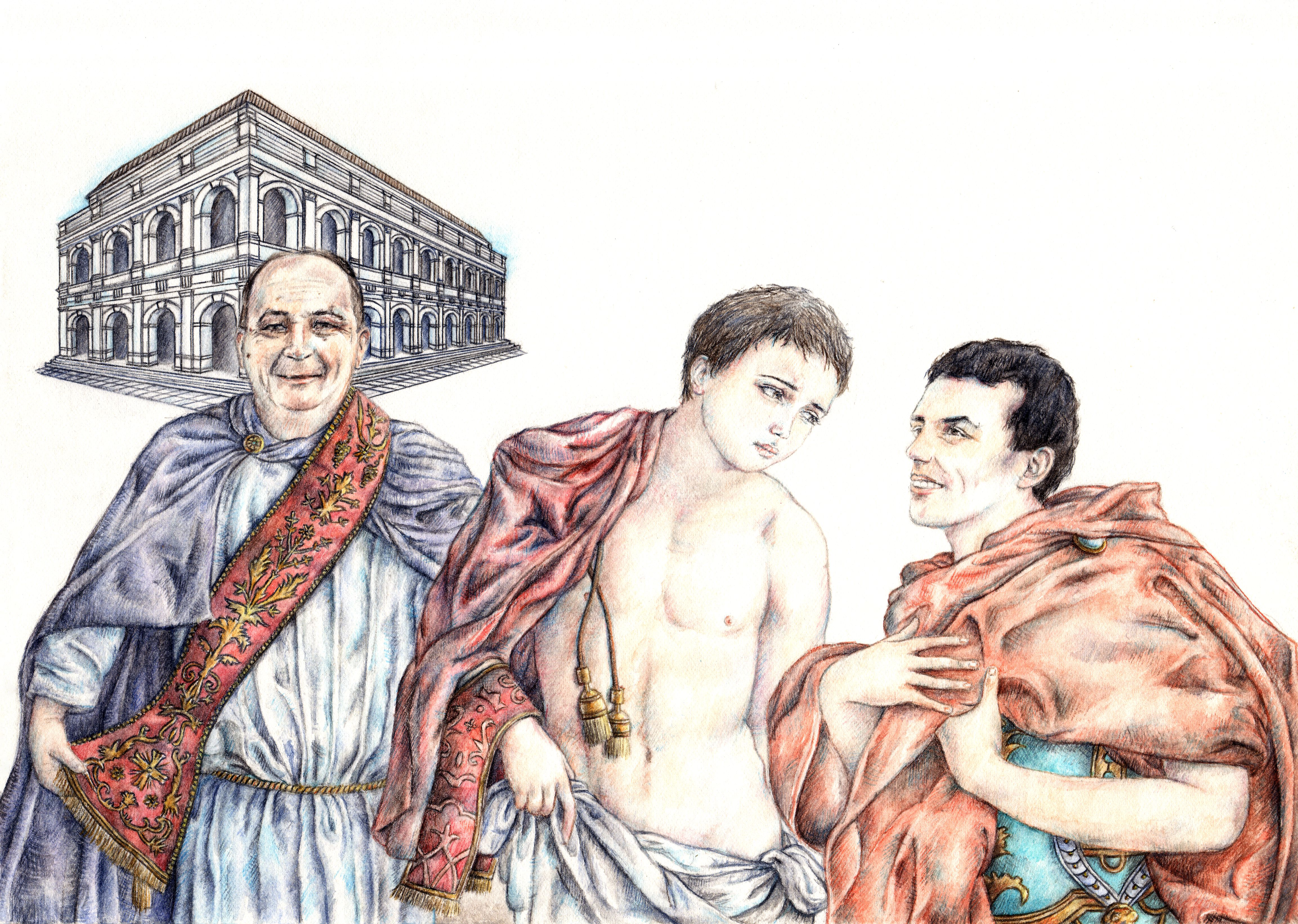
San Cesario diacono converte il console Leonzio

I corpi dei due martiri annegati, rigettati a riva, sarebbero stati sepolti dal monaco Eusebio, in Agro Varano, poco prima di entrare nella città di Terracina, chiaramente extra urbem, ma molto vicino a essa. Eusebio rimase a pregare presso la loro tomba, dove sarebbero accorsi molti che si convertirono e furono battezzati dal presbitero Felice (è improbabile la presenza di un monaco al tempo dell'imperatore Marco Ulpio Nerva Traiano: i primi monaci vennero a Roma a metà del quarto secolo. I monaci benedettini sono stati sempre legati alla cura, alla sistemazione e alla suddivisione del corpo del diacono Cesario, e soprattutto hanno contribuito a diffondere e intensificare il suo culto nel mondo donando "ex ossibus S.Cæsarii" a moltissime chiese; forse il personaggio Eusebio nasce proprio per rendere omaggio a questi religiosi).
Nel frattempo, il nuovo giudice Leonzio II (il figlio del console convertito dal diacono Cesario) per vendicarsi della morte del padre, avrebbe fatto arrestare Eusebio e Felice e, dopo averli processati nel Foro Emiliano, li avrebbe fatti decapitare e gettare in un fiume dopo aver accertato il loro rifiuto di sacrificare agli dei.
Il presbitero Quarto da Capua, uscendo per andare nella sua casa di campagna, avrebbe ritrovato i corpi decapitati dei martiri e le loro teste presso la pineta, e dato loro degna sepoltura in prossimità delle tombe di Cesario e Giuliano. L'area indicata con il toponimo "in Agro Varano" apparteneva a un'agiata famiglia romano-terracinese, i Vari ("Gens Vara"). Questa famiglia, convertitasi al cristianesimo, offrì la sua casa per le riunioni della parola di Dio e per la celebrazione dell'eucaristia. In questo campo i cristiani avevano anche il loro coemeterium. Un cimitero già funzionante, quindi, e nel quale venne posto il corpo di Cesario, all'indomani del suo martirio, precisamente nella proprietà del presbitero Quarto da Capua. Secondo la tradizione, San Quarto era un presbitero capuano, fratello di San Quinto, vescovo di Capua; entrambi sarebbero stati martirizzati sulla via Latina nei pressi di Roma.
Sulla tomba di Cesario fu eretta la prima chiesa cristiana della città, dedicata a Santa Maria ad Martyres (Santa Maria sulle tombe dei martiri), che fu meta di grande venerazione. Di tale edificio esiste un ricordo nelle fonti letterarie: si tratta di una donazione fatta dal papa Leone IV (847-855), della quale si ha notizia nel Liber pontificalis. Questa chiesetta fu distrutta nel 1892 dal proprietario del terreno, ma fu eretta una colonna di marmo bianco scanalata sovrastata da una croce di ferro che i contadini del luogo chiamavano “Croce di S. Cesario” per ricordare il suo luogo di sepoltura.

### Cesario, un personaggio storico

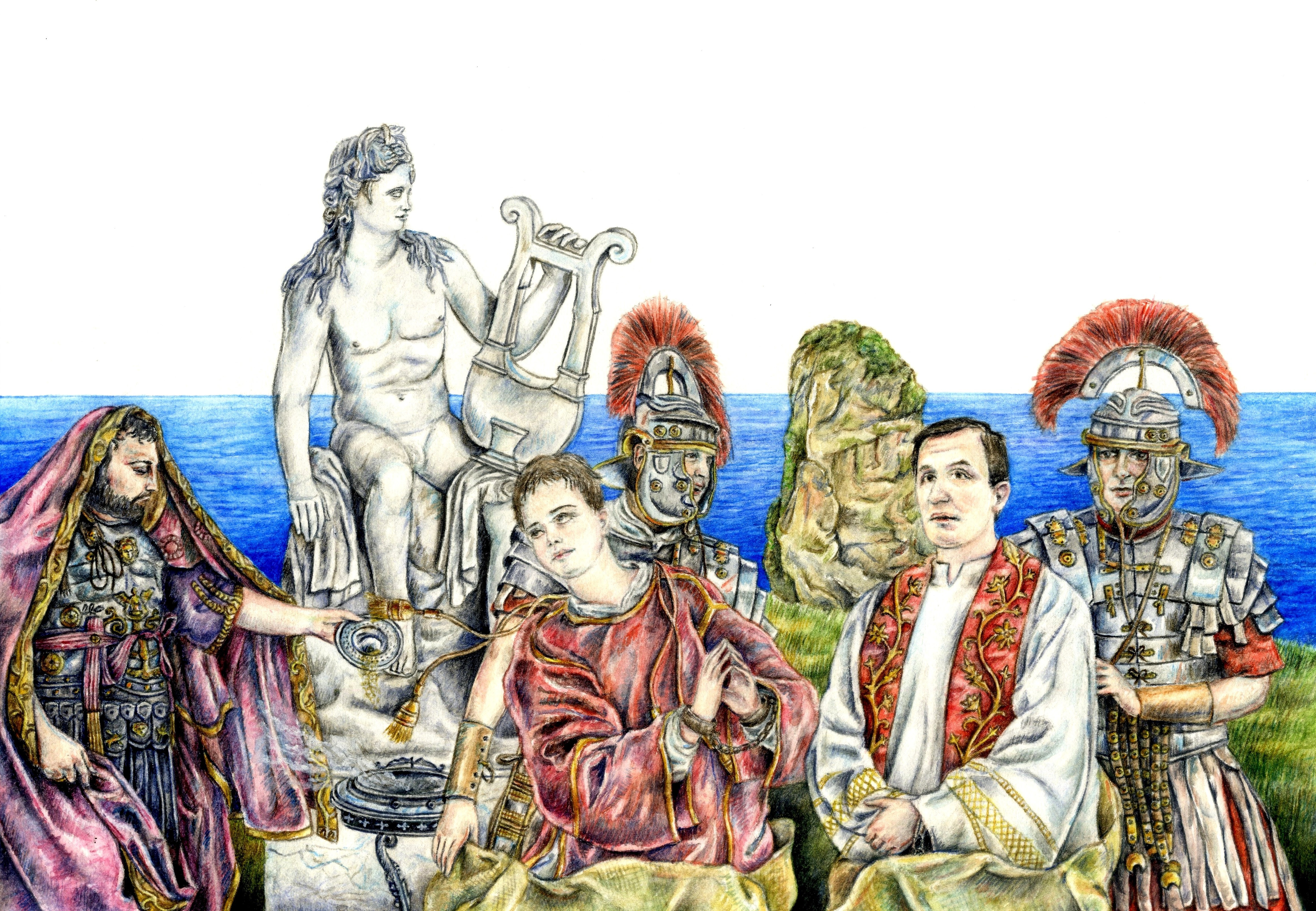
Martirio dei SS. Cesario diacono e Giuliano presbitero: poena cullei (dal latino «pena del sacco») sul Pisco Montano di Terracina

Caesarius di Terracina è un personaggio storico, un martire la cui esistenza può essere variamente documentata, ma assolutamente mai posta in discussione.
È certo che morì durante l'era delle persecuzioni dei cristiani.
Il diacono è menzionato nel "Martirologio geronimiano" (un documento della prima metà del V secolo, in cui è redatto l'elenco più antico dei martiri cristiani della Chiesa latina), nel quale la sua festa è segnata al giorno 1º novembre e al 21 aprile, facendola coincidere intenzionalmente con il Dies Natalis Romae, ossia con la festività del Natale di Roma.
Nel "Martirologio Romano" (un libro liturgico in cui la Chiesa fa memoria dei suoi martiri e dei suoi santi nei singoli giorni dell'anno in base alla data della loro morte, il Dies Natalis, ossia la nascita al Cielo, sottolineando il raggiungimento della "nuova" vita eterna) il diacono Cesario è commemorato il 1º novembre - giorno che coinciderebbe con la data del suo martirio - con un breve elogio tratto dalla Passione.
Nel Depositio martyrum (il più antico elenco ufficiale dei martiri venerati a Roma, con l’indicazione del dies natalis), redatto nel 336 d.C., San Cesario di Terracina non compare poiché, in quell’anno, le sue reliquie non erano ancora state traslate a Roma; di conseguenza, non vi era ancora traccia di un culto del martire nella città eterna.
La nascita al Cielo di San Cesario è menzionata anche in altri autorevoli documenti, come nei sacramentari gregoriano e gelasiano, attribuiti ai papi Gregorio I e Gelasio I, e nei martirologi di Beda il Venerabile, Rabano Mauro, Usuardo e altri posteriori, come in quello del cardinale Cesare Baronio.
Il Natale di San Cesario di Terracina (“N. S. CESARII”) al giorno 1º novembre è segnato anche nel calendario marmoreo di Napoli, inciso probabilmente tra gli anni 847-877, attualmente conservato nel Duomo di Napoli (si tratta di un calendario cristiano scolpito sul marmo, tra i più antichi giunti finora, che conserva i costumi liturgici della Chiesa napoletana, specie di quella parte del clero legata agli ambienti greci).
La sua festa è segnata anche nell'antico calendario del gesuita francese Fronton du Duc.
Edward B. Garrison, storico dell'arte statunitense, fa notare che, nonostante San Cesario in tutti i Calendari sia presente al 1º novembre, si trova al 2 del mese in diversi Passionari lucchesi e nell'Ordinario; suggerisce quindi l'ipotesi che, data l'importanza del santo (con reliquie nel monastero di San Ponziano di Lucca), la festa fosse stata spostata perché non venisse ostacolata da quella di Ognissanti. Sull'Ordinario lucchese si legge inequivocabilmente «De sancto Cesario, secundo die post Omnium Sanctorum…» (LBC 608, f. 68r), ma nel suo stesso Calendario si trova al 1º novembre, così come in tutti gli altri Calendari.
Presso i greci, invece, San Cesario diacono e martire di Terracina (in greco Καισάριος ο διάκονος) è commemorato il 7 ottobre nel Sinassario di Costantinopoli.

### LePassiones
La biografia del diacono è affidata a una Passio pervenuta secondo quattro redazioni: "minima, parva, maior, maxima", elaborate nei secoli compresi entro il primo millennio.
La Passio minima - conservata in tre copie; una prima copia, almeno sino al 1880, dai monaci Cistercensi di Santa Croce in Gerusalemme. Una seconda copia a Vienna, nella Biblioteca Cesarea, mentre l'ultima copia a Firenze, nella Biblioteca Laurenziana.
La Passio parva - conservata a Firenze, nella Biblioteca Riccardiana, e in Olanda.
La Passio maior - conservata presso l'Archivio Vaticano (si tratta dell'originale del IX secolo, dono di Papa Zaccaria al Capitolo di San Pietro).
La Passio maxima - è una raccolta di vari codici di autori ignoti.
Le redazioni greche della Passio - dovute anche allo stanziamento sul Palatino di un gruppo di monaci greci che tra l'VIII e il IX secolo fondò un monastero presso S. Cesareo in Palatio - sono il frutto della traduzione più o meno letterale delle versioni latine. I testi che compongono il dossier agiografico e innologico in lingua greca dei martiri Cesario e Giuliano di Terracina ci sono noti in sei codici, tre vaticani (i manoscritti Città del Vaticano, Biblioteca Apostolica Vaticana, Vat. gr. 2 [XI secolo] e gli olim criptensi Vat. gr. 1608 [XI in.] e Vat gr. 2302 [1220-1222 ca.], quest'ultimo autografo del monaco e copista Giovanni da Rossano), un criptense (Grottaferrata, Biblioteca del Monumento Nazionale, Crypt. Δ.α.ΙΙΙ [secolo XI]), un ambrosiano (Milano, Veneranda Biblioteca Ambrosiana, D 92 sup. [II metà X secolo]) e un messinese (Messina, Biblioteca Regionale Universitaria, S. Salv. 135 [secolo XIII ex.]).
Le redazioni greche della Passione di San Cesario potrebbero essere state portate a Costantinopoli da un monaco orientale, San Biagio (Blasios) di Amorio (Amorion, in Anatolia), il quale - a partire dall'anno 860 - rimase per diciotto anni nel monastero romano di San Cesareo in Palatio. In questo monastero vi era uno scriptorium, dove si scrivevano i manoscritti e si copiavano i testi antichi.
Il promotore della diffusione del culto di San Cesario a Crypta Ferrata fu San Nilo da Rossano (di origine greca), a seguito del trasferimento dal territorio di Gaeta (confinante a nord con Terracina) in quello dei conti di Tusculum (Tusculo); nel 1004 fondò l'Abbazia Greca di Santa Maria di Grottaferrata, dove, successivamente, fu traslata la reliquia del dente del diacono Cesario. San Bartolomeo il Giovane (981-1055), discepolo e allievo prediletto di San Nilo, compose - in lingua greca - degli inni in onore di San Cesario di Terracina.
Giovanni da Gaeta (1060 circa -1119), il futuro papa Gelasio II, realizzò un componimento poetico su San Cesario di Terracina, citato da Pietro Diacono.

### Datazione del martirio

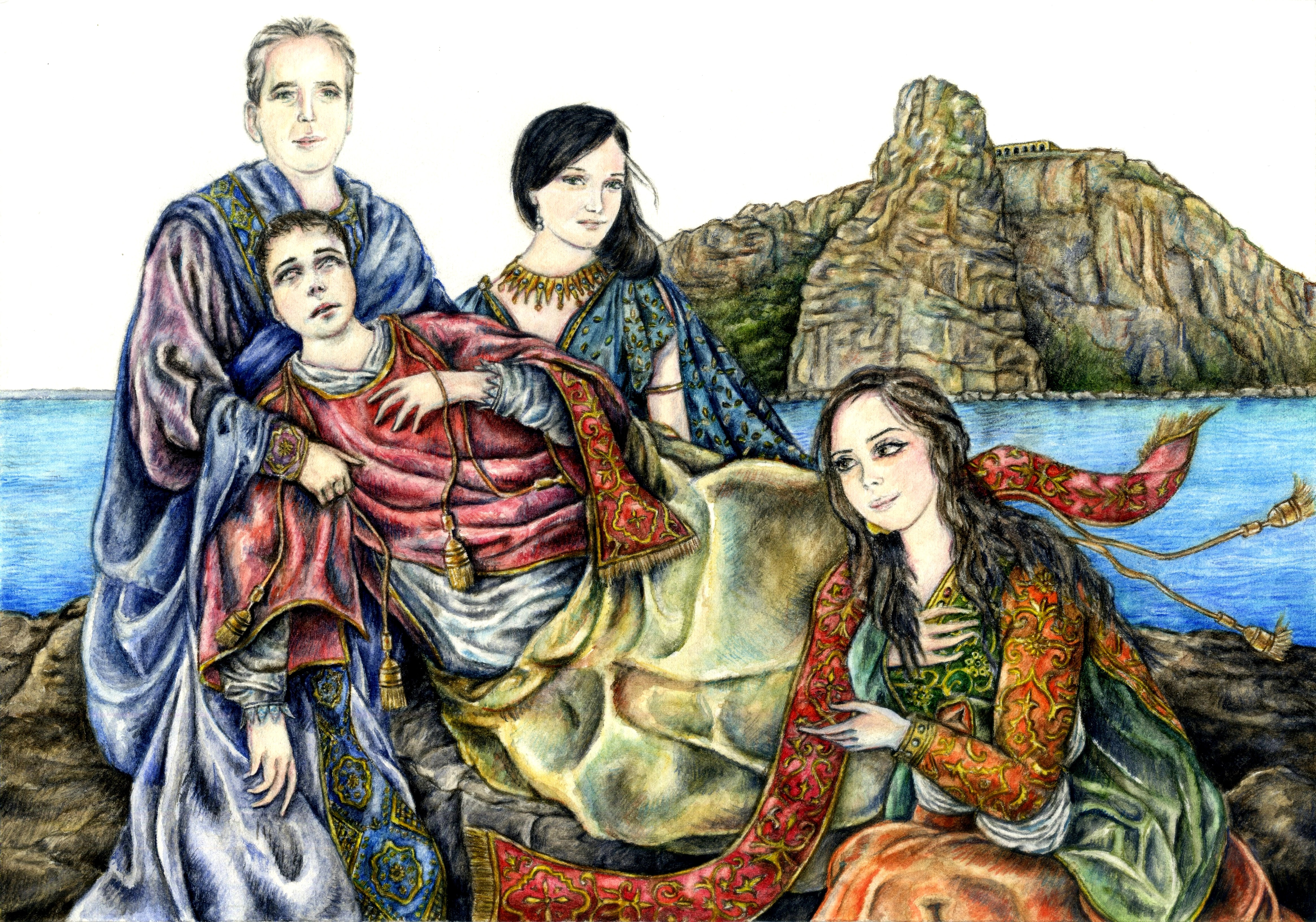
Ritrovamento del corpo di San Cesario diacono e martire sulla spiaggia di Terracina

Nelle quattro Passiones, il periodo del martirio di Cesario è posto in periodi storici differenti, a partire dall'età neroniana fino ad arrivare all'età domizianea. Secondo la “Passio parva” (la più antica, ascrivibile al V-VI secolo), il martirio di Cesario sarebbe avvenuto in età neroniana (54-68 d.C.), datazione accettata anche dall'agiografo tedesco Lorenzo Surio: vi sarebbe un chiaro tentativo di avvicinare il diacono allo storicamente provato passaggio degli apostoli Pietro e Paolo nella città di Terracina. L'evangelizzazione di Paolo lungo l'Appia è attestata dagli Atti degli Apostoli, che fanno riferimento al suo viaggio da Pozzuoli verso Roma con le soste a Tres Tabernae e a Foro Appio, nella zona pontina. La sua sosta a Terracina viene ricordata negli Atti apocrifi di Pietro e Paolo dello Pseudo Marcello, secondo i quali San Paolo avrebbe soggiornato nella casa del diacono Cesario in Terracina per sette giorni.
Generalmente si prende in considerazione la Passio maxima che pone il martirio in età traianea (98-117 d.C.) in quanto Cesario è ricordato anche negli Atti dei Santi Nereo e Achilleo, martirizzati appunto sotto l'imperatore Marco Ulpio Nerva Traiano. Il nome del diacono compare negli “Acta Nerei et Achillei” (ascrivibili al V-VI secolo), come colui che diede sepoltura alle vergini Flavia Domitilla, Eufrosina e Teodora, martirizzate a Terracina all'inizio del I secolo d.C. Lo storico francese Louis-Sébastien Le Nain de Tillemont ritrova Lussurio e Leonzio (personaggi della Passio S. Caesarii) anche nella Passio di San Giacinto, martirizzato a Porto Romano sotto Traiano.
Lo storico inglese Alban Butler sostiene che il martirio di S. Cesario sarebbe avvenuto nell'anno 300, durante la persecuzione di Diocleziano (284-305).
Una parte della moderna critica storica sposta la data del martirio di Cesario al 250 d.C., durante la persecuzione di Traiano Decio (249-251). Secondo l'archeologo Pietro Longo, la “Passio maxima” è inattendibile in quanto troppo prolissa e piena di “pie interpolazioni” atte a esaltare Cesario. Il collegamento del martirio del nostro diacono con quello di Nereo, Achilleo e Domitilla sarebbe nato in quanto questi quattro martiri risulterebbero essere tutti legati al papa Damaso (366-384), il quale avrebbe curato la traslazione del corpo di Cesario da Terracina a Roma (“Sanatio Gallae et translatio S. Caesarii Romam”) e scritto un carme in onore dei SS. Nereo e Achilleo. L'archeologo sostiene che il martirio di Cesario sarebbe avvenuto, invece, il giorno 13 luglio dell'anno 250 d.C. - oppure nei quattro giorni antecedenti ossia dal 9 al 13 - perché in quel periodo a Roma venivano festeggiati i Ludi Apollinari, che devono il loro nome al dio a cui erano dedicati, ovvero Apollo. Si svolgevano annualmente per un periodo di otto giorni, precisamente dal 5 al 13 luglio, e solo l'ultimo giorno si tenevano nel circo. Il Longo, quindi, suppone che il diacono sarebbe stato immolato ad Apollo nell'anfiteatro di Terracina.
Secondo lo studioso Rosario Malizia, questa datazione, in assenza di prove storiche e in presenza di un racconto leggendario come il nostro, rimane un'ipotesi come un'altra e quindi senza alcuna pretesa di maggiore verosimiglianza rispetto alla versione tradizionale, che pone il martirio di Cesario nelle prime fasi delle persecuzioni contro i cristiani.
Appare molto severo il giudizio di mons. Francesco Lanzoni secondo cui questa Passione, eccetto l'autenticità del martirio di Cesario in Terracina in un anno imprecisabile, avrebbe “poco o niun fondamento”.
Louis Ellies Dupin, teologo e storico della chiesa francese, sostiene che gli Atti di san Cesario, san Nereo, sant'Achilleo, santa Domitilla, san Giacinto, san Zenone, san Macario, sant'Eudossio, ecc., sono tutti molto favolosi come quelli degli undicimila soldati cristiani e delle undicimila vergini cristiane.

## Culto nel mondo

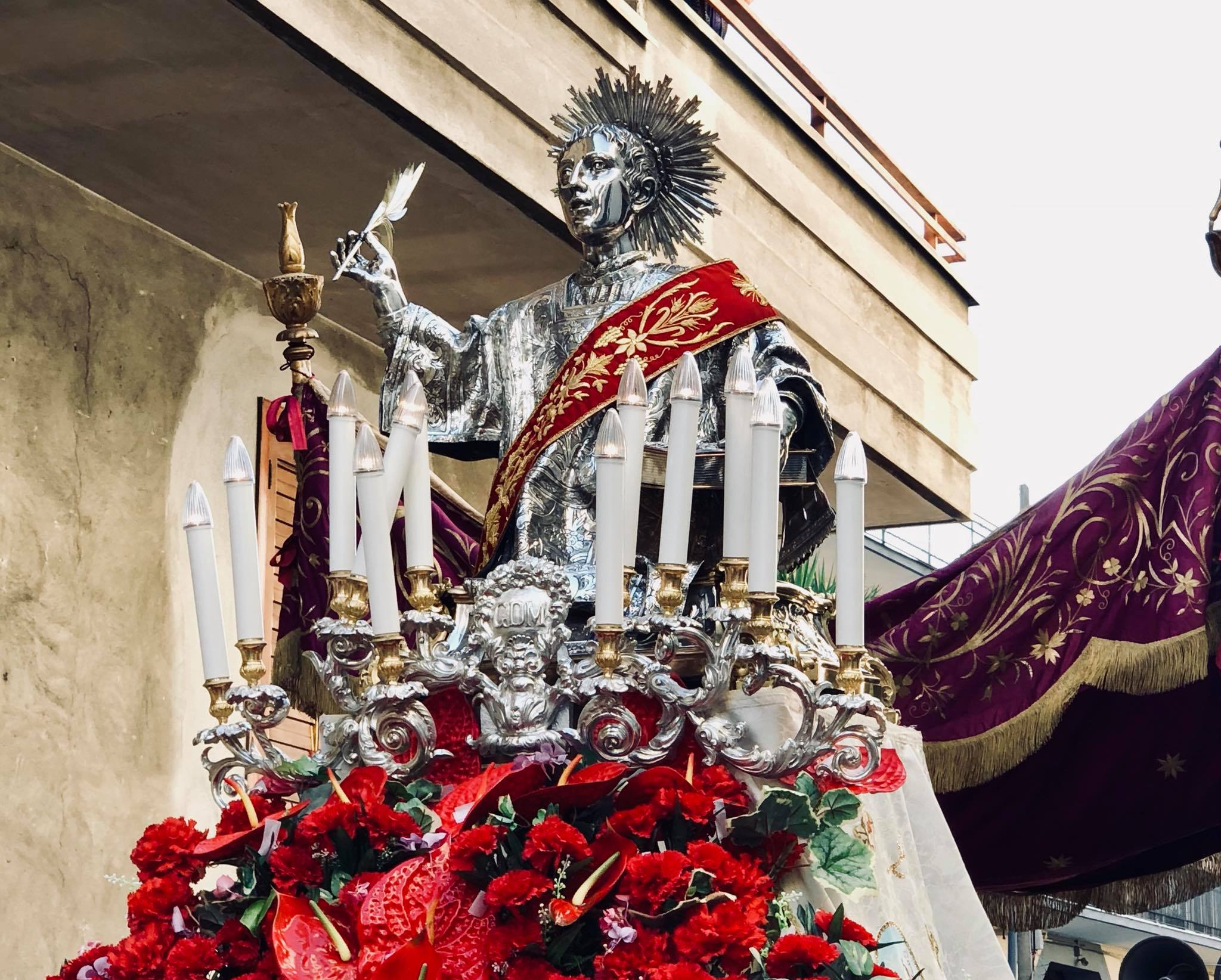
Cesario di Terracina, un santo imperiale

### Il nuovo "Cesare cristiano" della storia: un culto imperiale
Fin dalla prima età cristiana, Cesario di Terracina fu il santo scelto per il suo nome a consacrare alla fede di Cristo i luoghi che già appartennero ai Cesari pagani.
L'analogia fra il nome del santo e quello degli ambienti detti Caesareum o Augusteum, riservati negli edifici pubblici romani al culto degli imperatori, è stata da sempre collegata con la precisa volontà della Chiesa di soppiantare la devozione per i defunti sovrani di Roma (piuttosto importanti nel paganesimo) con quella più tollerabile verso un martire cristiano.
Il nome Cesario significa “devoto a Cesare” ed è legato, quindi, al grande condottiero romano Gaio Giulio Cesare, e agli imperatori romani in quanto il loro appellativo era appunto Cesare. San Cesario, quindi, sostituì il culto dei Divi Cesari, molto difficile da estirparsi perché fondato sull'amor proprio nazionale dei Romani. Non si tratta, però, di una sostituzione meccanica a qualunque genere di memoria riconducibile a Cesare e agli imperatori in quanto la vita stessa del santo e il tipo di devozione tributatogli dopo la sua morte mostrano qualcosa in più.
Nella Passio, si fa riferimento all'antichissima gens romana da cui sarebbe disceso, la Gens Julia (una chiara allusione al legame che sarebbe intercorso tra la famiglia di Giulio Cesare e quella del diacono). Il compagno di martirio di Cesario sarebbe stato il presbitero Giuliano: Iulianus, letteralmente significa "appartenente alla gens Iulia". San Giuliano, associato a San Cesario, è un'ulteriore dimostrazione che i nomi dei due martiri ricordano il nome di Giulio Cesare.
Inoltre, da molteplice fonti ci viene attestato che il culto familiare dei Cesari era quello di Apollo; il dio pagano ritorna spesso nella storia della vita del santo e in quella del suo culto. Il giovane diacono avrebbe assistito a una festa pagana in onore di Apollo e, successivamente, avrebbe fatto crollare il cosiddetto Templum Apollins a Terracina; inoltre, molte chiese dedicate a San Cesario sarebbero state costruite sopra i resti di templi pagani dedicati ad Apollo.
La Passio di San Cesario ruota intorno alla buona salute o prosperità (salus) dell'Impero romano; la leggenda presenta il martirio del diacono Cesario come prova che il benessere dello Stato si basa più saldamente su principi cristiani che sul suo passato pagano. La sua Passione presenta un elaborato e raccapricciante panorama del rituale pagano sostenuto dall'Impero. In contrasto con questo spargimento di sangue insensato ed empio, il martirio di Cesario realmente ottiene la salute imperiale rendendo testimonianza della verità di Dio; la sua commemorazione offre un mezzo per perpetuare quella prosperità.
Cesario, già opponendosi in vita ai Cesari pagani, diventa - a partire dal IV secolo, dopo la traslazione delle sue spoglie a Roma - il nuovo "Cesare cristiano" della storia e il santo tutelare (protettore) della famiglia imperiale convertita al cristianesimo. Ma se l'intento della Chiesa era effettivamente quello di sfruttare la figura del santo per estirpare il culto pagano degli imperatori, il risultato fu l'opposto. Nella tradizione popolare, infatti, si affermò presto l'idea che S. Cesario non solo fosse il protettore della famiglia imperiale, ma anche tutelasse la sua memoria e i luoghi in rovina nei quali si diceva fosse vissuta, scoraggiando e tenendo lontano con prodigi i profanatori e i cercatori di tesori.
Il culto di San Cesario nacque e si sviluppò sulla via Appia, la strada romana che collegava Roma a Brindisi: lungo il percorso della "regina viarum" si trovava la sua primitiva tomba a Terracina (precisamente nella Basilica di Santa Maria ad Martyres) e la chiesa di San Cesareo de Appia a Roma (ubicata nei pressi delle Terme di Caracalla, nel tratto iniziale della via Appia).
Il culto del diacono Cesario è diffuso in tutto il mondo, intensificato attraverso le varie traslazioni delle sue reliquie; il martire è venerato in Italia, Spagna, Francia, Corsica, Germania, Stati Uniti d'America, Inghilterra, Filippine, Portogallo, Israele, Grecia, Belgio, Polonia, Croazia, Slovenia e Slovacchia.
Gaio e Lucio Cesare: Axurnates e patroni della colonia di Terracina
Nel Teatro Romano di Terracina sono stati ritrovati i due posti d’onore, dedicati ai due figli prematuramente scomparsi dell’imperatore Cesare Ottaviano Augusto, Gaio e Lucio, che nell’incisione epigrafica rinvenuta vengono definiti "Principi della Gioventù" e "Patroni" della Città.
La scoperta che Gaio Cesare e Lucio Cesare erano i due patroni della colonia romana di Terracina (Anxur) è stata fatta durante gli scavi condotti dalla Soprintendenza nel 2021. Gaio e Lucio erano i due figli che Augusto aveva adottato da sua figlia Giulia per assicurarsi una discendenza diretta e impedire che Tiberio la spuntasse. I due giovani però morirono prematuramente, Lucio a 17 anni, durante un viaggio a Marsiglia nel 2 d. C.; Gaio, più grande di tre anni, per una ferita riportata in una battaglia nel vicino oriente nel 4 d. C. I due giovani, nonostante la prematura scomparsa, vantavano già diversi titoli onorari quali designati consoli, introdotti nei gruppi sacerdotali e godevano degli stessi diritti dei senatori circa la partecipazione agli eventi pubblici come i posti d'onore nei teatri, anche appunto in quello di Terracina. Le due aree onorarie rinvenute nello scavo e dedicate a loro hanno quindi una datazione definita e successiva al 4 d. C.: inoltre nelle parti finali (explicit) delle iscrizioni, i due giovani vengono definiti 'Axurnates' e patroni della città, a testimonianza del legame della famiglia imperiale con il territorio, probabilmente frequentato con una certa assiduità 
.
Sulla base onoraria, l'iscrizione recita:
C(aio) Caesari Augusti f(ilio),
Divi Iuli n(epoti), principi iuventutis,
pontif(ici), co(n)s(uli), imp(eratori).
Hic omnium annos natus XIV co(n)s(ul) desig(natus).
Coloni Axurnates patrono.
Inoltre nel Teatro Romano è stato ritrovato anche un ritratto di Giulio Cesare.

### Sanatio Gallae et translatio S. Caesarii Romam: la traslazione del corpo di S. Cesario a Roma

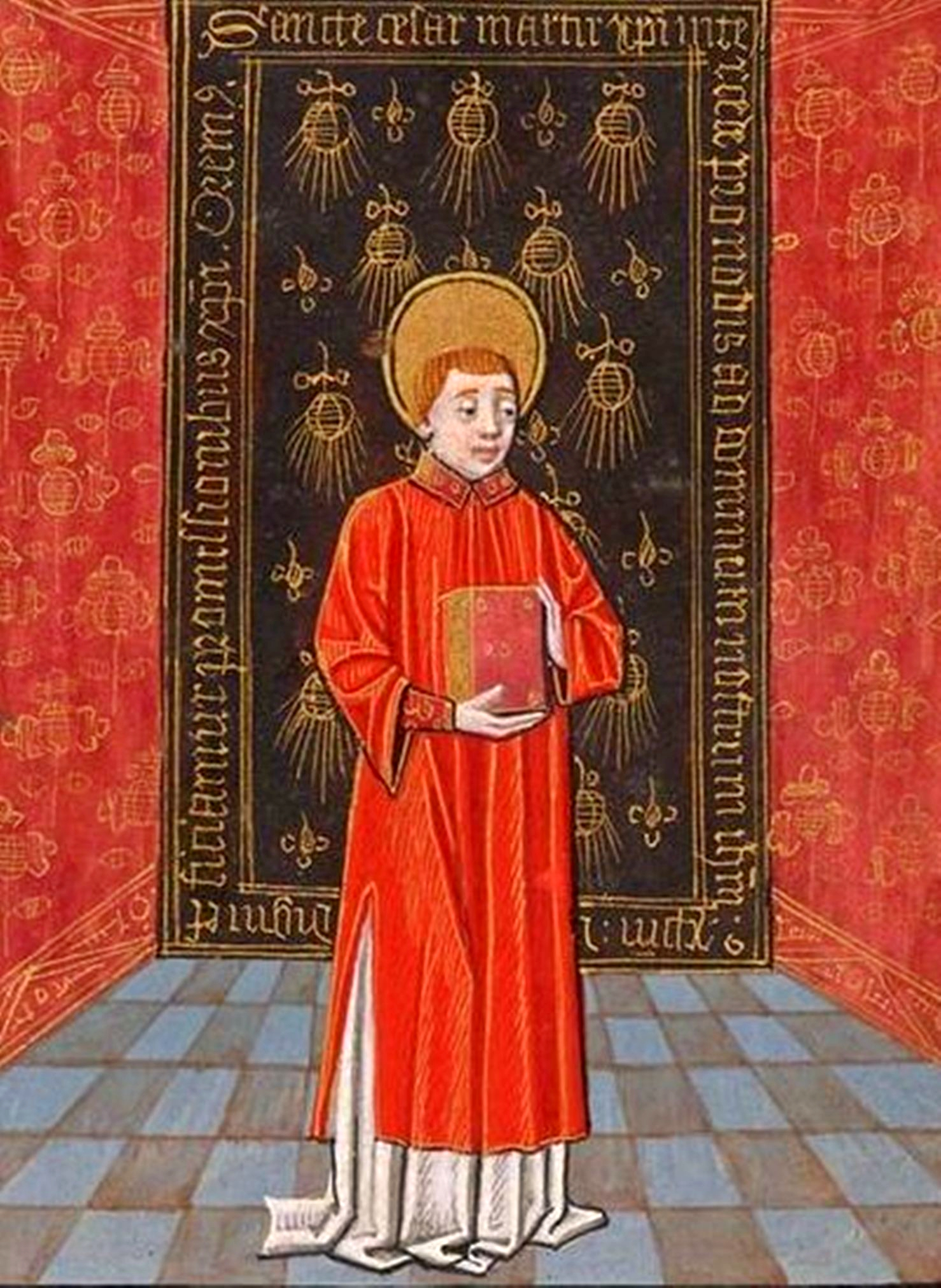
Antica miniatura raffigurante San Cesario diacono e martire (XV secolo), New York

Secondo il racconto "Sanatio Gallae et translatio S. Caesarii Romam" (componimento leggendario del VI-VII secolo), la venerazione dei resti mortali di San Cesario a Terracina richiamò schiere di pellegrini sulla sua tomba. Sul primitivo sepolcro di Cesario, in un terreno posto nella Valle di Terracina, lungo la via Appia, venne eretta una basilica ad corpus dedicata a Santa Maria ad Martyres, nel Medioevo conosciuta come "San Cesareo alle Prebende". Tra l'anno 375 e il 379 d.C. le spoglie mortali del martire sarebbero state traslate, con l'assistenza di papa Damaso intro Romanum Palatium, in optimo loco, imperiali cubicolo, ossia nella Domus Augustana di Roma sul colle Palatino (nel sito di Villa Mills, distrutta) per volontà dell'imperatore Valentiniano I, dopo la miracolosa guarigione della figlia Galla Placidia sulla sua tomba a Terracina. Secondo tale narrazione, Galla sarebbe stata invasa dal demonio a causa del suo rifiuto di cedere l'area di un giardino nel quale la fanciulla andava a giocare con le sue compagne. Su quell'area doveva essere costruita una chiesa dedicata a San Lorenzo. I suoi genitori la mandarono nell'isola di Chio, nel mar Egeo, sulla tomba di Sant'Isidoro che ogni giorno faceva miracoli proprio per i vessati dal demonio. Ma Galla non guarì e ritornando per "littora Campaniae", ossia i lidi della Campania, arrivò a Terracina, dove il vescovo Felice, vietando al corteo imperiale l'ingresso in città, la condusse sulla tomba di San Cesario e così pregò: "Signore, Dio Onnipotente, che desti la vita a questa fanciulla, rendi il suo spirito alla pristina salute; salvata per l'intercessione di questo Martire, con mente pura, possa rendere il suo debito per la chiesa di San Lorenzo". Dopo tre giorni di penitenza e preghiera da parte del vescovo, un bellissimo giovane che indossava una stola apparve in sogno alla fanciulla e le disse: "Il fuoco dei peccati si estingue non diversamente se non per mezzo di una sorgente di lacrime. Perciò, sappi che tu sei stata salvata dal pianto del vescovo Felice" e poiché questa cercava di sapere chi fosse, dichiarò di chiamarsi Cesario. Subito dopo, come se gettasse un serpente dalla sua bocca, si rivolse a colui che era in lei e disse: "Affonda con tutta la fretta possibile in questo profondo mare" e facendo un segno sulla sua bocca e orecchie, subito sparì; Galla immediatamente guarì. La fanciulla, appena ritornò in sé, raccontò tutto al vescovo, il quale offrì subito all'alba un sacrificio al Signore. L'imperatore e l'imperatrice - grati al santo per il miracolo ricevuto - vennero a Terracina a prelevare le spoglie dei SS. Cesario e Giuliano (lasciando, però, alla chiesa terracinese alcune ossa del diacono), ponendole sulla lettiga sulla quale era stata trasportata la figlia ammalata, appositamente decorata con oro e avorio, e le portarono solennemente a Roma, accolte da papa Damaso e da grande folla.
Lo studioso francese Albert Dufourcq rileva almeno cinque anacronismi in questa storia e ritiene che la traslazione sarebbe avvenuta al tempo di Valentianiano III, sotto il pontificato di Sisto III. Secondo Alfonso Bartoli, sarebbe esagerato negare fede al racconto per gli anacronismi che esso contiene, quindi - senza ripetere le sottili disquisizioni cronologiche e storiche dei Bollandisti - ritiene con questi che la traslazione sarebbe avvenuta tra il 375 e il 379. Di conseguenza, l’oratorio di San Cesario avrebbe avuto origine nell’ultimo trentennio del IV secolo.
Il racconto della Translatio S. Caesarii Romam nel fregio perduto del portico del Duomo di Terracina
Nel fregio perduto del portico della cattedrale di San Cesareo di Terracina vi era la rappresentazione della sepoltura e della traslazione del corpo di S. Cesario da Terracina al Palatino di Roma, sormontate dalla seguente iscrizione latina PALATIVM.TRAC.IMPR.VALES.SILVINIANI EP.S.SILVI.TRAC.LEONTIVS.S.CESARIVS. S CES LEONI.
Nell’Archivio Capitolare della Cattedrale di Sezze si conserva un disegno, realizzato nell'anno 1733, del mosaico perduto della trabeazione sinistra: vi è raffigurato il primo cittadino Lussurio, il quale - mentre passa vicino un albero (igitur cum iuxta arborem praeteriret) - è morso da un serpente (a serpente percussus); il monaco Eusebio ed il presbitero Felice inginocchiati in preghiera presso il sepolcro dei SS. Cesario e Giuliano (due edifici di culto, i cui tetti a spioventi sono sormontati da tre croci); una figura assisa in trono che benedice una nave su cui sono presenti sei santi, tra cui il vescovo Silviano, la madre Silvia ed il padre Euleterio (anno 428 circa, al tempo dell'imperatore Valentiniano III); l’incubatio di Placidia, figlia dell’Imperatore Valentiniano III (anno 444) sulle spoglie di San Cesario e l’improvvisa liberazione dell'energumena dallo spirito diabolico di cui era invasa (quare mox atrocissimo tradita daemoni: vexari ab eodem dirissime caepit) per intercessione del diacono, le cui reliquie sono solennemente incensate da un turibolaio; una figura femminile festante indica il vescovo Felice che offre subito all'alba un sacrificio al Signore (solennia missarum explesset) vicino un carro trainato da due buoi (secondo il racconto della traslazione, Galla sarebbe stata trasportata - a causa della sua infermità - su una basterna trainata da buoi (positam in basterna) ed accolta dal vescovo Felice fuori la città, chiaramente extra urbem). Successivamente le reliquie dei SS. Cesario e Giuliano furono poste sulla suddetta basterna, appositamente decorata con oro e avorio, e portate solennemente a Roma per essere riposte intro romanum palatium. La dicitura latina LEONTIVS rimanda, da un punto di vista iconologico, oltre al ricordo del console convertito da S. Cesario, alla conversione della famiglia imperiale al cristianesimo. Infine vi è raffigurato una costruzione architettonica che potrebbe essere la Chiesa di Santa Maria ad Martyres (San Cesareo alle Prebende). Di tale edificio esiste un ricordo nelle fonti letterarie: si tratta di una donazione -  in un momento in cui la città aveva acquisito ulteriormente un'importanza strategica - fatta dal papa Leone IV (847-855), della quale si ha notizia nel Liber Pontificalis. Dopo la rappresentazione di questo palazzo, è narrata la storia di Sant'Erasmo vescovo e martire: il culto del santo, conosciuto anche come Sant'Elmo, fu portato dai monaci benedettini; infatti, nella Basilica di Sant'Erasmo di Veroli - che, secondo la tradizione, sarebbe stata costruita, come la cattedrale di Terracina, sulle rovine del tempio di Apollo - vi è una grande venerazione verso San Cesario (del quale si conserva una preziosa reliquia e una sua rappresentazione nel registro inferiore dell'affresco dell'abside, dal titolo "Apoteosi dell'ordine benedettino", insieme ai SS. Erasmo e Benedetto) anche per interessamento della famiglia Roffredi di Veroli, soprattutto ad opera dei duchi Landuino e Ratterio, i quali contribuirono ad accrescere la devozione del santo terracinese, molto invocato contro le inondazioni dell'Amaseno.

### Cesario, il santo tutelare degli imperatori romani d'Occidente e d'Oriente

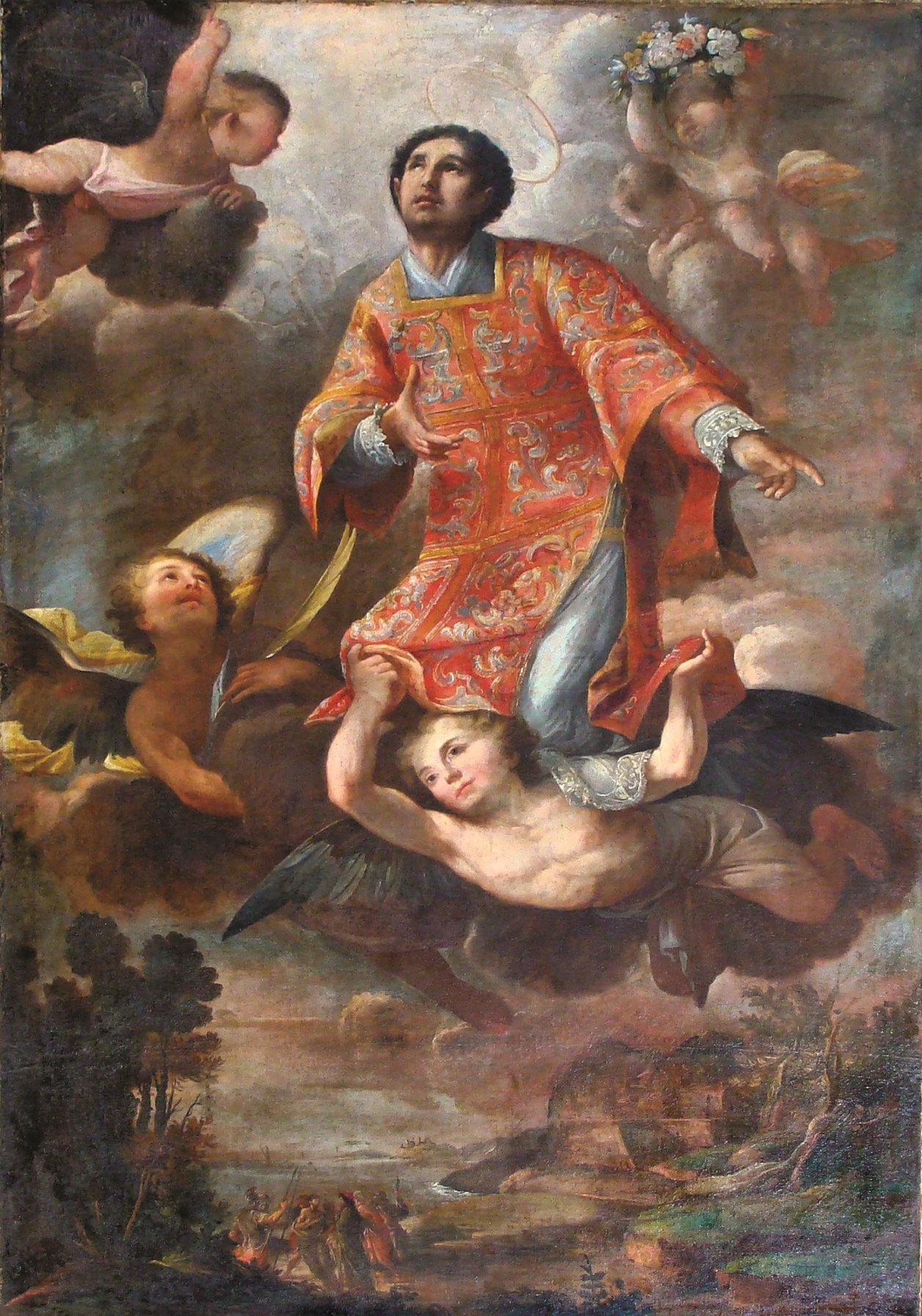
Dipinto "Apoteosi di San Cesario diacono e martire", Parrocchia Santa Maria delle Grazie in San Cesario di Lecce

Il Palatino divenne in epoca romana la vera e propria residenza ufficiale degli imperatori; il primo fu Cesare Ottaviano Augusto che fece edificare la sua domus sul versante sud-occidentale del Colle. I Palazzi imperiali del Palatino si compongono di due strutture, quella pubblica (la Domus Flavia), e quella privata (la Domus Augustana), dove abitava l'imperatore e la sua corte.
Il Palatino nel Medioevo divenne uno spazio cerimoniale, raramente abitato dall'occupante designato: l'imperatore. Nei palazzi imperiali del Colle non si trova una moltitudine di nuovi santi, ma un unico santo per rafforzare la maestà imperiale: San Cesario.
Secondo l'archeologo Pietro Longo, papa Damaso (366-384) avrebbe intuito perfettamente quale doveva essere il ruolo della Chiesa nel collegamento e nell'inserimento tra il potere papale e quello imperiale: per poter attuare questo progetto, egli doveva prendere possesso del luogo più importante che deteneva il potere politico a Roma, il Palatino. In questo periodo storico si sviluppò una forte polemica tra Sant'Ambrogio, vescovo di Milano, e Quinto Aurelio Simmaco, uno dei più autorevoli esponenti del Senato, strenuo difensore della tradizione pagana. Simmaco tentò di riesumare i culti pagani, ma in questa sua opera trovò l'opposizione del vescovo Ambrogio, convinto assertore della superiorità del Cristianesimo su ogni altra religione. Alcuni studiosi ipotizzano che uno dei tre fratelli di Quinto Aurelio Simmaco fosse Avianio Vindiciano, che fu consolare della Campania (consularis Campaniae) fra il 370 e il 378, del quale due iscrizione rinvenute a Terracina ci riferiscono che adornò la città di statue e che restaurò le terme distrutte da un incendio. Papa Damaso, colpendo indirettamente Quinto Aurelio Simmaco, avrebbe fatto traslare il corpo di San Cesario da Terracina a Roma (precisamente nella Domus Augustana) affinché l'imperatore avesse avuto un santo tutelare di nome Caesarius. Le spoglie del diacono furono traslate a Roma insieme con quelle del compagno di martirio, San Giuliano: se si invertono i nomi dei due santi e si tolgono i suffissi, si ottiene il nome “Julius Caesar”; in questo periodo nel Palatino poteva entrare solo chi deteneva l'appellativo di Cesare. All'interno di questo palazzo imperiale venne eretto un oratorio in onore del martire chiamato “San Cesareo in Palatio”. Esso fu il primo luogo di culto cristiano, regolarmente e ufficialmente costituito sul Palatino: fu il segno palese della consacrazione cristiana del palazzo imperiale perché sostituì Lararium, ossia il larario domestico degli imperatori pagani, ed ebbe vero e proprio carattere di cappella palatina.
Bisogna precisare che nell'anno 375 l'Imperatore Valentiniano I morì e papa Damaso voleva conferire autonomia della Chiesa al fine di evitare al successore di abolire i privilegi e di non condannare gli eretici. Nel novembre del 375 fu eletto imperatore Graziano, il quale rifiutò il titolo di "Pontifex Maximus" (insito nella carica imperiale) e terminò anche la legittimità giuridico-sacrale della carica di imperatore. Graziano si rivelò molto accondiscendente con le richieste della Chiesa: emanò ufficialmente l'editto di osservanza per le regole della dottrina cristiana-ecclesiastica nell'Impero, e diede ragione ad Ambrogio nella disputa relativa all'Altare della Vittoria in Senato, rimosso nel 382.
Secondo il Grisar, il nome dell'oratorio di San Cesario sembra sia stato scelto, secondo il gusto dell'epoca, per l'eco che conteneva del nome di Cesare e dell'abitazione dei Cesari, così quindi il titolo di San Cesario anche da solo annunciava il nuovo carattere cristiano della potenza dei Cesari. Il nome del martire era un'opportuna dedica là dove avevano risieduto gli Autocratori, i Cesari. Non senza ragione, il culto del martire di Terracina fu importato nel palazzo dei Cesari. E la ragione è nel nome stesso del martire. Secondo lo studioso Albert Dufourcq, la radice stessa del nome Καισάριος sembrava predestinarlo a diventare il protettore dei Cesari e il patrono degli Imperiali. Lo studioso Hippolyte Delehaye sostiene che l'esistenza di Cesario di Terracina, il cui nome si prestava così bene a cristianizzare il palazzo dei Divi Cesari, non faceva nascere il bisogno di inventare un santo con il nome Cesario, oppure di canonizzare qualche Cesare, per essere fedeli alla pratica comune. Tuttavia, se non è lecito affermare che l'oggetto stesso del culto, il santo, è stato il risultato di una metamorfosi, bisogna tener conto che certe trasformazioni, in qualche modo, hanno influenzano il personaggio stesso, con una deformazione della sua immagine nelle leggende letterarie.
Eppure, per altri aspetti, era una scelta insolita: San Cesario non era un santo romano: la città di Terracina si trova lungo la via Appia, che collegava Roma con Capua. Era un sito strategicamente importante: qui lo stretto valico di Lautulae forniva l'accesso da Roma al resto dell'Italia meridionale. Tuttavia, San Cesario, oltre al suo nome, aveva anche altro da offrire al Palatino. La Passio S. Caesarii si adattava in modo impeccabile al simbolismo del Palatino, offrendo un energico commento cristiano sul significato dell'Impero. In tal modo, Cesario personificava le conseguenze del cristianesimo per l'Impero e il suo oratorio sul Palatino serviva come punto di riferimento per la sua cristianizzazione.

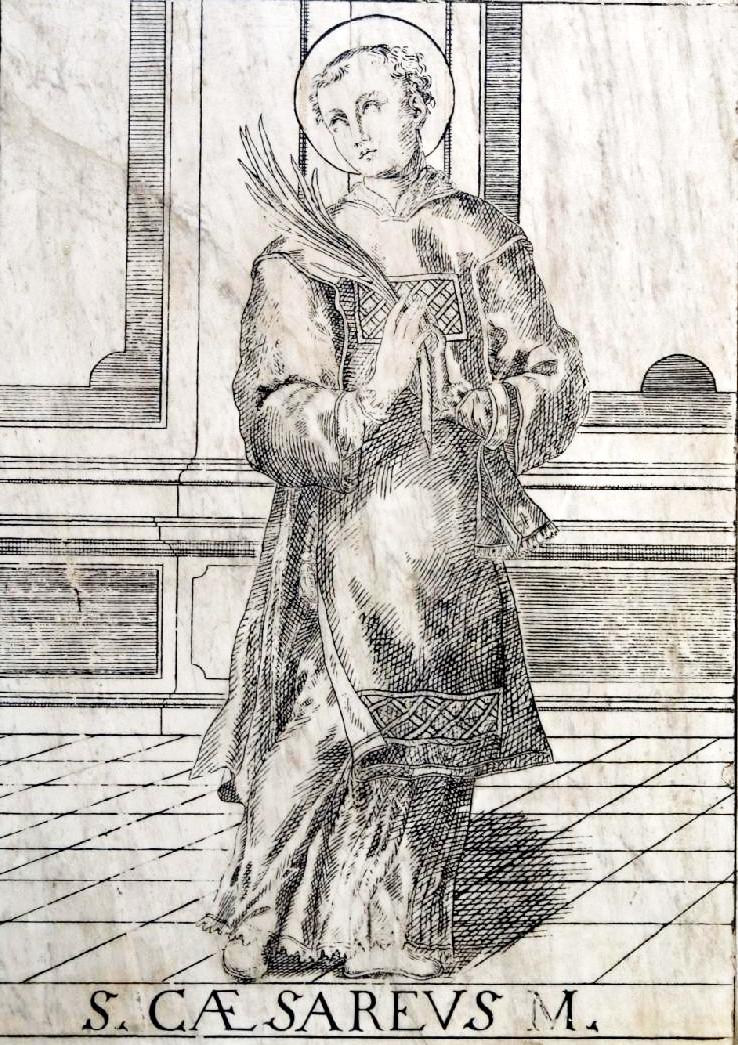
S. CAESAREVS, Paliotto in marmo, Cattedrale di San Cesareo, Terracina

Sebbene non fossero presenti fisicamente, gli imperatori bizantini mantennero una presenza costante sul Palatino. Era consuetudine inviare i ritratti imperiali alle province, inclusa Roma, per celebrare l'ascesa al potere di un nuovo imperatore. Nel 603 l'imperatore bizantino Foca inviò a Roma - secondo l'uso di ogni successione imperiale - un'icona che lo raffigurava insieme con la moglie Leonzia. Nel palazzo del Laterano, allora sede papale, il 25 aprile dello stesso anno, papa Gregorio Magno accolse l'icona di Foca e di Leonzia e ordinò che fosse fatta ascendere sul Palatino, molto probabilmente attraversando Roma in processione, per essere conservata e riposta nell'oratorio del loro santo tutelare, San Cesario martire, all'interno del palazzo imperiale, nell'ambiente destinato a larario - ossia la parte della casa riservato al culto domestico, costituita da un sacrario o da un'edicola, dove vi erano anche le immagini degli antenati - affacciato sul peristilio superiore della Domus Augustana. Tuttavia da questo accoglimento, che costituiva cerimonialmente un vero e proprio adventus, è scomparso il popolo mentre al suo posto, a fianco del senato compare il clero. L'oratorio di San Cesario ebbe carattere di cappella palatina finché il palazzo svolse funzioni di dimora imperiale.
Secondo la storica Maya Maskarinec, anche se la Passio S. Caesarii rimane ancorata a Terracina, le sue dimensioni geopolitiche si sono espanse drammaticamente; Cesario non è più semplicemente un diacono di Terracina, ma sarebbe arrivato dall'Africa. Mentre l'imperatore stesso non compare nella storia, la Passio accorda una voce ai cittadini di Terracina (Tunc clamaverunt omnis populus dicentes:«Bonus homo iusta loquitur»), quando, durante il processo, nei pressi delle rovine del tempio di Apollo, avrebbero approvato all'unanimità le parole del giovane Cesario, dimostrando un vero e proprio gesto di sostegno popolare che sarebbe stato il benvenuto in un oratorio che ora ospitava le immagini degli imperatori.
Nel IX secolo presso l'oratorio di San Cesareo in Palatio si trova un monastero greco. Nel XIII secolo, andato in rovina il suddetto monastero, si provvide a trasportare il corpo di San Cesario diacono e martire nella Basilica di Santa Croce in Gerusalemme di Roma, dove tuttora si conserva nella vasca di basalto, posta sotto la mensa dell'altare maggiore.

### Cesario, un santo papale

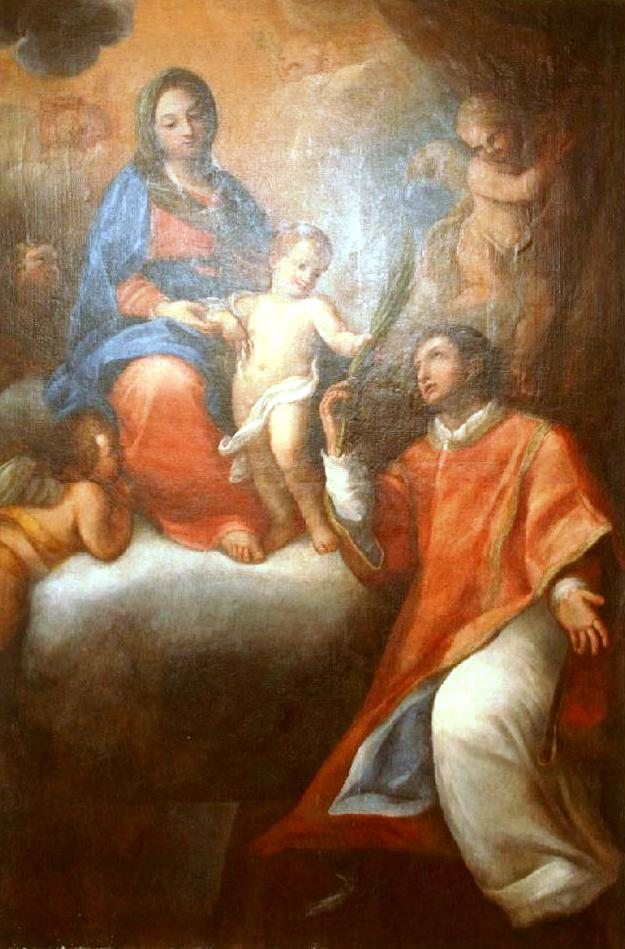
Dipinto "Sacra Conversazione tra la Vergine Maria con Gesù Bambino e San Cesareo diacono e martire", Carlo Maratta (secolo XVII), Museo Diocesano di Palestrina

Nei complessi residenziali imperiali si radicò il culto di Cesario, martire di Terracina, il cui profilo di santità fu progressivamente ridisegnato in un contesto di competizione tra il papato e l’autorità bizantina per il controllo di un colle profondamente connotato in senso imperiale.
I pontefici romani, attraverso il culto di San Cesario, volevano espandere le loro prerogative papali prima sul Palatino (dimostrando sempre più un crescente coinvolgimento dell'autorità religiosa negli spazi imperiali) e, successivamente, in Laterano, con il chiaro intento di subordinare il potere degli imperatori. È interessante notare che nel componimento leggendario della "Sanatio Gallae et translatio S. Caesarii Romam" vi è l'intento di subordinare l'imperatore al vescovo Felice di Terracina (che vieta al corteo imperiale l'ingresso in città) e al papa Damaso (che assiste l'imperatore durante la deposizione delle reliquie del santo nel palazzo imperiale).
Secondo la studiosa Maya Maskarinec, a Roma gli eventi narrati dal racconto della traslazione (il sontuoso corteo imperiale che condusse il corpo di San Cesario nella Domus Augustana, solennemente accolto da papa Damaso e da grande folla) sarebbero stati richiamati ogni anno durante una processione, con a capo il pontefice, che portava alla cappella di San Cesario sul Palatino. Almeno entro la fine del settimo secolo, ogni anno il giorno di festa di Cesario, il primo di novembre, i Romani si riunivano nella chiesa dei Santi Cosma e Damiano sul Foro Romano e da lì, guidati dal papa, si incamminavano in processione verso San Cesario in Palatio, dove si teneva una solenne celebrazione conclusiva in onore del martire Cesario e degli imperatori. Le origini di questa tradizione sono sconosciute, ma se è antecedente o successiva al racconto della translatio, gli elementi sarebbero stati fusi in modo significativo per esprimere le basi papali di questo culto imperiale. Un santo di Terracina, una cappella imperiale, l'eredità di Costantinopoli delle traslazioni delle reliquie imperiali e la crescente autorità del pontefice romano, sarebbero stati associati per creare una narrativa che spiegasse la dedica a Cesario sul Palatino.
I principali donatori delle reliquie di San Cesario furono i pontefici romani, che in tal modo accrescevano il proprio prestigio e contribuivano a sottomettere all'autorità papale i beneficiari di un dono tanto prezioso.
Quando la presenza imperiale bizantina a Roma incominciò ad affievolirsi, il papato decise di coltivare una relazione più stretta con il culto di San Cesario, sia a Roma che a Terracina. A partire dall'inizio dell'ottavo secolo, i pontefici romani incominciarono a distaccarsi sempre più dall'imperatore a Costantinopoli, pretesero di governare Roma e i suoi dintorni (compresa Terracina), e cercarono di farsi riconoscere come governanti legittimi. Di conseguenza, il Laterano, allora sede del papato, era dotata degli attributi architettonici e ideologici di un palazzo imperiale. In una lettera di papa Gregorio Magno (560-604) è menzionato un oratorio dedicato a San Cesario nel complesso del Laterano, annesso al vestiario del Papa, dalla parte del Battistero: vi è un chiaro tentativo di trapiantare questo attributo chiave del palazzo imperiale sul Palatino nel nuovo palazzo dei papi.
Inoltre, un monastero dedicato a San Cesario a San Paolo fuori le Mura suggerisce anche un interesse papale per cooptare il culto di San Cesario diacono e martire. Il pontefice Gregorio II (715-731) dispose che questo monastero di San Cesario fosse restaurato e unito a quello di Santo Stefano. Il Monasterium Ss.Stephani et Caesarii ad S. Paulam è registrato nella vasta lista delle istituzioni ecclesiastiche a cui papa Leone III ha fatto doni nell'anno 807.
Papa Leone IV cercò di promuovere il culto di San Cesario; trasformò la sua casa a Roma in un convento dedicato ai santi Simmetrio e Cesario. La sua biografia riporta anche che fece preziosi doni alla basilica di San Cesario a Terracina, in un momento in cui la città aveva acquisito ulteriormente un'importanza strategica.
Giovanni da Gaeta, il futuro papa Gelasio II, scrisse un componimento poetico in onore di San Cesario di Terracina, quando era monaco nella grande abbazia benedettina di Montecassino, retta dall'abate Desiderio (all'inizio dell'XI secolo papa Alessandro II concesse la diocesi di Terracina con tutte le sue pertinenze all'abate di Montecassino Desiderio).
Nonostante l'ondata crescente del controllo papale, il monastero medievale di San Cesario sul Palatino a Roma rimase un mondo a parte, occupato dai monaci greci in contatto con il mondo bizantino. In esso verso la metà del XII secolo fu eletto papa Eugenio III.

### Il 21 aprile e il 1º novembre: le feste degli imperatori e di San Cesario a Roma

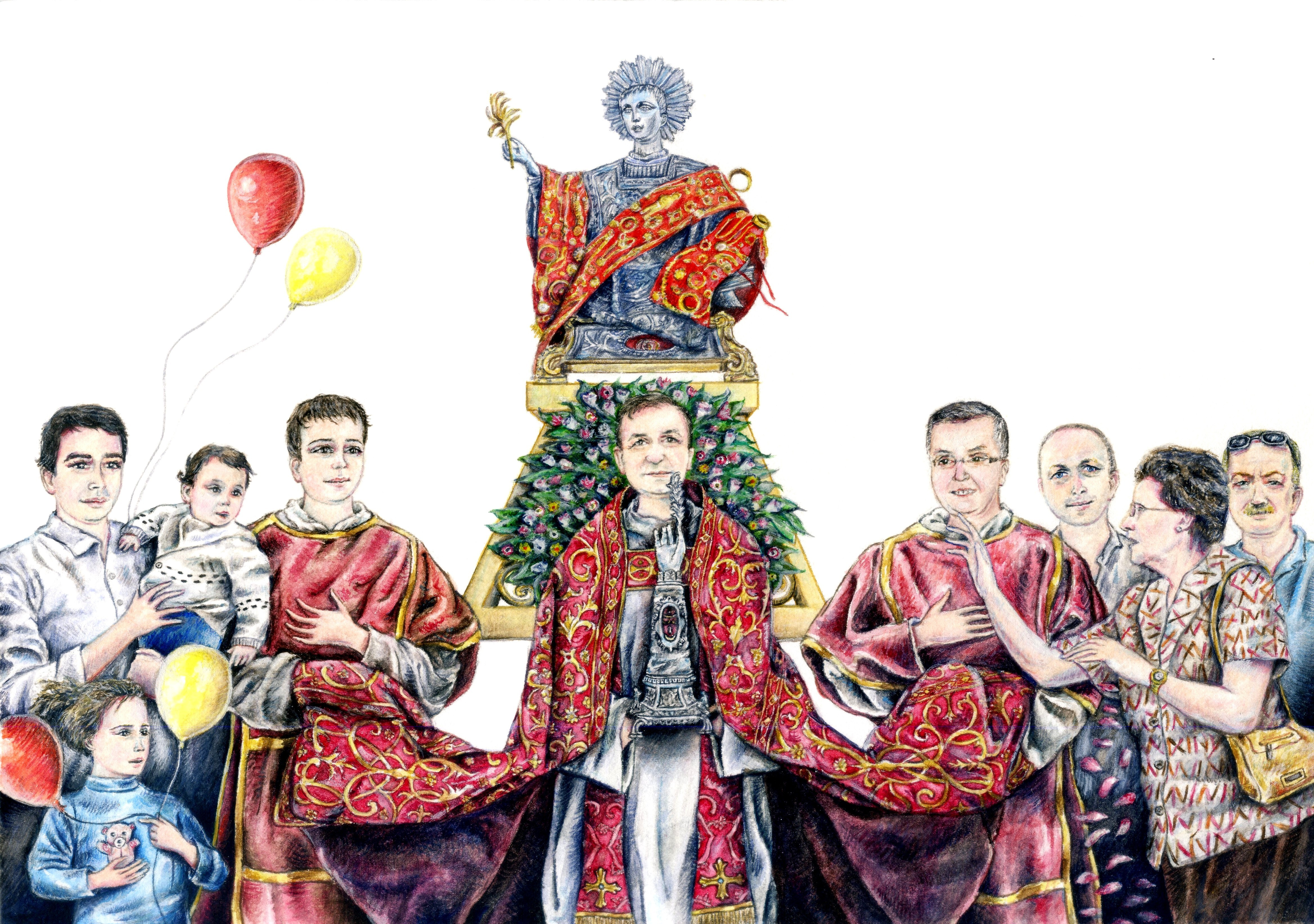
La festa di San Cesario

Durante l'età imperiale la festa di San Cesario martire, santo tutelare degli imperatori, venne stabilita per il giorno 21 aprile, data della fondazione di Roma (Dies Natalis Romae): questa data acquisì un valore pregno di significato, soprattutto per la funzione di propaganda imperiale a cui adempiva.
Secondo la studiosa Lucrezia Spera, la data del 21 aprile potrebbe essere semplicemente esito dell'abbinamento di celebrazione, nel giorno della Città e degli imperatori, anche del martire che dei Cesari rinnovava il ricordo con il nome, e il cui culto per questo era stato attratto dal Palatino, non si può escludere con un effettivo spostamento di reliquie, magari rappresentative, da Terracina. In un'epoca in cui i codici del potere si esprimevano ormai naturalmente attraverso i signa dell'adesione al cristianesimo, l'introduzione della festa di San Cesareo al 21 aprile svolgeva il ruolo di portare un elemento della religione cristiana entro una ricorrenza di matrice religiosa tradizionale e poteva contenere anche l'intento, non si deve escludere, di attenuare le manifestazioni di un'ancora smodata devozione a ‘divinità terrene’, quali erano appunto percepiti gli imperatori, nell'ambito di un'iniziale tendenza a ridimensionare gli eccessi del culto imperiale e, più generalmente, di quella politica antipagana promossa tra gli ultimi decenni del IV secolo e gli inizi del successivo.
Lo studioso Louis Duchesne sostiene che la data del 21 aprile ricorda l'anniversario della dedicazione dell'oratorio romano di San Cesareo in Palatio.
Con l'avvento e la diffusione del cristianesimo e con la caduta Impero Romano d'Occidente (476 d.C.), Roma subì migrazioni e conquiste delle popolazioni barbariche e vide inevitabilmente modificare o sparire molte sue tradizione e festività. Con l'arrivo degli occidentali la festa di San Cesario fu trasferita al 1º novembre. Franchi e Germani non si curavano più dei divini fondatori di Roma, in nessuna considerazione tenevano la memoria di Romolo e dei Cesari suoi successori. Bisognava però celebrare la festa dei loro imperatori - di Carlo Magno per esempio - e onorare i guerrieri morti per la fondazione dell’impero. Scelsero per questa festa il giorno 1º novembre, "Festa degli Eletti" presso i Celti. Franchi e Germani attestano che avevano adottato l’uso celtico.
Il 1º novembre una solenne processione in onore del diacono Cesario e degli imperatori - inferiore per sfarzo solo a quella del 25 dicembre - partiva dalla Basilica dei Santi Cosma e Damiano al Foro Romano e si dirigeva a San Cesario in Palatio sul Palatino, molto probabilmente seguendo l'antico percorso del "Clivus Palatinus" (il clivo Palatino).
Nell'835 papa Gregorio IV fissò la festa di Ognissanti, che si celebrava il 13 maggio ed era limitata alla sola Italia, al giorno 1º novembre. Secondo lo studioso Pierre Saintyves (pseudonimo di Émile Nour), il papa che aveva subito lo spostamento della festa di San Cesario dal 21 aprile al 1º novembre, della quale gli occidentali ne avevano fatto una festa dei loro imperatori, avrebbe deciso di trarne partito per sradicare la superstizione del giorno delle anime, il vecchio Samhain celtico. Gli imperiali installati sul Palatino gli ricordavano ogni anno, con la festa di San Cesario, lo spettacolo delle loro pratiche semipagane e semicristiane. Questo spostamento della festa dei Santi non avrebbe però fatto scomparire di colpo i vecchi riti della festa pagana.

### Le sette chiese di Roma dedicate a San Cesario
Cesario di Terracina godeva di una grandissima celebrità nei secoli del Basso Impero e del primo Medioevo; una celebrità confermata dal fatto che gli vennero dedicate a Roma molti santuari, oratori e monasteri.
San Cesareo dei Corsi (S. Caesarii in monasterio Corsarum) – il monastero de Corsis era situato nei pressi di San Sisto Vecchio. Nell'852 giunsero a Roma molti abitanti della Corsica per sfuggire alle incursioni saracene; il papa Leone IV li accolse e donò loro questo monastero di San Cesareo. Secondo alcuni storici, il monastero fu unito a un altro dedicato a San Simmetrio, che perciò avrebbe preso il nome dei Santi Simmetrio e Cesario, al tempo di Leone IV (847-855).
San Cesareo de Arenula (S. Caesarii de Arenula) – chiesa che era situata nei pressi del Tevere, nel Rione Regola; fu edificata presso "l'Onda" in riferimento alle innumerevoli inondazioni del Tevere che interessarono in passato la zona. Successivamente fu unita alla chiesa di San Paolo alla Regola, ma fu distrutta dopo il 1630.
La chiesa di San Salvatore in Onda originariamente era dedicata al Salvatore e a San Cesareo, ma siccome a quest'ultimo era intitolata anche la chiesa di San Cesareo de Arenula, situata nello stesso rione, vi fu la riduzione a una sola intitolazione.
San Cesareo in Laterano (S. Caesarii in Palatio Lateranensi) – era un oratorio annesso al vestiario del Papa, nel Palazzo Lateranense, dalla parte del Battistero. È menzionato in una lettera di papa Gregorio Magno (590 - 604), e poi nelle biografie di Sergio I (687-701), di Stefano III (768-772) e di Sergio II (844-847), ma in seguito non se ne ha più notizie.
San Cesareo presso San Paolo (S. Caesarii ad Beatum Paulum) – in prossimità della Basilica di San Paolo fuori le mura sorsero due monasteri, come ricordato in un "praeceptum" di San Gregorio Magno datato 25 gennaio 604, uno maschile detto di "San Cesareo ad quatuor angulos", l'altro femminile intitolato a Santo Stefano: riuniti durante il pontificato di Gregorio II, essi costituirono il nucleo del monastero abbaziale di San Paolo, che per lungo tempo continuò a chiamarsi "Monasterium Ss.Stephani et Caesarii ad S. Paulam".

#### San Cesareo de Appia e papa Giovanni Paolo II

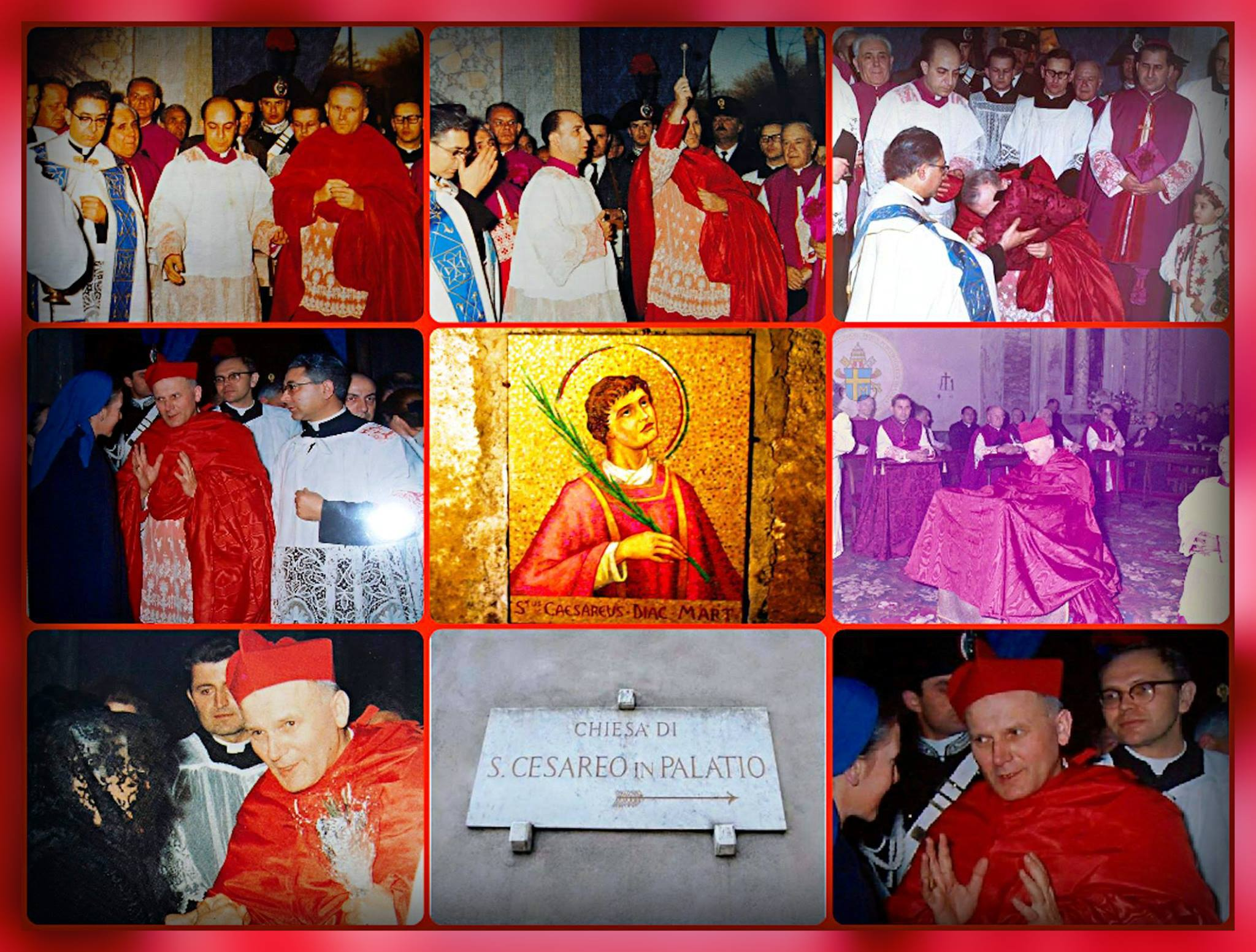
Il cardinale Karol Wojtyła, il futuro papa Giovanni Paolo II, nella chiesa di San Cesareo de Appia in Roma, 1967

San Cesareo de Appia (S. Caesarii in Turrim) – è l'unica chiesa superstite delle sette dedicate a San Cesario in Roma. Si trova all'inizio della via Appia, nel rione Celio, presso la Porta San Sebastiano.
La chiesa fu costruita nel secolo VIII su resti di strutture romane preesistenti; probabilmente fu chiamata “in Torre” per la presenza di una torre nelle vicinanze, e in seguito anche “in Palatio”, ma solo per essere stata confusa con l'omonima cappella del Palatino, ossia S. Cesareo in Palatio (S. Caesarii de Graecis ovvero de Palatio), scomparsa nel XV secolo. Il papa Leone X nel 1517 la elevò a “Titolo cardinalizio” con l'appellativo “in Palatio” per ricordare il primo luogo di deposizione delle reliquie di San Cesareo martire, ossia la chiesa che sorgeva nel palazzo imperiale della Domus Augustana.
Nella chiesa di San Cesareo de Appia, diaconia elevata pro illa vice a titolo presbiterale, il 26 giugno 1967 Karol Wojtyła, il futuro papa Giovanni Paolo II, fu creato e pubblicato cardinale da papa Paolo VI. In questa chiesa il cardinale Wojtyla benedisse due matrimoni di giovani provenienti dalle borgate romane e ogni volta che si teneva la Stazione Quaresimale non mancava di mandare telegramma di vicinanza e preghiera al rettore. Il cardinale Wojtyła, quando scendeva a Roma per più giorni, al mattino presto radunava i preti polacchi residenti nella capitale e con loro concelebrava Messa in San Cesareo in Palatio. Egli, inoltre, faceva aprire al custode la chiesa quando desiderava pregare da solo, inginocchiato davanti all'altare, sotto al quale due angeli marmorei sono riprodotti nell'atto di aprire un tendaggio, dando luce alla raffigurazione musiva di "S. Caesareus Diac. Mart".
Il 25 aprile 1960, nella chiesa di San Cesareo sull'Appia Antica, l'attrice Virna Lisi sposò l'architetto romano Franco Pesci. Questa chiesa piaceva molto all'attrice, tra l'altro allora era chiusa (fu riaperta al culto il 2 aprile 1963); gli sposi fecero richiesta per avere la disponibilità dell'edificio, che fu aperto appositamente per il loro matrimonio.

## Reliquie del diacono Cesario nel mondo

### L'urna e il braccio-reliquiario della Cattedrale di Terracina

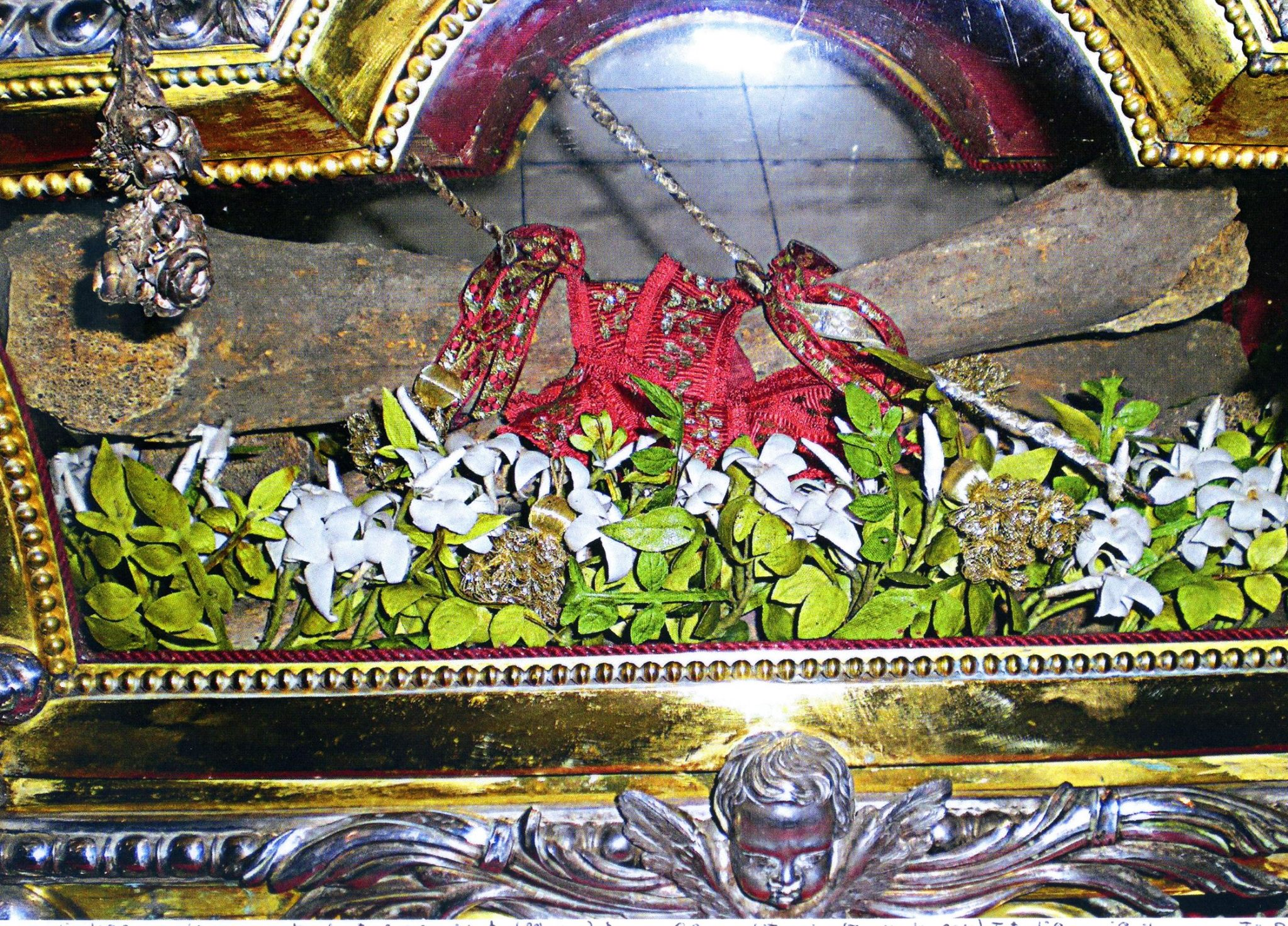
Tibie di San Cesareo diacono e martire, Urna-reliquiario in ottone, Cattedrale di San Cesareo, Terracina (LT)

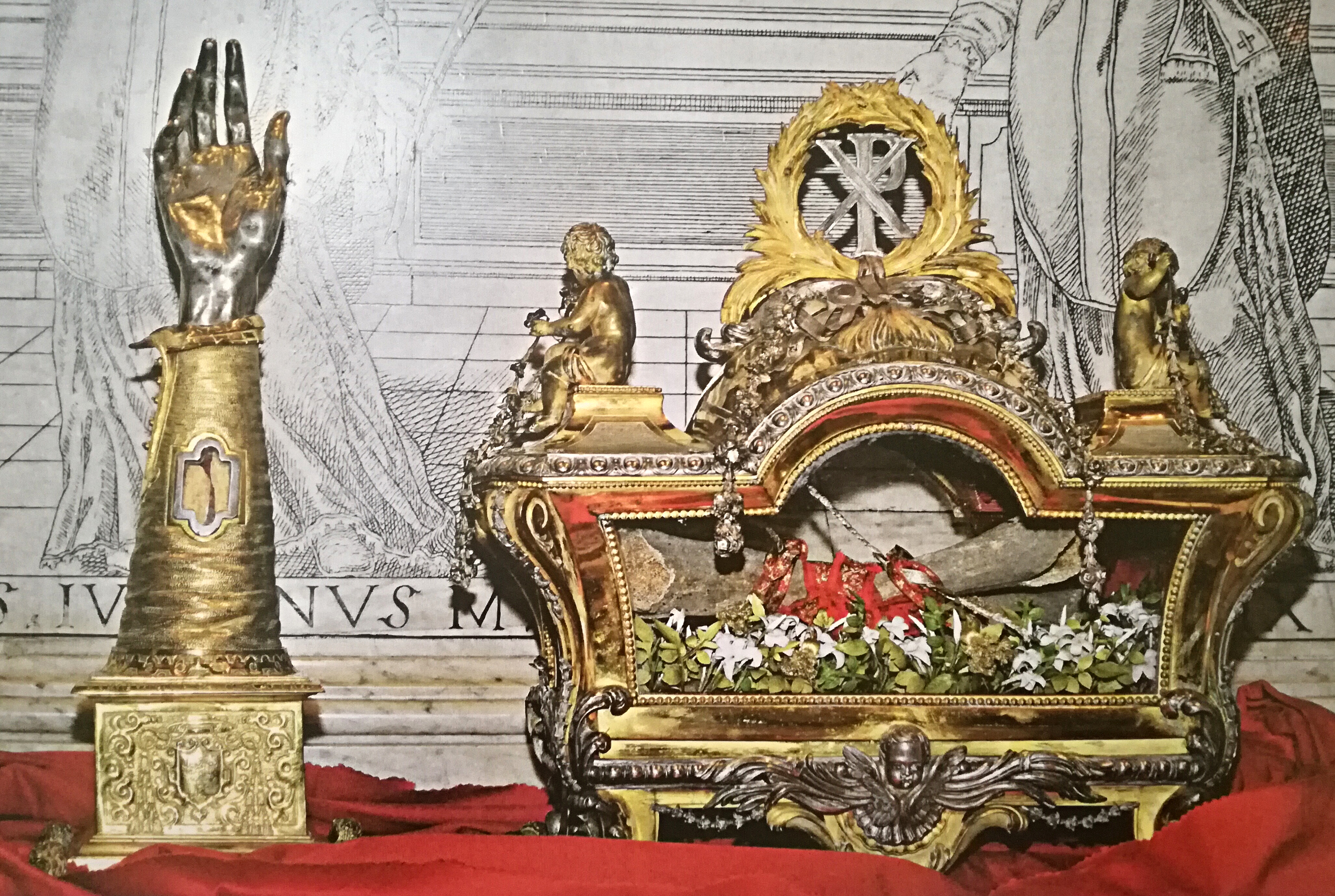
Reliquiario a urna, in ottone, e braccio-reliquiario argenteo di San Cesareo diacono e martire, Cattedrale di Terracina (LT)

Il corpo di San Cesario diacono e martire fu seppellito in un cimitero ubicato in un'area denominata "Agro Varano", poco prima di entrare in Terracina, perché secondo la legge romana non si potevano tenere i corpi dei defunti all'interno del perimetro della città. La presenza dei resti mortali del martire a Terracina richiamò schiere di pellegrini sulla sua tomba: nacque così il culto delle reliquie come memoria e venerazione. Secondo i Bollandisti, tra il 375 e il 379, a seguito della miracolosa guarigione della figlia dell'imperatore Valentiniano I, sarebbe avvenuta la traslazione del corpo di San Cesario dalla chiesa di Santa Maria ad Martyres di Terracina alla Domus Augustana di Roma (nel sito di Villa Mills, distrutta) e deposto, con l'assistenza di papa Damaso intro Romanum Palatium, in optimo loco, imperiali cubicolo dove venne eretto un oratorio in onore del martire chiamato “S. Cesareo in Palatio”.
L'imperatore Valentiniano I avrebbe lasciato solo alcune ossa del santo alla chiesa di Santa Maria ad Martyres di Terracina. Successivamente queste reliquie di San Cesario furono traslate dalla suddetta chiesa, ubicata extra urbem Terracinam, alla Cattedrale, edificata tra V e VI secolo sui resti del cosiddetto tempio di Apollo, posto sul lato nord - ovest del Foro Emiliano. La Dioecesis Terracinensis celebra la memoria della traslazione delle reliquie di San Cesario il giorno 7 febbraio. In epoca alto-medievale la zona presbiteriale della Cattedrale di Terracina fu rialzata al fine di custodire le reliquie dei martiri Cesareo, Giuliano, Felice ed Eusebio, poste al di sotto dell'altare maggiore. Nella relazione della Visita Apostolica del 1580-81 a proposito di queste reliquie si legge: "quorum corpora intus recondita sunt". L'altare delle reliquie fu riedificato da papa Benedetto XIII nel 1729; è costituito da una mensa sorretta da due mensolone a voluta, sul cui bordo è incisa un'iscrizione: "HIC IACENT CORP. SS. MM. CESARIJ. IULIANI. FELICIS ET EUSEBIJ. PROTECTORUM" (per "corpora" si intende una parte del corpo, e non le spoglie dei santi protettori nella loro interezza).
Nella Cattedrale di San Cesareo di Terracina si conservano due reliquiari del diacono Cesario: un braccio-reliquiario argenteo e un reliquiario a urna.

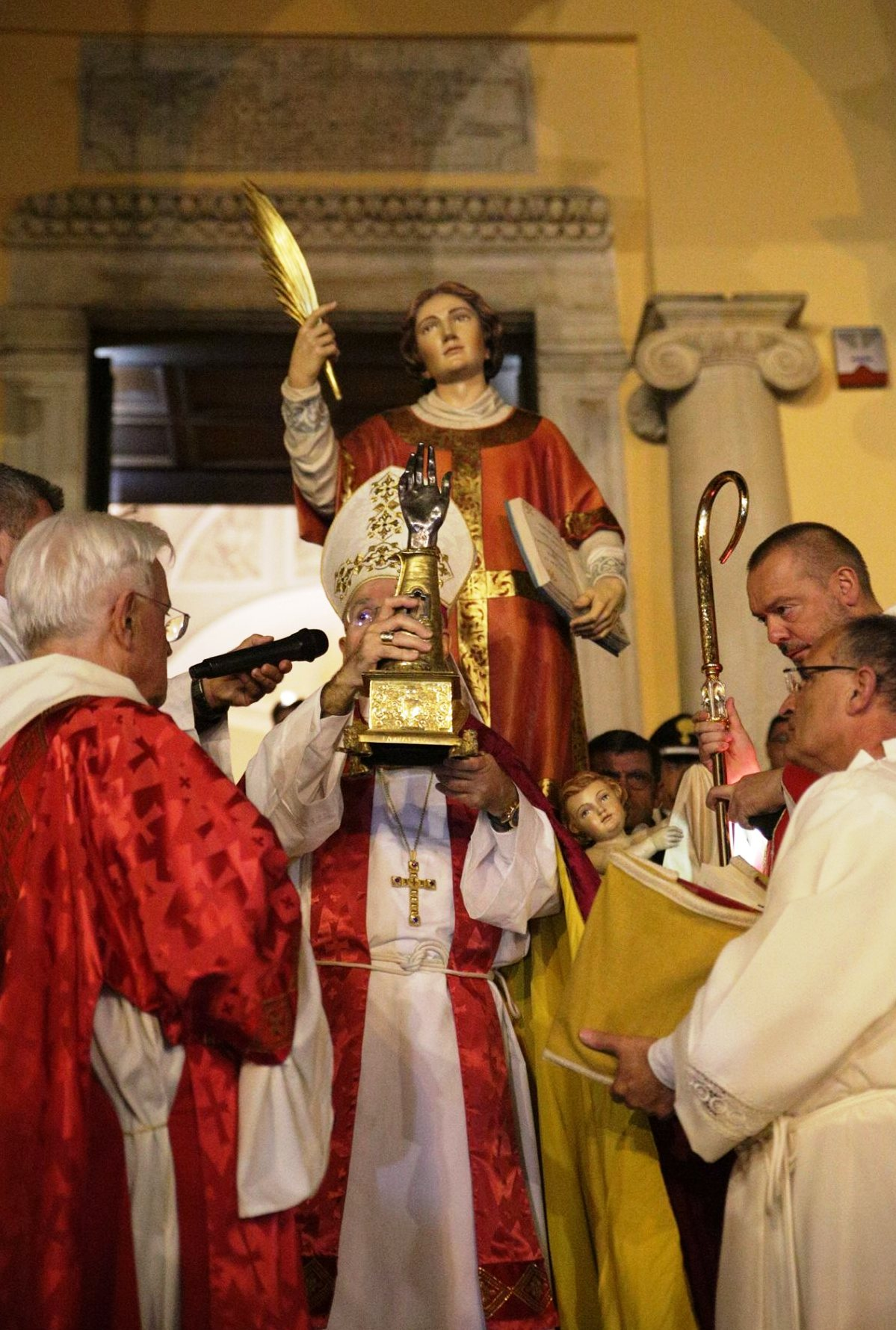
Il vescovo Mariano Crociata benedice i fedeli con il braccio-reliquiario di San Cesareo, Terracina.

Il braccio-reliquiario (XVII secolo) in argento, lega metallica argentata e dorata, attribuito a un argentiere napoletano; fu donato da mons. Pomponio de Magistris (Vescovo di Terracina dal 1608 al 1614; ricoprì molti incarichi presso la Curia romana, fino a diventare "cubiculario" di papa Clemente VIII), infatti, sul lato anteriore della base è raffigurato lo stemma del donatore: una spada in palo con la punta rivolta verso l'alto e due serpenti attorcigliati; ai lati sono presenti due ali. Sul bordo superiore della base vi è l'iscrizione: POMPONIVS DE MAG[ISTRIS] / EP[ISCOP]VS TERRACINENSIS FIERI FECIT / ET TV SANTE PROTEGE EVM / AC ISTVM POPVLVM TVVM. Il braccio poggia su una base parallelepipeda, ornata da eleganti girali vegetali e sostenuta da quattro leoni accovacciati. La teca con le reliquie si trova nella parte anteriore: secondo la tradizione sarebbero conservate "pars brachii S. Cæsarii" - due porzioni ossee dell'avambraccio del santo. Il braccio è rivestito da una manica panneggiata e fittamente punzonata, chiusa da un polsino con cinque bottoncini, dal quale fuoriesce il bordo della camicia; sul risvolto della manica vi è l'iscrizione SANCTUS CESAREUS; la mano aperta è modellata in modo estremamente naturale, col dorso segnato dal fitto gioco delle vene. Sul lato posteriore della base vi è una targa che ricorda un episodio della ribellione della città dall'occupazione francese del 1798: un terracinese, Giuseppe Maria Cestro, salvò il prezioso reliquiario dalle razzie dei soldati.
Dal 30 marzo al 30 giugno 2015 il braccio reliquiario di San Cesareo è stato esposto alla mostra intitolata “Sculture Preziose: Oreficeria sacra nel Lazio dal XIII al XVIII secolo” allestita nel Braccio di Carlo Magno, in Piazza San Pietro, in Vaticano, per volontà del Direttore dei Musei Vaticani Antonio Paolucci.

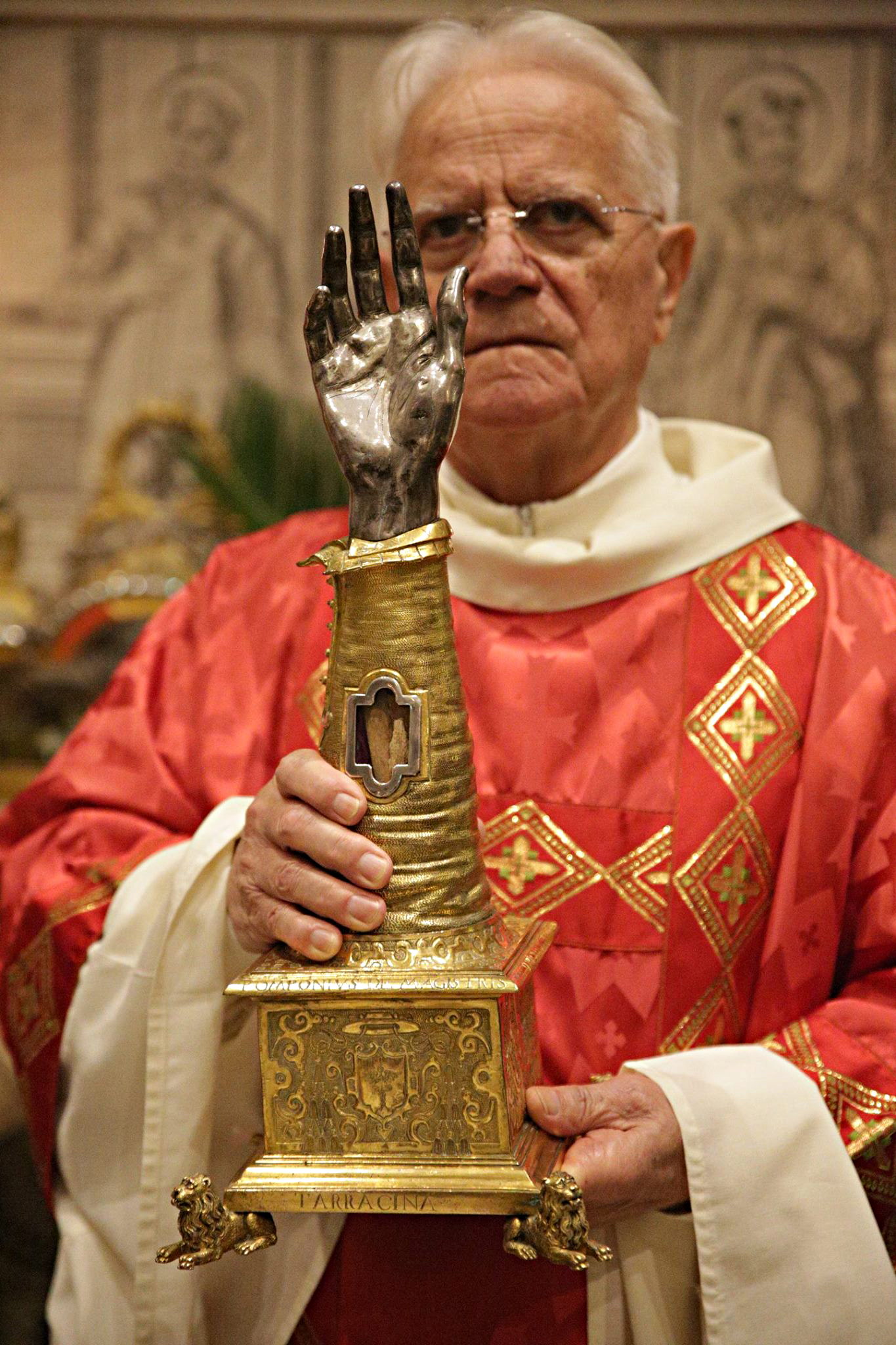
Il braccio-reliquiario di San Cesareo, Cattedrale di Terracina.

Il reliquiario a urna di San Cesareo (XIX secolo) in ottone argentato, dorato attribuito ad artigiano di ambito locale; fu donato dal cardinale Giacomo Antonelli (1806-1876), infatti ai lati dell'urna vi è raffigurato lo stemma del cardinale: una sirena che soffia nella buccina. Secondo la tradizione, nel reliquiario sarebbero conservate "duo magna ossa brachii S. Cæsarii", ovvero due ossa dell'avambraccio del diacono: l'ulna e il radio. Secondo il Gino Fornaciari, professore di paleopatologia e archeologia funeraria, e Simona Minozzi, specialista in osteoarcheologia dell'Università di Pisa, questi resti scheletrici non sono l'ulna e il radio, ma l'osso che si trova nella parte anteriore della teca potrebbe essere una tibia di destra, in base alla direzione dell'inserzione del muscolo soleo (presunto), mentre l'osso che si trova nella parte posteriore potrebbe essere l'altra tibia o il femore; entrambe le ossa apparterrebbero a un giovane adulto (proposta avanzata attraverso la visione del processo di fusione delle estremità delle ossa, che avviene al termine dell'accrescimento scheletrico. Pertanto se la saldatura non fosse completa, come nel caso in esame, si tratterrebbe di ossa appartenenti a un giovane individuo). L'urna ha pianta quadrangolare e lati trapezoidali e trasparenti, di cui quelli maggiori lunettati, con copertura voltata. Il coperchio è concluso superiormente da una corona d'alloro con all'interno il chrismon e ai lati due putti che sorreggono dei lunghi festoni. La base poggia su piedini a voluta e al centro dei lati lunghi è ornata da una testa di cherubino. Nella seconda metà dell'Ottocento questo reliquiario a urna di San Cesareo era conservato nella cappella privata della famiglia dei conti Antonelli di Terracina; successivamente fu restituito alla Cattedrale. Oggi è possibile ammirare i due preziosi reliquiari in occasione della festa patronale che annualmente è celebrata la prima o la seconda domenica di novembre in quanto non deve coincidere il triduo di preparazione con la solennità di tutti i Santi e la commemorazione dei Defunti.

### Reliquie in Germania

#### Il braccio-reliquiario del Kunstgewerbemuseum di Berlino

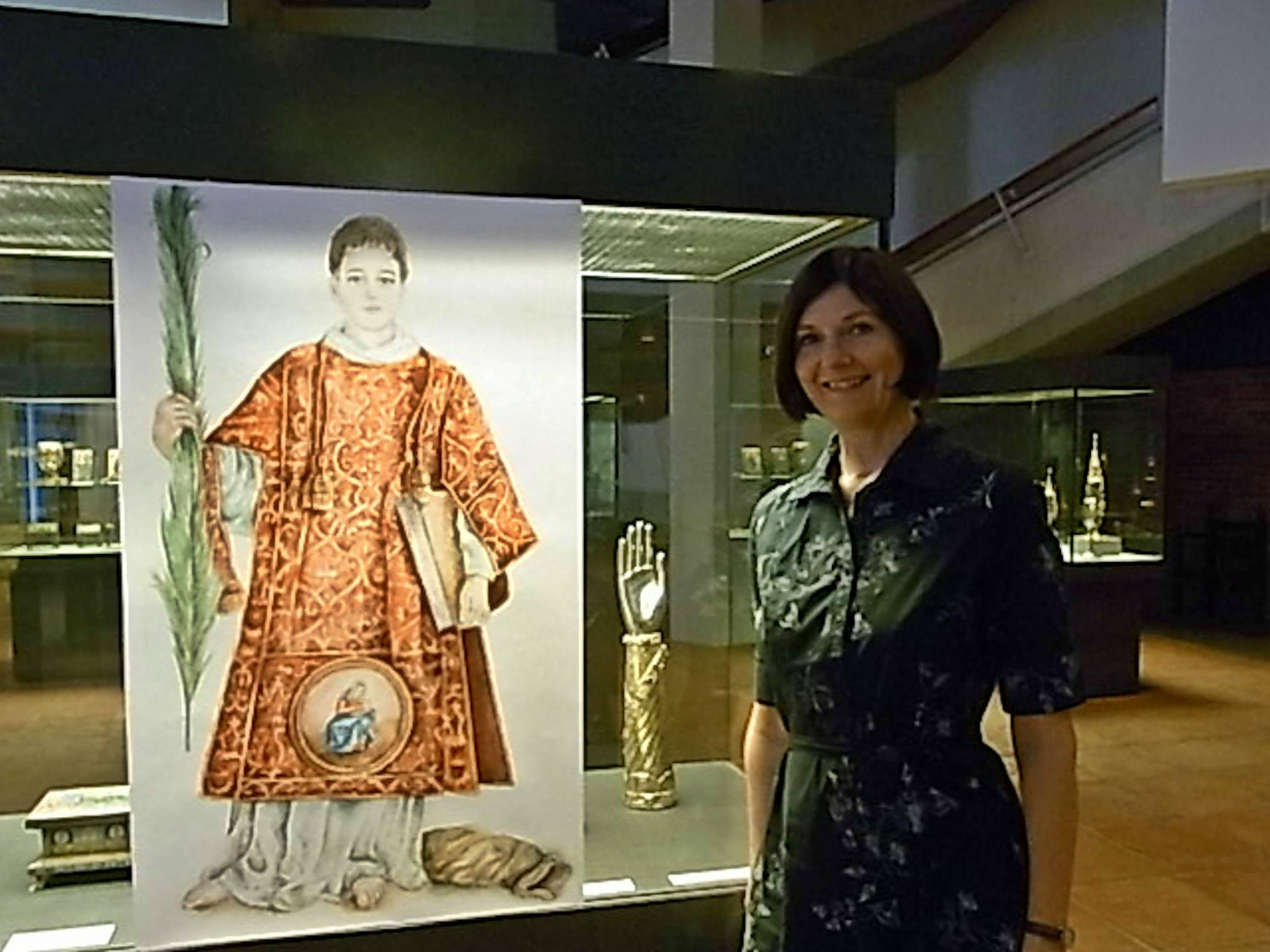
Berlino, Kunstgewerbemuseum (Museo delle Arti Applicate), la direttrice Sabine Thümmler accanto al braccio-reliquiario di San Cesario diacono e martire (fine del XII secolo) e alla nuova icona del santo

Nel Kunstgewerbemuseum (Museo delle Arti Applicate) di Berlino, sito nel Kulturforum, si conserva un prezioso “Armreliquiar des Hl. Caesarius von Terracina”, Inv.-Nr. W 21. Il braccio reliquiario (anima in legno di pero; argento sbalzato, inciso, in parte dorato, filigrana dorata, pietre e vetri preziosi; h. 52,5 cm – b. 9,9 cm – prof. 8,4 cm), realizzato verso la fine del XII secolo, contiene una porzione ossea del braccio di San Cesario diacono e martire (non è possibile visionare questa reliquia in quanto è incastonata all'interno del corpo tubolare del braccio). Nel reliquiario di San Cesario la mano destra tesa in argento si staglia contro l'avambraccio dorato. Il corpo del braccio è di forma tubolare, leggermente rastremato, rivestito con una sottoveste punzonata con un motivo a righe orizzontali. La bordura al polso adorna un tralcio di palmetta fusellato, davanti e di fianco si trovano supporti per pietre. Il mantello aderente, aperto di sbieco, mostra intorno al corpo delle pieghe in diagonale. Nella bordura di base trafilata si alternano supporti per pietre e strisce ornamentali fustellate con motivi a onda (nella parte interna). Sopra il bordo di chiusura, fortemente danneggiato, un fregio piatto orna la manica con quattro archi che si intersecano. La superficie di appoggio riporta in gotico maiuscolo: CESARII.

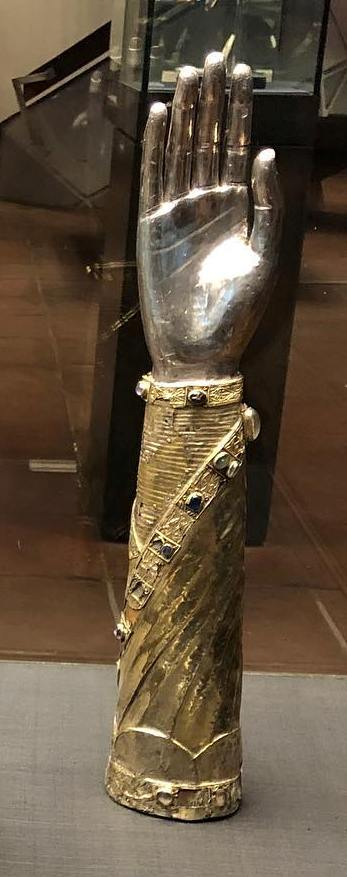
Berlino, Kunstgewerbemuseum, braccio-reliquiario di San Cesario diacono e martire (fine del XII secOLO)

Il reliquiario è considerato una donazione di Enrico XII di Baviera, detto Enrico il Leone (1129 -1195), un rappresentante della dinastia dei Guelfi, duca di Sassonia e di Baviera. Spesso, infatti, questa reliquia di San Cesario viene messa in relazione con il pellegrinaggio di Enrico il Leone in Terrasanta negli anni 1172/73. Nelle cronache di Arnold von Luebecks del 1180 si dice che il duca, di ritorno da Gerusalemme, avesse portato molti doni da Bisanzio da parte dell'imperatore Manuele I Comneno, fra i quali anche un braccio reliquiario dell'apostolo Bartolomeo. La donazione di una porzione ossea del braccio di San Cesario in Bisanzio potrebbe essere possibile perché in questo periodo le spoglie del diacono si conservavano all'interno del palazzo imperiale sul colle Palatino a Roma, nell'oratorio di San Cesareo in Palatio. Secondo alcuni studiosi nel periodo bizantino i duchi di Roma si sarebbero stabiliti in quest'antico palazzo imperiale. Secondo altre ipotesi, Enrico il Leone avrebbe portato la reliquia del martire da una delle sue spedizioni in Italia, con sosta nella capitale. Inizialmente questo braccio reliquiario di San Cesario si trovava nel tesoro del Duomo di San Biagio in Braunschweig. Nell'inventario delle reliquie del 1482 del Duomo è menzionato il prezioso reliquiario: “Item brachium sancti Cesarii martiris”. In questo periodo i reliquiari del tesoro di San Blasio erano conservati nell'armarium. In seguito il braccio di San Cesario fu posto nell'altare maggiore del Duomo, come viene descritto nell'inventario del 1542. In questa chiesa la festa liturgica del santo veniva celebrata il 1º novembre. Nel 1671 il braccio fu traslato nel museo del castello di Hannover. Nel 1862 il tesoro venne trasferito nel “Königlichen Welfenmuseum”, fondato dal re Giorgio V di Hannover. Successivamente il tesoro fu trasferito nel Museo austriaco delle Arti Applicate a Vienna. Nel 1935 lo Stato prussiano acquisisce il cosiddetto “Tesoro Guelfo” (di cui fa parte anche il braccio-reliquiario di San Cesario), che oggi si trova nel Kunstgewerbemuseum di Berlino.

#### Gabriele D'Annunzio e il braccio-reliquiario di San Cesario
In "Il Fuoco" Gabriele D'Annunzio descrive la sua visita, in compagnia con l'attrice Eleonora Duse, al Museo austriaco delle Arti Applicate di Vienna del 7 ottobre 1899 e menziona questo braccio di S. Cesario (conservato in questo museo fino al 1935, anno in cui fu traslato nel Kunstgewerbemuseum di Berlino), rimandando al suo taccuino Vienna. Dal 7 al 10 ottobre 1899 D'Annunzio raggiunse a Vienna Eleonora Duse, esperienza di cui si ha traccia nei taccuini, già inserita negli ambienti culturali del tempo.
Nel romanzo "Il Fuoco" il personaggio principale, Stelio Effrena, poeta giovane e geniale, è accompagnato da un'attrice celebre, la Foscarina, la quale racconta: "Un'altra volta a Vienna in un museo...Una grande sala deserta, il crepitio della pioggia su le vetrate, innumerevoli reliquiarii preziosi nelle custodie di cristallo, segni di morte ovunque, cose in esilio, non pregate, non adorate più.... Insieme chinammo la fronte contro un cristallo che chiudeva una collezione di bracci santi con le loro mani di metallo atteggiate in un gesto immobile… Mani di martiri, tempestate di agate, di ametiste, di topazii, di granati, di turchesi malaticce... Per certe aperture si scorgevano nell'interno le schegge delle ossa. Ve n'era una che teneva un giglio d'oro; un'altra, una piccola città; un'altra, una colonna. […] Le braccie sante (vedi l'altro taccuino Vienna) – di S. Teodoro, di S. Innocenzo, Cesario, Lorenzo, Bartolomeo – ve n'è uno che tiene un vasetto di balsami, feminina, con un anello in ciascun dito – È un reliquario di Maria Maddalena – (in legno)".
D'Annunzio descrive la differenza tra contenuto e contenitore: i reliquiari adorni di gemme sono più preziosi delle reliquie stesse e, quindi, esorta il lettore a non venerarli più: "Cose in esilio, divenute profane, non pregate, non adorate più".

#### Le reliquie di Mainz (Magonza)
Nell'anno 810 l'arcivescovo di Magonza, Riculfo, ricevette in dono da papa Leone III alcune porzioni ossee di S. Cesario di Terracina per l'abbazia imperiale di Sant'Albano in Magonza, uno dei più famosi monasteri benedettini dell'impero carolingio, portate dal vescovo suffraganeo Bernhard von Worms e dall'abate francese Adalhard von Corbie, nipote di Carlo Martello e cugino di Carlo Magno.
L'Epistolae Moguntinae contiene il testo della donazione della reliquia di San Cesario: "Leo episcopus servus servorum Dei reverentissimo et sanctissimo Riculfo episcopo. Cum ad limina beatorum principum apostolorum Bernharius venerabilis episcopus una cum Adalhardo relegioso abbate, missi filii nostri domni Caroli serenissimi imperatoris, coniunxissent et omnia prospera ac salubria de predicto filio nostro seu de eius sublimissima prole vel omnibus fidelibus suis nobis nuntiassent, inmensas omnipotenti Deo gratiarum actiones retulimus. Interea offeruit nobis praelatus Bernharius episcopus sanctitatis vestrae pulcherrimum munus et litteras. Quas vero litteras relegantes, gratias reverendae almitati vestrae retulimus; quia nostri memores in vestris Deo acceptis orationibus non pretermittitis. De tantis autem muneribus, quibus nos assidued pro amore beati Petri apostoli ditatis, credimus in omnipotentem Deum, quia dignam retributionem hic et in futuro ab ipso clavigero regni caelestis percipietis. De reliquiis vero sancti Cesarii, sicut petistis, per eundem Bernharium venerabilem episcopum sanctitati vestrae direximus. Leo episcopus servus servorum Dei reverentissimo et sanctissimo Riculfo episcopo".
Alberto di Brandeburgo Hohenzollern, arcivescovo di Magonza e Magdeburgo e principe elettore del Sacro Romano Impero, nel 1540/41 si trasferì ad Aschaffenburg, allora parte del territorio di Magonza, portando con sé molte opere d'arte, tra cui un calendario-reliquiario con dei frammenti ossei di San Cesario, prelevati proprio dall'Abbazia di Sant'Albano di Magonza. L'abbazia di Sant'Albano fu saccheggiata e bruciata nel 1552 durante la Seconda guerra dei Margravi.
Il 1º novembre 1198, nell'abbazia di Cella Sanctae Mariae (abbazia di Altzella), un monastero cistercense presso Nossen, in Sassonia (Germania), il vescovo di Meißen Dietrich von Kittlitz consacrò l'altare maggiore dedicandolo alla Vergine Maria: in esso depose molte reliquie, tra cui anche “reliquiis sanctorum Cesarii & Juliani”.

#### I bracci-reliquiari di Colonia

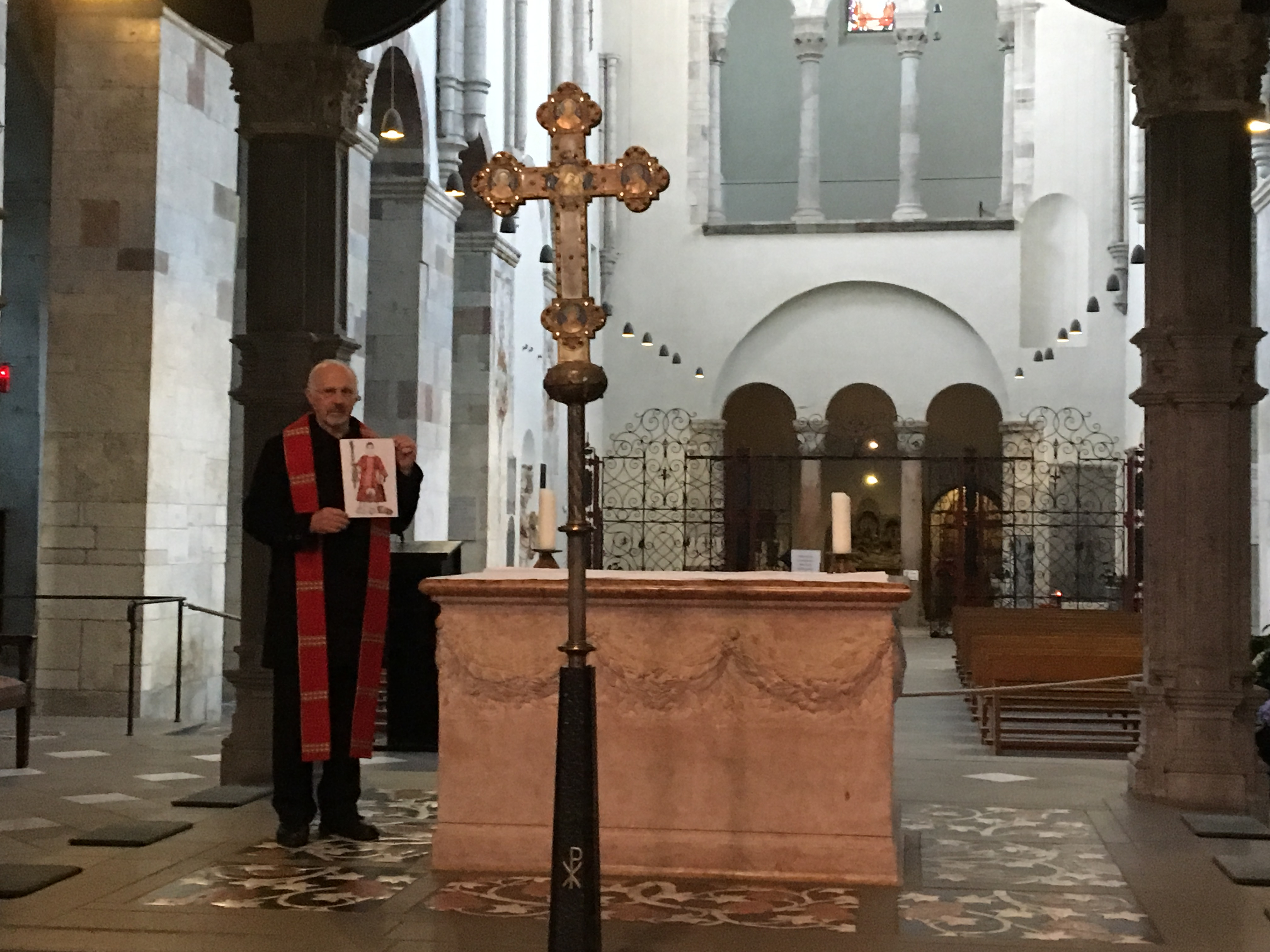
Colonia (Germania), Basilika Sankt Maria im Kapitol: Pfarrer Matthias Schnegg espone l'icona di S. Cesario sull'altare maggiore (in esso, nel 1065, l'arcivescovo Annone depose frammenti ossei di San Cesario), 21 aprile 2017

Nel mese di maggio del 1070 Annone II, arcivescovo di Colonia, ottenne dal papa Alessandro II - come segno di riconoscimento per aver presieduto il Concilio di Mantova nel 1064, nel quale fu scomunicato l'antipapa Onorio II - porzioni del braccio di San Cesario diacono e martire, che furono donate alla nuova Cappella di St. Jacobus (San Giacomo) di Colonia, in Germania, e incastonate in due reliquiari: “Item brachium argenteum cum reliquiis Sancti Cesarii – Item reliquie Sancti Cesarii cum argenteis pedibus”. Secondo la tradizione, durante la processione della traslazione del braccio si sviluppò un grande incendio a est della città di Colonia, ma al passaggio della reliquia le fiamme si spensero, rinfrancando le anime afflitte dei cittadini. Nel XV secolo uno di questi due reliquiari di San Cesario fu donato alla contigua chiesa di San Giorgio, che fu costruita nel 1059 sulle fondamenta dell'Oratorium S. Caesarii: durante gli scavi negli anni 1927-1930 furono scoperti i resti dell'oratorio dedicato a San Cesario di Terracina, un edificio eretto nel periodo merovingio (VII secolo) accanto alla cinta muraria romana e alla porta della città. Secondo alcuni studiosi, la struttura fu probabilmente convertita e ampliata in un santuario cristiano sotto il vescovo Cuniberto (623 - 663). L'edificio fu consacrato a San Cesario di Terracina, il santo tutelare degli imperatori romani, nel ricordo del sito dell'antico castrum. L'Oratorium S. Caesarii era un edificio rettangolare a tre navate con tetto piano (11,50 x 16,50 m), la cui navata centrale aveva un’abside semicircolare a est. Questa pianta fu probabilmente distrutta durante le invasioni normanne a Colonia negli anni 881/882; nell'XI secolo era completamente decaduto.
Alcuni frammenti ossei del braccio di "Hl. Caesarius Diakon" furono donati anche al Duomo di Colonia (incastonati in un reliquiario multiplo contenente reliquie dei Santi Cesario, Lorenzo, Stefano, Agapito, Bartolomeo, Cecilia e Barbara), e ad alcuni edifici di culto della città, come alla chiesa di San Pantaleone, alla Certosa di Santa Barbara, alla chiesa di San Bonifacio e Villibrordo. È interessante notare che cinque anni prima della traslazione delle porzioni del braccio del santo in Germania, nel 1065, l'arcivescovo Annone consacrò l'altare maggiore della Basilica di Santa Maria in Campidoglio a Colonia e in esso depose molte reliquie di santi, tra cui alcuni frammenti ossei di San Cesario di Terracina. Tutti questi reliquiari furono distrutti durante le guerre napoleoniche.

#### La cassa - reliquiario della Cattedrale di Essen

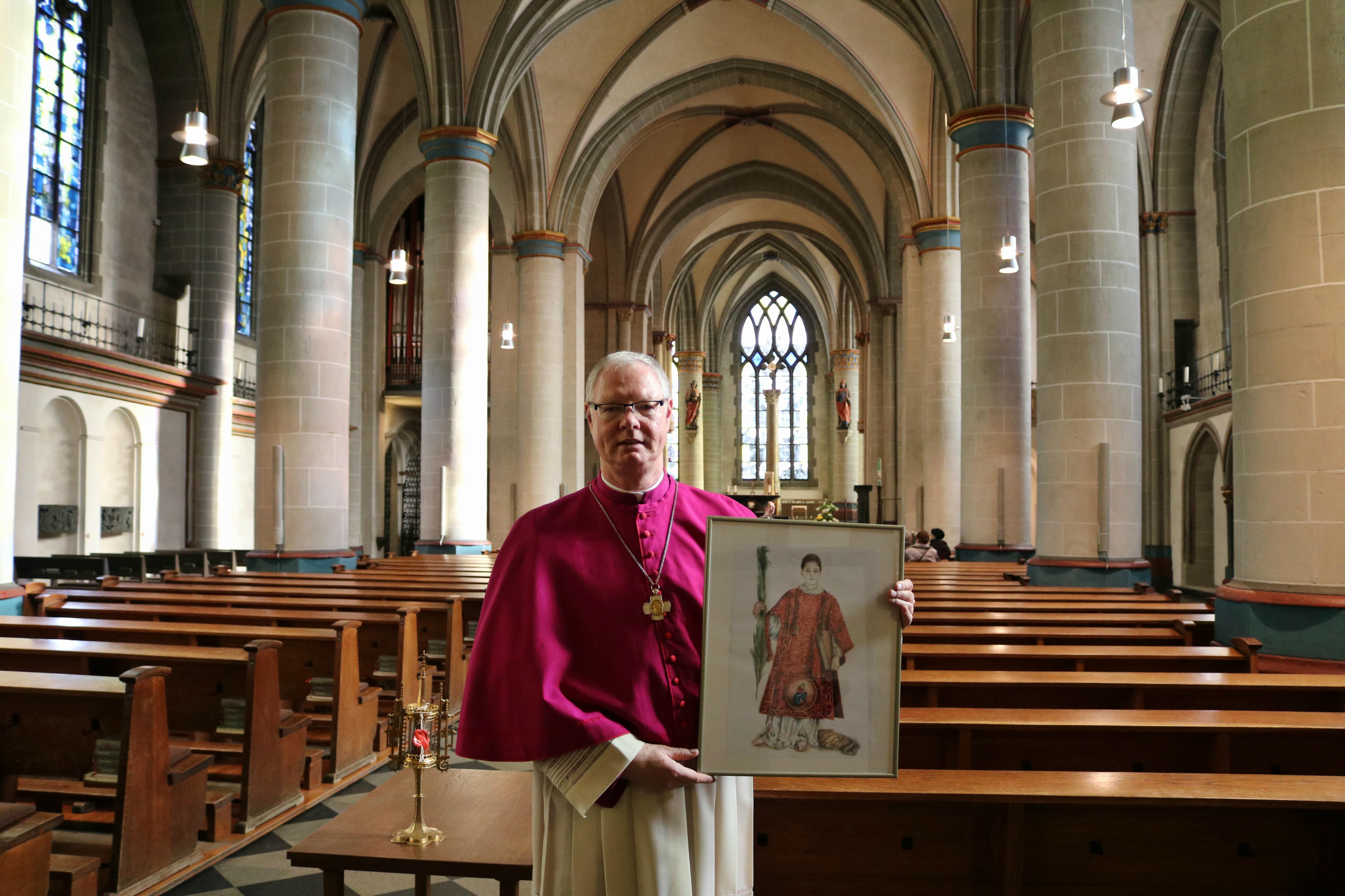
Essen (Germania), Cattedrale dei SS. Cosma e Damiano, Mons. Thomas Zander reca in mano la nuova icona di San Cesario diacono e martire, accanto al reliquiario multiplo contenente un frammento osseo del santo

Nell'anno 1054 alcuni frammenti ossei di "S(ancti) Cesarii m(a)r(tyris)" furono inseriti in una cassa di piombo per essere collocati nel sepolcro dell'altare maggiore della Cattedrale dei SS. Cosma e Damiano di Essen (Germania), durante il rito di consacrazione dello stesso, insieme ad altre reliquie di santi, i cui nomi sono ancora incisi sul coperchio in minuscolo carolingio (Dalla croce del Signore. Reliquie di San Giovanni Battista, Dionigi, Santi Cosma e Damiano, Stefano, Marco evangelista, Bortolomeo apostolo, Pietro e Paolo, dai martiri Sergio e Bacco, etc.).
Il reliquiario, denominato "Altarsepulchrum con coperchio", è realizzato in piombo. La scatola rettangolare è formata da lastre di piombo arrotolate, i cui bordi sono sovrapposti senza saldature. Una lastra di piombo piatta funge da coperchio; all'interno di essa è inciso l'elenco delle reliquie di quattordici righe (la reliquia di San Cesario è menzionata proprio alla quattordicesima riga), all'esterno, invece, vi è incisa la data della realizzazione della cassa: ANNO AB INCARNAT(IONE) D(OMI)NI · MIL(LESIMO) · L · IIII · INDICT(IONE) ·VII. Il contenitore di piombo contiene reliquie avvolte in tessuto e un certificato di consacrazione rilasciato nel 1877.
Nell'anno 2015 la piccola cassa di piombo fu aperta per eseguire una ricognizione dei reperti che, successivamente, furono collocati in un nuovo reliquiario: purtroppo non fu possibile individuare i frammenti ossei di San Cesario in quanto non erano presenti i cartigli identificativi sui vari sacchetti di stoffa.

#### Il reliquiario di Aschaffenburg

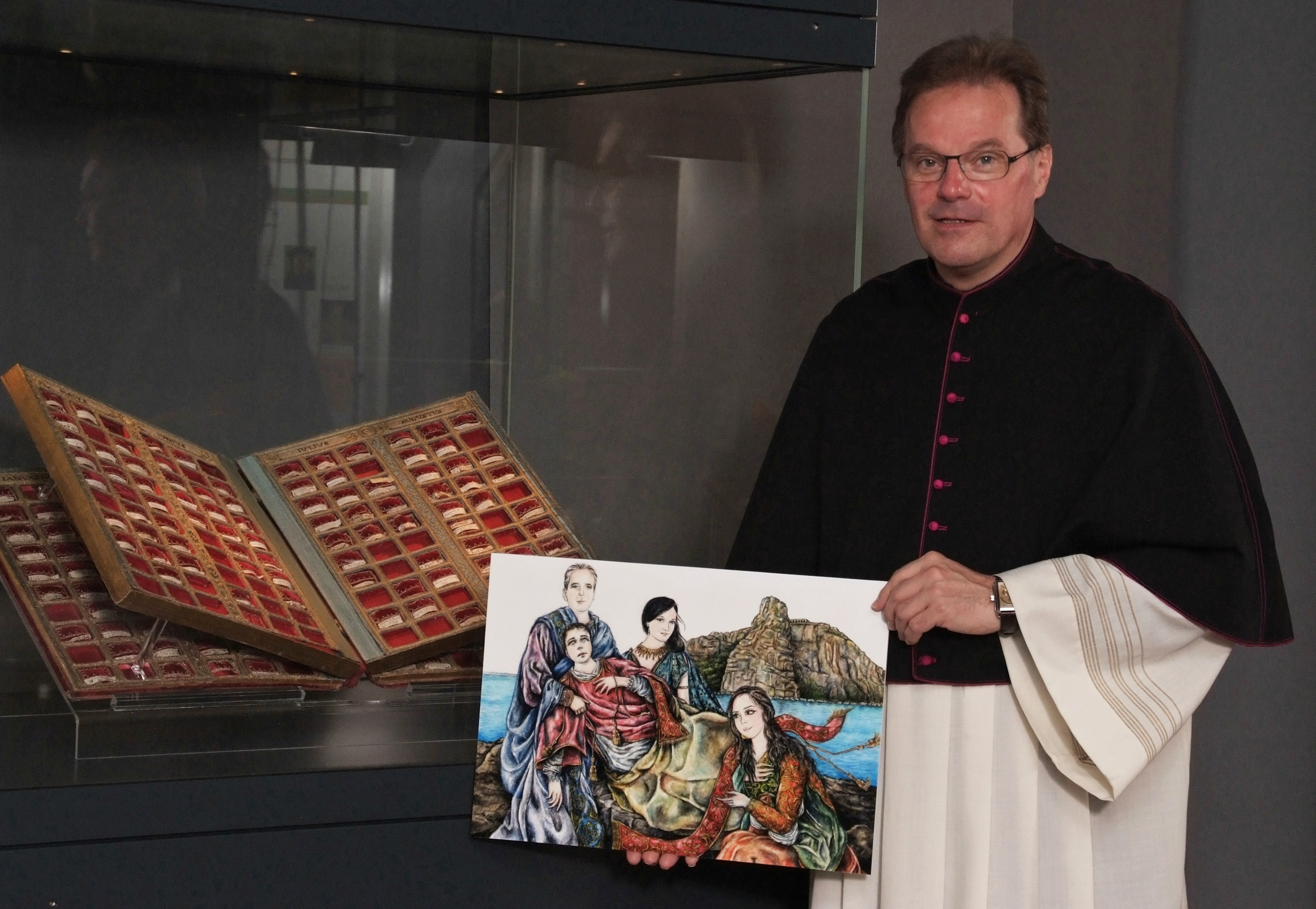
Aschaffenburg (Germania), tesoro della collegiata di San Pietro e Sant'Alessandro nel Museo del Capitolo della Canonica: don Martin Heim reca in mano l'illustrazione "Ritrovamento del corpo di S. Cesario diacono e martire", accanto al reliquiario-calendario (1530 circa), contenente frammenti ossei del santo

Nel tesoro della collegiata di San Pietro e Sant'Alessandro nel Museo del Capitolo della Canonica di Aschaffenburg, si conserva una reliquia di San Cesario diacono e martire, incastonata nel "Calendario delle Reliquie", di artista ignoto del 1530 ca.
Il calendario, appartenuto al cardinale Alberto di Brandeburgo Hohenzollern, è un'assoluta rarità. Giunto sino a noi nella sua forma rinascimentale originale, esso richiama ancora una concezione medievale di venerazione delle reliquie. All'interno di queste pagine lignee sono conservati, in piccoli sacchetti di velluto ricamato, i resti del santo del giorno. Ogni pagina presenta due mesi del calendario e 60 posti per l'alloggio delle reliquie. L'assemblea dei Santi e l'osservazione delle loro vite e del loro operato servivano non solo come base per la preghiera giornaliera, ma anche per un'autoriflessione dell'osservatore.
Nella pagina "November - December" del calendario vi sono frammenti ossei di S. Cesario, con il cartiglio identificativo "S. Caesarius M./ 1 novembris", incastonati in uno scomparto rettangolare all'interno di un piccolo sacchetto di velluto decorato con passamaneria dorata.
Queste reliquie furono prelevate dalle porzioni ossee di San Cesario che si conservavano nell'abbazia imperiale di Sant'Albano di Magonza pochi anni prima della sua distruzione, avvenuta nel 1552. Il cardinale Alberto di Hohenzollern fu arcivescovo metropolita di Magonza dal 1514 al 1545; i benedettini dell'abbazia di Sant'Albano gli donarono questi frammenti ossei del celebre santo degli imperatori (donate a sua volta dal papa Leone III all'arcivescovo di Magonza, Riculfo, nell'anno 810) per la sua collezione di reliquie di santi.

### Le reliquie di Roma

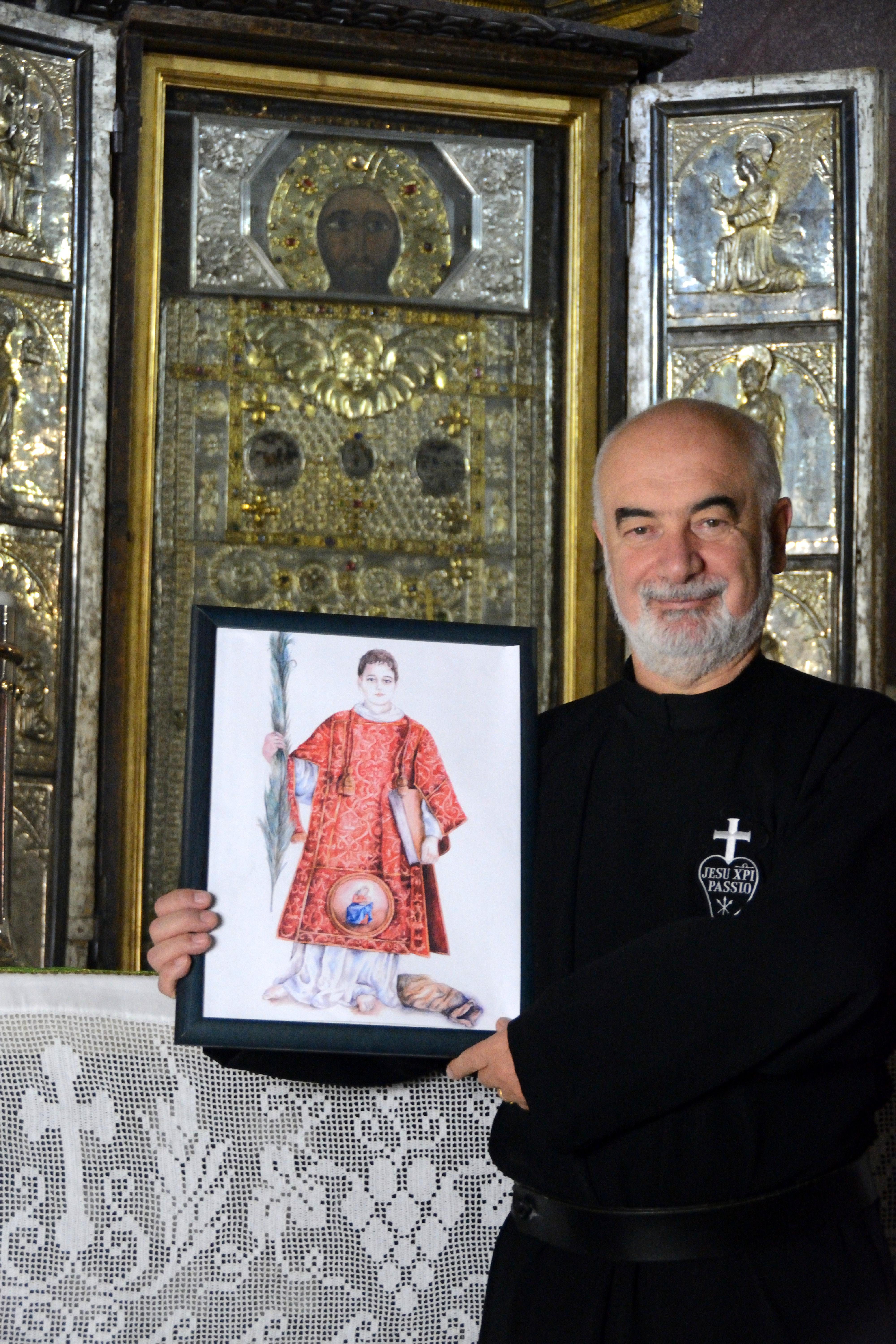
Roma, Cappella Papale del Sancta Sanctorum: il rettore del Santuario della Scala Santa, P. Francesco Guerra, reca in mano la nuova icona di San Cesario diacono e martire, accanto all'altare che conserva una porzione ossea del braccio del santo.

A partire dall'800 nel monastero di San Cesareo in Palatio di Roma avvenne la suddivisione delle reliquie di San Cesario diacono e martire.

#### Il braccio delSancta Sanctorum
Nell'Alto Medioevo una porzione del braccio di San Cesario fu traslata nel Sancta Sanctorum di Roma - cioè la cappella privata del papa, vescovo di Roma, fino agli inizi del XIV secolo - collocata nella cassa di legno di papa Leone III (795-816), e riposta nel vano sotto l'altare che conserva "l'Acheropita Lateranense", ossia l'immagine del Santissimo Salvatore.
Questa reliquia è ricordata, nel 1175, dal Diacono Giovanni, canonico del Patriarchio lateranense d'ordine del papa Alessandro III sulla fine del XII: “Ibi est etiam brachium Sancti Cesarii martyris”, in un contesto dove appare evidente la volontà del compilatore di sottolineare la preziosità di questa raccolta di cimeli (la cappella del Sancta Sanctorum, come indica lo stesso appellativo «le cose sante tra le sante», era uno dei luoghi più sacri della cristianità).
In questa cassa di ebano di papa Leone III, oltre alla porzione del braccio di San Cesario, furono collocate anche altre preziose reliquie di santi, menzionate nei vari cataloghi: una spalla di San Dionigi l'Areopagita, due ossa di San Giovanni Battista, frammenti ossei dei SS. Damaso e Felice papi, di papa Stefano I martire, di San Sebastiano martire, dei SS. Nereo e Achilleo, di San Girolamo dottore della Chiesa, dei SS. Primo e Feliciano, dei SS. Abdon e Sennen, di S. Tiburzio etc..

Il 6 giugno 1905 in occasione di una ricognizione del vano sotto l'altare, annunciatasi da subito come una delle principali acquisizioni della moderna archeologia cristiana, furono riportati alla luce le reliquie della cappella e i loro preziosissimi contenitori. I risultati della scoperta segnalarono che quattro delle reliquie inventariate dal Diacono Giovanni “demeurent sans correspondance dans nos authentiques” e sono appunto quelle di: San Cesareo, SS. Nereo e Achilleo, Santi Prisca e Aquila, e S. Tiburzio. Sta di fatto che a oggi, dopo gli ultimi studi compiuti sul materiale va tenuto presente che su un totale di 119 autentiche riconosciute con certezza, cinque "non possono essere identificate in maniera soddisfacente" mentre tre presentano "un testo tronco che non permette nessuna identificazione".

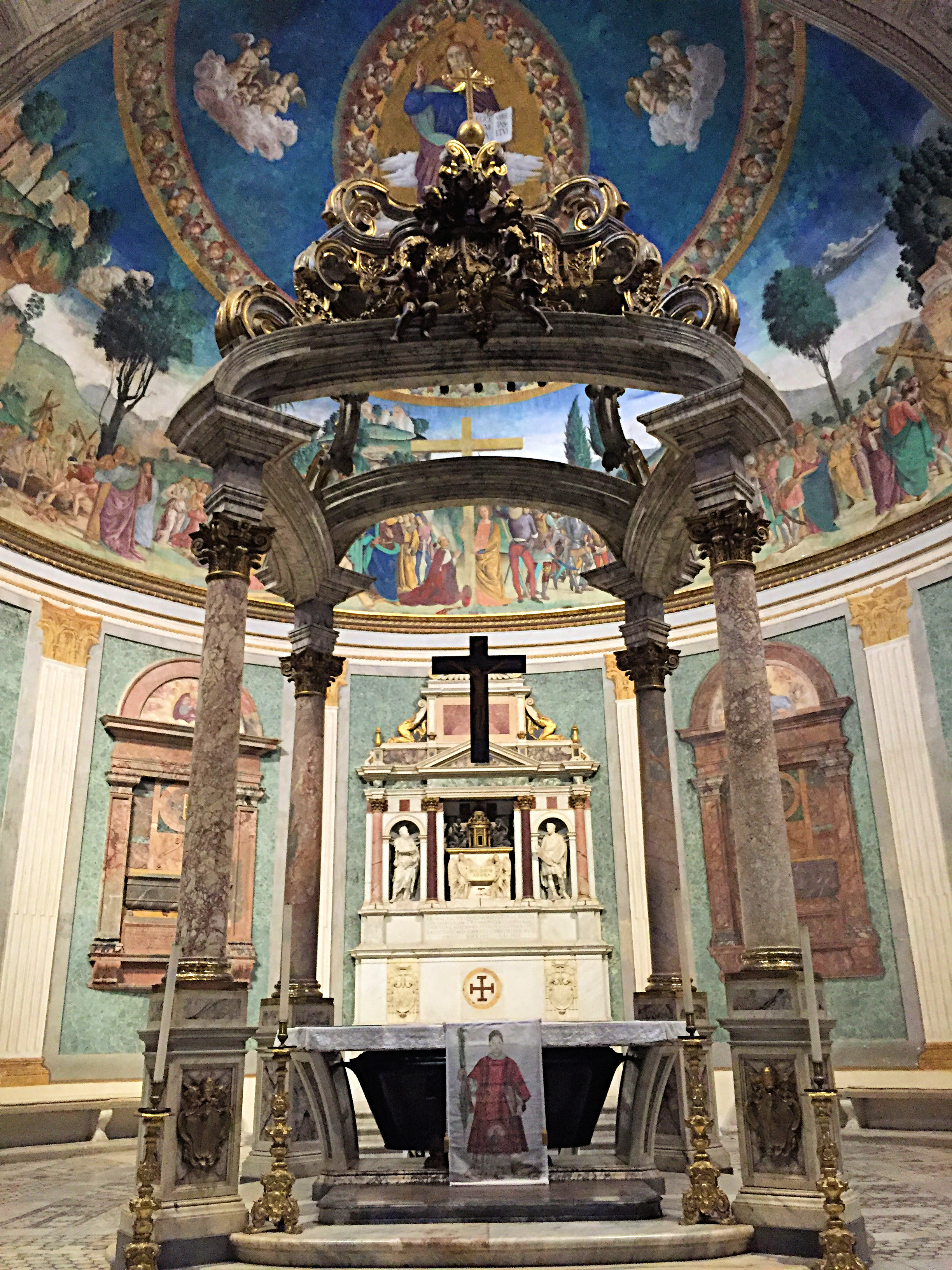
Roma, Basilica di Santa Croce in Gerusalemme: esposizione della nuova icona di San Cesario diacono e martire sulla mensa dell'altare maggiore, con sottostante vasca di basalto contenente parte considerevole del corpo del santo.

#### La vasca di Santa Croce in Gerusalemme di Roma
Nel XIII secolo il monastero di San Cesareo in Palatio andò in rovina e si provvide a trasportare parte considerevole del corpo del santo nella Basilica di Santa Croce in Gerusalemme di Roma, dove tuttora si conserva nella vasca di basalto nero, posta sotto la mensa dell'altare maggiore.
Lo storico dell'arte Richard Krautheimer definì questa Basilica come chiesa palatina (un edificio privato a uso esclusivo della famiglia imperiale) e come tale essa viene comunemente ricordata. Una chiesa che risultò, quindi, adeguata ad accogliere il corpo del santo tutelare degli imperatori.
La vasca di età romana fu posta sotto la mensa del nuovo altare maggiore, eretto nel 1743 per volere di Benedetto XIV. Sulla fronte verso l'abside della vasca vi è un'epigrafe che recita: "HIC JACENT CORPORA SANCTORUM CÆSARY ET ANASTASY MARTYRUM" (Qui giacciono i corpi dei SS. Cesario e Anastasio martiri).
La vasca (lunghezza massima cm 223; profondità cm 97 ca.; altezza cm 60,5) presenta su entrambi i lati (fronti) raffigurazioni di due teste leonine con ricche criniere e le fauci aperte; vi sono anche moderni elementi decorativi in bronzi: i piedi leonini con foglie d'acanto sulla fronte verso l'ingresso, il Chrismon sulla fronte verso l'abside, la corona con rami di palma sull'altra facciata. L'archeologo Francesco de' Ficoroni sostiene che probabilmente l'antico reperto era originariamente usato come vasca da bagno da ricchi signori; l'archeologo Carlo Gasparri ipotizza una sua provenienza dalle vicine terme Eleniane.

#### Il capo nella Basilica di Sant'Anastasia al Palatino
Dopo l'anno 1138, il cranio del diacono Cesario fu traslato nella basilica di Sant'Anastasia al Palatino in Roma. Nicolò Signorili, nei primi decenni del '400, in questa Basilica vide il capo di Sant'Anastasia martire, il capo di San Cesario, di San Guglielmo e di San Saba; il primo era in un reliquiario di argento, gli altri tre in singoli reliquiari di ottone. Le “guide di Roma" del 1500 menzionano tra le reliquie più importanti conservate nella basilica di Sant'Anastasia: il capo di S. Cesario Diacono e Martire, di S. Guglielmo confessore e di S. Saba Abate ("Item Capita Sanctorum Cæsarii Martyris & Guglielmi Confessoris"). Questa è sicuramente la reliquia più importante del santo: il cranio è stato da sempre visto come una delle parti più rappresentative del corpo. Ottavio Panciroli attesta che il sacro capo del diacono, privo di alcuni denti, si conservava in questa Basilica, dove la solennità del martire era celebrata il giorno 20 aprile (vigilia della festa romana del Dies Natalis Romae), secondo quanto si apprende da una tavola, esposta in sacrestia, che ricordava le feste dei santi dei quali si possedevano le reliquie. Nel 1645 il cranio - o parte di esso - del santo terracinese si conservava ancora in questa basilica in quanto il cardinale Fausto Poli prelevò alcuni frammenti "ex capite S. Caesarii" (della testa di San Cesario martire) per donarli alla chiesa di San Salvatore di Usigni (Perugia) in cui, purtroppo, non sono più presenti. Si sa che molte reliquie conservate nella basilica di Sant'Anastasia furono donate a diverse chiese e principi con chirografi pontifici che si conservano nell'archivio: il reliquiario di San Cesario fu traslato in un luogo imprecisato.

#### Reliquie nelle chiese romane
Nella chiesa di San Cesareo de Appia (Ecclesie Sancti Cesarii in Turri) si conservavano frammenti ossei del braccio di San Cesario diacono (de brachio sancti Cesarii).
Nella chiesa di San Cesareo de Arenula (Ecclesie Sancti Cesarii de Arenula) si conservava una reliquia di San Cesario diacono in un pezzo di stoffa (panniculus cum reliquiis sancti Cesarii, sancti Leonardi, sancti Cristofori, sancti Luciani, sanctorum Cosme et Damiani et sancti Nycolai).
Per quanto concerne le reliquie del diacono donate ad alcune chiese di Roma per i riti di consacrazione degli altari, il 6 maggio 1124 papa Callisto II consacrò un altare della basilica di Santa Maria in Cosmedin: in esso depose molto reliquie, tra cui quelle dei SS. Cesario e Giuliano.
Il 30 gennaio del 1141 papa Innocenzo II consacrò l'altare che si trova nell'abside della chiesa dei Santi Michele e Magno deponendo molte reliquie di santi, tra cui "reliquiae S. Cesarii, tunicam de crate S. Laurentii, Sulpiciae et Serviliani".
Il 26 novembre del 1195 Pietro Cardinal Vescovo Portuense, alla presenza del papa Celestino III, consacrò l'altare dedicato alla Beatissima Vergine nella Chiesa di San Salvatore alle Coppelle: in esso furono deposte molte reliquie insigni, tra cui frammenti ossei di San Cesario diacono.
L'anno successivo, precisamente il 26 maggio 1196, papa Celestino III consacrò l'altare maggiore della basilica di San Lorenzo in Lucina deponendovi molte reliquie, tra cui frammenti ossei dei Santi Cesario e Giuliano.
Reliquie di San Cesario diacono a Roma erano conservate anche nella chiesa di Sant'Angelo in Pescheria; sotto l'altare maggiore della chiesa dei Santi Nereo e Achilleo; nell'altare dedicato alla Beata Vergine Maria nella Basilica papale di Santa Maria Maggiore e nella chiesa di San Biagio in Campitelli, sconsacrata.
Nella chiesa di San Cesareo de Appia, almeno fino al 1870, si conservavano reliquie dei Santi Cesario diacono e martire, Alfonso de' Liguori, Giuseppe da Copertino, Lucia, Fortunata e Clemente.

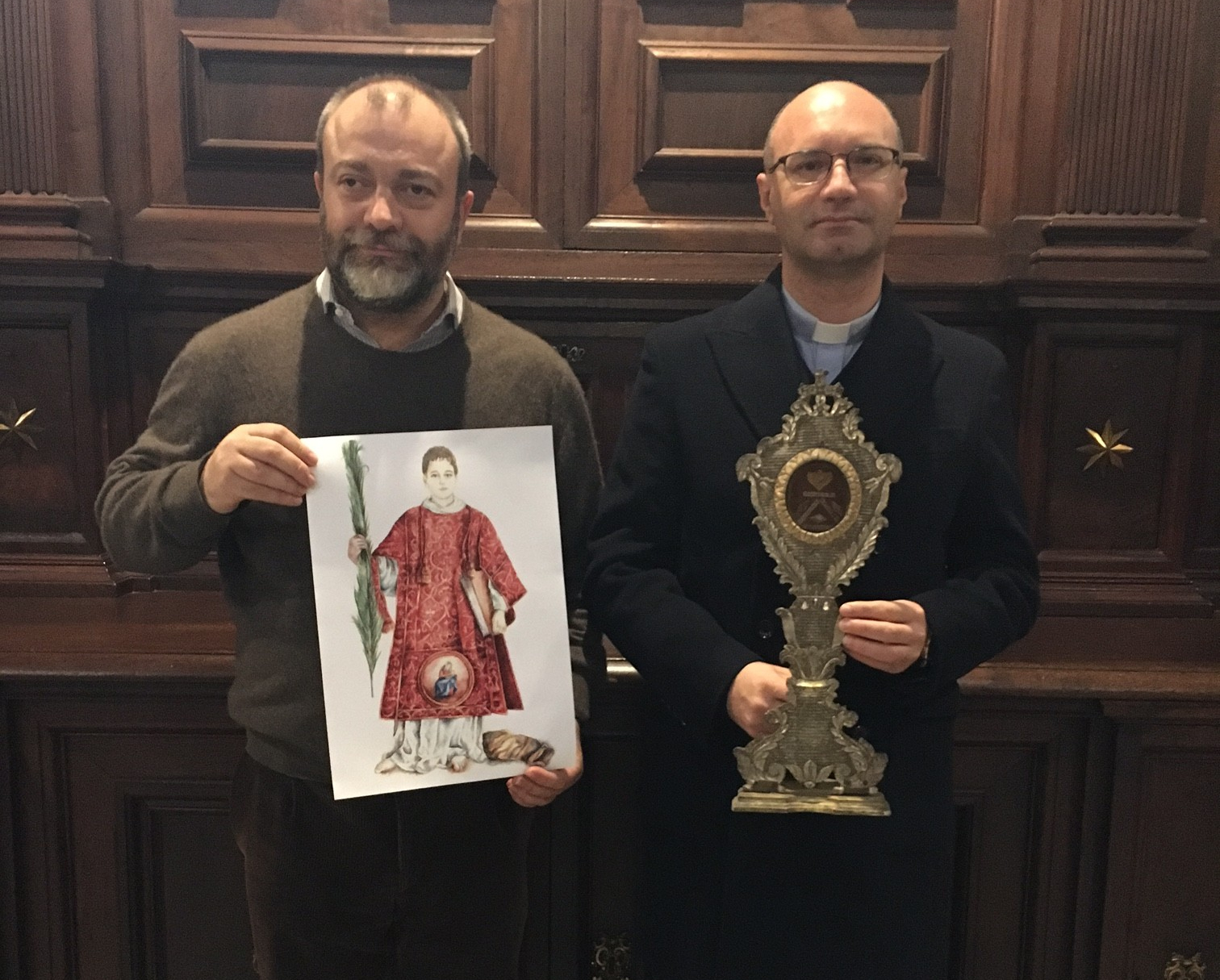
Roma, oratorio di San Filippo Neri: padre Rocco Camillò, preposito dell'Oratorio, e il dott. Alberto Bianco, Direttore dell'Archivio dell'Oratorio, accanto al reliquiario multiplo, contenente un frammento osseo di San Cesario diacono e martire, e alla nuova icona del santo

Nell'altare del coro interno del Monastero di San Paolo fuori le Mura in Roma si conserva una reliquia "Ex ossibus S. Caesarii Diac.", insieme al corpo del Beato Giovanni Ranuccio da Todi, come ci informa l'antica epigrafe in latino conservata nell'oratorio.
Nel monastero di Santa Lucia in Selci di Roma (lipsanoteca del Vicariato) si conservano frammenti ossei del giovane diacono in due piccoli cofanetti trasparenti, inventariati con il nº 376 (secondo la dott.ssa Cristina Martinez-Labarga, Ricercatore del Centro di Antropologia molecolare per lo studio del DNA antico, Dipartimento di Biologia dell'Università degli Studi di Roma “Tor Vergata, nel cofanetto che reca la scrittura "Ex ossibus S. Caesarii Diac. M." sembrerebbe ci sia un frammento di osso del neurocranio di San Cesario diacono).
Nell'oratorio di San Filippo Neri di Roma si conserva un reliquiario multiplo in argento, in cui è incastonato un frammento osseo di San Cesareo levita e martire, con cartiglio in latino “S. Caesarii L. M.”.
Una piccola teca contenente un frammento osseo di San Cesario Levita e Martire, con sottostante cartiglio identificativo in latino "S. Caesarii Lev. M.", è incastonata nel mobile della Cappella delle Reliquie della Postulazione Generale dei frati minori cappuccini in Roma.
Nella chiesa di Santa Maria del Priorato in Roma, conosciuta anche come Santa Maria de Aventino o San Basilio, nella terza nicchia a sinistra, vi è un altarolo reliquiario del IX secolo che conteneva una costola di San Cesario diacono e martire, come testimonia l'antica iscrizione in latino sulla cornice del timpano dello stesso: † HIC RECONDITVM EST CAPVT S. SAVINI SPOLITINI EPI. ET MAR. EX COSTA S. CAESAREI M. † ET SANGVINEM SCI SEBASTIANI MAR. ET RELIQVIE SCI ABUNDI MAR. † ET RELIQVIE SS. QVADRAGINTA. Nel 1765 il card. Rezzonico fece eseguire da Giovanni Battista Piranesi dei lavori di restauro nella chiesa e in quell'occasione vi si trovò una piccola urna d'argento - contenente le reliquie dichiarate sulla fronte dell'altarolo - che fu deposta dal Piranesi sotto l'altare maggiore.
Nella perduta chiesa di San Basilio ai Pantani nel Foro di Augusto a Roma si conservava una costola di San Cesario diacono. Padre Alberto Zucchi ricorda che in questa chiesa, nel primo anno del pontificato di Pio V (1566), fu trovato un vecchio tabernacolo di legno con molte reliquie involte in veli, fra l'altre la pietra della circoncisione di Nostro Signore, il braccio di Sant'Andrea, il braccio di San Basilio e una costa di San Cesareo diacono.

### Reliquie in Italia

#### Le sei ossa ritrovate nella Basilica di San Frediano in Lucca

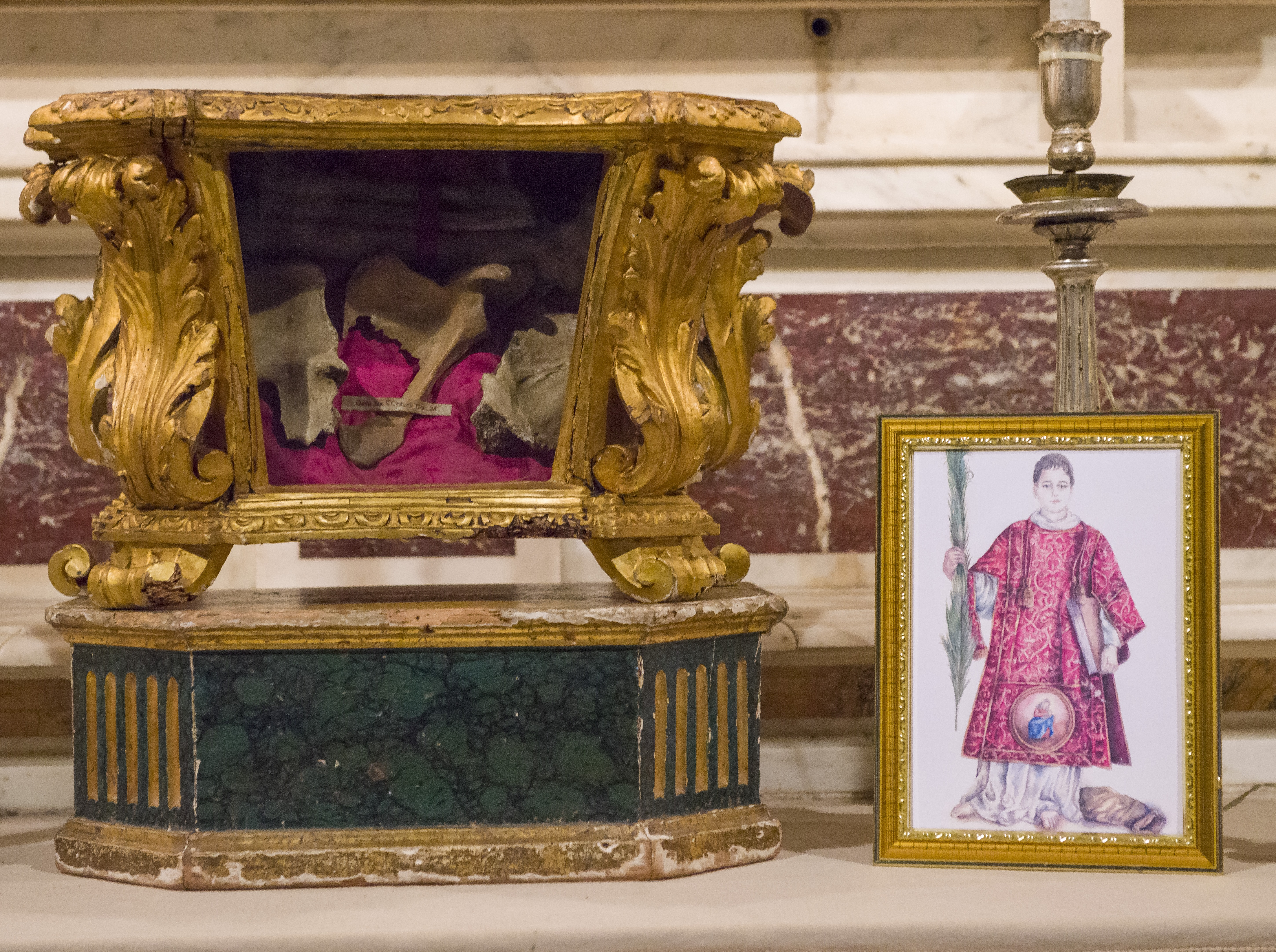
Lucca, basilica di San Frediano: esposizione della nuova icona di San Cesario diacono e martire accanto all'urna-reliquiario del santo (foto Lucio Ghilardi)

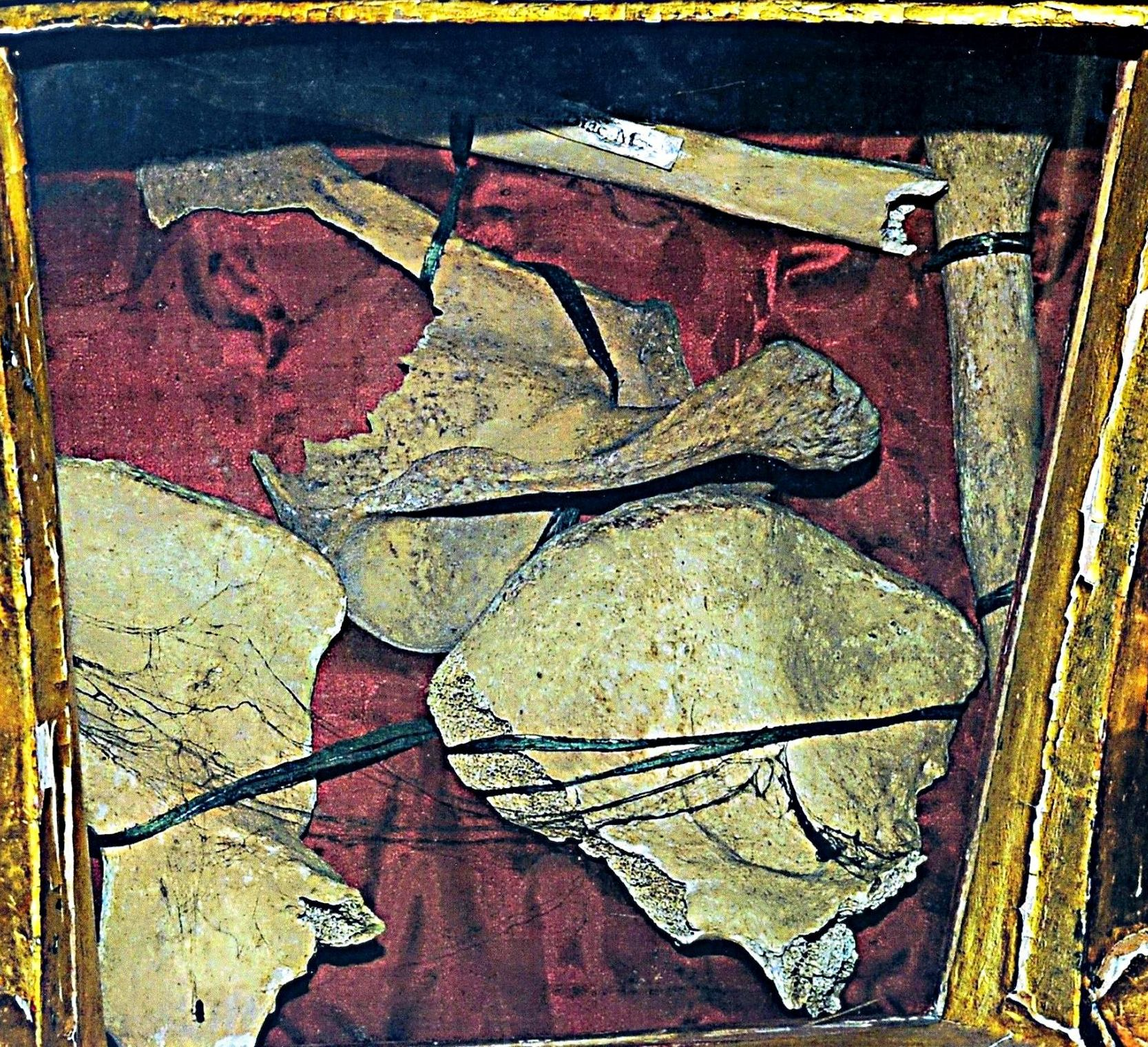
Reliquie di San Cesario Diacono e Martire, basilica di San Frediano in Lucca (foto prima della ricognizione)

Agli inizi del mese di dicembre del 2009 mons. Michelangelo Giannotti, vicario generale e rettore della basilica di San Frediano in Lucca, ritrovò l'urna-reliquiario contenente sei ossa integre di San Cesario diacono e martire (identificate attraverso il cartiglio in latino) nel deposito della curia tra gli oggetti non inventariati pervenuti dalle chiese dismesse dell'arcidiocesi.
Il reliquiario a urna di San Cesario, di bottega lucchese del secolo XVIII; in legno intagliato, dipinto, dorato a mecca; presenta un corpo a pianta quadrangolare mistilinea con spigoli smussati e decorati da foglie d'acanto arricciate. All'interno è rivestita con velluto rosso damascato, sul quale sono adagiate le ossa del diacono: due omeri, un femore, una scapola (sul margine laterale della scapola è posizionato il cartiglio in latino "Ossa sex S. Cæsarii Diac. M.") e due ossa coxali del bacino. Sul retro del reliquiario vi è il sigillo arcivescovile di fr. Giulio Arrigoni, OFMObs., Arcivescovo di Lucca (1849-1875).

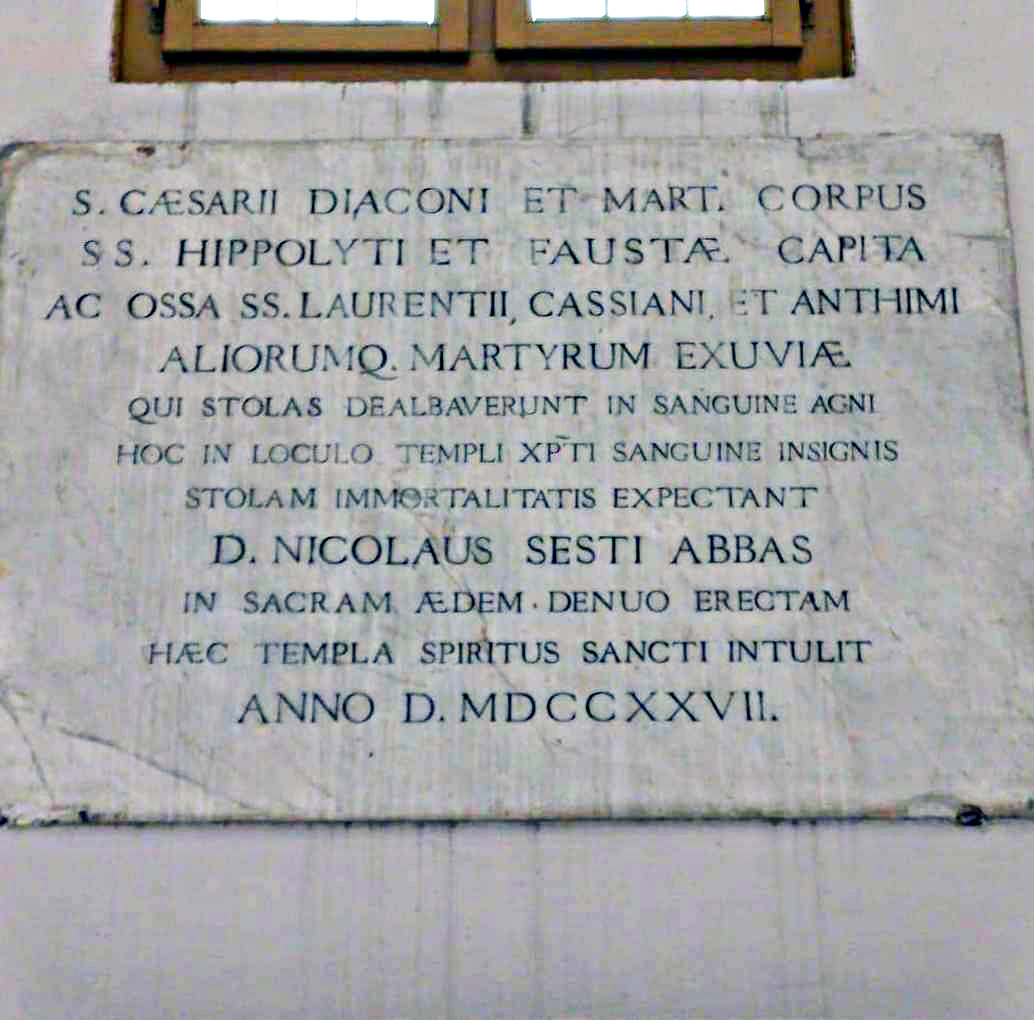
Epigrafe marmorea, realizzata nell'anno 1727, che elenca le reliquie più importanti custodite nel monastero di San Ponziano: il corpo di San Cesario diacono e martire, le teste dei santi Ippolito e Fausta, le ossa dei santi Lorenzo, Cassiano e Antimo; controfacciata della navata sinistra della chiesa di San Ponziano in Lucca

Secondo la tradizione, queste reliquie sarebbero state donate nel 1064 dal papa Alessandro II - quando si sarebbe recato a Mantova per il Concilio - all'antica chiesa dei Santi Filippo e Giacomo, oggi non più esistente, ubicata in località Placule, a poca distanza dalle mura medievali di Lucca. Era però comunemente chiamata “chiesa di San Ponziano” in quanto in essa si conservavano le spoglie del martire Ponziano.
Secondo alcuni studiosi, non è escluso che possa essere stato papa Alessandro II a donare tali reliquie; nato Anselmo da Baggio, nel 1057 fu nominato vescovo di Lucca, carica che terrà anche durante il papato. È una delle personalità più energiche della chiesa lucchese medievale: ricostruisce il patrimonio ecclesiastico locale e recupera i beni alienati. Nel 1062 insediò nella Basilica romana di Santa Croce in Gerusalemme - dove si conserva parte considerevole del corpo di San Cesario - i canonici regolari di San Frediano di Lucca, che la abbandonarono durante il periodo del papato avignonese (1309 - 1377). Quindi, è probabile che questa congregazione di chierici sia legata alla traslazione delle ossa da Roma a Lucca. Esiste un'antichissima testimonianza sul culto di San Cesario di Terracina nella città di Lucca: nella Biblioteca Comunale di Palermo si conserva un codice messale, che il sacerdote ed erudito Luigi Boglino nel 1884 ha attribuito alla chiesa dell'antico monastero di San Ponziano di Lucca e datato tra 1095 e 1160, in cui si riscontrano le principali feste dei santi che sono particolarmente venerati nella Diocesi di Lucca, tra cui quelle del diacono Cesario al 1º novembre, San Regolo, San Frediano, Santa Reparata, San Romano e San Teodoro.
Il Venerabile Cesare Franciotti (1557-1627), devoto di San Cesario, non potendo trovare tra le antiche scritture dell'archivio di San Ponziano notizie riguardanti la traslazione delle reliquie del santo da Roma a Lucca, ipotizza che il vescovo Jacopo di Lucca (801-818) durante il suo viaggio a Roma avrebbe ottenuto le ossa del martire per il monastero di San Ponziano. Secondo P. Giuseppe Bonafede, Agostiniano lucchese, la traslazione delle reliquie di San Cesario sarebbe avvenuta nell'ottavo secolo.
Nel 1099 la chiesa di San Ponziano, con l’annesso monastero, venne concessa ai Benedettini, cui subentrarono nel XIV secolo gli Olivetani. Il suddetto monastero e la chiesa furono distrutti dopo la metà del secolo XV, ma i monaci ne costruirono uno nuovo a levante della città, fuori le mura, presso la chiesa di San Bartolomeo in Silice, che nel 1474 fu dedicata a S. Ponziano, a seguito della traslazione del suo corpo che fu collocato sotto l’altare maggiore.

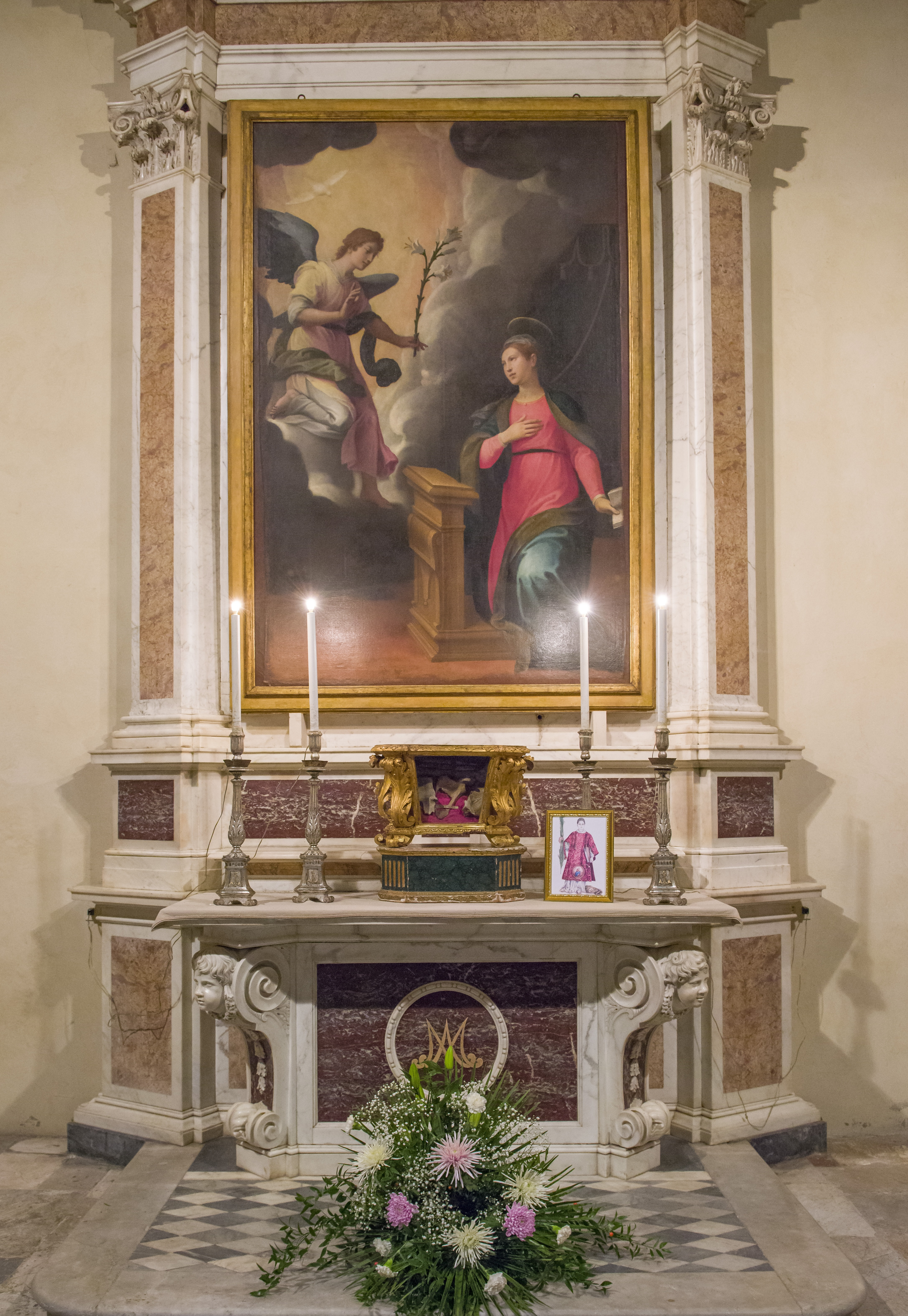
Esposizione dell'urna-reliquiario di San Cesario nella Cappella dell'Annunziata, Basilica di San Frediano in Lucca - 1 novembre 2017 (foto Lucio Ghilardi)

L’urna contenente il corpo di S. Cesario fu posta nel deposito delle reliquie, insieme all'ampolla contenente il Preziosissimo Sangue di Nostro Signore Gesù Cristo, precisamente in una cappella a destra del presbiterio. Nella chiesa di San Ponziano (attualmente è sconsacrata e ospita la sede della Scuola IMT Alti Studi Lucca), precisamente sulla controfacciata della navata sinistra, è possibile ancora visionare un'epigrafe marmorea, realizzata nell'anno 1727, che elenca le reliquie più importanti in essa possedute; quella di S. Cesario è menzionata al primo posto: S. CÆSARII DIACONI ET MART. CORPUS/ SS. HIPPOLYTI ET FAUSTÆ CAPITA/ AC OSSA SS. LAURENTII, CASSIANI, ET ANTHIMI/ ALIORUMQ MARTYRUM EXUVIÆ/ QUI STOLAS DEALBAVERUNT IN SANGUINE AGNI/ HOC IN LOCULO TEMPLI XPTI SANGUINE INSIGNIS/ STOLAM IMMORTALITATIS EXPECTANT/ D. NICOLAUS SESTI ABBAS/  IN SACRAM ÆDEM DENUO ERECTAM/ HÆC TEMPLA SPIRITUS SANCTI INTULIT/ ANNO D. MDCCXXVII. È necessario aver presente che non si fa distinzione tra il tutto o una parte del corpo umano; il termine corpus vuol indicare che si tratta veramente delle ossa del santo indipendentemente che sia il suo corpo intero o una parte.
Dalle ossa del diacono Cesario conservate nella chiesa di San Ponziano, nel corso dei secoli, furono estratte piccole reliquie e donate ad alcuni edifici di culto della Diocesi di Lucca: alla Chiesa di Santa Maria Corteorlandini (dove alcuni frammenti del braccio, con cartiglio in latino “S. Cæsarii Mart.”, si conservano in un reliquiario multiplo a teca sotto l'altare maggiore), al Monastero della Certosa (dove alcuni minuti frammenti “ex oss. S. Cæsarii diacon. Mart. Tarracinæ 1 nov.” si conservano in un reliquiario multiplo) e alla chiesa di San Senzio, sconsacrata. I Padri Lucchesi (o Chierici regolari della Madre di Dio) contribuirono a diffondere e intensificare il culto di San Cesario, soprattutto nella chiesa di Santa Maria Corteorlandini di Lucca e nell'arcidiocesi di Napoli.
La chiesa di San Ponziano fu indemaniata nell'Ottocento e le reliquie del diacono furono traslate nel monastero dell'Angelo di Lucca. Successivamente si perse completamente traccia dell'urna, fino al suo ritrovamento nel 2009 nel deposito della curia.
Nel 2010 mons. Giannotti, costatando lo stato del reliquiario e le condizioni delle ossa ricoperte dalla polvere e ragnatele, fece eseguire una ricognizione necessaria a un intervento di pulitura e di risistemazione delle stesse; in quell'occasione fu tolto anche qualche piccolo frammento dalle ossa e furono fissati i sigilli che nei vari traslochi dai monasteri si erano staccati. Il 1º novembre 2010, in occasione della solennità di Tutti i Santi, l'urna di San Cesario diacono e martire, per la prima volta dopo il ritrovamento, fu esposta nella Cappella Sandei, o dell'Annunziata, della Basilica di San Frediano di Lucca dove tuttora è conservata in un armadio-reliquiario. Il reliquiario di San Cesario viene esposto alla venerazione dei fedeli solo il 1º novembre sull'altare della Cappella dell'Annunziata (immediatamente antecedente quella del SS. Sacramento) accanto alla nuova icona del diacono; in questo giorno, dopo la Santa Messa, al canto del Te Deum, vengono incensate le reliquie annunziando ai fedeli, attraverso il microfono, il nome del santo.

#### Frammenti ossei nelle diocesi del Lazio
Nel corso dei secoli, molti vescovi prelevarono diverse porzioni o frammenti dalle ossa di San Cesario conservate nella Cattedrale di Terracina per donarle ad alcune chiese appartenenti alle diocesi del Lazio.
San Pietro di Salerno, vescovo di Anagni dal 1062 al 1105, iniziò i lavori di costruzione della Cattedrale di Santa Maria di Anagni e della sua cripta, situata sotto il presbiterio. Dagli Acta Sancti Magni è noto che il vescovo Pietro, durante la consacrazione dell'altare dei Martiri, nell'abside a destra della cripta, depose reliquie di San Cesario, di San Sebastiano e di svariati altri santi. Al di sotto della conca absidale vi è un affresco medievale raffigurante i Santi Cesario, Stefano e Lorenzo diaconi e martiri. Il 30 settembre 1179 papa Alessandro III consacrò la cattedrale di Anagni alla Vergine Annunziata e, con l'assistenza di molti cardinali e vescovi, tra cui quello di Terracina, depose nell'altare maggiore reliquie dei Santi Cesario, Nereo e Achilleo e di moltissimi altri martiri.
Il 1º ottobre dell'anno 1071 fu consacrata la chiesa abbaziale di San Benedetto a Montecassino (monastero benedettino nel Lazio) insieme ai suoi cinque altari; il Vescovo di Tuscolo Giovanni consacrò solennemente l'altare che si trovava a meridione, in onore di Santa Maria Madre di Dio; in esso depose reliquie di santi, tra cui anche quelle di San Cesario diacono: “reliquiis martyrum Dionisii episcopi, Stephani pape, Cesarii diaconi, Primi et Feliciani”. Nella sagrestia dell'Abbazia di Montecassino si conserva una reliquia di San Cesareo diacono e martire (un frammento osseo), con relativa autentica, incastonata in una teca quadrata in filigrana argento dorato, con quattro gemme agli spigoli, sistemata con quattro sigilli; collocata sul palchetto n.1 nella bacheca della Cappella delle Reliquie, come risulta da un inventario dei reliquiari del 1967.

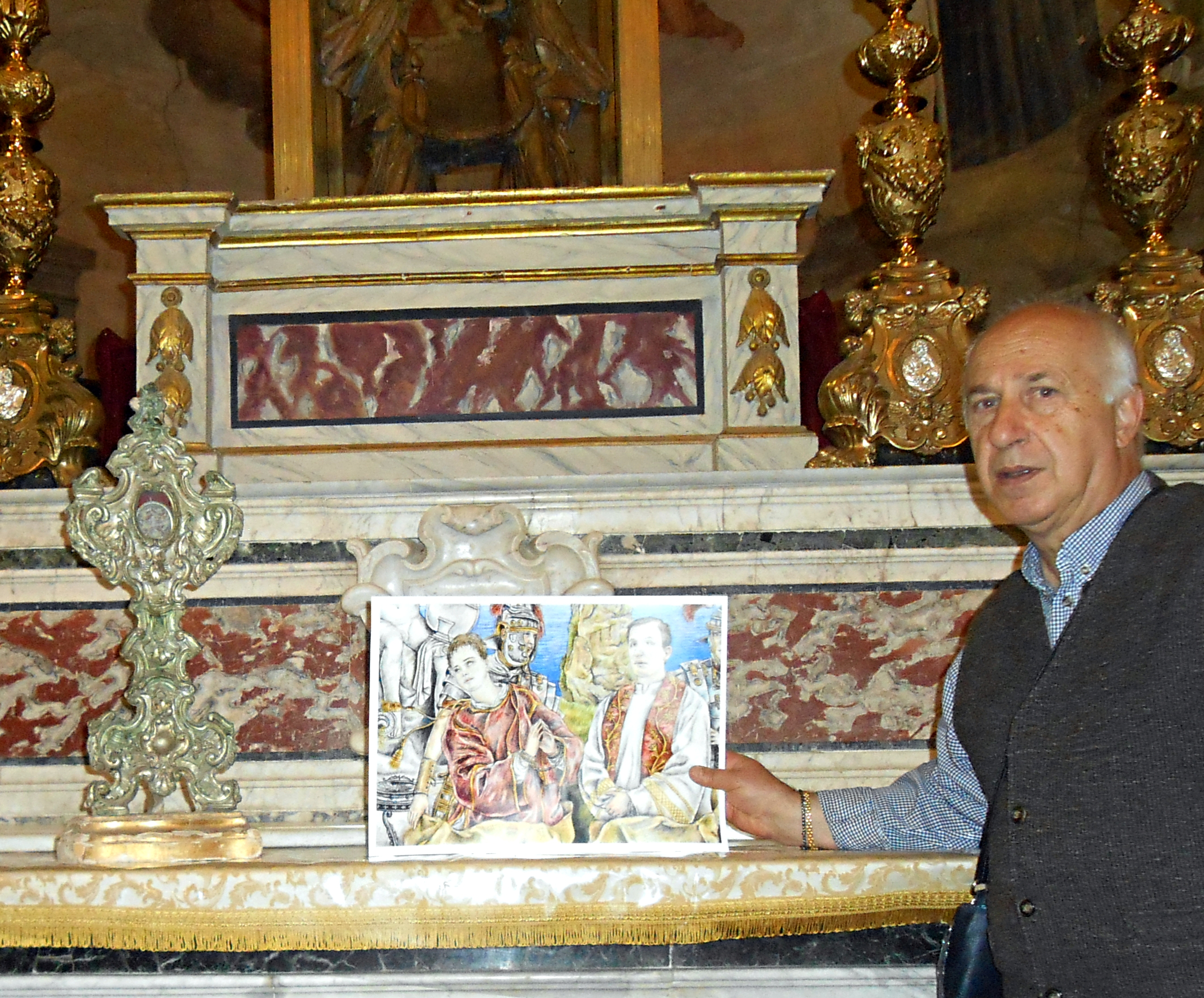
Veroli (Frosinone), basilica di Sant'Erasmo: il dott. Luciano Trulli accanto al reliquiario argenteo di San Cesario e all'illustrazione "Martirio dei SS. Cesario e Giuliano"

Nella basilica di Sant'Erasmo di Veroli (Frosinone), si conserva un reliquiario multiplo a ostensorio (secolo XVIII) che contiene un frammento osseo di S. Cesario con il cartiglio identificativo "S. Caesarii L. M.". In questa basilica è presente anche una raffigurazione del santo terracinese nell'affresco dell'abside (XIX secolo): nel registro superiore, al centro domina la figura del Cristo - sorretto da angeli - che abbraccia la croce, nel registro inferiore vi Sant'Erasmo inginocchiato su una nube e ai lati le figure di San Cesario diacono e S. Benedetto. Il culto del diacono fu portato a Veroli dai benedettini, che rimasero a Sant'Erasmo fino al XII secolo.
Il 25 luglio 1196 il vescovo Berardo di Ferentino, con l'assistenza di cardinali e vescovi delle diocesi limitrofe - tra cui il vescovo Tedelgario di Terracina - consacrò l'altare maggiore della chiesa di Santa Maria a Fiume di Ceccano deponendo in esso molte reliquie, tra cui quelle di san Cesario diacono.
Il 19 settembre del 1587 monsignor Giovanni Andrea Croce, vescovo di Tivoli (1554-1595), a seguito della guarigione di un suo nipote, donò alla nuova chiesa di Santa Sinforosa in Tivoli molte sante reliquie, tra cui frammenti di legno della SS. Croce, e pezzi di ossa di San Cesario diacono e martire, di San Saba, di San Giovanni Battista, un dente di Santo Stefano Protomartire, Ippolito, Zotico, Nicolò e Felice, traslate dalla chiesa di Sant'Angelo in Pescheria di Roma. Nel contado di Tivoli esisteva una chiesa dei benedettini di Farfa dedicata ai SS. Cesario e Benedetto.
Nella concattedrale di Santa Maria di Sezze, in provincia di Latina, si conserva un frammento osseo di San Cesario diacono e martire, con il cartiglio in latino “S. Caesari Diac. M.”, incastonato in un reliquiario a ostensorio (secolo XVIII), di bottega laziale, in argento, legno scolpito, dorato e dipinto; è caratterizzato da forme barocche con base mistilinea, su cui poggiano direttamente i piedi a volute. Il fusto è sagomato come il ricettacolo, all'interno del quale è inserita una teca a luce mistilinea che contiene anche frammenti ossei dei SS. Sebastiano, Lorenzo e Stefano. Il reliquiario termina con una croce apicale raggiata.
Nell'antica chiesa di San Benedetto di Priverno si conservavano reliquie dei Santi Cesario e Giuliano.
Nella cattedrale di Santa Maria Annunziata di Priverno, in una cappella laterale (destra) che custodisce il cranio di San Tommaso d'Aquino, era conservato il reliquiario a cassa di San Giovanni Crisostomo (secolo XIX) che conteneva un osso di San Cesario, con cartiglio in latino "S. Caesarii M." (secondo la dott.ssa Cristina Martinez-Labarga, sembra che sia la base dell'osso sacro, cioè la parte distale della colonna vertebrale, e in particolare, quella che si collega con le vertebre lombari). All'interno della teca vi erano anche reliquie di San Giovanni Crisostomo e San Zaccaria. Queste reliquie furono trafugate nel mese di giugno del 2008.
Nella chiesa arcipretale di San Felice Circeo si conservavano reliquie dei santi Cesario e Sebastiano martiri: essi erano gli antichi protettori del paese fino al 27 aprile 1777, giorno in cui la chiesa fu consacrata a San Felice II papa e martire.
Un dente di San Cesario fu dato in dono all'abbazia di Grottaferrata, nel Lazio), dove fu conservato con grande onore dai monaci basiliani e cesellato con illustri doni. Purtroppo questo reliquiario risulta assente nei recenti inventari dell'abbazia.

#### I busti-reliquiari e il braccio di Cesa

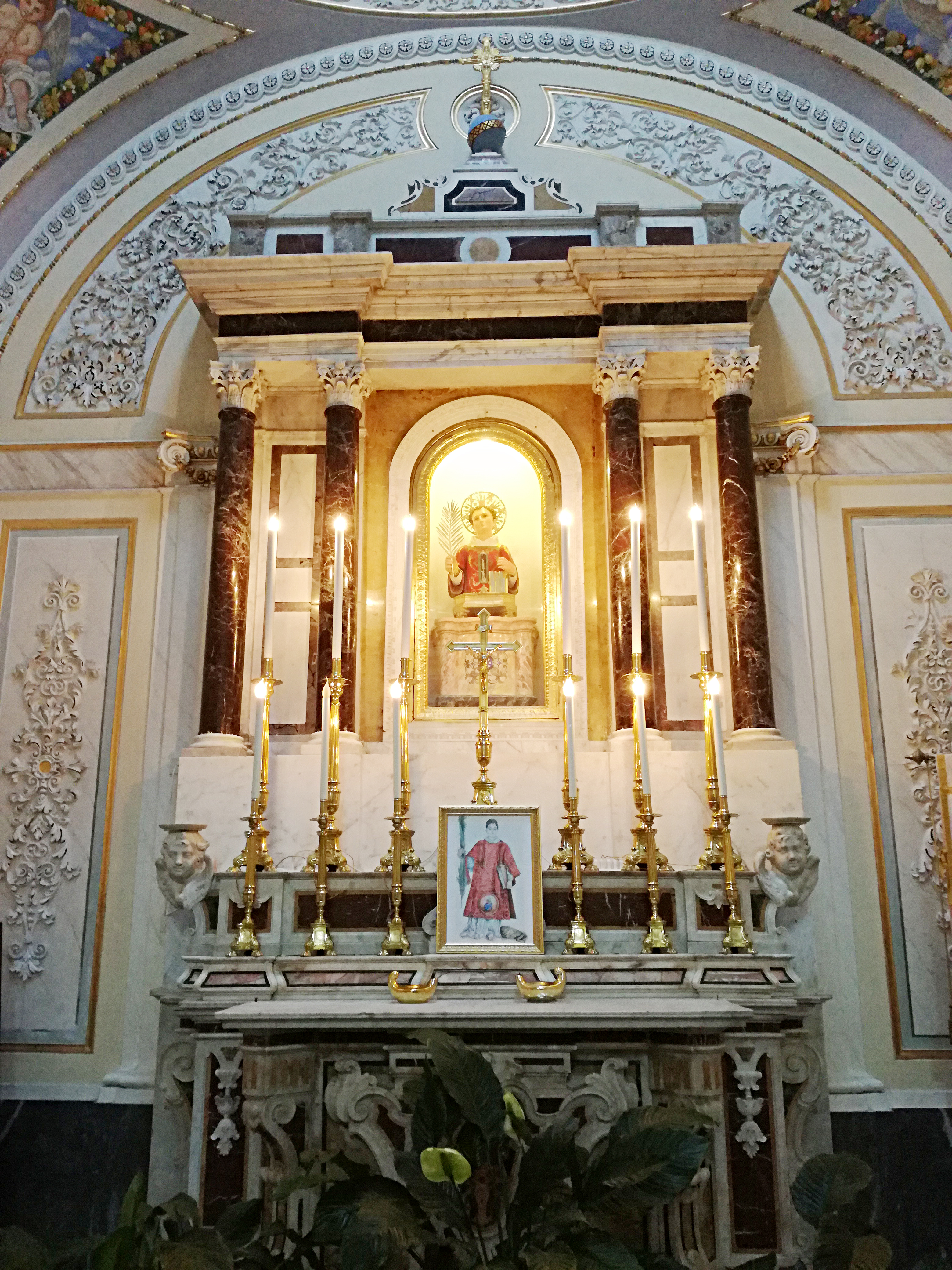
Busto reliquiario ligneo di San Cesario diacono e martire, esposto su un trono marmoreo nella Cappella di San Cesario, sul lato destro del transetto della Parrocchia San Cesario in Cesa (Caserta)

Agli inizi del secolo XVII, Pomponio de Magistris, vescovo di Terracina dal 1608 al 1614, provvide alla sistemazione delle reliquie di San Cesario: in quell'occasione concesse alcuni frammenti ossei del braccio del santo al cardinale Filippo Spinelli, vescovo di Aversa dal 1605 al 1616, per la sua parrocchia di San Cesario di Cesa (Caserta).
Il 19 giugno 1612 da Napoli arrivò a mons. Mengozzo, vicario generale, una lettera direttagli dal cardinale Spinelli, il cui contenuto era questo: "Mi costa per relazione degna di fede, che l'inclusa Reliquia è stata levata dal braccio di San Cesario, che si conserva nella Chiesa Cattedrale di Terracina, e non si deve far dubbio che non sia autentica e come tale si dovrà avere in venerazione e conservare nella Chiesa di Cesa; e Dio vi conservi". Nella parte inferiore della lettera è scritto: "Voglio che questa reliquia sia accompagnata processionalmente dal Capitolo fino fuori della porta della città, come vi dirà il Curato di Cesa", come si rileva dagli atti della visita pastorale compiuta a Cesa nel 1621 dal vescovo mons. Carlo I Carafa, esistenti nell'archivio vescovile di Aversa. Il popolo di Cesa si riversò nella cattedrale di San Paolo di Aversa per venerare la reliquia e poi traslarla processionalmente nella loro chiesa parrocchiale. Il Capitolo accompagnò la reliquia fino alla porta della città: grande fu l'accoglienza e l'entusiasmo degli aversani e dei cesani al passaggio della processione. La reliquia fu incastonata in un braccio ligneo dorato (brachio ligneo deaurato) e in un busto reliquiario ligneo, realizzato per l'occasione. Nel 1618 il canonico Girolamo Dragonetto ci riferisce che il braccio reliquiario ligneo di San Cesario era conservato in una teca rivestita di seta, posta all'interno di una colonna sul lato sinistro del presbiterio (lato dove si legge il santo Vangelo), insieme alla statua-reliquiario lignea di Santa Sinforosa martire di Tivoli, parimenti dorata.

Attualmente queste particelle ossee si trovano incastonate in tre preziosi reliquiari: nel busto reliquiario ligneo, nel busto reliquiario argenteo, e nel braccio reliquiario argenteo.

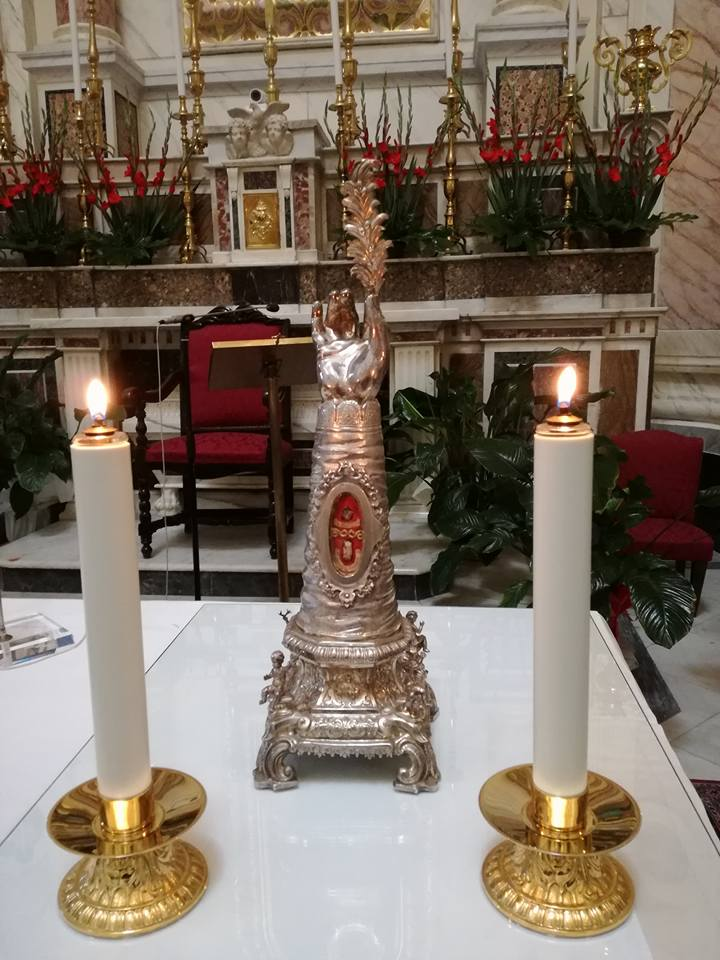
Braccio-reliquiario di San Cesario diacono e martire (XVIII secolo), Parrocchia di San Cesario, Cesa (Caserta)

Il busto reliquiario ligneo di San Cesario (1612), in legno di pero scolpito, dipinto e dorato, attribuito ad anonimo scultore di bottega napoletana; presenta nella parte centrale una teca allungata in vetro con cornice d'argento sbalzato e inciso, contenente frammenti ossei del santo, disposti in verticale e affiancati da un cartiglio su cui compare l'iscrizione in latino "Ex oss: S. Cæsarii Diac. et Martyr.". Secondo la dott.ssa Minozzi, è la diafisi di un osso lungo molto frammentato, sembrerebbe a sezione cilindrica come l'omero o il femore; l'unico frammento di epifisi è la superficie articolare tondeggiante in basso, che assomiglia più a quella dell'omero che non al femore. Il santo poggia su una base ottagonale con profilo concavo, sorretta da quattro piedini a volute; è vestito con un camice (una lunga tunica bianca con le maniche) - indossato su un amitto molto voluminoso (paramento di lino o cotone di foggia quadrangolare con la funzione di coprire il collo) - al quale è sovrapposta una dalmatica rossa (abito proprio dei diaconi) che presenta decorazioni fitomorfe dorate. Il martire è raffigurato con entrambe le braccia piegate e protese in avanti: nella mano destra sorregge la palma in argento sbalzato e cesellato, in quella sinistra l'Evangeliario in argento, su cui è inciso l'incipit del salmo 30: “In te, Domine, speravi; non confundar in aeternum”. Sul capo è applicata un'aureola in argento sbalzato e cesellato. La statua è esposta su un trono marmoreo nella cappella di San Cesario, sul lato destro del transetto della chiesa.
Il braccio-reliquiario argenteo di San Cesario (XVIII secolo), in argento sbalzato e cesellato di bottega napoletana; presenta la base quadrangolare poggiante su quattro piedini a voluta, in corrispondenza dei quali quattro puttini festanti, eseguiti a fusione, siedono su altrettanti plinti, reggendo rametti di palme. Al di sopra si imposta un'alzata a otto facce concave cesellate alternativamente con decorazioni fitomorfe e motivi gigliati. Nella faccia centrale della parte anteriore, entro un cartouche vi è la raffigurazione a busto intero del diacono Cesario, eseguita a sbalzo. Nella faccia centrale della parte posteriore, invece, entro un cartouche vi è l'iscrizione che ricorda il committente del reliquiario, Santolo del Villano, figlio di Maria Carlo del Villano: SANTOLO/ DI MARIA/ CARLO/ DEL VIL/ LANO. La base termina con una modanatura decorata a ovuli, sopra la quale, nella parte posteriore, vi è l'iscrizione che ricorda il parroco di allora, don Francesco Bonante: D. FRANCISCO BONANTE PAROCHO. Le linee e l'andamento decorativo riconducono al XVIII secolo, così come la presenza di putti. Verosimilmente si tratta di un'opera della prima metà del secolo, anche se tale tipologia ornamentale si protrasse per decenni. Il corpo del braccio è di forma tubolare, leggermente rastremato, rivestito da una manica, punzonata con un motivo a righe verticali, resa da un morbido drappeggio di pieghe; al centro presenta una teca a luce ovale, incorniciata da una decorazione vegetale, in cui è possibile ammirare la reliquia: due frammenti ossei del santo, disposti in verticale, che presentano rispettivamente i cartigli in latino “Ex oss. S. Cæsarii M.” ed “Ex brachio S. Cæsarii M.”. Secondo la dottoressa Minozzi, il frammento superiore è più ricco di osso spugnoso; forse viene da un'epifisi dell'osso, mentre quello inferiore sembra di un osso con diafisi circolare come omero o femore. Entrambi i frammenti provengono dalla superficie esterna dell'osso. Il braccio è esposto sull'altare maggiore della chiesa in occasione della festa patronale, che si celebra annualmente nella settimana successiva al 19 giugno, e della festa liturgica (3 novembre).

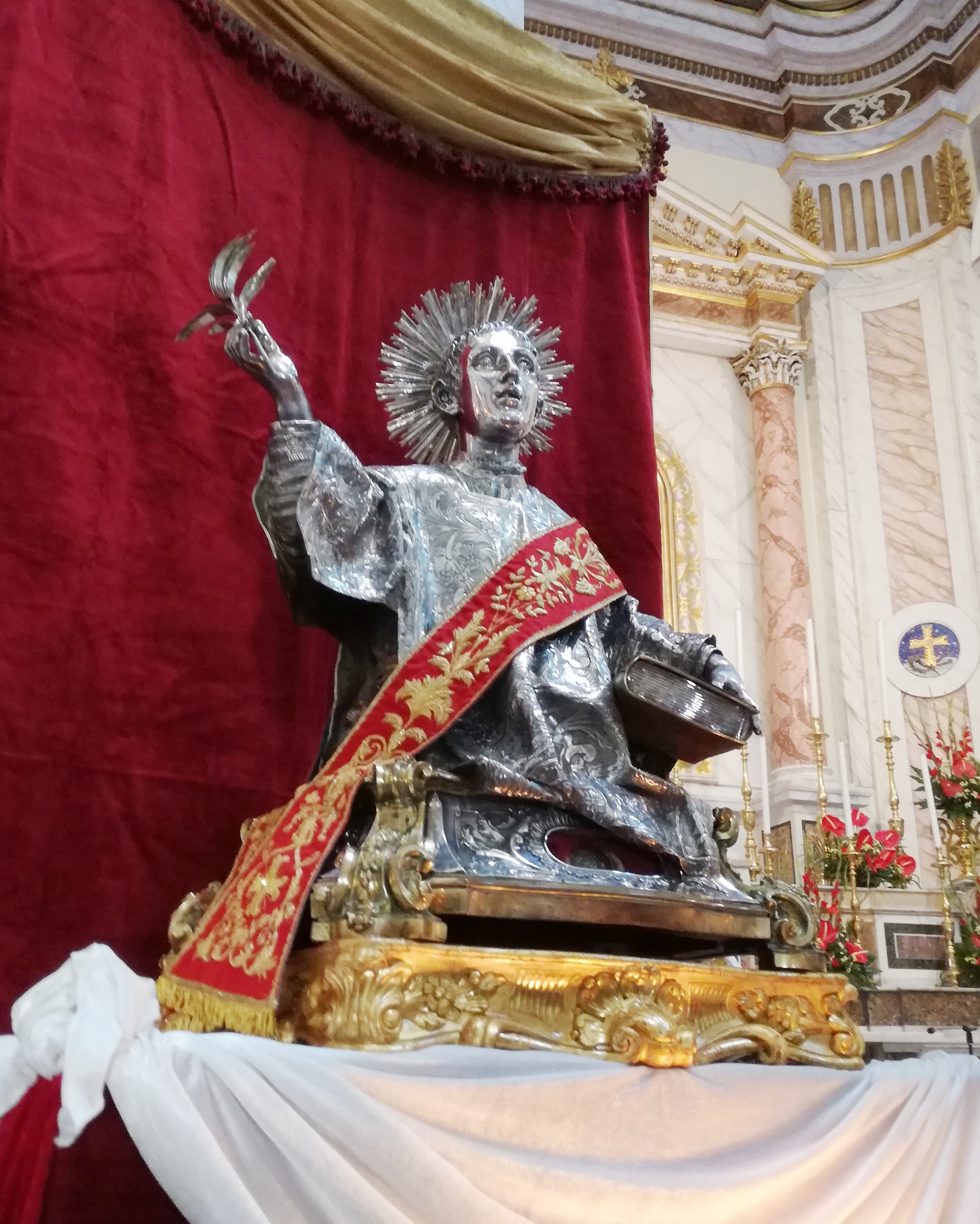
Busto-reliquiario argenteo di San Cesario diacono e martire, opera dell'argentiere Luca Baccaro, 1760, conservato nella Parrocchia di San Cesario in Cesa (Caserta)

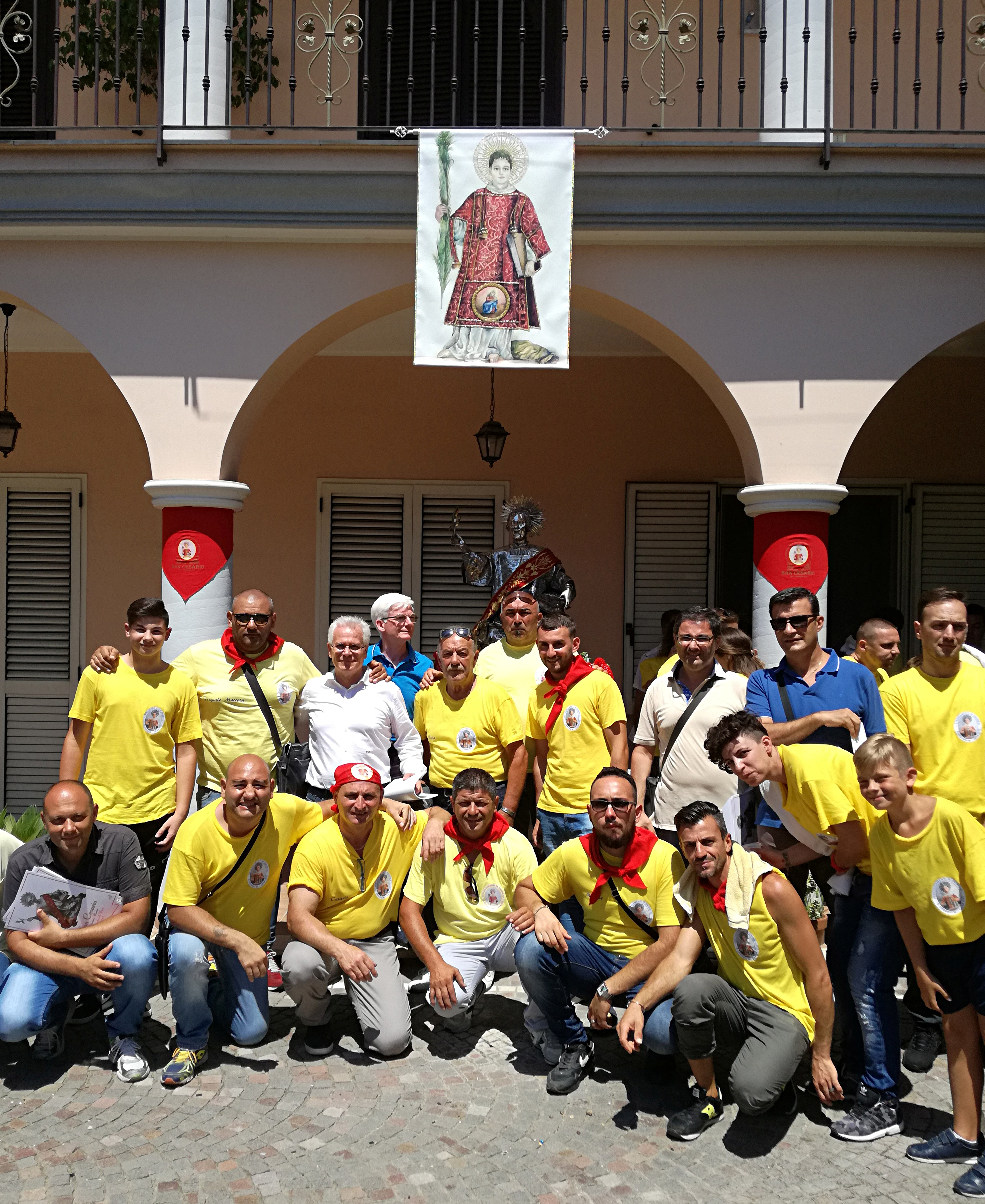
Portatori della statua argentea di San Cesario, Cesa (Caserta), 30 luglio 2017

Il busto reliquiario di San Cesario (1760), in argento sbalzato e cesellato, opera di Luca Baccaro, argentiere napoletano; si caratterizza per una forma aperta e dinamica, poggia su una pedagna mistilinea dorata, tagliata negli spigoli, riccamente decorata con elementi a doppia voluta. La testa del santo, leggermente inclinata verso destra, presenta una capigliatura a ciocche ondulate che incorniciano un volto giovane e imberbe dall'espressione volitiva. Il diacono indossa una dalmatica sovrapposta a un camice a collo stretto e a un piccolo amitto a sbuffo che protegge il collo. È possibile scorgere anche una parte del cingolo, indossato sopra il camice, all'altezza della vita, e il manipolo sull'avambraccio sinistro. Vi è un grande attenzione per l'andamento morbido delle pieghe del panneggio della dalmatica, riccamente decorata con eleganti motivi floreali eseguiti a sbalzo, che si palesa in modo eclatante sulla parte anteriore del busto. Il paramento sacro, cadendo realisticamente fuori della pedagna, copre una parte della finestrella che contiene il reliquiario ovale a capsula del santo, in cui vi sono incastonati alcuni frammenti ossei del martire, con sottostante cartiglio in latino "Ex ossibus S. Cæsarii Diaconi et Martyris". Sul retro del reliquiario è presente lo stemma in ceralacca di mons. Settimio Caracciolo dei Principi di Torchiarolo, vescovo di Aversa (1911-1930). Il diacono reca nella mano destra la palma del martirio e nella sinistra il Vangelo. Solitamente indossa una stola diaconale in tessuto di seta rosso con ricami vegetali in filo oro. Sul capo è applicata un'aureola raggiata in argento sbalzato. Sul busto è presente il bollo del maestro argentiere Luca Baccaro, sigla L. B. in campo rettangolare, e il marchio NAP con corona. La statua, attualmente in deposito, si espone e si porta in processione solo in occasione della festa del santo, che si celebra annualmente nella settimana successiva al 19 giugno, con solennità civili e religiose. La domenica, giorno principale della festa, dopo la prima solenne messa del mattino è possibile assistere al rito della vestizione della statua con tre fasce di seta rossa ricoperte da oggetti in oro (gioielli, monili, ex voto raffiguranti parti anatomiche), una parte del "tesoro" che nel corso dei secoli i cesani hanno donato al Patrono.

#### Il busto-reliquiario della chiesa di Santa Brigida a Napoli

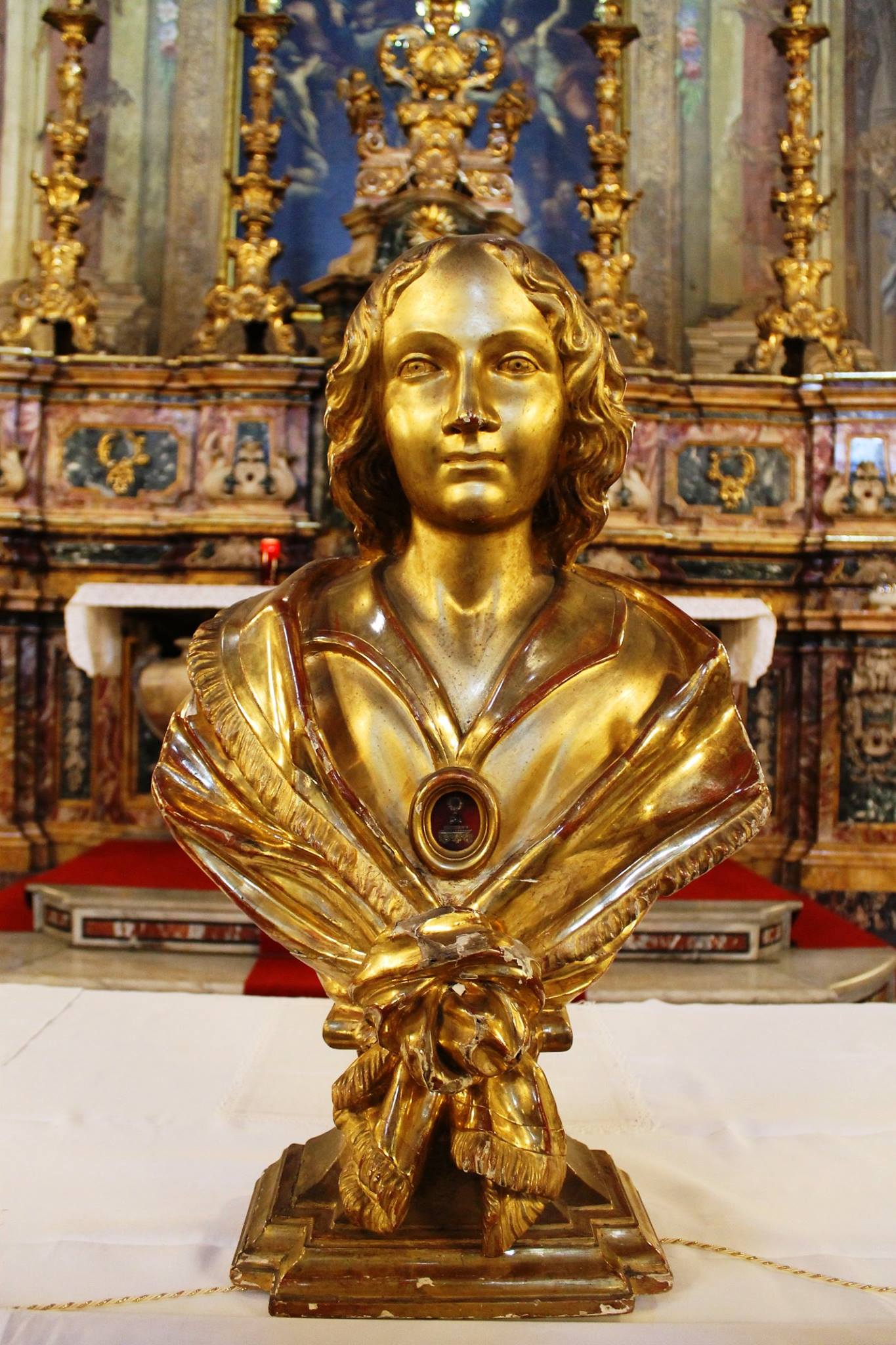
Busto reliquiario di San Cesario diacono e martire che si conserva nella chiesa di Santa Brigida, Napoli.

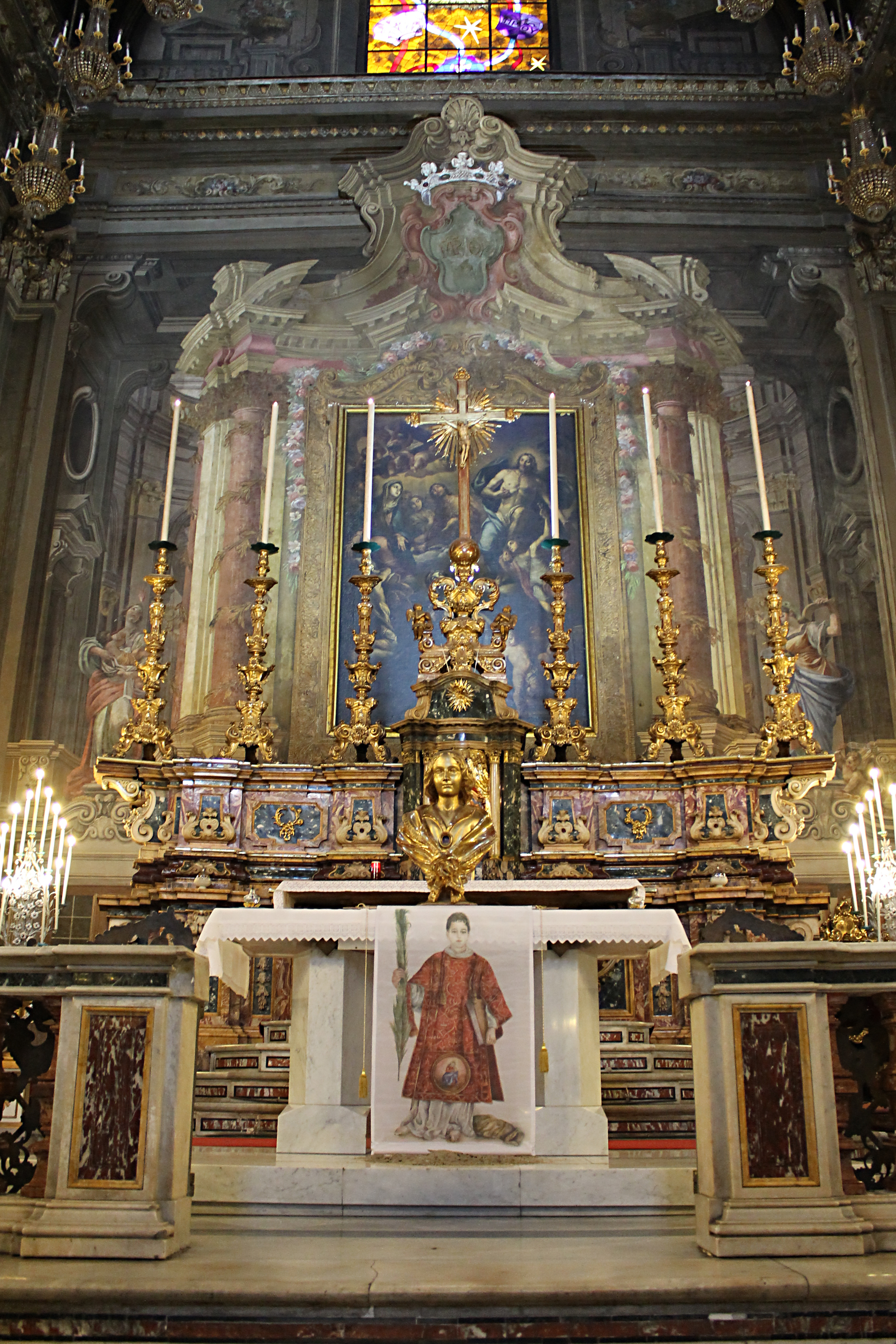
Esposizione della nuova icona di San Cesario accanto al suo busto reliquiario, altare maggiore della chiesa di Santa Brigida in Napoli.

Nella chiesa di Santa Brigida a Napoli, ubicata nel centro storico, si conserva un busto reliquiario di San Cesareo Diacono e martire, di cm 76.0 x 50.0 x 20.0 (hxlxp) e realizzato da una bottega napoletana del secolo XIX in legno scolpito e dorato; su una base mistilinea a gradini modanati è raffigurato il santo, a mezza figura, come un giovane imberbe con capigliatura folta e ondulata; non indossa i paramenti liturgici ma l'abito civile e non sono presenti i tipici attributi iconografici. Il busto è avvolto da un drappo - al cui bordo è presente la frangia - che parte dalle spalle del santo e termina con un nodo nella parte anteriore della base. La reliquia è inserita in una piccola teca posta nella parte centrale, sul petto del busto, incastonata in una capsula plumbea: si tratta di un minuscolo frammento osseo del santo con sottostante cartiglio in latino "S. Cesarei D. M.". È conservato in un armadio, ricoperto dagli ex voto, collocato nel corridoio di accesso alla sagrestia; viene solennemente esposto il 1º novembre in occasione della Solennità di tutti i Santi.
Questo busto reliquiario era stato erroneamente catalogato come "San Cesare Martire" nell'inventario dei beni storici e artistici della Diocesi di Napoli, sicuramente a causa di una scorretta traduzione dell'iscrizione sul cartiglio identificativo. Dopo mesi di intense ricerche - grazie all'interessamento di padre Tommaso Galasso, parroco della chiesa di Santa Brigida, di padre Antony Seelan Mariannan e del prof. Tino d'Amico - si è provveduto a correggere l'errore.
La traslazione della reliquia di San Cesario Diacono a Napoli è legata ai padri lucchesi (Congregazione dei chierici regolari della Madre di Dio), i quali presero possesso della chiesa di Santa Brigida nel 1637 (a quel tempo nella città di Lucca si conservavano otto ossa integre del santo terracinese; molto probabilmente questo minuscolo frammento osseo fu estratto dalla reliquia "ex brachio" del diacono che si conserva nella chiesa di Santa Maria Corteorlandini di Lucca, affidata nel 1580 ai chierici regolari della Madre di Dio).
A pochi passi dalla chiesa di Santa Brigida, dalla terrazza che fiancheggia la via Cesario Console (ammiraglio del Ducato di Napoli, detto anche “Cesario di Napoli”, IX secolo), si eleva, dominando il mare, la statua di Cesare Augusto, offerta dal Duce alla Città di Napoli nel 1936. Anche nella città partenopea il culto del diacono Cesario sarebbe servito per sostituire e cristianizzare il culto pagano dei divi Cesari.

#### Il reliquiario del Duomo di Napoli

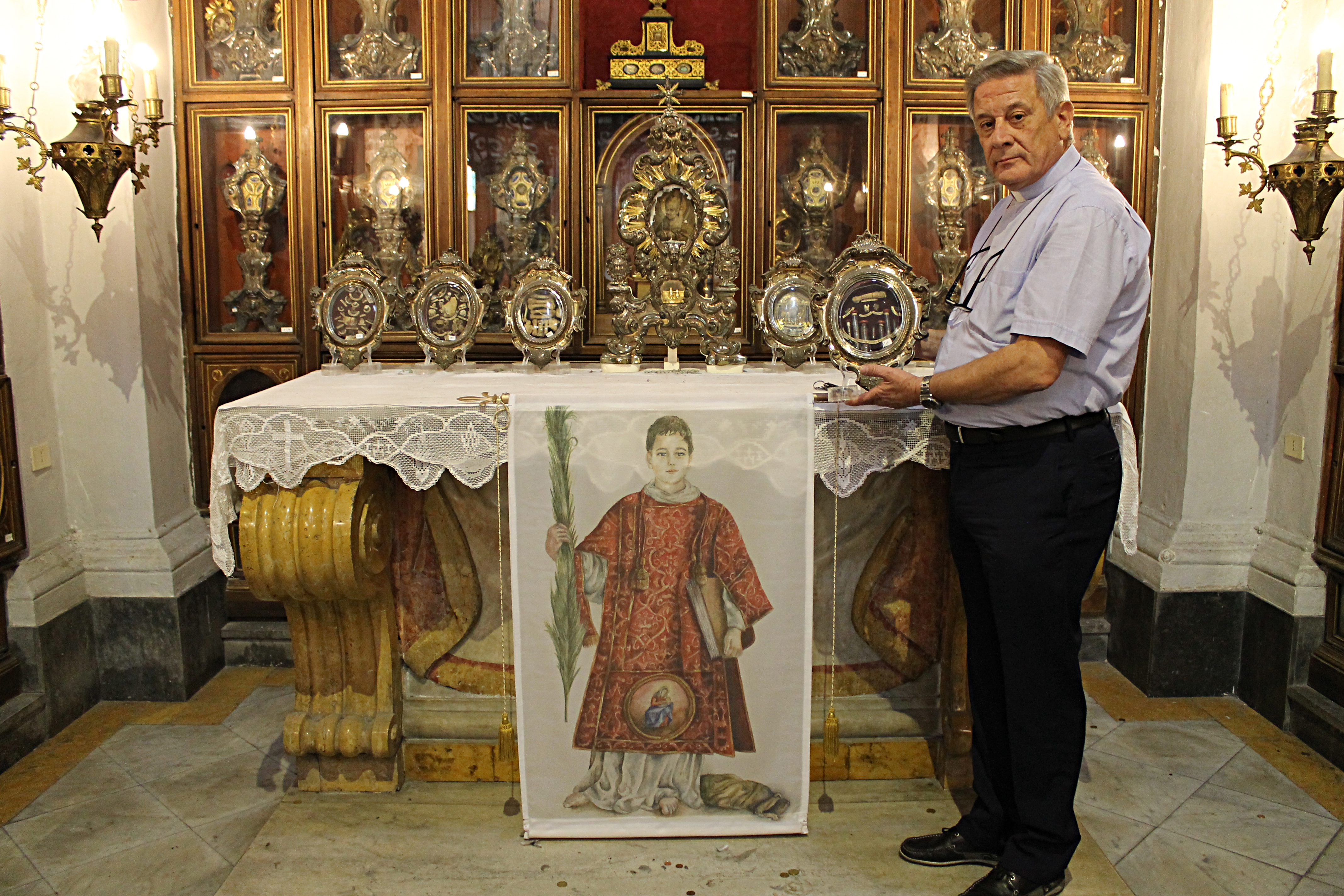
Napoli, cattedrale metropolitana di Santa Maria Assunta, Cappella delle Reliquie: don Vincenzo Papa, parroco del Duomo, espone il reliquiario multiplo, contenente un molare di San Cesario diacono e martire, accanto alla nuova icona del santo.

Nella Cattedrale metropolitana di Santa Maria Assunta in Napoli, precisamente nella Cappella delle Reliquie, si conserva un reliquiario multiplo a capsula in argento sbalzato; secolo XIX, di bottega napoletana, contenente un dente di San Cesario diacono e martire, con sottostante cartiglio "S. Caesarii M.". Secondo la dott.ssa Simona Minozzi, si tratta di un dente molare definitivo ancora in eruzione, infatti le radici non sembrano spezzate, ma ancora vuote perché non hanno ancora terminato l'accrescimento. Il reliquiario reca lo stemma del cardinale Guglielmo Sanfelice d'Acquavella (1878-1897), nativo di Aversa; contiene anche frammenti ossei di Sant'Eufemia vergine e martire di Calcedonia, di Sant'Anastasia vergine e martire, di Sant'Erasmo vescovo e martire, di San Marcellino, di San Vito, di San Settimio vescovo, di Sant'Agnese vergine e martire, di San Benedetto, e di San Donato. Il cardinale Guglielmo Sanfelice d'Acquavella dispose che la cappella dello Spirito Santo, patronato della antica famiglia Galluccio, ormai estinta nel ramo di Napoli, divenisse la nuova lipsanoteca del duomo, e in essa depose anche il reliquiario contenente del dente di S. Cesario il 15 novembre 1891, giorno in cui fu inaugurata la cappella-reliquiario, in occasione del Primo Congresso eucaristico nazionale, svoltosi a Napoli dal 19 al 22 novembre 1891 e che ebbe come tema “La difesa della Eucaristia e del Suo culto”.
Nel Duomo di Napoli è conservato il "Calendario Marmoreo di Napoli", un documento marmoreo in cui sono riportati i costumi liturgici dell'antica Chiesa napoletana: al 1º novembre si trova il Natale di S. Cesario di Terracina: “N. S. CESARII”. Si ritiene sia stato inciso intorno alla metà del IX secolo; è molto importante perché testimonia l'antichità del culto reso ad alcuni santi, tra cui a San Cesario diacono.
Il culto del martire di Terracina a Napoli è antichissimo: in uno strumento rogato il 16 giugno del 1288, ai tempi di Carlo I d'Angiò (che si conserva nell'archivio dei Padri benedettini in Cava de' Tirreni), si fa memoria di un luogo fuori le mura di Napoli, vicino al casale di San Giovanni a Teduccio, che si chiamava "S. Cesarei ad Susurram", nei pressi della chiesa di Sant'Arcangelo all'Arena.
Inoltre, esisteva un piccolo villaggio detto "San Cesario di Villa Lanzasino" (Lanzasino era villaggio che sorgeva tra Arzano e Secondigliano, già in dominio della Chiesa di Napoli). In un diploma di Carlo I si legge: "Santus Cesarius de villa Lanzasini", mentre in un altro dello stesso Sovrano: “S. Cesarium ad Rusuram de pertinentiis Neapolis”. Secondo lo scrittore Raffaelo Mastriani, potrebbe essere stato un luogo di pertinenza di villa Lanzasino, ma non popolato; inoltre potrebbe essere identificato anche con “S. Cesarius ad rivum”, nelle vicinanze di Mianella, che si trova in una zona tra Secondigliano e Miano. Questo luogo oggi porta il nome di Cupa Santa Cesarea (storpiatura del nome "San Cesario").
Nel comune di Giugliano, in provincia di Napoli, sorgeva la località San Cesareo (scomparsa); un piccolo villaggio che doveva avere un'origine molto antica poiché si trovava lungo il corso della via Consolare e Campana e lì si sono verificati numerosi ritrovamenti archeologici di epoca romana. Anche qui vi sarebbe un legame con Giulio Cesare; infatti, secondo alcuni studiosi, il toponimo di Giugliano deriverebbe dall'antroponimo latino Julius perché in questi luoghi ci sarebbe stata una villa di Cesare, presso la quale gli abitanti avrebbero poi costruito un villaggio (Iulianum). Don Agostino Basile, nell'opera "Memorie istoriche della terra di Giugliano" (1800), ci riferisce che nella Cappella del Tesoro di San Giuliano nella chiesa di Santa Sofia in Giugliano, in uno stipone sotto la cupola, si conserva una statua-reliquiario di S. Cesario martire.

#### L'avambraccio di San Cesario di Lecce

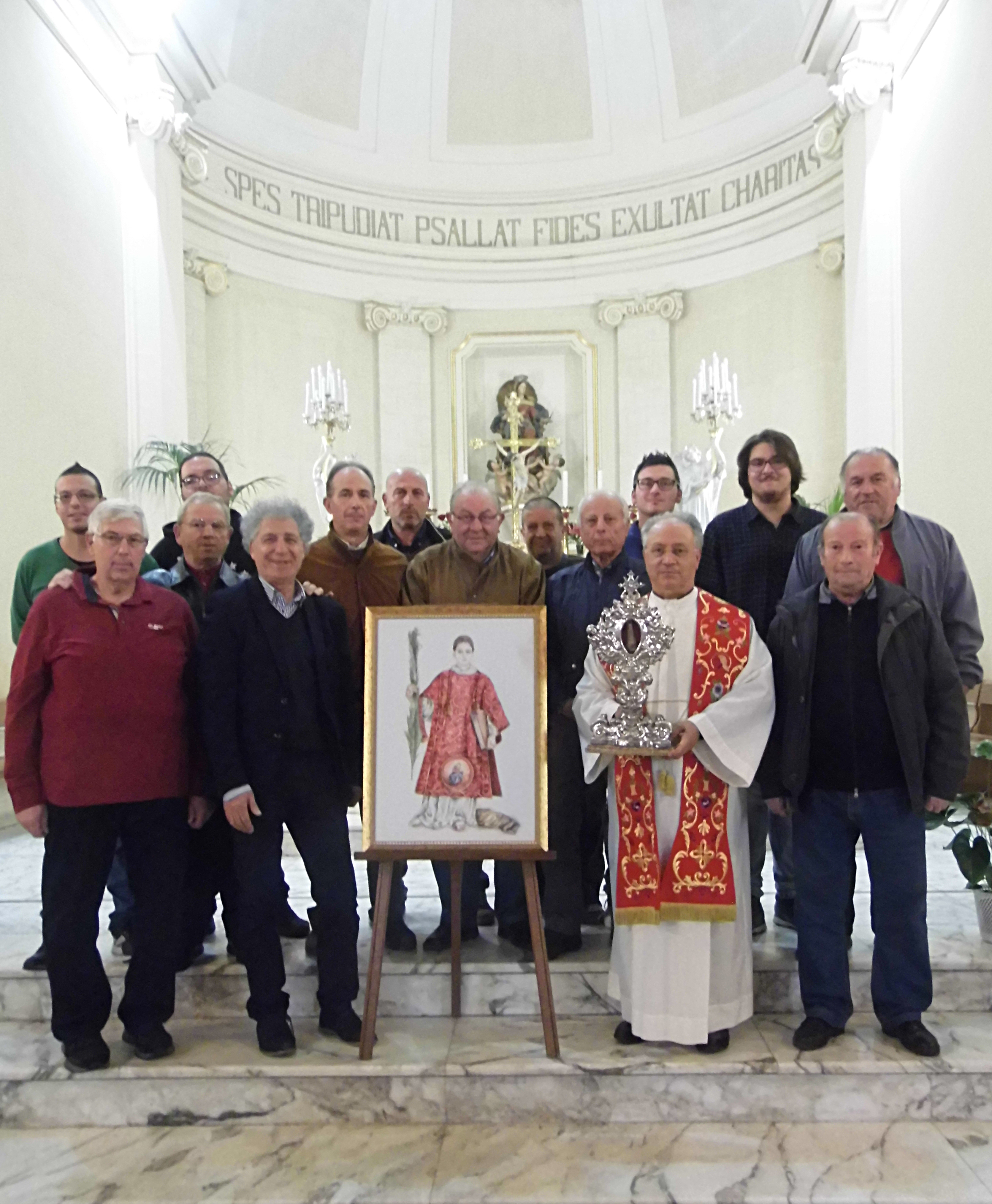
Mons. Gino Scardino e il Comitato Feste Patronali accanto al reliquiario a ostensorio in argento di San Cesario diacono e martire, Parrocchia Santa Maria delle Grazie in San Cesario di Lecce

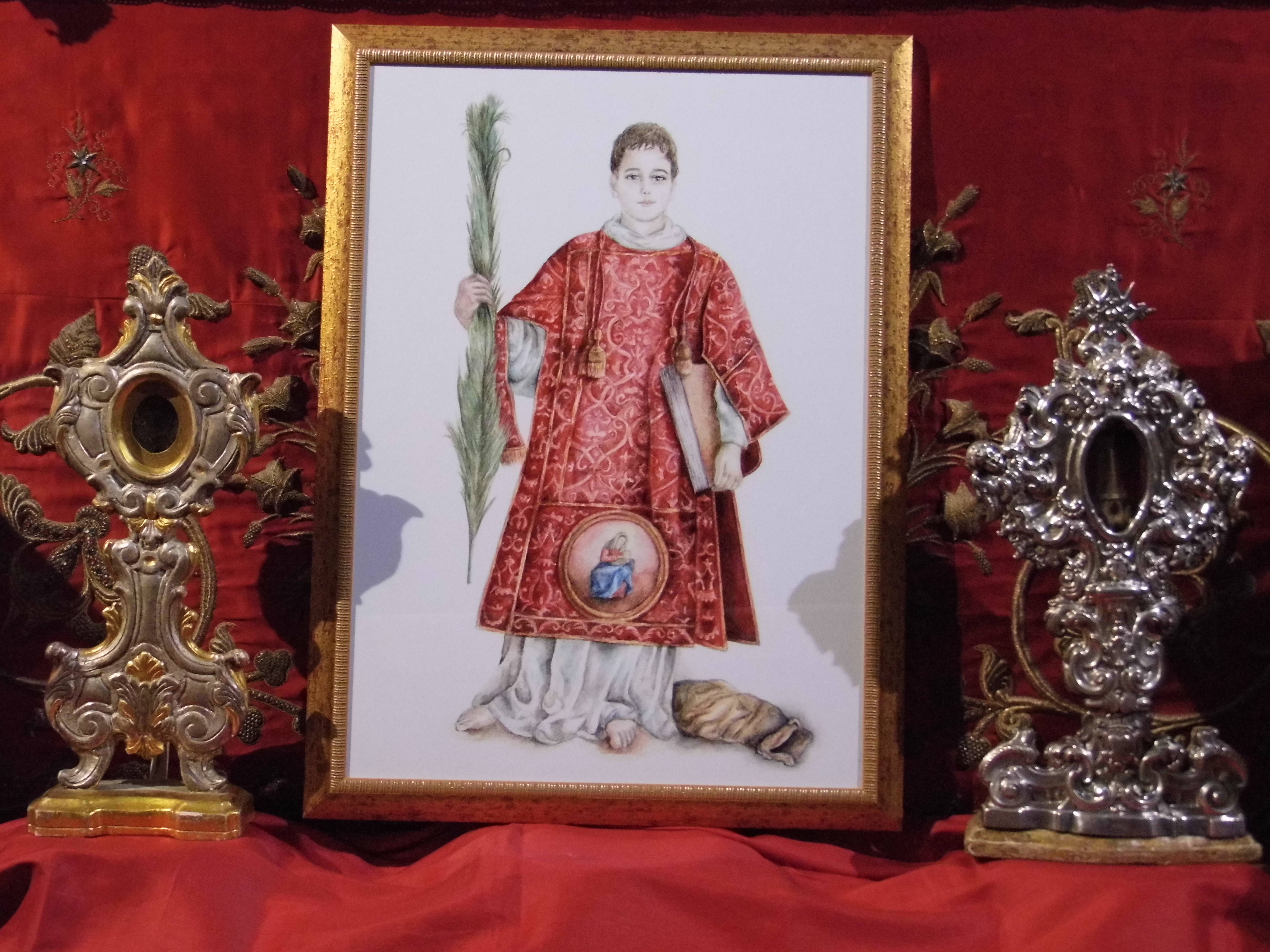
Reliquiario argenteo e ligneo di San Cesario diacono e martire, Parrocchia Santa Maria delle Grazie in San Cesario di Lecce

Per quanto riguarda la comunità di San Cesario di Lecce, 7 novembre 1712 la principessa Maria Isabella Vecchiarella, molto devota del martire di Terracina, chiese all’arcivescovo Mons. Domenico Zauli, assistente al soglio pontificio, una piccola reliquia di osso di San Cesario. La stessa principessa donò al vescovo di Lecce, al tempo mons. Fabrizio Pignatelli (che risiedeva a Napoli) la suddetta reliquia, a suo volta donata alla chiesa parrocchiale di Santa Maria del Carro in S. Cesario di Lecce.
D. Ettore Marulli (1692 - 1763), Duca di San Cesario in Terra d'Otranto, Balì gerosolimitano di Venosa dal 1724 e Balì cavaliere di Gran Croce dell’Ordine di San Giovanni di Gerusalemme, venuto a conoscenza che nella chiesa di San Ponziano in Lucca erano conservate otto ossa integre del corpo di San Cesario, cercò in tutti i modi di ottenere una reliquia del diacono per la sua comunità. Nell'anno 1724 il Duca Marulli fu aiutato dal Cav. Giovan Battista Domenico Sardini di Lucca, Ambasciatore della "Respublica Lucensis" presso i sovrani più potenti del XVIII secolo e appartenente all'Ordine Gerosolimitano, il quale ottenne dall'Abate del monastero di San Ponziano di Lucca, D. Giustino Conti (al secolo Bartolomeo Conti) della Congregazione Benedettina Olivetana, una porzione di osso del braccio di San Cesario Diacono e Martire. La reliquia - accompagnata da una lettera testimoniale dell'abate di Lucca, della Congregazione di Monte Oliveto, datata 12 febbraio 1724, racchiusa in un vetro ottagonale e conservata in una cassa lignea -fu autenticata da mons. Fabrizio Pignatelli, vescovo di Lecce, il 18 maggio 1724 , successivamente riconsegnata ad Ettore Marulli, incastonata in un prezioso ostensorio d'argento e riposta nel Palazzo Ducale di S. Cesario di Lecce, dove la quarta domenica di luglio (precisamente il 28 luglio) dello stesso anno fu traslata nella chiesa parrocchiale, oggi intitolata a Santa Maria delle Grazie, con una solenne cerimonia.
Il testo manoscritto dell'antica autentica della donazione recita: IN NOMINE DOMINI. AMEN. Noi, don Giustino Conti abate del Venerabile Monastero di Lucca di San Ponziano della Congregazione lucchese di San Benedetto del Monte Oliveto; avendo accolto non senza grandissima gioia ed edificazione del nostro animo il nobile uomo napoletano Ettore Marulli, cavaliere del famosissimo culto di San Giovanni di Gerusalemme, con sommi voti e preghiere per mezzo del nobile uomo Domenico Sardini di Lucca, cavaliere della medesima milizia, a suo nome e incarico doniamo una parte delle sacre reliquie di San Cesario diacono e martire che da antica e immemorabile serie di anni con sicurissimi documenti confermano che sono conservate religiosamente in questa nostra chiesa di San Ponziano. Una costante tradizione, l'autorità di più scrittori, un'antica epigrafe posta presso di quelle, il culto e la festività celebrata finora il 2 novembre nella solennità del predetto martire, l'esposizione amena delle medesime. Noi, desiderando l'accrescimento e una maggiore diffusione del culto del medesimo famosissimo martire e ritenendo che sarà molto gradito all'egregio sentimento religioso del predetto Signor Cavaliere Marulli con la decisione e il consenso ricevuto attraverso noi dai Venerabili Abati di questo monastero e dai monaci convocati con il consueto segnale e nel solito luogo; delle otto ossa di San Cesario diacono e martire, unite da un filo di ottone, che finora sono state conservate in un loculo costruito a modo di finestra, ornato da una coronide, e posto nella parte superiore della parete del lato destro dell'altare maggiore della nostra chiesa, con un riparo di vetro chiuso da serratura e chiavi, trasportate adesso in occasione di un restauro del tempio nel Sacrario, sono conservate sicuramente chiuse nella balaustra. Prendendo reverentemente dalla balaustra una delle medesime ossa della lunghezza di circa un dito, protetta da un telo di cotone, insieme con una scheda di pergamena su cui sono scritte queste parole: “Una delle ossa di San Cesario diacono e martire” chiusa bene e con accortezza in una teca di legno munita del sigillo del comune del nostro monastero nelle quattro parti della medesima. Infine abbiamo dato la predetta teca al Signor Cavaliere Domenico Sardini affinché egli stesso curi di darla e affidarla diligentemente e fedelmente al Signor Cavaliere Ettore Marulli. E così diamo e doniamo al medesimo cavaliere Marulli questo prezioso pegno spontaneamente e per pia liberalità . E ci congratuliamo che egli per l'amore verso questo santo martire le ponga per la maggior gloria di Dio e dello stesso santo nella chiesa che sceglierà e l’esponga alla venerazione dei fedeli (per quanto e possibile). Sottoscritta di nostra propria mano e con sigillo del nostro Monastero di San Ponziano in Lucca abbiamo dato il documento nell'anno della salvezza 1724 in giorno di sabato il 12 del mese di febbraio. I cittadini lucchesi testimoniano e attestano.
Il reliquiario argenteo a ostensorio di San Cesario (51 x 24 cm) di bottega del salentina del secolo XVIII, è in argento sbalzato e cesellato; la base d’appoggio, in legno intagliato e dorato, presenta la base mistilinea con piedini a volute fogliate e il fusto profilato da volute contrapposte. Il ricettacolo è sagomato con decorazioni a motivi vegetali, ai lati insistono due testine di cherubini alati; al centro vi è la teca a luce ovale contenente la reliquia del santo: una porzione ossea del braccio (alta un dito), su cui è arrotolato un cartiglio con il testo in latino “Ex Oss. S. Cæsarii Diac. et Mart.” (secondo la dott.ssa Cristina Martinez-Labarga, si tratta di una parte dell'omero sinistro corrispondente alla porzione distale, ossia il gomito, dell'osso). La teca è sormontata da una testina cherubica su cui poggia la croce apicale raggiata. Il reliquiario si espone alla venerazione dei fedeli nei giorni della festa del Patrono (quarta domenica di luglio e la seconda domenica di novembre) e si porta in processione per le vie del paese insieme al busto argenteo di San Cesario (presentato nel 1995 nella mostra "Il Barocco a Lecce e nel Salento" e datata genericamente nei primi decenni della seconda metà del Settecento, durante la pulitura ha evidenziato l'unico punzone apparso sotto la manica che rinvia al 1781 e a Sebastiano Aiello come possibile autore della scultura).
Nella Parrocchia di Santa Maria delle Grazie si conserva anche un reliquiario ligneo a ostensorio di San Cesario, di bottega salentina del secolo XVIII, in legno scolpito, dorato e dipinto argentato; al centro presenta una teca ovale a luce in cui vi è un frammento osseo del santo con il cartiglio in latino "S. Cæsarij Diac. Mart.". Questo secondo reliquiario, più piccolo veniva portato in casa degli ammalati per invocare, attraverso la preghiera, la potente intercessione del santo per ottenere la guarigione. Questi due preziosi reliquiari si conservano in un armadio a muro sul lato destro dell'altare privilegiato dedicato a San Cesario, sul lato destro del transetto della chiesa di Santa Maria delle Grazie; vengono solennemente esposti in occasione della festa patronale, che si celebra annualmente la quarta domenica di luglio, e della festa liturgica (seconda domenica di novembre).

#### La croce-reliquiario dell'imperatore Ferdinando I d'Austria nella cattedrale di Udine

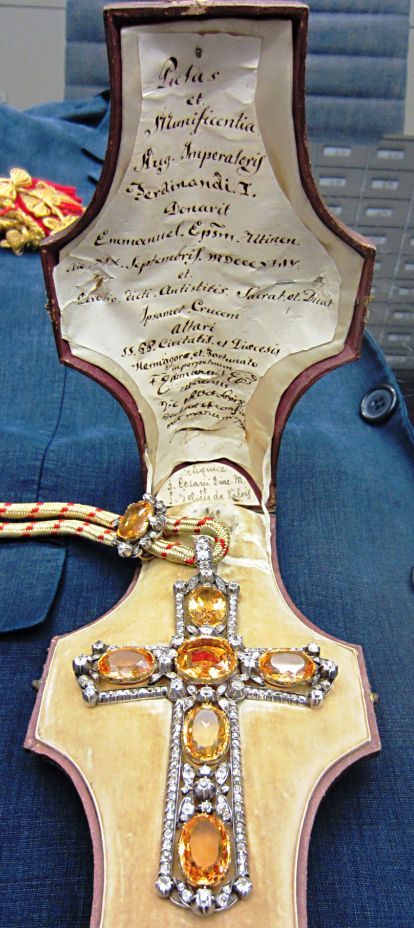
Croce-reliquiario dell'imperatore Ferdinando I d'Austria, contenente reliquie di San Cesario diacono e martire, Cattedrale di Udine

Nella cattedrale di Santa Maria Annunziata di Udine si conserva una preziosissima croce pettorale che contiene frammenti ossei di San Cesario diacono e martire e di San Felice di Valois. Questa croce fu donata a monsignor Emmanuele Lodi, vescovo di Udine dal 1819 al 1845, dall'imperatore Ferdinando I d'Austria il giorno 19 settembre 1844 e dallo stesso vescovo offerta all’altare dei santi Ermacora e Fortunato, patroni dell'arcidiocesi e della città di Udine.
Alcuni anni prima l'imperatore aveva ordinato mons. Lodi cavaliere di seconda classe del nuovo cavalleresco Ordine Austriaco della Corona di Ferro, istituito con il Regno Lombardo-Veneto.
La croce pettorale, in oro e pietre preziose, con appicagnolo e anello ferma cordone (cm 0,111 x 0,076), del secolo XIX, è dotata di sette grandi topazi, circondati da ventotto brillanti grandi, e da centoquarantotto brillanti piccoli. Nel suo centro è ricavata una teca reliquiario circolare, visibile nel verso della croce: i frammenti ossei dei due santi non sono distinguibili attraverso la pietra preziosa incastonata nel recto, all'incrocio degli assi, in quanto sono rinchiusi all'interno della teca stessa. All'interno del contenitore ligneo della croce pettorale, sulla fodera di seta bianca, è applicato un foglio con il testo della donazione scritto dal vescovo Emmanuele Lodi: PIETAS/ ET/ MUNIFICENTIA/ AUG. IMPERATORIS/ FERDINANDI I./ DONAVIT/ EMMANUELEM EPIS. UTINEN./ DIE XIX. SEPTEMBRIS MDCCCXLIV./ ET/ DEVOTIO DICTI ANTISTITIS SACRAT ET DICAT/ IPSAMET CRUCEM/ ALTARI/ SS. PP. CIVITATIS ET DIOECESIS/ HERMAGORÆ ET FORTUNATO/ IN PERPETUUM/ EMMANUEL EPIS./ UTINENSIS/ DIE XVIII OCTOBRIS/ DECLARAT ET CONFIRMAT/ MANU PROPRIA.
Sotto il testo della donazione, su un cartiglio a lunetta posto sulla base del contenitore vi è scritto: "Reliquie S. Cesarii Diac. M. et S. Felicis de Valois".
Il gesuita Pietro Bandini, nel suo “Elogio funebre di monsignore Emmanuele Lodi vescovo di Udine”, racconta che il vescovo Lodi fece apporre la suddetta croce-reliquiario al busto di Sant'Ermacora: "È certo intanto che fece ottimo uso dei doni, che ricevette, come a cagione di esempio, della Croce ottenuta da Ferdinando I. nel 1844, Egli solennemente la pose in mano del dotto e venerando suo Capitolo con una sua bella iscrizione, onde fosse appesa al busto di S. Ermagora, Protettore di questa Città e Diocesi".

#### Il capo di S. Cesario diacono nel Monastero di San Pietro in Modena

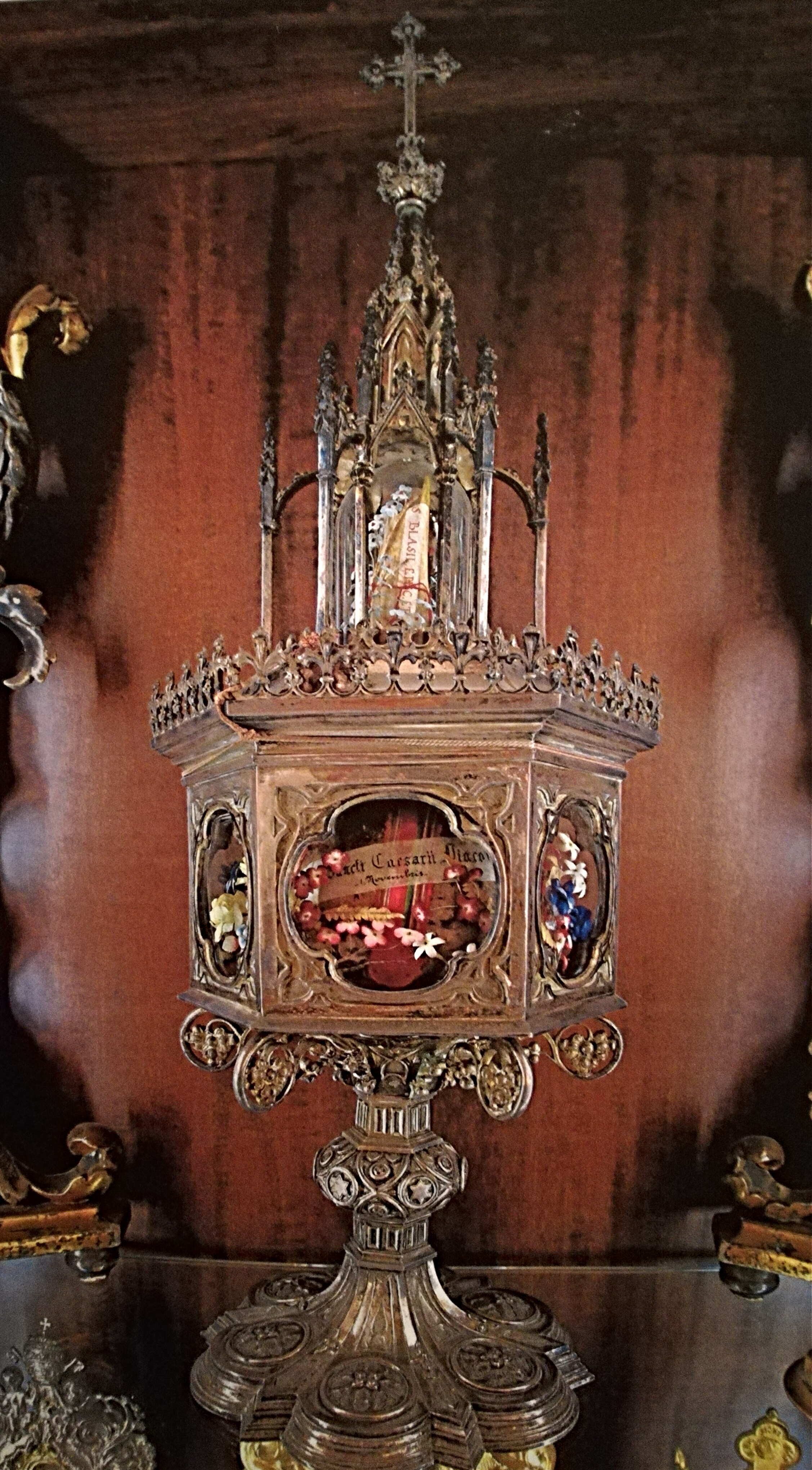
Reliquiario argenteo del capo di San Cesario diacono e martire, chiesa di San Pietro a Modena

Nel monastero benedettino di San Pietro in Modena si conserva, in un reliquiario argenteo, una porzione del capo di San Cesario diacono e martire.
Nel 1712 P. Lazzarelli, nel libro "Sacristia e Chiesa", stilò un elenco delle reliquie allora esistenti nella sagrestia del monastero di San Pietro di Modena; alla c. 112 r. si legge: "Quattro teste co' busti d'argento, e ghirlande, in una delle quali la Testa di S. Cesario diacono Martire, et in un'altra la Testa, o pure ossi della testa, d'una vergine compagna di S. Orsola, e queste due hanno li piedistalli foderati d'argento, e le altre due hanno li piedistalli di pero tinto di nero, con fogliami d'argento, in una sono reliquie plurimorum Martirum, nell'altra non si sa che reliquie conservisi". Quindi, all'inizio del XVIII secolo esisteva un busto d'argento in cui si conservava il capo di San Cesario. Nel 1796 il pagamento di ingenti somme alle armate napoleoniche costrinsero i monaci di S. Pietro di Modena a effettuare la fusione di molti oggetti preziosi della chiesa (tra cui il suddetto busto-reliquiario). Da questa spoliazione fu preservato il bastone pastorale argenteo (XVI secolo) sul quale sono raffigurati: San Pietro, San Cesario diacono, San Geminiano, San Michele, Sant’Agnese e Sant’Anastasio. Successivamente la porzione del capo fu collocata in un reliquiario argenteo, in stile neogotico. Dal 1926 al 1938 il Monastero di S. Pietro fu chiuso e il reliquiario fu traslato nel Monastero di Santa Maria del Monte di Cesena. Il 30 ottobre 1929 il vescovo di Cesena, Alfonso Archi, autenticò la reliquia di San Cesario Diacono per la venerazione. Dopo questa breve interruzione, il monastero di San Pietro di Modena fu riaperto e tutti gli oggetti liturgici, tra cui questo reliquiario, ritornarono nella loro originaria sede.
Il reliquiario argenteo del capo di San Cesario, in stile neogotico, presenta la base mistilinea con losanghe decorate da fiori, il fusto esagonale con nodo globulare schiacciato che sorregge un’urna a sei luci ovali, decorata con fiori di stoffa, la quale contiene la reliquia della porzione del capo del santo, su cui è arrotolato un lungo cartiglio che reca la scritta in latino “Caput Sancti Caesarii Diaconi et Martyris – 1 Novembris”. Secondo la dott.ssa Pinchi, questa parte del cranio è stata tagliata o comunque separata a livello dei seni mascellari ed è possibile visionare l’osso mascellare con le lamine verticali delle ossa palatine, quindi il pavimento della cavità nasale. Sulla cornice crestata del reliquiario, in una campana vitrea, si conserva anche una porzione ossea di San Biagio di Sebaste, vescovo e martire. Attualmente è esposto nel locale adibito a museo e denominato “la Sala del Tesoro” (ubicata accanto alla sagrestia monumentale di San Pietro).

#### La mandibola di San Cesario sul Panaro

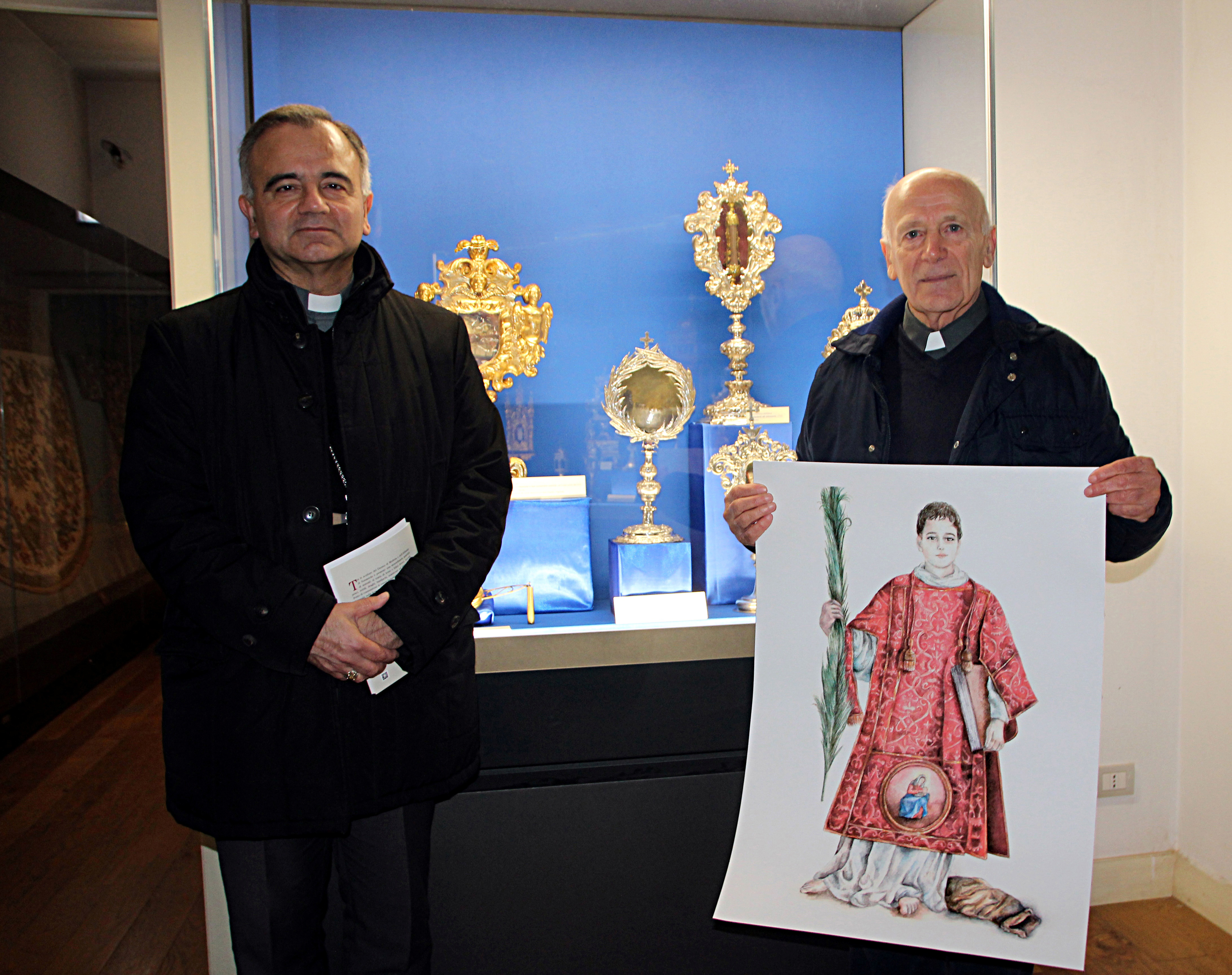
Musei del Duomo di Modena, l'arcivescovo di Modena, Erio Castellucci, e don Gaetano Popoli accanto al reliquiario della mandibola di S. Cesario e alla sua nuova icona; Mostra "Corpi celesti - Reliquiari antichi e preziosi tra cielo e terra", Festival filosofia 2019 (ph Luciano Rosi)

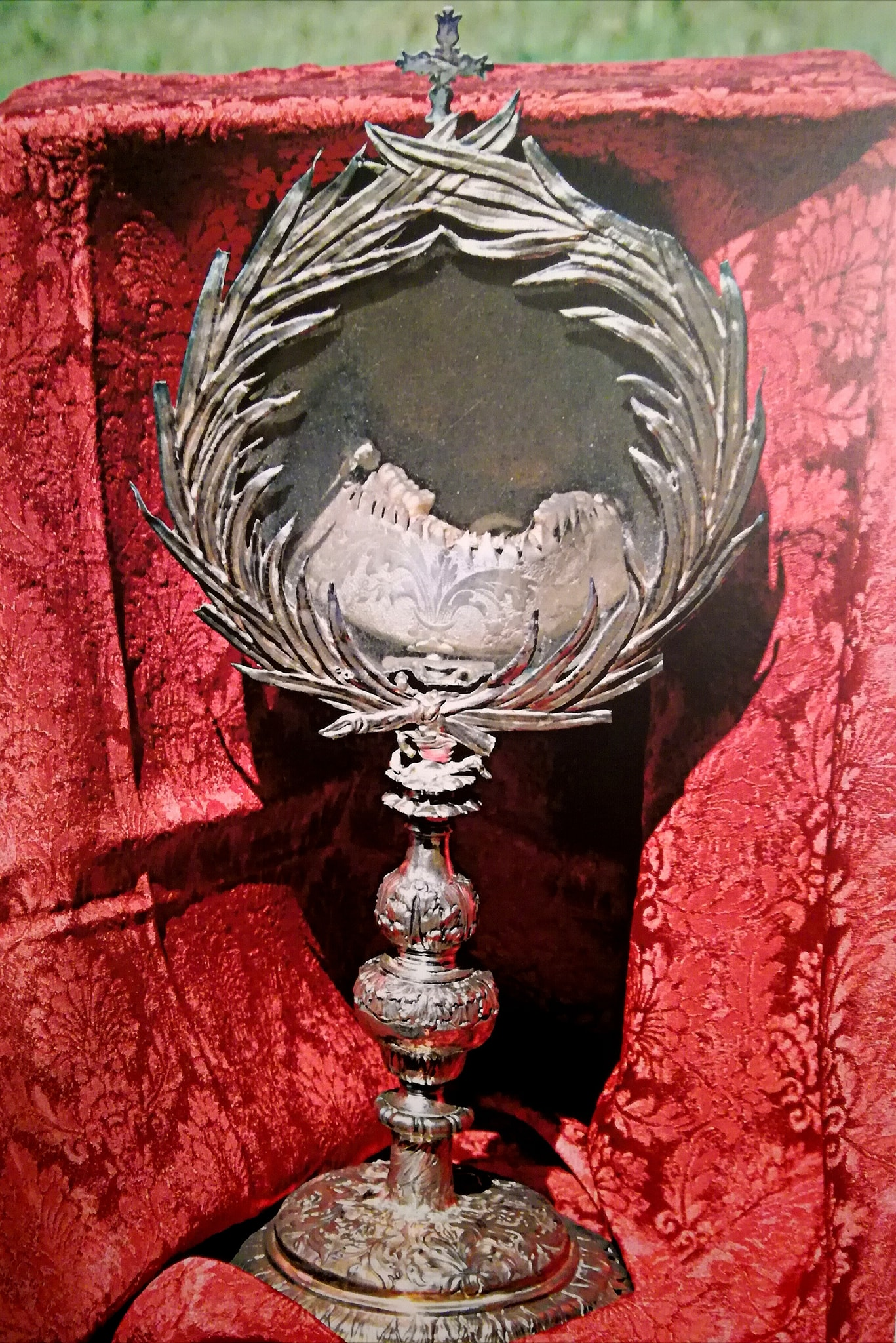
Reliquiario argenteo della mandibola di San Cesario diacono e martire, Basilica di San Cesario sul Panaro

Nella sacrestia della basilica di San Cesario sul Panaro (Modena) si conserva la mandibola inferiore di San Cesario diacono e martire, incastonata in un reliquiario argenteo.
Il 14 dicembre 1638 don Bernardo da Parma dell'Ordine di San Benedetto della Congregazione Cassinese, vicario del monastero di San Pietro Apostolo di Modena, in virtù dell'ordine e mandato del reverendo padre Giulio da Milano, abate del suddetto Monastero, alla presenza dei testi e del notaio Girolamo Secchiari - traendole dalle reliquie di alcuni santi che si conservavano nella sacrestia del Monastero, le quali furono donate dall'abate del monastero di San Pietro di Reggio, come risulta dallo strumento rogato dal notaio modenese Ludovico Caldani - consegnò Maxillam unam Sancti Cesarii Martiris in capsula alba (...) positum sigilloque dicti Monasterii obsignatam M. R. P. d. Francisco a Mutina Ordinis predicti presenti, et illam ut prefatum pont. ac obligatum accipienti pro def. ad Castrum Sancti Cesarii et ad Rever. Eccl. Castri predicti Rectori consignand., et pro servitio eiusdem ecclesie populique devotione deponem. Pro ut eam defendere et consignare promisit, tacto pectore sacerdotum more iuravit ispomet P. D. Franciscus. Il 22 febbraio 1639, alla presenza dei testi e del notaio Secchiari, il rev. don Agostino da Vignola, rettore della Basilica di S. Cesario sul Panaro, pubblicamente affermò di avere ricevuto dal predetto padre Francesco questa reliquia, cioè la mascella di San Cesario Martire, in una capsula e di tenerla presso di sé.
Il reliquiario argenteo della mandibola di San Cesario, di manifattura emiliana del secolo XVII, in argento e alto cm 36, presenta la base a sezione circolare con decorazioni floreali sul collo del piede; il fusto decorato con motivi geometrici e vegetali; il ricettacolo, con due rami di palme intrecciati intorno alla teca circolare, contiene la mandibola inferiore di San Cesario, incastonata in una capsula argentea con decorazioni fitomorfe e cornice dentellata; termina con una croce apicale. Nel XVIII secolo questo reliquiario era solennemente esposto sull'altare maggiore della basilica in occasione della festa del patrocinio del santo, che si celebrava annualmente - per opera della Confraternita di San Cesario - la seconda domenica di luglio, e in occasione della festa liturgica che si celebrava la prima domenica successiva alla Solennità di Ognissanti.
Nella Basilica di San Cesario sul Panaro si conserva anche un secondo reliquiario argenteo a ostensorio, di manifattura emiliana degli inizi del secolo XVIII, in argento e alto cm 41, presenta una teca raggiata circolare a luce, al cui interno è una capsula argentea caratterizzata da teca a luce ovale con cornice a ovoli, circondata da due palmette e fiori con croce apicale, contenente un frammento osseo del santo, incollato su pezzi di stoffa a forma romboidale, con cartiglio in latino “S. Cæsarij Diac: Mart.”.
Dal 13 settembre 2019 al 12 gennaio 2020 il reliquiario argenteo della mandibola di San Cesario è stato esposto nei Musei del Duomo di Modena alla mostra intitolata "Corpi celesti - Reliquiari antichi e preziosi tra cielo e terra" nell'ambito del Festival filosofia 2019.

#### I bracci reliquiari dei SS. Cesario e Giuliano di Asola

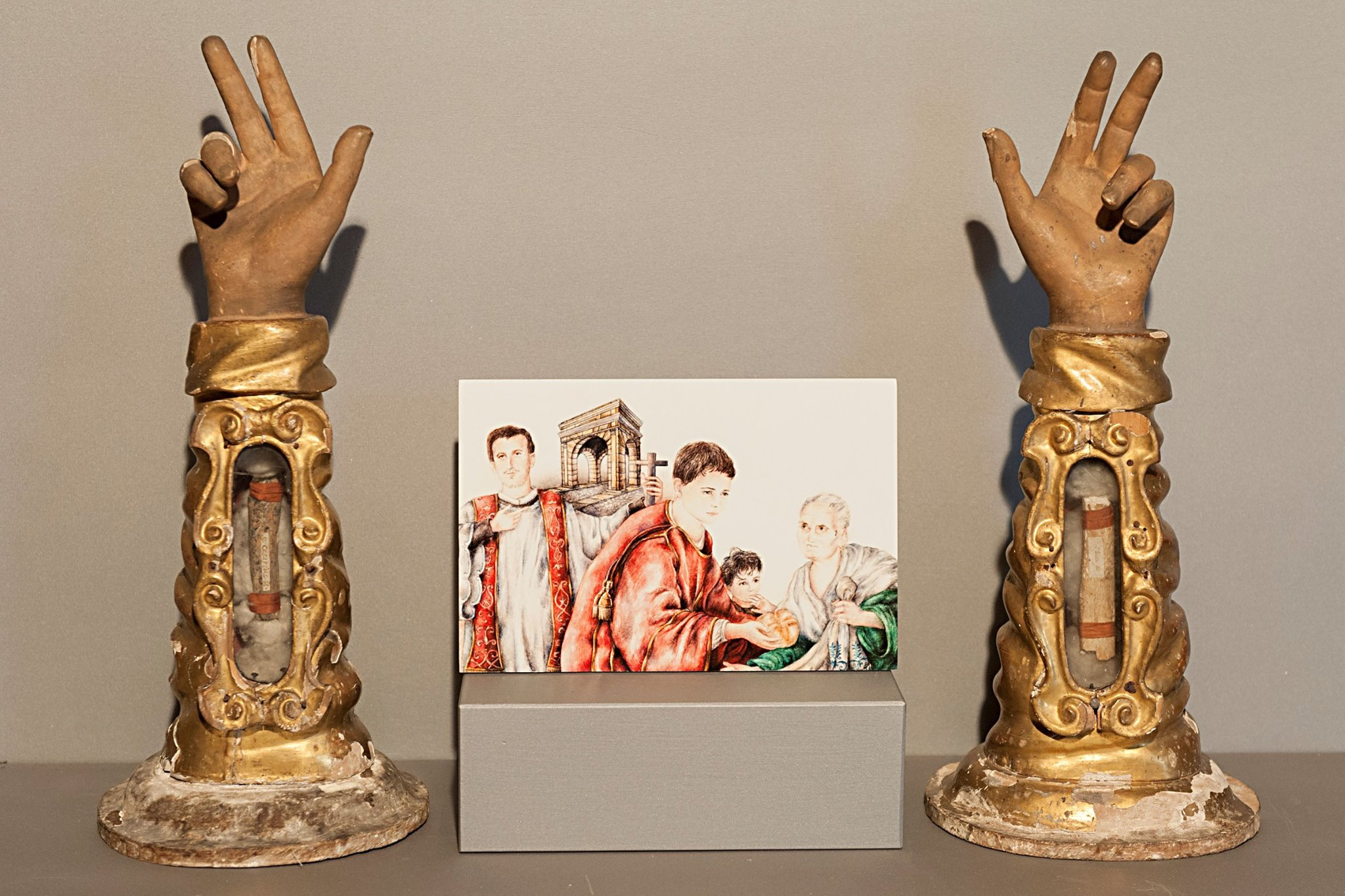
Asola (Mantova), Museo Parrocchiale di Arte Sacra "Giovanni Battista Tosio", chiesa di Sant'Andrea: i bracci-reliquiari dei SS. Cesario e Giuliano. Foto Rosanna Viapiana

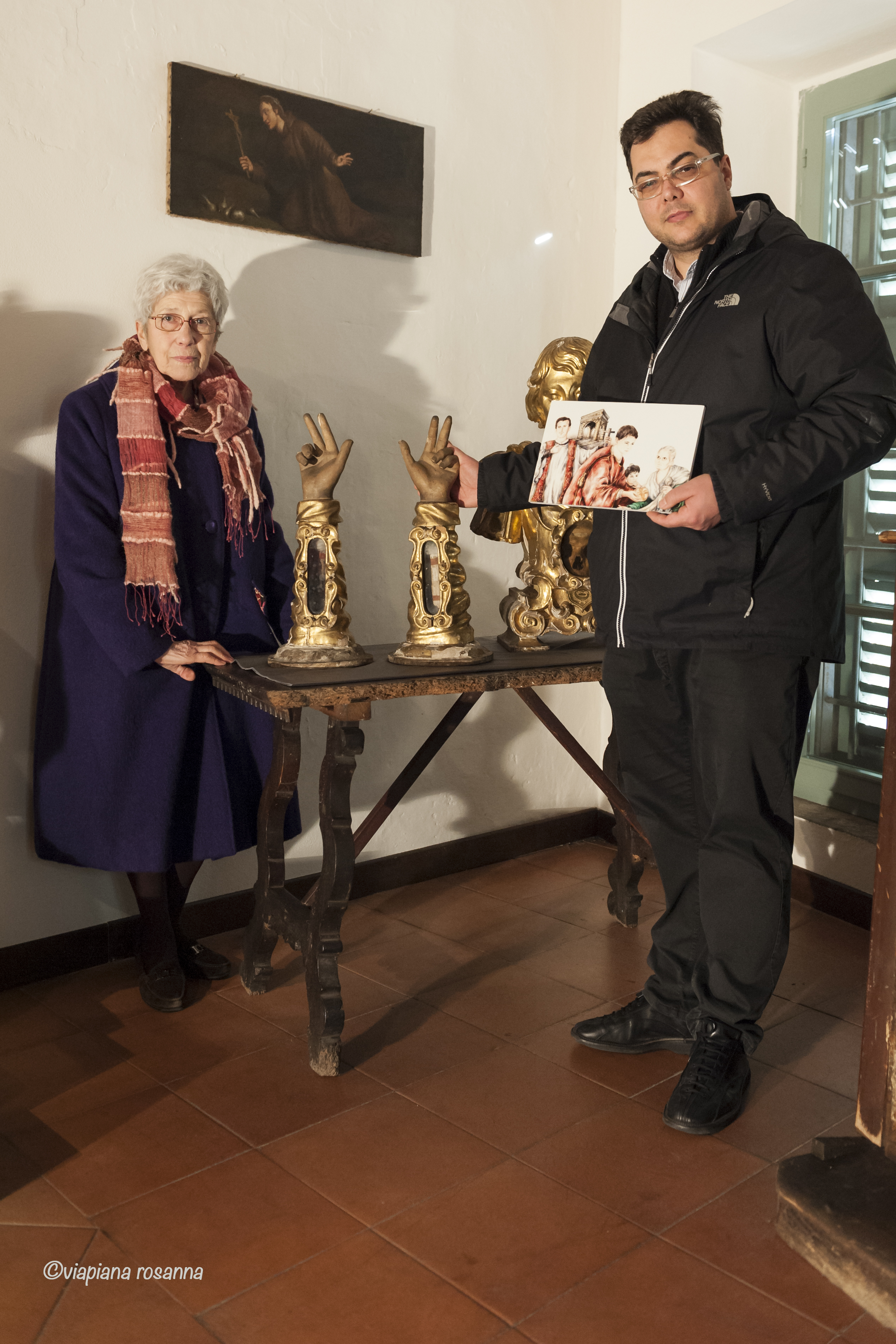
Museo Parrocchiale "G. B. Tosio" di Asola: la Prof. Matilde Monteverdi, curatrice del museo, e don Daniele Stanghellini espongono l'illustrazione "Predicazione di Cesario e Giuliano" accanto ai reliquiari dei SS. Cesario e Giuliano (Foto Rosanna Viapiana)

Nel museo parrocchiale di Arte Sacra "Giovanni Battista Tosio" della chiesa di Sant'Andrea di Asola, si conservano due bracci reliquiari speculari (fine secolo XVII - metà secolo XVIII), di ignoto intagliatore lombardo, sono in legno di pioppo intagliato, modanato, dorato e dipinto, gesso, vetro e ferro battuto, contenenti porzioni ossee del braccio del diacono Cesario e del suo compagno di martirio, il presbitero Giuliano. I reliquiari sono intagliati e modanati in forma di braccio nascente da una base ovale. Le reliquie dei Santi Cesario e Giuliano sono custodite entro una teca in vetro, ornata da motivi a pergamena intagliati nella parte frontale. Ogni braccio si conclude con una mano aperta, in gesso, in atto benedicente. All'interno di ciascuna teca, sopra la reliquia legata alla custodia con due nastri rossi, vi è incollato un cartiglio con testo in latino: "S. Cesarius M." sulla porzione ossea del braccio di San Cesario (secondo la dott.ssa Simona Minozzi, potrebbe essere un radio o al limite un omero, e non sembra un frammento proveniente dagli arti inferiori); "S. Iulius M." sulla porzione ossea del braccio di San Giuliano.
Nell'anno 929 la Corte di Asola, che a quel tempo faceva parte della diocesi di Brescia, venne donata dall'abbazia di San Silvestro di Nonantola al conte Sansone; i monaci benedettini di questo monastero diffusero il culto di San Cesario diacono e martire in tutta l'Italia settentrionale. Secondo alcuni studiosi, non è escluso che possa essere stato papa Alessandro II a donare tali reliquie, forse in occasione del Concilium Mantuanum, sinodo locale tenuto a Mantova nel 1067.
Per quanto concerne la storia della traslazione di altri frammenti ossei dei santi Cesario e Giuliano, nell'anno 1191 - nel secondo anno della morte del re Guglielmo II - il fratello ieromonaco Gerasimo dalla vecchia Roma portò la reliquia dei santi martiri Cesario e Giuliano e con questi anche la reliquia di Santa Eugenia per l'Abbazia di Santa Maria del Patire in Rossano (Calabria). Nel 1809 il monastero del Patire venne soppresso dai francesi e, purtroppo, di queste reliquie si perde traccia.

#### Il reliquiario del Museo diocesano di Monreale

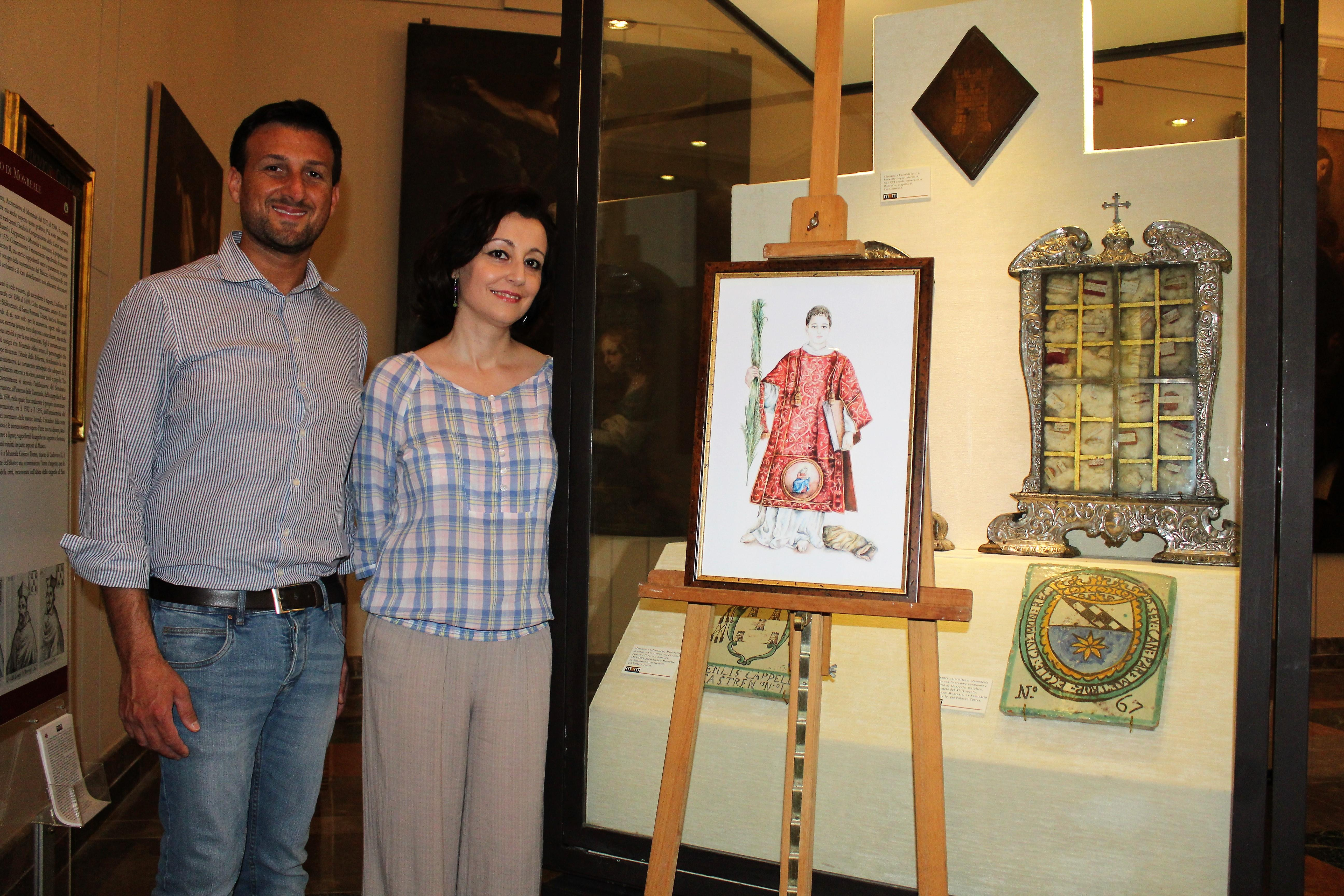
Monreale (Palermo), Museo Diocesano di Monreale, Museo diocesano: la dott.ssa Anna Manno e il dott. Vincenzo Boris Fortezza accanto al reliquiario multiplo argenteo, contenente un frammento osseo di San Cesario diacono e martire, e alla nuova icona del santo

Nel Museo diocesano di Monreale (Palermo) si conservano dei frammenti ossei di San Cesario diacono, avvolti nella stoffa rossa originaria della donazione, incastonati in un reliquiario multiplo a tabella, in argento sbalzato e cesellato, opera di anonimo argentiere palermitano del 1669.
La teca, a vetrina o a tabella, realizzata per poter contenere più reliquie in diversi scomparti, presenta una cornice d'argento su un'anima lignea, ornata da elementi floreali, secondo il gusto del tempo, tra cui si distingue la pannocchia e il tulipano. Le volute apicali incorniciano un'alzatina centrale che ospita una crocetta. In basso, una placca circonda lo stemma di Ludovico II Torres (forse un'applicazione postuma).
Questa reliquia di S. Cesario è annoverata già nell'elenco più antico e completo delle reliquie in Cattedrale, redatto dell'arcivescovo Ludovico II De Torres nel 1596.
Il culto di San Cesario diacono e martire nella cattedrale di Santa Maria Nuova di Monreale risale al 1176, quando Guglielmo II di Sicilia chiese e ottenne dall'abate di Cava dei Tirreni un folto numero di monaci benedettini, che presero possesso dell'abbazia ed elessero come primo abate Teobaldo.
Questi monaci contribuirono ad accrescere la devozione verso il martire terracinese; infatti, nella Cattedrale di Monreale esiste anche una raffigurazione musiva di "SANCTUS CESARIUS" nel sottarco destro della sòlea.

#### Il reliquiario di Guardea
Nella chiesa parrocchiale dei Santi Pietro e Cesareo di Guardea (Terni), in un armadio nella sacrestia, si conserva il reliquiario a ostensorio argenteo di San Cesareo diacono e martire, di bottega dell'Italia centrale del secolo XVIII, è in argento in lamina sbalzato e in legno scolpito e dorato; il ricettacolo, decorato da volute, foglie e specchiature con rombi, accoglie la teca a luce ovale con cornice a ovoli, al cui interno è inserita la capsula argentea con la reliquia del santo: un frammento osseo con sottostante cartiglio che reca il testo "S. Cesareo D. M.". Il reliquiario termina con croce di Avellana.
Furono i monaci benedettini a portare la devozione e, successivamente, la reliquia di San Cesareo a Guardea: in località “La Pieve” sorgeva una sontuosa villa romana di campagna, dove fu impiantato il complesso religioso, la Pieve, in un periodo che non dovrebbe andare oltre il V secolo d.C., al momento della grande diffusione del Cristianesimo. La Pieve fu dedicata a S. Cesareo, diacono e martire di Terracina, ed essendo la prima chiesa della zona aveva il privilegio del fonte battesimale e del cimitero.
L'attuale chiesa parrocchiale di Guardea intitolata ai Santi Pietro e Cesareo si erge maestosa in piazza Pietro Panfili; fu edificata nei primi decenni del 1700. Il pittore Andrea Galeotti da Cortona, nel secolo XIX, realizzò un affresco, in monocromo, nell'abside della chiesa che raffigura "S. CAESAREVS". Lo stemma del Comune di Guardea raffigura i SS. Pietro e Cesareo nell'atto di sorreggere una piccola torre, merlata alla guelfa e finestrata, di colore rosso. I due martiri, simbolicamente, proteggono e difendono Guardea.

#### Il reliquiario di San Cesareo (Rm)

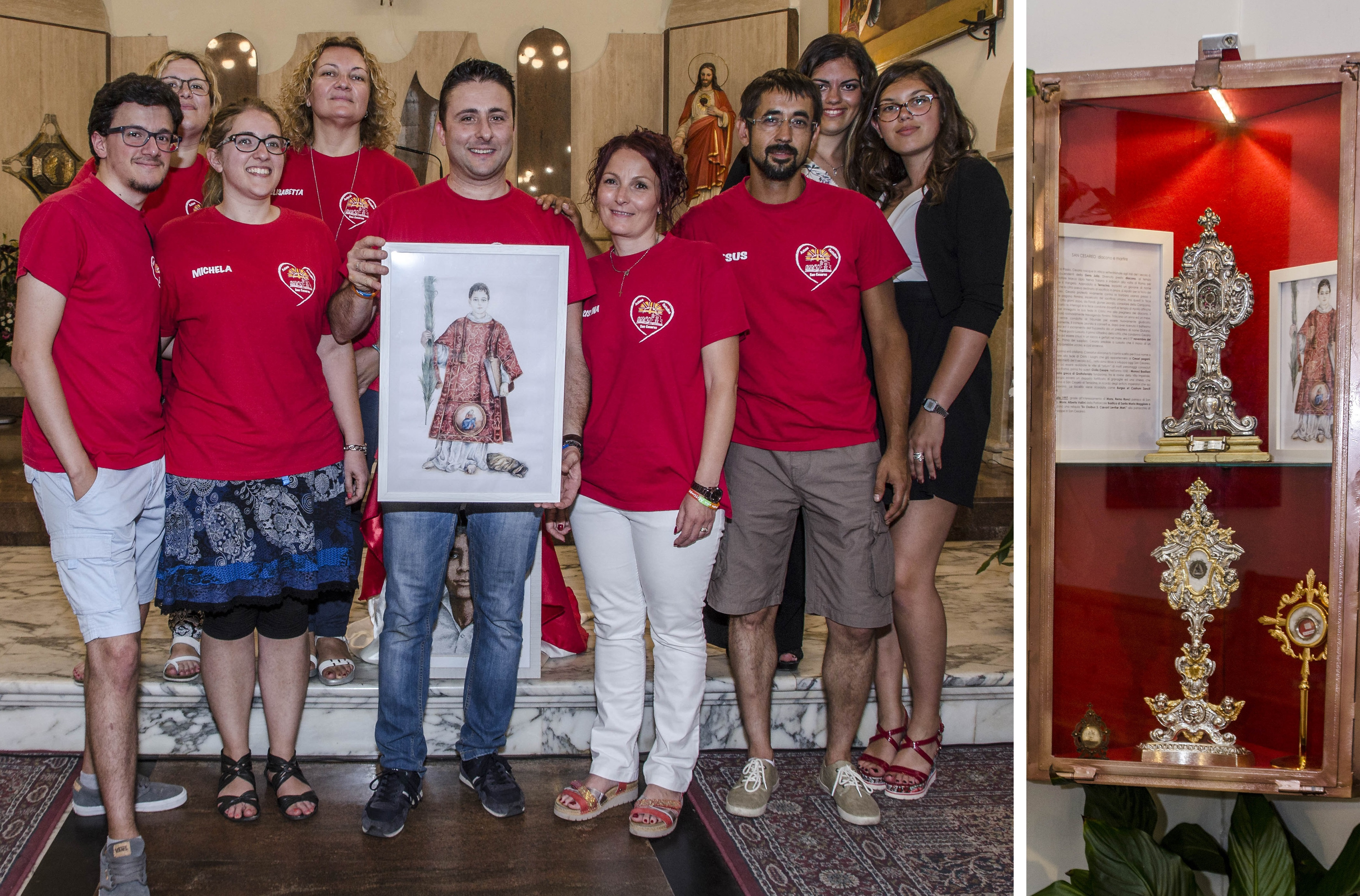
San Cesareo (RM), chiesa di San Giuseppe: vetrina contenente il reliquiario argenteo di San Cesareo diacono e martire. Nella foto sono presenti alcuni membri dell'Azione Cattolica di San Cesareo e il presidente, Andrea Torre, con la nuova icona del santo

Nella chiesa di San Giuseppe nel comune di San Cesareo (Roma), in una vetrina a muro collocata nella Cappella del Santissimo Sacramento, si conserva un reliquiario argenteo a ostensorio di San Cesareo, contenente un frammento osseo del diacono, insieme alla sua nuova icona. Nel 1997 monsignor Remo Ronci, parroco di San Cesareo, durante gli esercizi spirituali a Cascia, venne a conoscenza che mons. Alberto Vallini della basilica di Santa Maria Maggiore a Roma era in possesso di una reliquia di San Cesareo diacono e martire, conservata in un grande reliquiario a muro contenente frammenti ossei di molti santi, davanti ai quali egli si raccoglieva spesso in preghiera. Mons. Vallini decise di donare questa reliquia alla parrocchia di San Giuseppe in San Cesareo; il 4 luglio 1997 mons. Ronci si recò a Roma in un laboratorio artigiano di antiquariato, situato in una stradina dietro la chiesa di Santa Maria in Vallicella, per scegliere il reliquiario argenteo, il cui importo fu pagato, come dono, dal Comune. Il reliquiario fu sottoposto a un restauro di cui aveva bisogno.
Il 19 luglio 1997 lo stesso mons. Vallini portò la reliquia a San Cesareo, che fu accolta solennemente dalle autorità e dalla popolazione al casello autostradale e accompagnata alla chiesa parrocchiale, dove fu celebrata una messa solenne. Il 27 agosto, giorno della festa patronale, il reliquiario viene portato in processione per le strade principali del paese insieme alla statua lignea di San Cesareo, opera dello scultore Conrad Moroder (Ortisei).

#### Il reliquiario di San Cesareo di Cava de' Tirreni

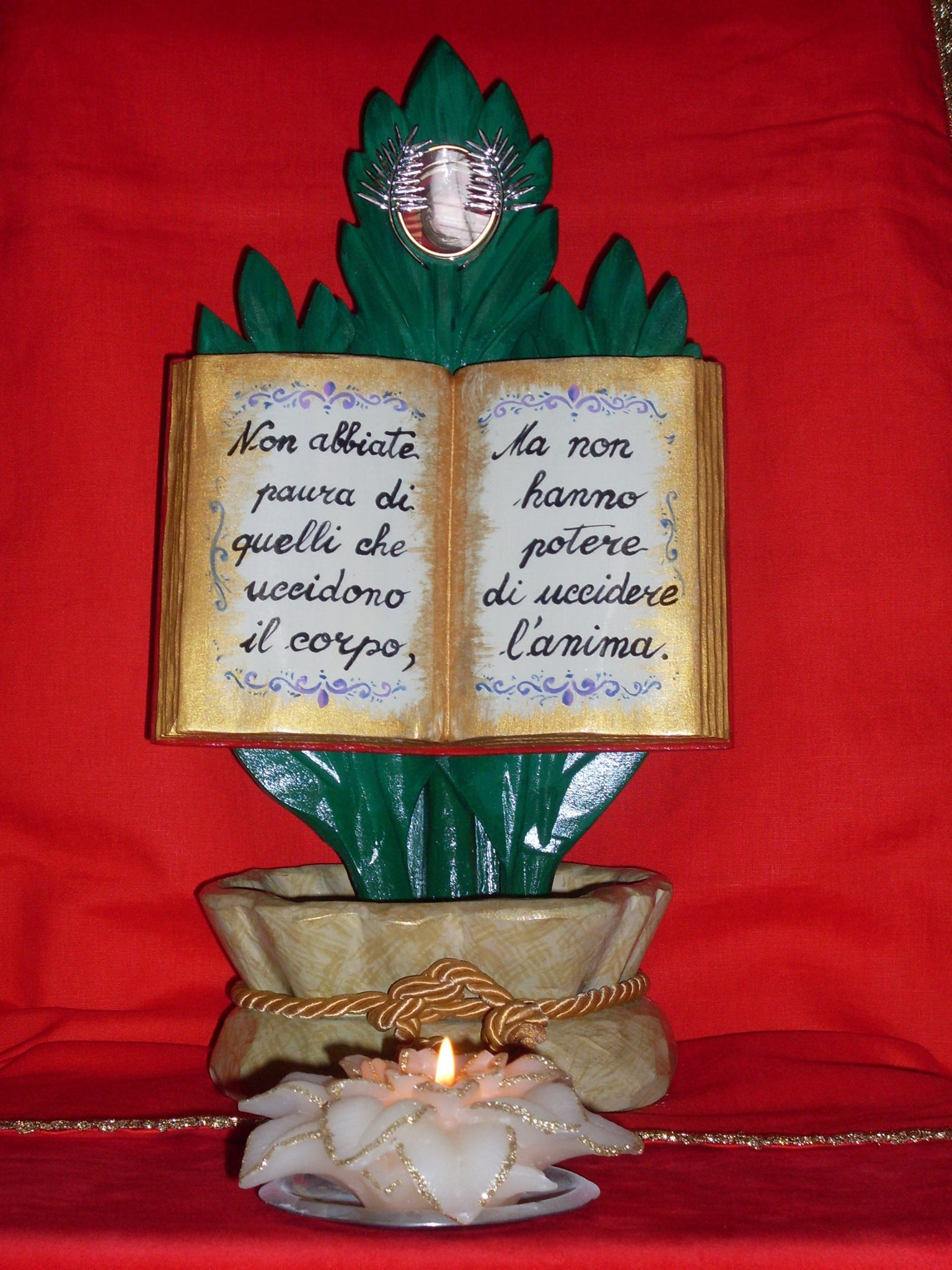
Reliquiario di San Cesareo diacono e martire, parrocchia di San Cesario in San Cesareo di Cava de' Tirreni

Nella Parrocchia di San Cesario Martire della frazione di San Cesareo di Cava de' Tirreni (Salerno) si conserva una reliquia del diacono (un minuto frammento osseo), incastonata in un artistico reliquiario ligneo con teca in oro, ottenuta dal sig. Franco Scardino di San Cesario di Lecce, a seguito della richiesta del parroco Padre Pino Muller. Domenica 3 aprile 2011, una rappresentanza della comunità parrocchiale di San Cesareo di Cava, guidata dal parroco Padre Pino, si recò a San Cesario di Lecce per ricevere il prezioso dono. Dopo una solenne processione per le vie del paese con il simulacro argenteo e la reliquia del santo, nella Chiesa Madre vi fu una concelebrazione eucaristica, presieduta dall'abate Giordano Rota, amministratore apostolico dell'abbazia territoriale della Santissima Trinità di Cava de' Tirreni. Al termine della celebrazione, attraverso le mani del Padre Abate, venne consegnata la reliquia al parroco di San Cesareo. Questa reliquia fu solennemente accolta dalla comunità di San Cesareo di Cava il 17 aprile del 2011, in occasione della Domenica della Palme. Nel 2012, al fine di impreziosire questa antica e piccola teca, lo scultore Franco Mannara realizzò un reliquiario ligneo, che presenta alla base una riproduzione del sacco, lo strumento del martirio del santo, dal quale si innalzano tre rami di palma, che richiamano la Santissima Trinità. Sulle tre palme è raffigurato il libro aperto del Vangelo, sulle cui pagine è riportato un versetto del brano che viene proclamato nella festa liturgica del Martirio di San Cesario: "Non abbiate paura di quelli che uccidono il corpo, ma non hanno potere di uccidere l'anima" (Matteo 10,28). Il reliquiario è solennemente esposto sull'altare maggiore in occasione della festa liturgica del santo (3 novembre).

#### Il reliquiario di San Cesareo di Fara in Sabina
Nella Chiesetta di San Cesareo nella frazione di San Cesareo di Fara in Sabina, in provincia di Rieti, (proprietà della famiglia Tosoni-Polidori) si conserva un reliquiario multiplo, in legno dorato, contenente un minuscolo frammento osseo di San Cesario diacono con sottostante cartiglio "S. Cæsar Di.M.", e reliquie dei SS. Pietro e Paolo, Antonio abate, Antonio di Padova, Antonino martire, Vincenzo Ferreri, Biagio vescovo e martire. Il culto di San Cesario di Terracina in questa località fu portato dai monaci dell'Abbazia di Farfa.

#### Il reliquiario del Museo di San Fedele a Milano

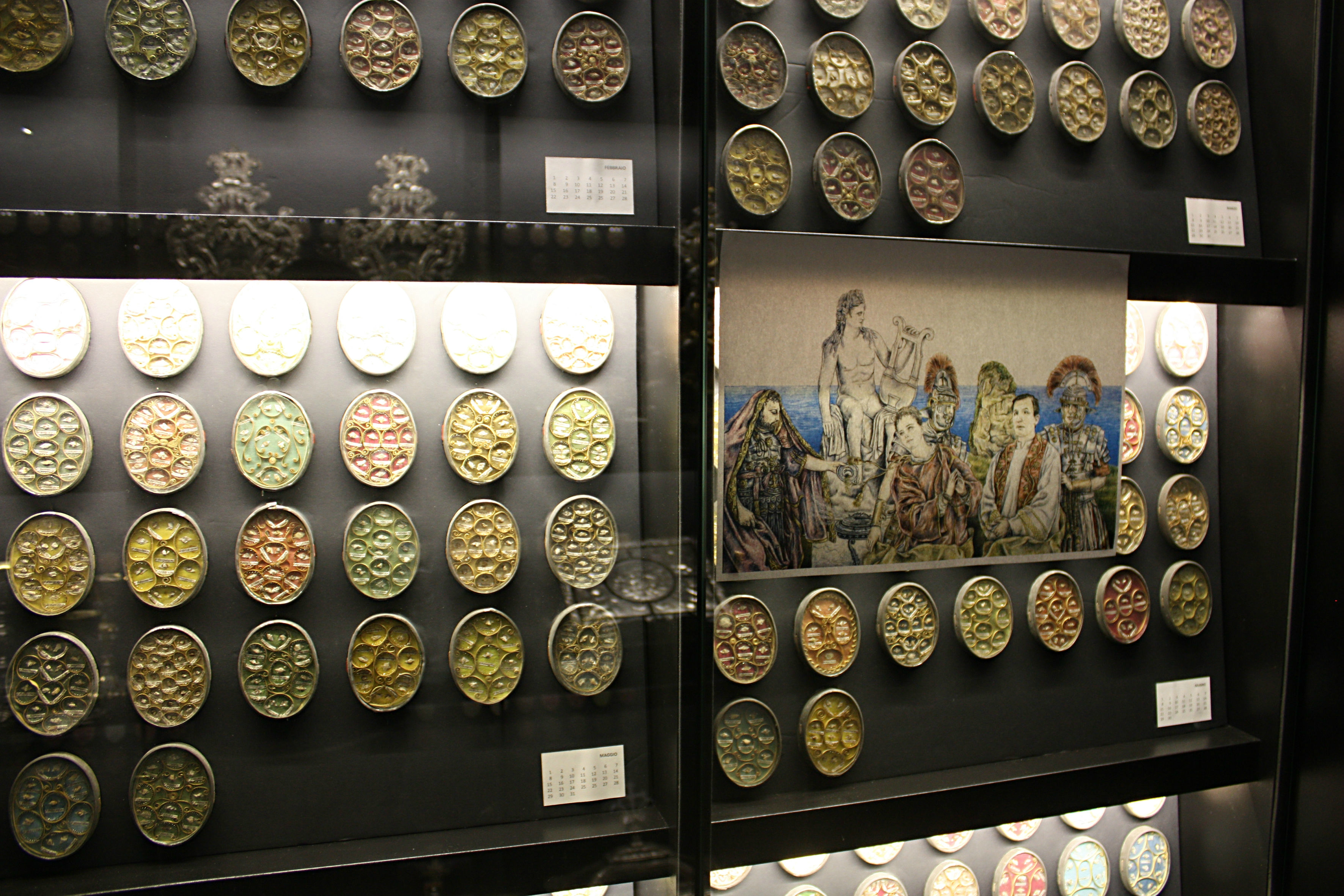
Milano, Museo San Fedele: esposizione dell'illustrazione "Martirio dei SS. Cesario e Giuliano in Terracina" sulla vetrina delle Reliquie dei 365 giorni dell'anno (XVI-XVII secolo), che contiene frammenti ossei dei Santi Cesario e Giuliano

Nel Museo di San Fedele a Milano si conserva la collezione delle reliquie dei santi dei 365 giorni dell'anno del calendario cattolico. La collezione risale al XVII-XVIII secolo e testimonia il prestigio della cinquecentesca chiesa di San Fedele, dove anticamente i Padri Gesuiti esponevano alla preghiera la teca con le reliquie del santo del giorno. In una capsula in metallo dorato del "Die 1 novembris" (giorno 1º novembre) si conservano frammenti ossei dei Santi Cesario e Giuliano: "S. Caesarii Ma." e "S. Juliani P.M.".

#### Le reliquie di Bologna
Nella sagrestia della Basilica di San Paolo Maggiore dei padri barnabiti di Bologna si conserva un reliquiario multiplo, in argento, contenente frammenti ossei di San Cesario di Terracina (con cartiglio in latino "S. Cesarei M."), di Sant'Agapito di Palestrina, San Filippo Neri, e di molti altri santi.
Lo studioso Antonio di Paolo Masini riferisce che, almeno fino al 1666, a Bologna si conservavano reliquie di San Cesario diacono e martire nella Basilica di San Martino Maggiore e nel Monastero di Sant'Agnese, fondato nel 1223 dalla beata Diana degli Andalò: in questo monastero si conservava un osso grande del santo diacono, donato dalle suore del monastero di San Sisto all'Appia di Roma (sicuramente la traslazione di questa reliquia avvenne dopo l'unione delle monache di San Cesareo con quelle di San Sisto, quando dopo secoli di esistenza il monastero detto prima De Corsas o Corsarum, e poi San Cesareo, spariva, essendo stato incorporato a San Sisto con tutti i suoi beni).

#### Le reliquie di Torino

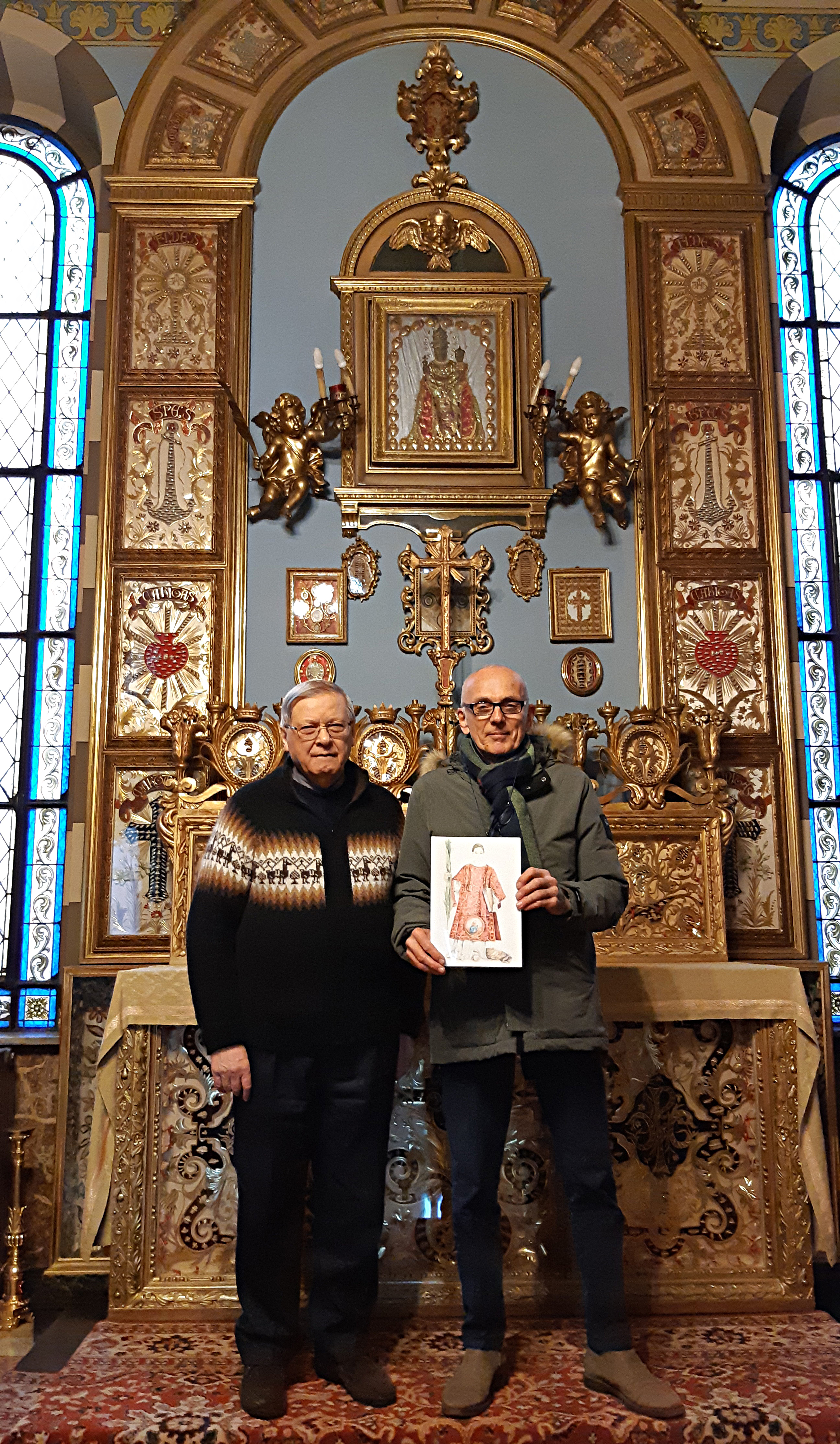
Torino, Santuario delle Reliquie, chiesa grande della Piccola Casa della Divina Provvidenza - Cottolengo: don Lino Piano e Bruno Doimo espongono la reliquia di San Cesario diacono e martire e la sua icona

Entrando dall'ingresso principale della basilica di Maria Ausiliatrice di Torino, a destra, una scala conduce alla cripta o “cappella delle Reliquie”: in essa si conserva un reliquiario a capsula (nº 2743) contenente una reliquia (frammento osseo) di S. Cesario diacono e martire, con cartiglio in latino "S. Caesarii Diac. M.", e un frammento osseo di San Calimero vescovo e martire.
Nel suggestivo Santuario delle Reliquie nella chiesa grande della Piccola Casa della Divina Provvidenza è presente un quadro reliquiario (n. 131) contenente un frammento osseo di San Cesario diacono e martire di Terracina con sottostante cartiglio: "os. S. Caesarii diac. m. Terrac.". La reliquia è circondata da sottili fili di rame, ritorti con eleganti andamenti a spirale. Nel quadro reliquiario sono presenti anche frammenti ossei di altri santi diaconi, come Lorenzo e Stefano, e reliquie di San Gennaro vescovo e martire di Benevento, e dei SS. Sossio, Festo, Desiderio, Proculo, Eutiche e Acuzio. Questa cappella, dedicata alla Madonna di Oropa e detta poi Santuario, fu ideata da Giuseppe Benedetto Cottolengo verso il 1840, vicino alla propria abitazione. Nel Santuario delle Reliquie si conserva anche un reliquiario a calendario trimestrale (nº 3), nel quale al giorno 1º novembre vi è un minuto frammento osseo di San Cesario di Terracina con cartiglio identificativo: "1. S. Cæsarii".
Nel Castello ducale di Agliè - parte delle Residenze Reali del Piemonte - si conserva un frammento osseo del diacono Cesario, incastonato nel reliquiario a tempio, XIX sec, materiali vari, inv. 1964, n. 62.

#### Il reliquiario di Nave
Nell'antica chiesa di San Cesario di Nave (Brescia) si conserva un reliquiario a ostensorio ligneo contenente un frammento osseo del diacono Cesario. Nella relazione fatta dal parroco in occasione della visita del vescovo Marco Morosini, il 19 aprile 1648, si accenna all'esistenza nella vecchia parrocchiale di questa reliquia di S. Cesario, perfettamente conservata ancora nel 1732 e nel 1734. Il reliquiario a ostensorio ligneo di San Cesario, del secolo XVIII, al centro presenta una teca a luce in cui vi è una capsula contenente la reliquia del santo: un frammento osseo, incollato su una piccola stella dipinta di rosso, circondato da due cartigli che presentano il testo in latino "Ex Ossibus S. Cæsari. M.". Il culto del santo è stato diffuso al nord dai monaci benedettini, quando, dal monastero di Montecassino, si trasferirono in varie regioni e bonificarono le terre dove venivano a trovarsi, fra le quali anche Nave, soggetta alle frequenti tracimazioni del Garza.

#### Il reliquiario di San Zeno Naviglio
Nella Parrocchia di S. Zenone in San Zeno Naviglio (Brescia) si conserva una porzione ossea di San Cesario, in reliquiario a urna con forma trapezoidale, sormontato da una testina cherubica, in legno intagliato e dorato. Sul reperto osseo, avvolto da una pellicola di cellophane, sono presenti due cartigli per l'identificazione: uno più antico, con la dicitura in latino "S. Caesarii M."; l'altro, sicuramente più recente, presenta l'iscrizione "S. Cesario Martire". L'osso è adagiato su un cuscinetto di velluto damascato rosso. Il reliquiario si espone alla venerazione dei fedeli in occasione della solennità di Ognissanti (1º novembre). Nella chiesa parrocchiale di San Zenone esisteva un affresco del pittore Giuseppe Ronchi del 1936, precisamente nella lunetta dell'abside, che raffigurava la Sacra Conversazione con i santi Apollonio, vescovo di Brescia, Cesario diacono e martire, Rocco e Carlo Borromeo. L'affresco venne cancellato nel corso dei restauri eseguiti negli anni 1970 in seguito a un incendio; il suo bozzetto si conserva in una collezione privata. Nel Medioevo San Cesario era invocato contro le inondazioni del canale Naviglio di San Zeno.

#### Reliquie nei musei e nelle chiese italiane

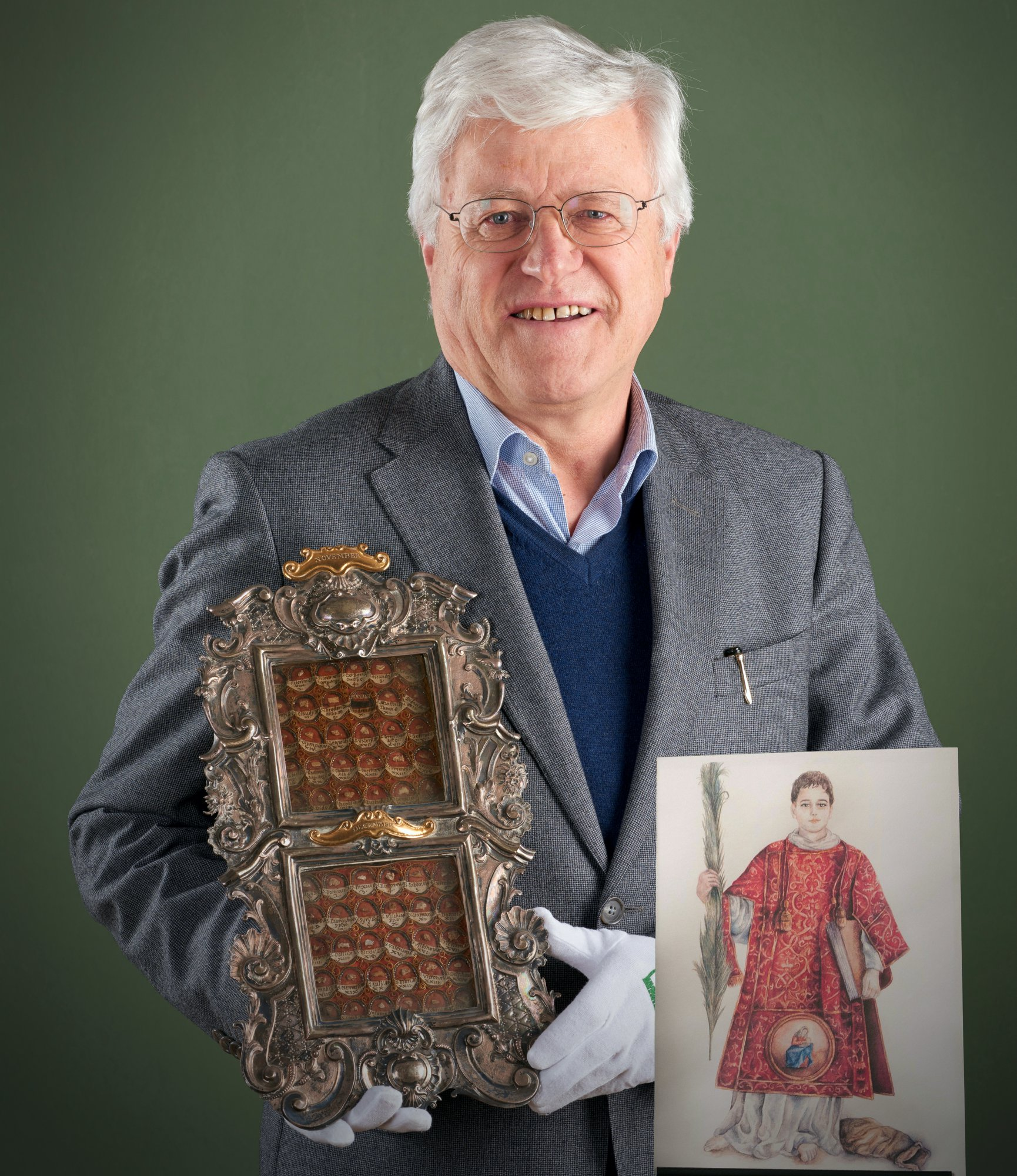
Museo diocesano Hofburg di Bressanone: il direttore, Johann Kronbichler, accanto al reliquiario-calendario, contenente un frammento osseo di san Cesario diacono e martire, e alla nuova icona del santo

Il Museo diocesano Hofburg di Bressanone, un comune della provincia autonoma di Bolzano, in Trentino-Alto Adige, conserva due reliquiari - calendari che contengono 365 reliquie, una per ogni giorno dell'anno. Risalgono al 1740/50 e provengono dal convento delle dame inglesi a Bressanone. Al giorno 1º novembre vi è un frammento osseo di S. Cesario diacono e martire.
Nel Museo d'Arte Sacra di Cerreto Sannita (Benevento) si conserva un calendario-reliquiario contenente 365 reliquie di santi e una scheggia della Croce di Cristo; al giorno 1º novembre vi è un frammento osseo di S. Cesario diacono con sottostante cartiglio "1. S. Caesarii M.".
Nel Tempio Votivo Nazionale di San Francesco d'Assisi a Monte Terminillo (Rieti) si conserva un reliquiario - calendario, risalente alla fine degli anni trenta, nel quale è incastonato un frammento osseo di S. Cesario diacono e martire (con il cartiglio identificativo in latino "November 1 Caesarei D. M.").
Per quanto concerne le reliquie delle vesti di san Cesario diacono e martire, alcuni frammenti furono donati alla Certosa di Serra San Bruno, un monastero certosino situato vicino all'omonima cittadina in provincia di Vibo Valentia, in un reliquiario multiplo. Sarebbe stato il papa Urbano II (1088 - 1099) a donare queste reliquie al re Ruggero il Normanno e da questi lasciate all'eremo calabrese.
Nell'altare maggiore della chiesa di Sant'Elena, nel complesso della cattedrale di Verona, si conserva una reliquia di san Cesario diacono: verso l'842-847 il patriarca di Aquileia Andrea consacrò questo edificio e ripose nell'altare maggiore le reliquie di molti santi, ricordate da una lapide sul pavimento, tra cui quelle dei "S(an)c(t)i Sebastiani et Cesarii".

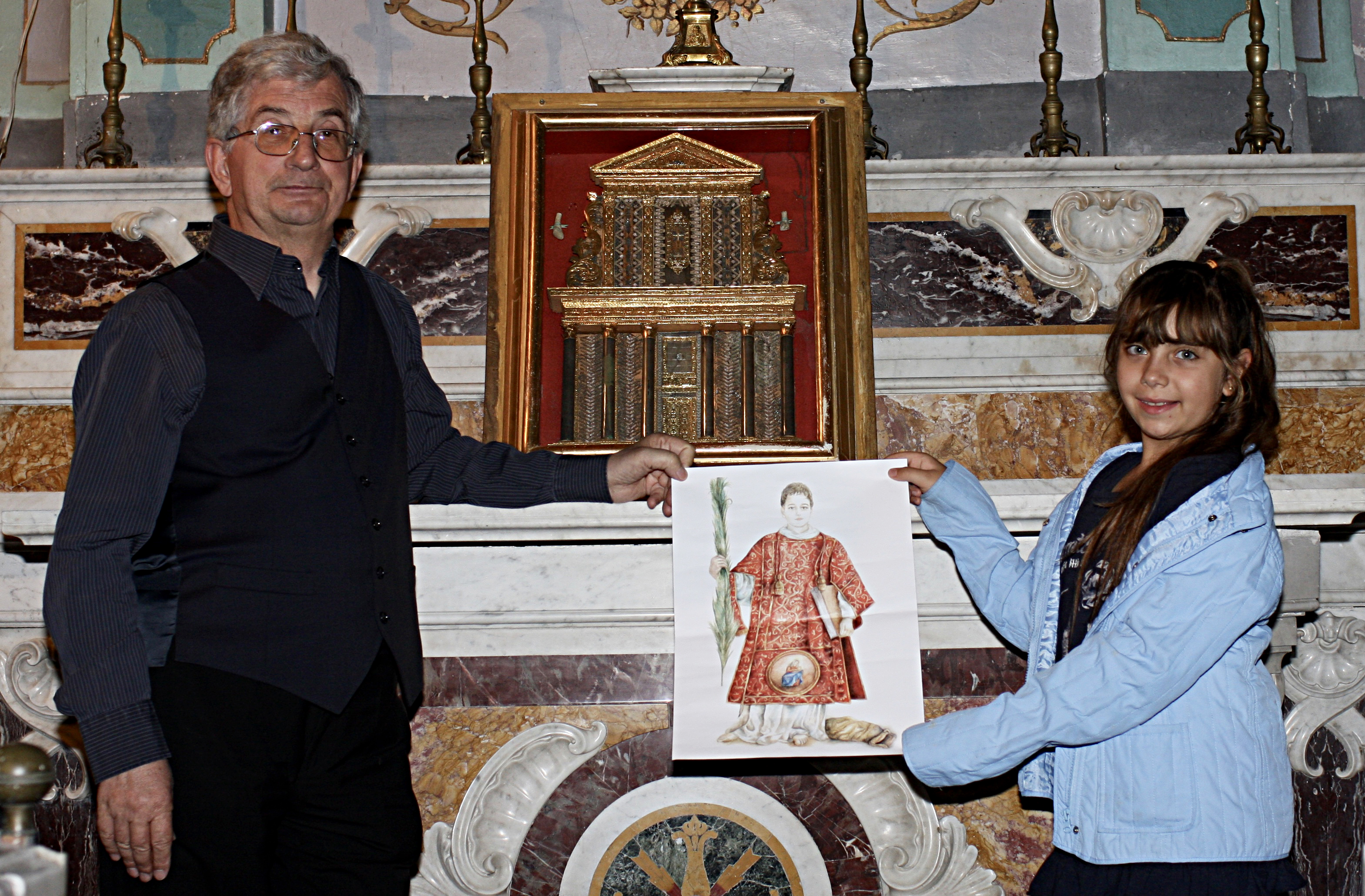
Cerreto Sannita (Benevento), Museo d'Arte Sacra: don Edoardo Viscosi accanto al reliquiario-calendario, contenente un frammento osseo di S. Cesario, e alla nuova icona del santo. Foto di Andrea Ferrigno

La basilica di San Gregorio Maggiore a Spoleto conserva reliquias beatorum martyrum Cesari, Sebastiani et Fabiani a beatissimo Joanne, romanae sedis pontifice, nobis collatas.
La basilica cattedrale di San Feliciano di Foligno possiede 27 reliquiari o custodie. Nel duodecimo vi sono frammenti ossei di San Cesareo levita e martire.
Nella basilica cattedrale di Santa Maria Assunta di Padova esisteva anticamente un culto per San Cesareo diacono: il vescovo Ildebrandino Conti nel 1339 commissionò un reliquiario d'argento molto costoso ed elaborato per conservare un frammento della Vera Croce; in esso inserì anche reliquie di molti santi martiri padovani, vescovi e diaconi, tra cui quella di San Cesario. Infatti, in una delle annotazioni che Ildebrandino Conti appose sul suo messale, oggi conservato nella Biblioteca Capitolare di Padova, vi è scritto: "Item Sancti Gregorii, Sancti Blasii martirum, Sancti Medardi confessoris, Sancti Geminiani, Sancti Cornelii martirum, Sancti Cesarii dyaconi et martiris…".
Nella parrocchia Sant'Eustachio martire di Tocco da Casauria si conserva un frammento osseo di S. Cesario diacono e martire nel reliquiario dei santi del mese di novembre.
Nella chiesa di Sant'Alessandro della Croce di Bergamo si conserva un reliquiario-calendario; al giorno 1º novembre vi è una reliquia di "S. Caesarii diac. m.".
A Corno Giovine nella parrocchia di San Biagio vescovo e martire si conserva un reliquiario argenteo contenente un frammento della veste di san Cesario diacono e martire, con il sottostante cartiglio in latino "S. Caesarii Lev. M.".
Nella chiesa di San Nicola extra moenia (dell'abbazia) in Oppido Mamertina si conserva un reliquiario - calendario contenente un frammento osseo del diacono Cesario.
Padre Bernardino da Siena, Postulatore Generale dei Cappuccini, il 3 gennaio 1955 autenticò una reliquia di San Cesario diacono e martire (un frammento osseo con sottostante cartiglio in latino "S. Caesarii Lev. m") che fu incastonata in reliquiario a ostensorio dorato, attualmente conservato in una collezione privata.

### Reliquie nel mondo

#### Filippine

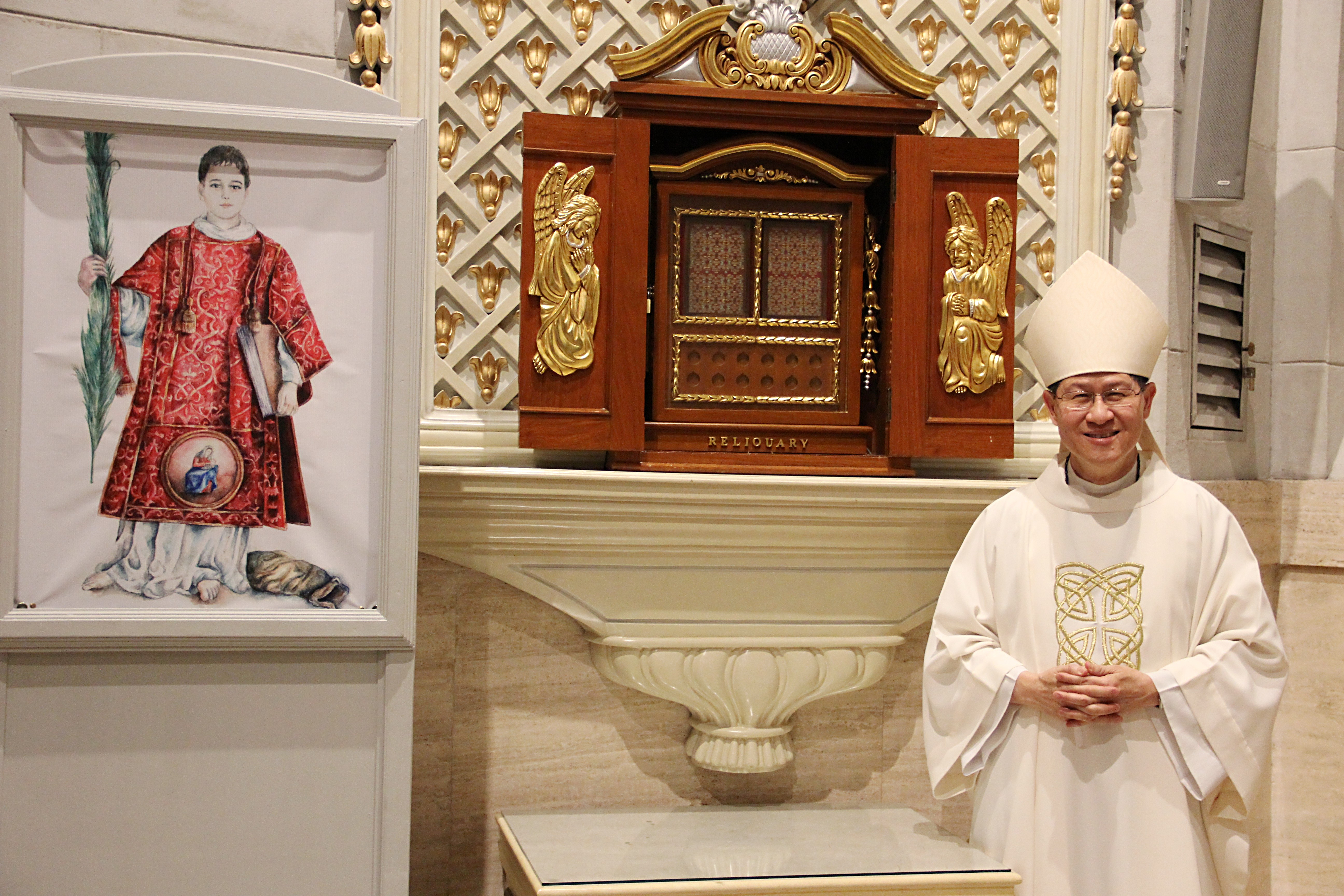
Il cardinale Luis Antonio Tagle accanto al reliquiario di San Cesario diacono e martire e alla nuova icona del santo; Baptistry of St. John the Baptist, Cattedrale dell'Immacolata Concezione, Manila

Nella cattedrale dell'Immacolata Concezione di Manila, si conserva un reliquiario-calendario contenente reliquie dei 365 santi, seguendo le feste del Messale tridentino; al giorno 1º novembre vi è un frammento osseo di San Cesario diacono e martire con sovrastante cartiglio in latino "November 1/ S. Caes. D. M.". Sul retro vi è un sigillo in ceralacca con lo stemma araldico dell'Ordine francescano che attesta l'autenticità delle reliquie.
Questo reliquiario si trova al lato sinistro del Baptistry of St. John the Baptist (Battistero di San Giovanni Battista), in una teca lignea a muro con due sportelli (chiusa solo in occasione del Triduo Pasquale).
Fu donato alla Cattedrale di Manila il 1º novembre del 2014 dal sig. Clifford Chua, un artista ecclesiastico, nato e cresciuto a Intramuros.
Nel 2005 Clifford Chua, nel suo viaggio verso la Giornata mondiale della gioventù a Colonia, in Germania, decise di recarsi in Provenza, in Francia, per far visita a un suo caro amico (un nobile appartenente a una famiglia reale, che viveva in un castello del XVII secolo). Mentre giravano per il castello, Clifford notò una cappella da ristrutturare e vide due piccoli quadri incastonati in una parete che stava per essere demolita: essi contenevano rarissime reliquie dei 365 santi. Allora domandò al suo amico francese quale sarebbe stata la nuova collocazione delle reliquie, ma non ottenne una risposta definitiva. Al suo ritorno nelle Filippine, Clifford ricevette un pacco dalla Francia; il suo amico gli aveva donato l'antico reliquiario-calendario al fine di tenerlo in sua custodia. Nel 2010, in occasione della solennità di tutti i Santi, questo reliquiario è stato esposto anche a Makati City (Filippine) con una riproduzione fotografica di un affresco del diacono Cesario conservato in un monastero greco.

#### Spagna

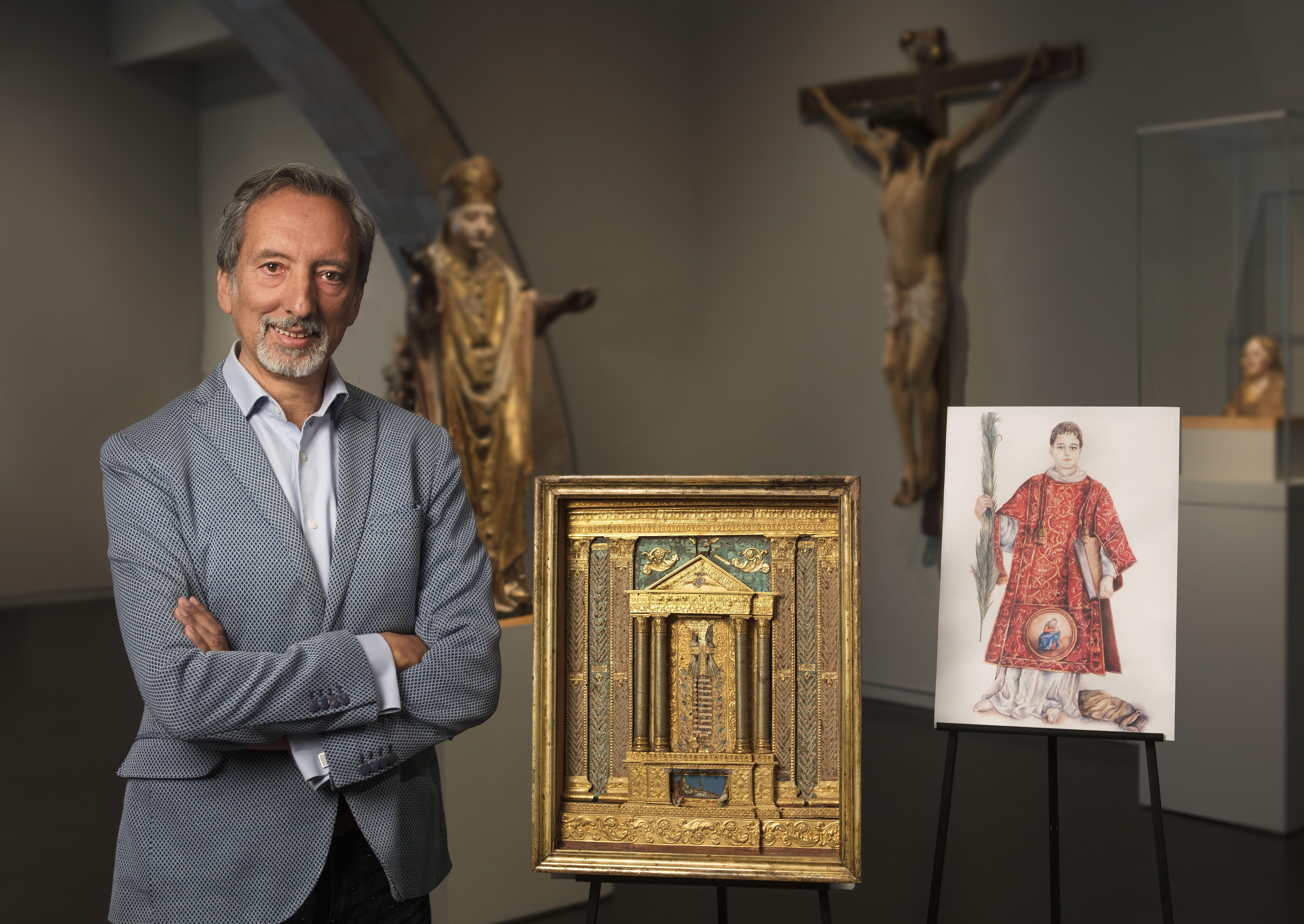
Barcellona (Spagna), Museu Frederic Marès: il direttore del museo, Josep Maria Trullén, accanto al reliquiario-calendario, contenente un frammento osseo di S. Cesario diacono e martire, e alla nuova icona del santo

Il Museu Frederic Marès di Barcellona possiede un prezioso reliquiario - calendario, in legno intagliato, nel cui interno vi sono le reliquie dei santi dei 365 giorni dell'anno: in una composizione rettangolare, scandita da quattro lesene al cui interno sono incastonate le reliquie, vi è la riproduzione di un altare, sul quale si erge una struttura con prospetto a tempietto neoclassico, impostato su quattro colonnine reggenti trabeazione e frontone triangolare. Al 1º novembre vi è un frammento osseo di San Cesario diacono e martire, con cartiglio in latino "S. Caesarii M.".
Il monastero di Santa Maria di Poblet, in Catalogna, conserva un reliquiario - calendario, in legno scolpito, molto simile a quello di Barcellona (da cui Poblet dista circa cento chilometri), che contiene un frammento osseo del diacono Cesario al giorno 1º novembre.
Nel convento di Santa Paula in Siviglia (Spagna) si conserva un reliquiario-calendario, in legno intagliato; al 1º novembre vi è un frammento osseo di San Cesario diacono e martire.
Nella chiesa di Nostra Signora dell'Assunzione di Paradinas (Segovia, Spagna) si conserva un reliquiario-calendario, consegnato alla confraternita locale dal fratello certosino Esteban de las Monjas nel 1854; al giorno 1º novembre vi è un frammento osseo di "S. Caesaris M.".

#### Portogallo

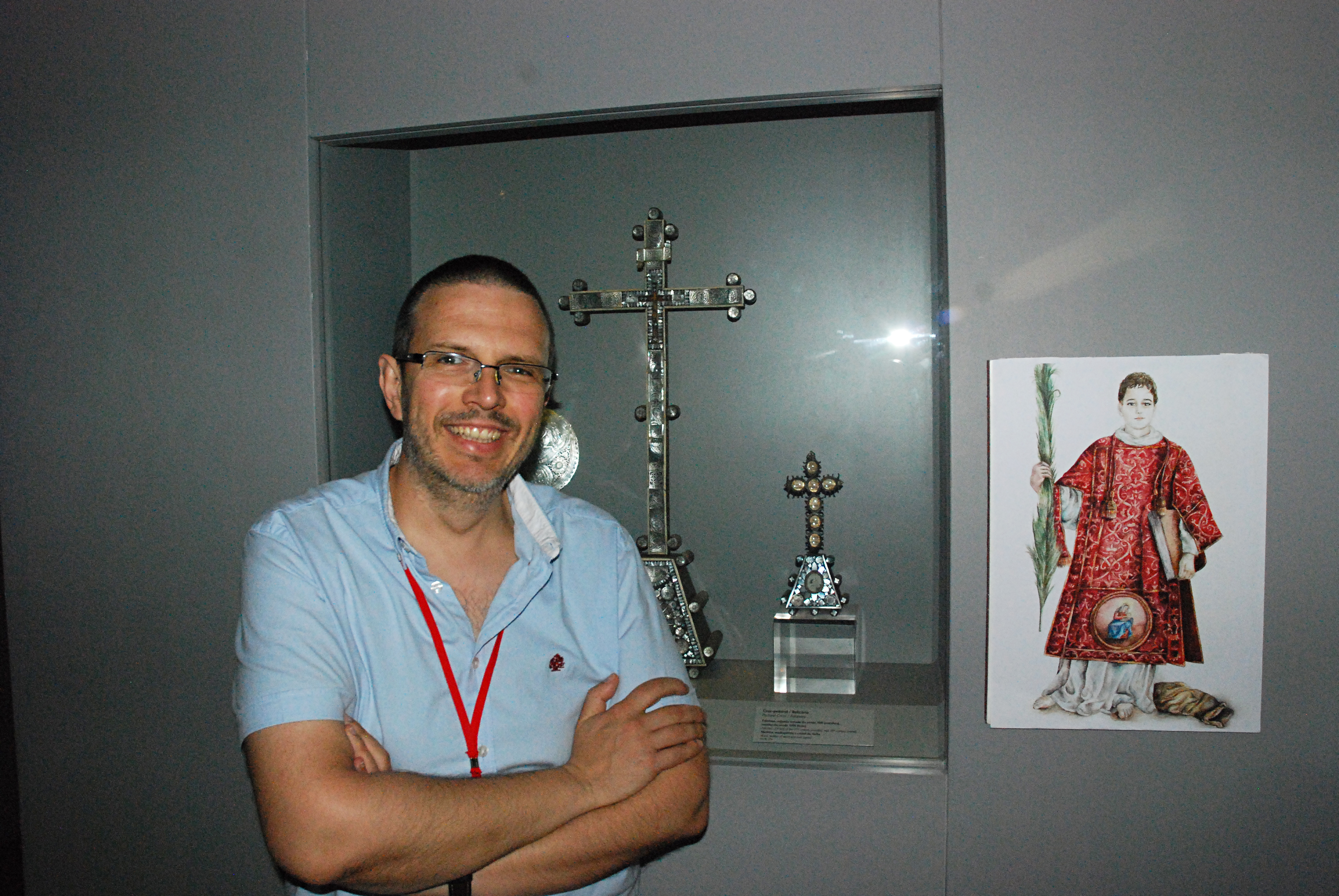
Museu de São Roque, Lisbona (Portogallo), João Miguel Simões, storico dell'arte, accanto alla croce-reliquiario pettorale contenente un frammento osseo di San Cesario diacono e martire, e alla nuova icona del santo

Nella Sala dell'Arte Orientale del Museu de São Roque in Lisbona (Portogallo) è conservata la croce-reliquiario della Terra Santa (RL 276), con 14 reliquie georeferenziate, tra cui un frammento osseo di San Cesario diacono e martire, ottenuto dalla chiesa di San Cesareo in Palatio di Roma. La croce - reliquiario pettorale (Palestina, seconda metà del XVII secolo) è in legno, madreperla, ottone e cristallo di rocca; è composta da due parti diverse, unite tra loro in epoca sconosciuta. La parte più interessante è il Crocifisso pettorale con sette alveoli, dove sono custodite quattordici reliquie di santi, protette dal cristallo di rocca. I santuari dove esistevano le reliquie dei santi identificati, sono disposti geograficamente in modo lineare tra la Francia e Gerusalemme; possono costituire punti di geo-referenze di un percorso di pellegrinaggio verso la Terra Santa, che ha avuto inizio nel Collegio gesuita di Saint-Omer (Artois). Dopo diverse tappe in Toscana, vi è stata anche una sosta nella chiesa di San Cesareo in Palatio a Roma, dove è stata chiesta e ottenuta una reliquia del diacono San Cesario. A Gerusalemme, la croce è stata progettata da un artigiano locale, il quale ha riunito sulla stessa tutte le reliquie acquisite lungo il percorso; il frammento osseo di San Cesario è stato collocato al centro della croce. Tornato al Collegio di Saint Omer, il pellegrino scelse di fare il viaggio in barca, dopo essersi fermato a Lisbona. Probabilmente sarebbe un prete gesuita perché, a parte il punto di partenza è un collegio della Compagnia, sembra aver visitato la chiesa di São Roque, dove ha lasciato questo contributo alla già ricca collezione di reliquie del santuario di Lisbona, essendo la croce inventariata nei beni della Casa Professa nel 1695.
Nella Royal Lipsanoteca di Fátima (Portogallo) si conserva due reliquie di San Cesario diacono e martire: la prima è incastonata in un reliquiario a capsula e reca il seguente cartiglio in latino "S. Caesarii Lev. M."; la seconda è incastonata in un reliquiario-calendario al giorno 1º novembre (S. Caesarii diac.)

#### Israele

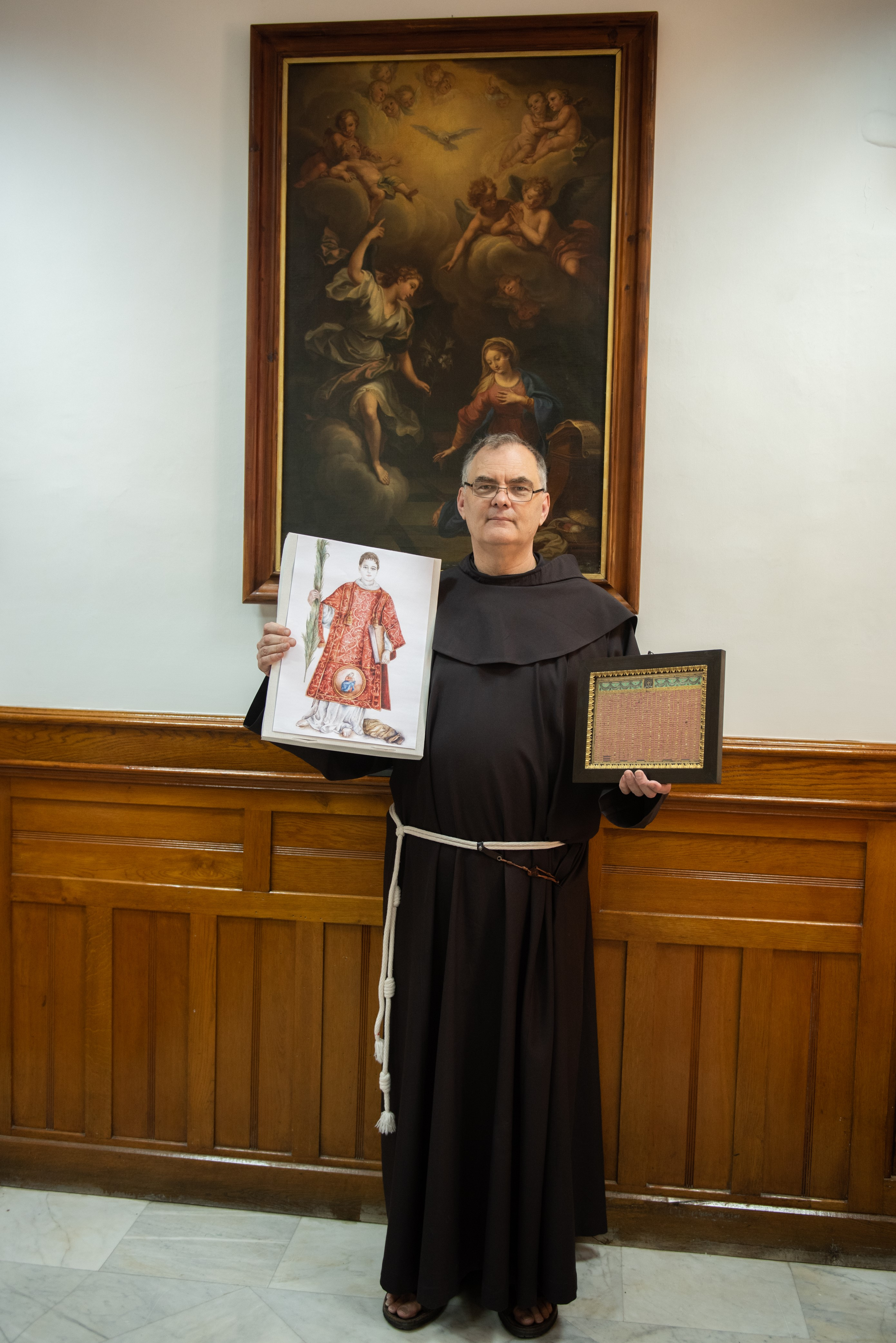
Gerusalemme, Terra Sancta Museum, padre Stéphane Milovitch, direttore dell'ufficio dei Beni Culturali della Custodia di Terra Santa, accanto alla reliquia e all'icona di San Cesario diacono e martire

Nel Terra Sancta Museum, situato nel cuore della Città Vecchia di Gerusalemme, si conserva un reliquiario contenente 365 santi per i 365 giorni dell'anno, secondo l'organizzazione del vecchio calendario e le solennità dei Luoghi Santi; al giorno 1º novembre è incastonata una reliquia di San Cesario diacono e martire (un frammento osseo), con il seguente cartiglio in latino: “NOVEMBER 1 S. Caesarii Diac.”.
Il reliquiario è stato rintracciato dall'archeologo Guillaume Saint-Didier, impegnato nel lavoro di classificazione e catalogazione delle reliquie.
Nel registro superiore del reliquiario sono incastonate anche delle reliquie legate alla Passio Christi, come una scheggia della Vera Croce, del Titulus Crucis, della pietra del Cenacolo, della pietra dove fu fissata la Croce; frammenti della veste, della porpora, della fune e dei flagelli di Nostro Signore Gesù Cristo.
La collezione di reliquie della Custodia di Terra Santa raccoglie più di 1300 pezzi nel solo convento di San Salvatore.
La presenza del culto e della reliquia di San Cesario di Terracina nella città di Gerusalemme testimonia il grande legame che intercorre tra la Terra Santa e Roma: nella Basilica romana di Santa Croce in Gerusalemme, dove Sant'Elena ripose i resti della Vera Croce da lei rinvenuti a Gerusalemme, si conservano le spoglie del martire.

#### Stati Uniti d'America

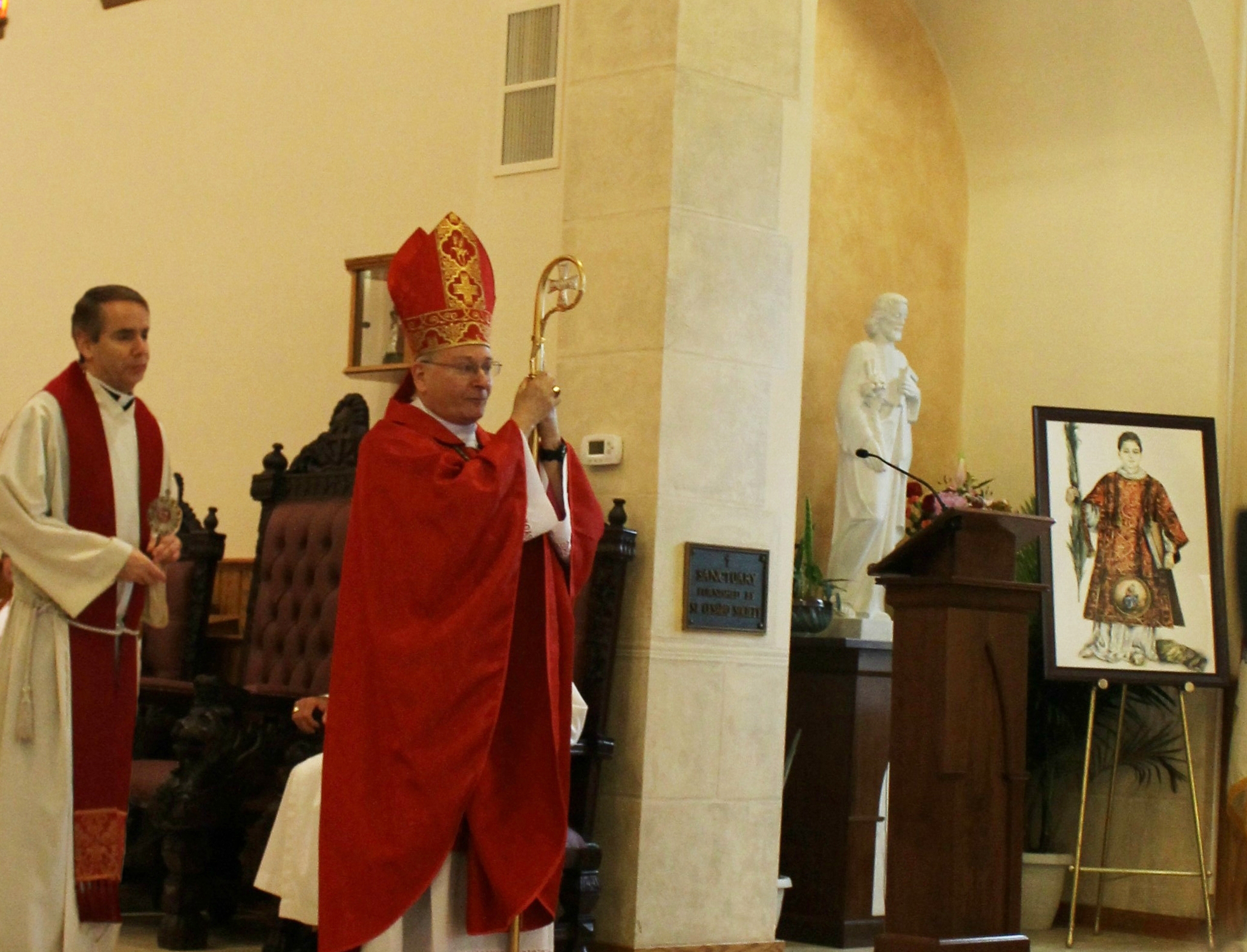
Netcong (Stati Uniti d'America), St Michael's Church: il Vescovo Arthur Joseph Serratelli accanto al reliquiario di San Cesario diacono e martire, e alla nuova icona del santo

La Parrocchia di St. Michael in Netcong, in New Jersey, possiede un prezioso reliquiario di San Cesario diacono e martire; è realizzato in filigrana d'argento dorato, con vetro colorato, e presenta la teca circolare a luce, caratterizzata da un motivo decorativo a girali con fiori impreziositi da piccole pietre rosse e terminante con una croce apicale, contenente la reliquia del santo: un frammento osseo circondato da disegni di fiori colorati con sottostante cartiglio in latino “S. CÆSARII DIAC. M.”. Il reliquiario è conservato nella sacrestia della chiesa ed è solennemente esposto sull'altare maggiore, insieme alla statua lignea e all'icona del diacono, in occasione della “Feast of St Cesario”, che si tiene annualmente il penultimo sabato del mese di luglio.

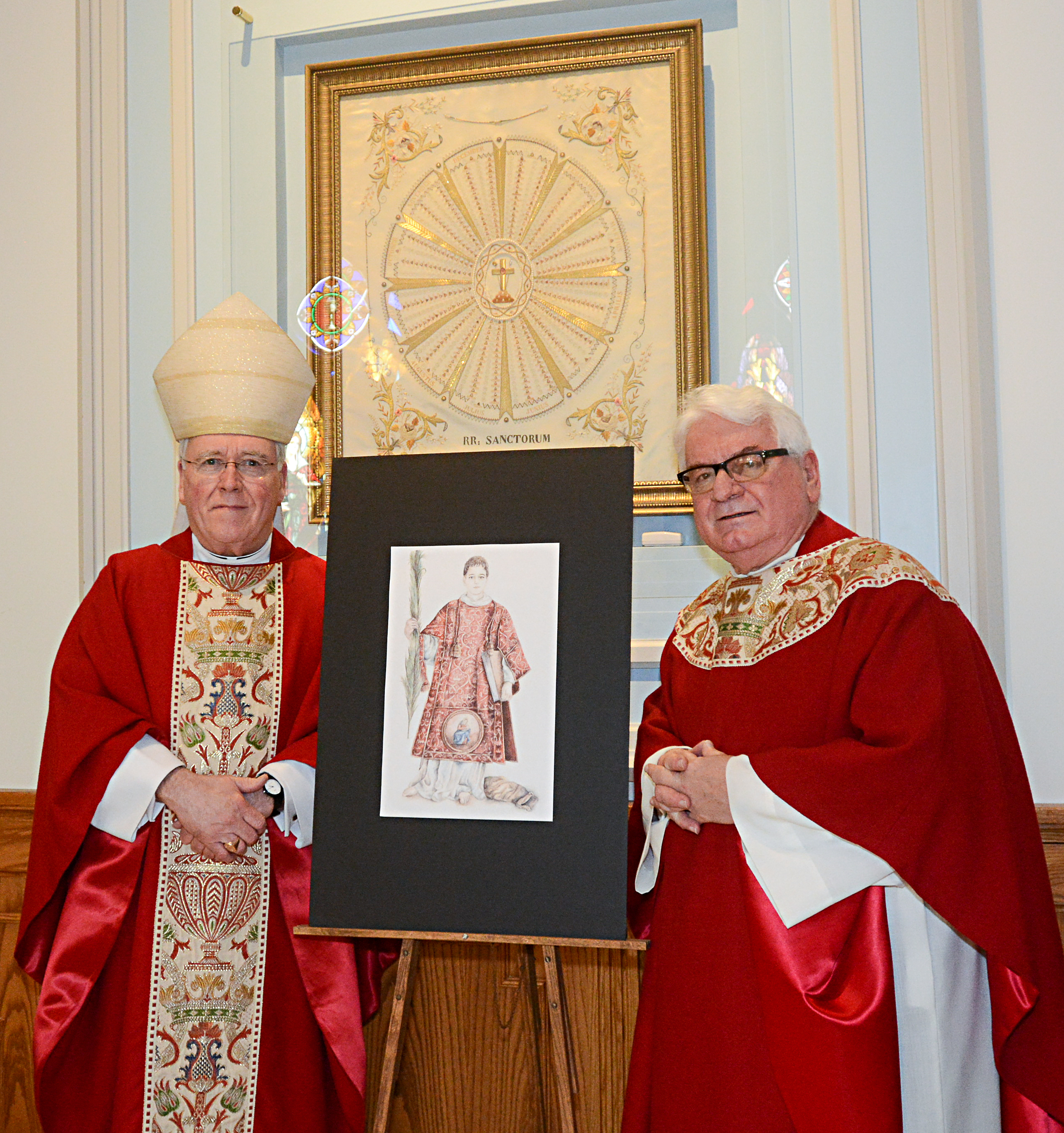
Il vescovo Richard Joseph Malone e il Vicario Generale Mons. David S. Slubecky accanto alla reliquia e all'icona di San Cesario diacono e martire, Cattedrale di San Giuseppe in Buffalo (New York)

La festa ha inizio alle ore 7:00, quando l'alba è salutata dallo sparo di bombe da tiro; successivamente i membri della Società marciano verso la Parrocchia di St. Michael, dove, alle ore 8:00, vi è la solenne concelebrazione eucaristica, presieduta dal vescovo della diocesi di Paterson, il quale - al termine della cerimonia - impartisce la benedizione ai fedeli con la reliquia del santo, mentre il coro intona l'inno di San Cesario. A Netcong il culto del santo fu portato da alcuni italiani: nel 1893 molti immigrati provenienti da Cesa, in provincia di Caserta, si stabilirono in questa cittadina per opportunità di lavoro. Essi furono attratti dalle opportunità di lavoro presso la Singer Steel Foundry e dalla costruzione della ferrovia che doveva sostituire il canale di Morris come via di trasporto. Naturalmente gli immigrati non dimenticarono le loro radici, soprattutto la venerazione del santo patrono di Cesa, San Cesario diacono e martire, e alcuni di loro nel 1902 decisero di fondare in suo onore la St. Cesario Society (il Comitato che ancora oggi continua a organizzare i solenni festeggiamenti annuali). Questi uomini furono: Francesco, Raffaele e Cesario Puco, Antonio Ferriero, Domenico e Giuseppe Togno, Luigi e Giustino Esposito, i nomi dei quali sono ancora oggi visibili sulla bandiera che è portata in processione il giorno della festa di San Cesario.

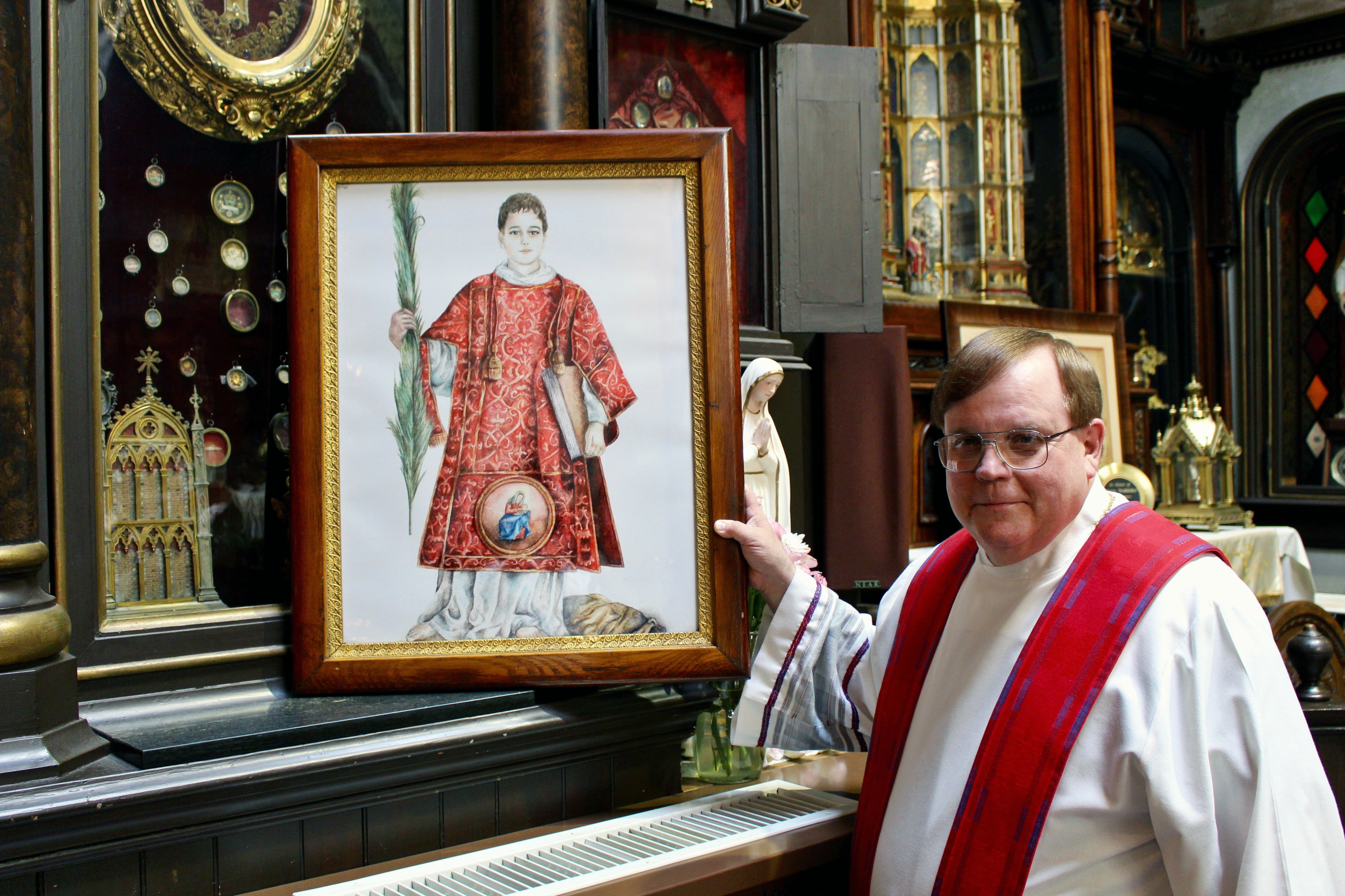
Pittsburgh (Pennsylvania), cappella di Sant'Antonio: il parroco James Orr accanto al reliquiario-calendario, contenente un frammento osseo di San Cesario diacono e martire, e alla nuova icona del santo

La cappella di Sant'Antonio di Pittsburgh, Pennsylvania, conserva un prezioso reliquiario - calendario in stile gotico, suddiviso da lesene scanalate e cuspidi trilobate in base ai mesi dell'anno, che contiene reliquie dei santi per ogni giorno dell'anno, seguendo il calendario liturgico, tra cui vi è anche un frammento osseo di St. Cesario deacon and martyr al giorno 1º novembre, con sottostante cartiglio in latino "S. Caes. D. M.". Questa Cappella possiede la più grande collezione delle reliquie del mondo dopo il Vaticano: circa 5.000. La cappella di Sant'Antonio fu costruita dal padre Suitbert Mollinger nel 1880. Il padre Mollinger fece alcuni viaggi in Europa, dove acquistò gran parte delle reliquie, con il suo denaro, oppure le faceva acquistare da persone che avevano il compito di cercarle.

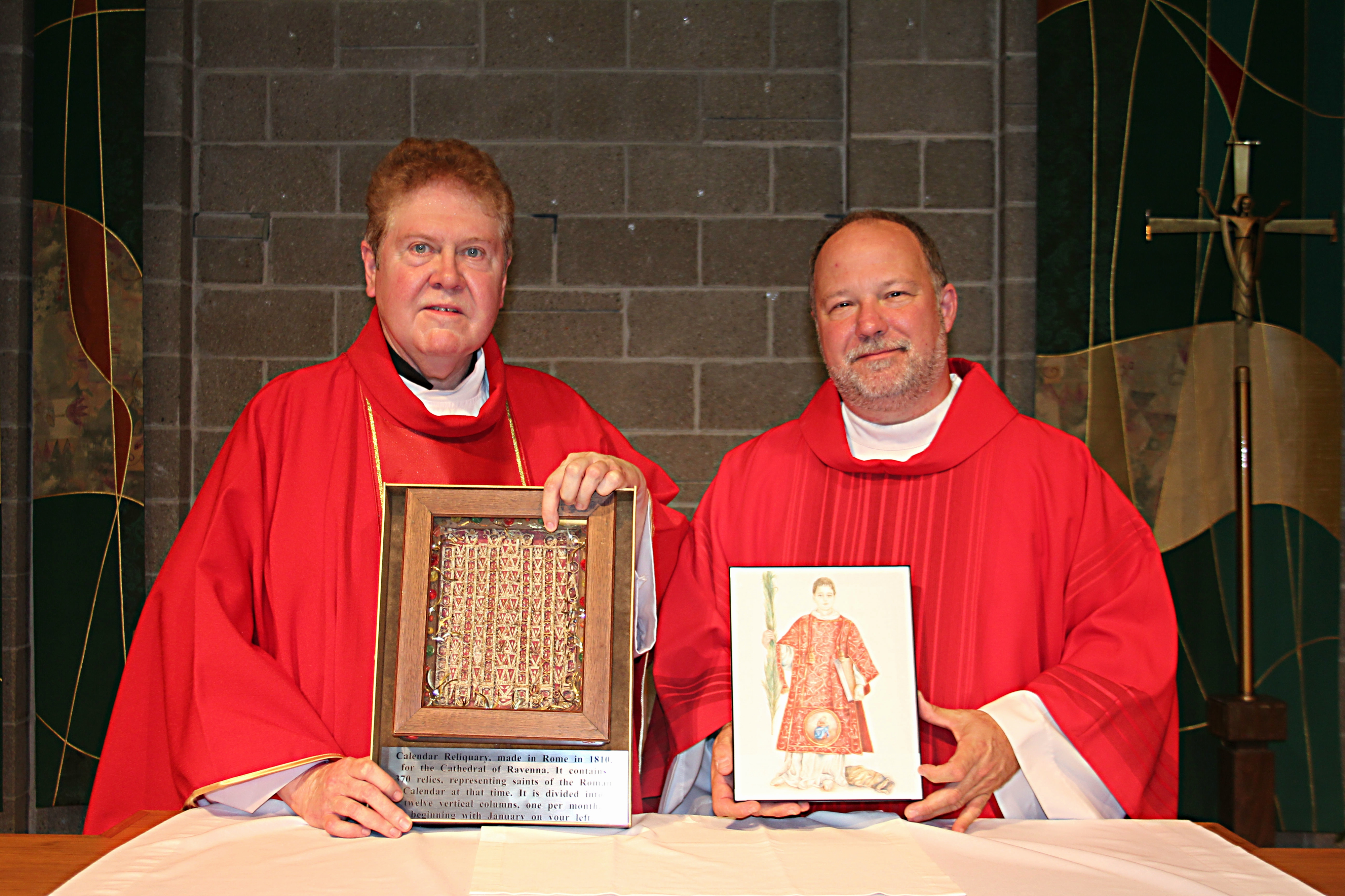
Morton Grove (Illinois), St. Martha Church: Father Dennis O'Neill e il diacono John Herbert accanto al reliquiario-calendario, contenente un frammento osseo di San Cesario diacono e martire, e alla nuova icona del santo

La chiesa di Santa Marta di Morton Grove in Illinois conserva, nella sua collezione delle reliquie di 1.500 santi, un reliquiario a calendario realizzato a Roma nel 1810 per la Cattedrale di Ravenna; al giorno 1º novembre vi è un frammento osseo di S. Cesario diacono con il cartiglio che reca il testo in latino: "S. Cæsarii diac.". La chiesa di Santa Marta è stata dichiarata santuario di Tutti i Santi dal cardinale Blase Cupich il 1º novembre 2015. Questa parrocchia possiede reliquie di oltre 2.500 santi, la seconda grande collezione in America dopo St. Anthony's Shrine in Pittsburgh.
Nella cattedrale di San Giuseppe di Buffalo, nello stato di New York, si conserva un raro "Tapestry" (arazzo) contenente 365 reliquie di santi, tra cui una del diacono Cesario. Questo arazzo fu ritrovato nel 2011, nascosto in un armadio di un convento in Clarence, e restituito alla cattedrale, dopo essere stato studiato da alcuni esperti per risalire al periodo della sua creazione.

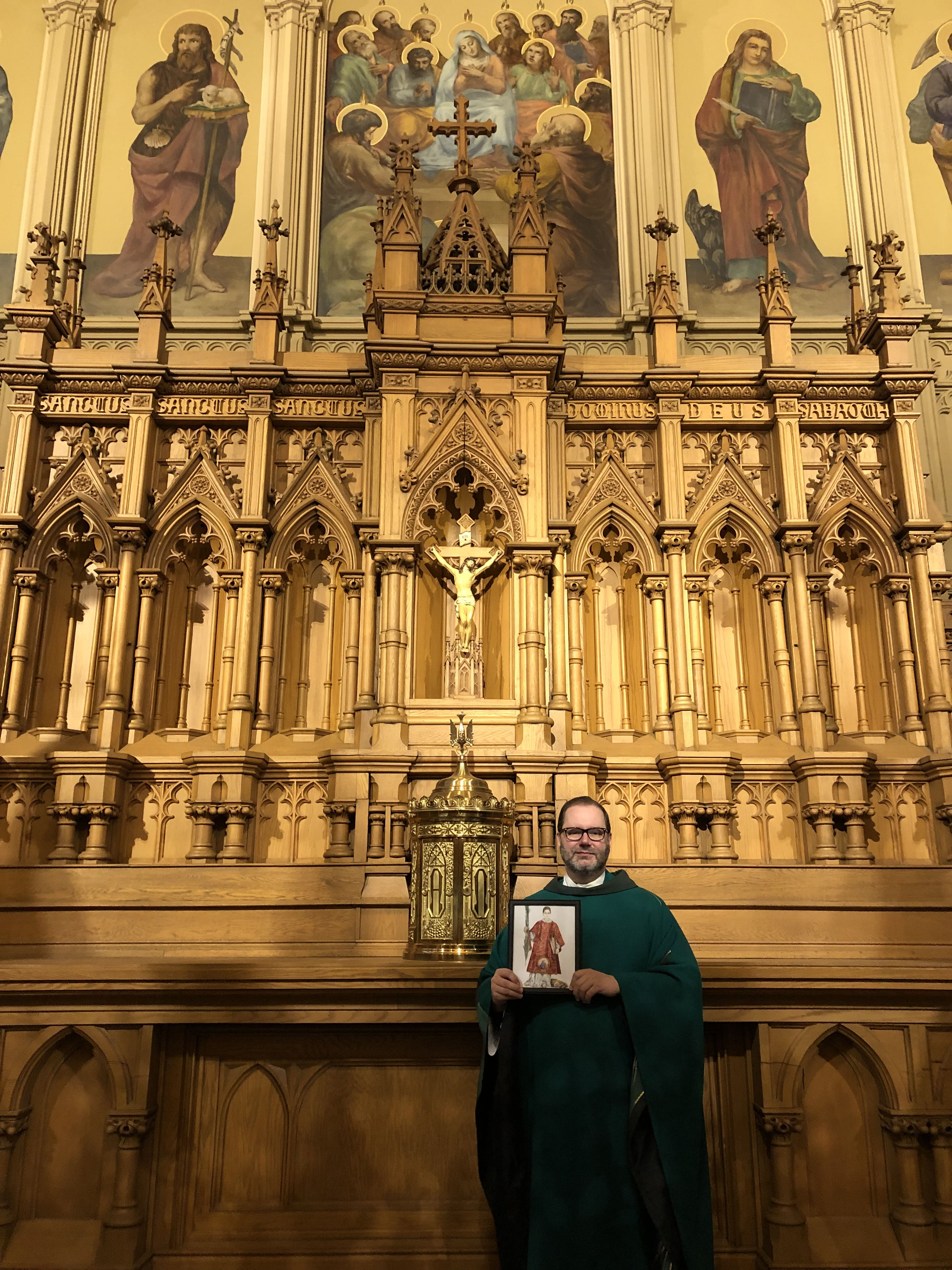
Dubuque (Iowa), cattedrale dei Santi Raffaele e Patrizio: Greg Bahl accanto alla reliquia di San Cesario, altare maggiore

Il reliquiario, ricamato su seta d'avorio sotto forma di un calendario che elenca i nomi di santi ben noti e meno familiari del calendario romano (tra cui al 1 november vi è un minuscolo frammento osseo di San Cesario diacono con sottostante cartiglio "S. Caesarii M."), presenta una croce nel centro circondata dall'iscrizione "In Hoc Vinces" con alcune reliquie della Passione di Gesù Cristo. L'arazzo probabilmente giunse negli USA nel 1860 come dono del papa Pio IX a mons. John Timon, il primo vescovo di Buffalo, per segnare l'apertura della Cattedrale di Buffalo. Secondo alcuni studiosi, l'arazzo potrebbe essere invece un dono del Re di Napoli al mons. Timon, e sarebbe stato ricamato dalle Clarisse di Napoli sotto il patrocinio del vescovo Concezio Pasquini. Successivamente il reliquiario fu custodito delle suore di San Giuseppe, che avevano un grande convento sulla Main Street nel centro di Buffalo, per tenerlo al sicuro durante la costruzione della nuova cattedrale.
Nella cattedrale dei Santi Raffaele e Patrizio di Dubuque, in Iowa, si conserva un frammento osseo di San Cesario con il cartiglio in latino "November 1 Caesarei D. M.", incastonato in un raro arazzo contenente le reliquie dei santi dei 365 giorni dell'anno. Questo reliquiario è composto da due quadretti, ognuno diviso in sei mesi; in esso sono usati i colori oro, beige e verde. Una recente ricerca rivela che la persona che ha realizzato questo arazzo con le feste dei santi potrebbe aver seguito l'ordine fornito da The Saints: A Concise Biographical Dictionary, John Coulson (ed), Guild Press, Inc. 1958. Il reliquiario è esposto nel cosiddetto corridoio dei Santi.
Nel santuario delle Sante Reliquie a Maria Stein, in Ohio, si conserva una reliquia (un minuto frammento osseo) di “S. Caesar Diac. M.”; probabilmente fu donata da padre Francis de Sales Brunner, un collezionista di reliquie che è stato responsabile della prima raccolta di reliquie in Maria Stein. Il reliquiario ovale a capsula di San Cesario diacono e martire è conservato nella Cappella delle Reliquie, che possiede 1.000 reliquie di santi.
Nella Basilica del Sacro Cuore (Notre Dame), Indiana, si conserva un frammento osseo di "S. Cæsarei D. M.", incastonato in un reliquiario-calendario contenente 365 reliquie di santi.
Nel comune di Gnesen Township, in Saint Louis County, in Minnesota si conserva un reliquiario-calendario contenente 365 reliquie di santi; al giorno 1º novembre vi è un frammento osseo di "S. Cæsarei D. M.".
Nel comune di St. Marys (Kansas, Stati Uniti d'America) il 3 maggio 2023 il vescovo Bernard Fellay ha consacrato l'altare maggiore della maestosa chiesa dell'Immacolata Concezione con una reliquia di prima classe di San Cesareo diacono e martire di Terracina e di Sant'Emerenziana (sorella di Sant'Agnese).

#### America meridionale
Nella basilica di San Sebastiano di Rio de Janeiro si conserva un reliquiario-calendario contenente 365 reliquie di santi; al giorno 1º novembre vi è un frammento osseo di "S. Cæsarei D. M.". Il reliquiario è caratterizzato da una riproduzione di un altarino, sul quale si erge una struttura con prospetto a tempietto neoclassico, impostato su quattro colonnine lisce che reggono una trabeazione e un frontone triangolare. Al centro della composizione vi è una raffigurazione dell'Immacolata Concezione. In esso sono usati i colori oro, bordeaux e beige.
Nella parrocchia di Nostra Signora delle Grazie a Caieiras (comune del Brasile) si conserva la collezione delle reliquie dei santi dei 365 giorni dell'anno del calendario cattolico. In una piccola capsula in metallo dorato dei primi due giorni di novembre si conservano frammenti ossei dei SS. Cesario, diacono e martire (1º novembre), e Vittore, martire in Africa (2 novembre).

#### Messico
Il Museo de El Carmen in Messico possiede il prezioso "reliquiario - calendario di San Fulgencio", in legno intagliato, nel cui interno vi sono le reliquie dei santi dei 365 giorni dell'anno; al 1º novembre vi è un frammento osseo di S. Cesario diacono.

#### Inghilterra

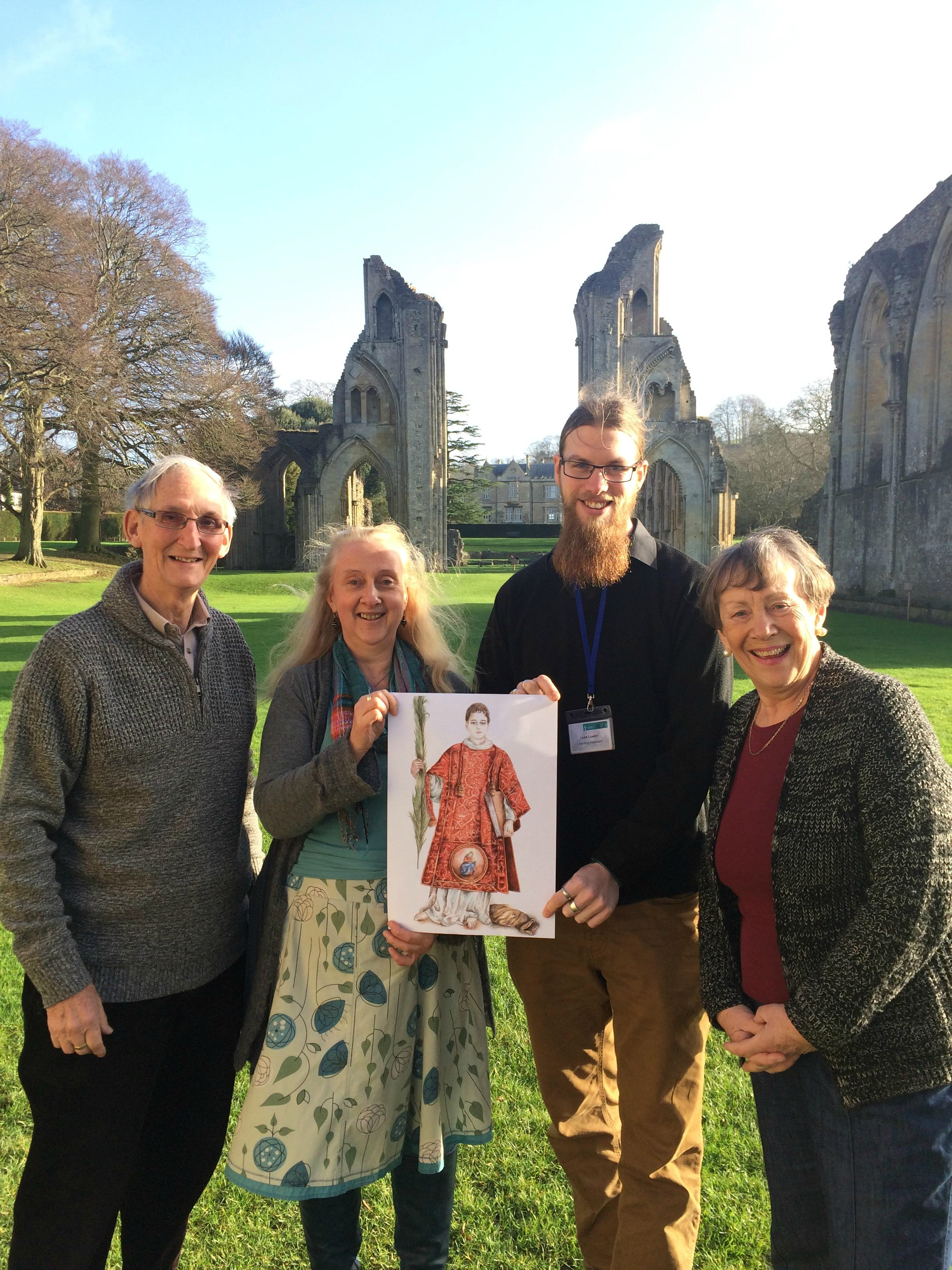
Glastonbury (Inghilterra), Abbazia di Glastonbury: il team "Glastonbury Abbey" con l'icona di San Cesario diacono e martire

Nell'Alto Medioevo alcune reliquie del santo furono traslate in Inghilterra.
Il re Edgardo I, detto il "Pacifico" (943 - 975) - venerato come santo dalla Chiesa cattolica e dalla Comunione anglicana - e il Duke Adelwinus donarono delle porzioni ossee di San Cesario diacono e martire all'Abbazia di Glastonbury, le quali furono collocate accanto alla tomba dell'abate John of Kent, nel luogo dove sarebbero stati sepolti molti re sassoni e anche quelli che sono ritenuti i resti mortali di re Artù e della moglie Ginevra. Le reliquie del diacono sono elencate a Glastonbury nella "list of relics", ossia nella lista delle reliquie di Hugh Candidus (un monaco del monastero benedettino di Peterborough), redatta verso la metà del XII secolo. L'Abbazia fu chiusa nel 1539 in seguito alla Riforma protestante.
La Cattedrale di San Pietro di Exeter, nella contea del Devon, possedeva alcuni frammenti ossei del santo e un pezzetto della sua veste: "Ossa sancti Cesarii martiris et de ueste eiusdem". Le reliquie del diacono sono elencate in un antico registro della Cattedrale di Exeter realizzato nel 1200; probabilmente furono distrutte durante la Riforma protestante.
Nella Cattedrale di Lincoln si conservavano molte reliquie di santi, tra cui quelle di San Cesario diacono e martire, di Santo Stefano, di San Sebastiano, dei SS. Marcello e Marcellino, e un dito di San Tommaso. Queste reliquie furono disseminate sotto il dominio di Enrico VIII.

#### Scozia
Nella St. Margaret's Chapel, il più antico edificio che è sopravvissuto della iniziale struttura del castello di Edimburgo, si conserva un reliquiario-calendario contenente 365 reliquie di santi; al giorno 1º novembre vi è un frammento osseo di "S. Cæsarii D. M.".

#### Belgio
Il cardinale e arcivescovo belga Pierre-Lambert Goossens il 25 giugno 1891 autenticò una reliquia di San Cesario diacono e martire (un frammento osseo), che fu incastonata in un reliquiario a capsula contenente anche frammenti ossei dei santi Giovanni de Capestrano e Zaccaria. Attualmente questo reliquiario si conserva in una collezione privata.
Nella collezione privata del sig. Paul Evrard, in Belgio, si conserva un reliquiario contenente frammenti ossei di 30 santi, le cui feste sono celebrate a novembre; al 1º giorno del mese vi è un frammento osseo di San Cesario levita.

#### Francia

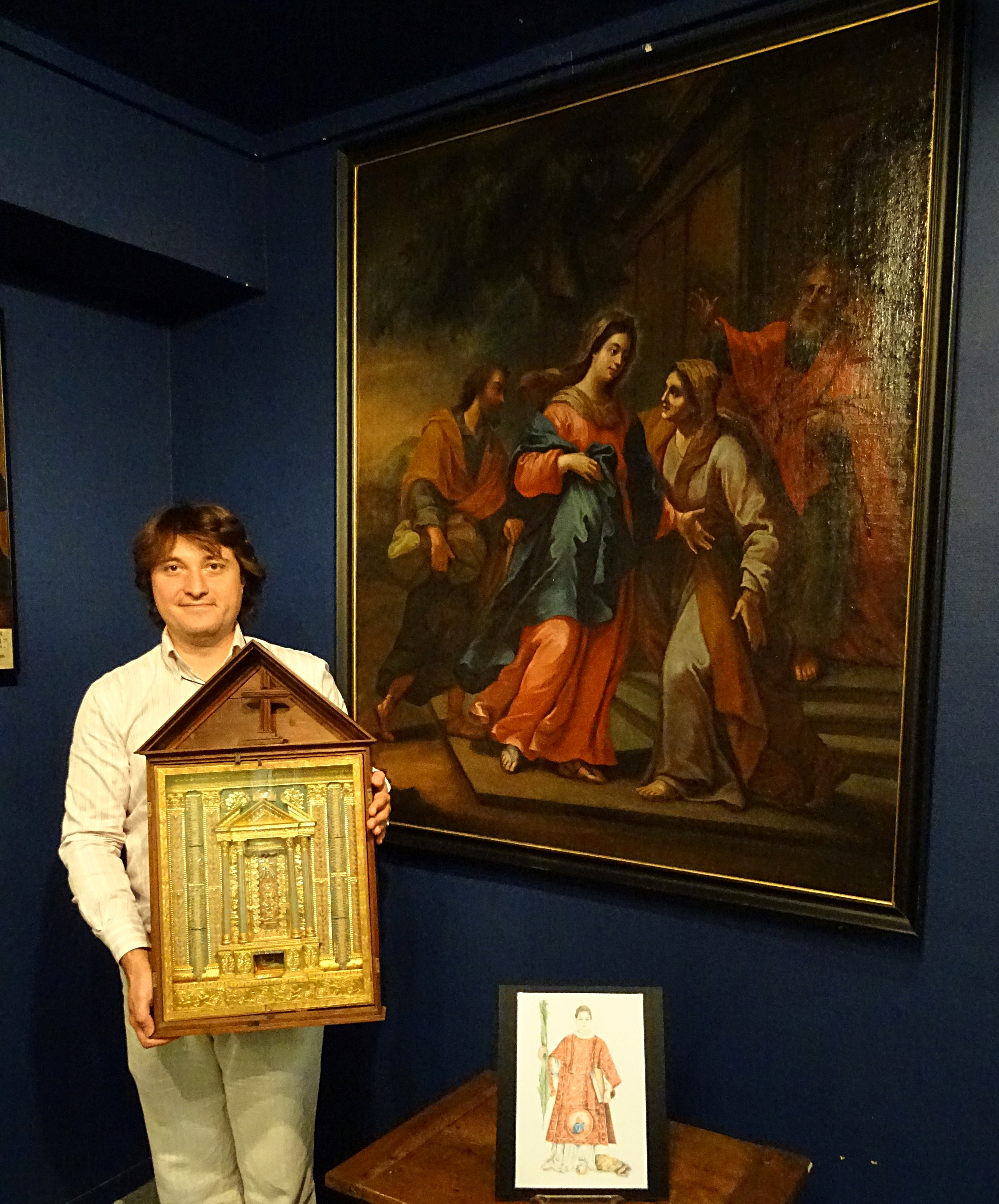
Moulins, Musée Européen de la Visitation: il conservatore del museo, dott. Jean Foisselon, accanto al reliquiario-calendario di San Cesario diacono e martire, e alla nuova icona del santo

Ai primi di maggio dell'anno 972, papa Giovanni XIII donò a Wigfrid vescovo di Verdun reliquie di San Cesario diacono per la fondazione dell'Abbazia di San Paolo di Verdun. Questa abbazia fu distrutta dopo la rivoluzione del 1789.
L'Abbazia benedettina di San Michele di Cuxa, nei Pirenei Orientali, possedeva una ciocca di capelli di San Cesario diacono. In una lettera scritta nel 1040 dal monaco Garcia all'abate Oliba, vi è un elenco di tutte le reliquie possedute dalla chiesa di Saint-Michel-de-Cuxa, tra le quali: “Insunt reliquiae ex capillis Sancti Caesarii Diaconi juxta urbem Terracinam sepulti”. Nel 1790, infuriando la Rivoluzione francese, l'ultimo abate del monastero di Cuxa, per timore di sacrilegi, distribuì le reliquie nelle varie chiese dipendenti dell'abbazia.
Un reliquiario contenente il dente di San Cesario diacono e martire era menzionato tra i tesori dell'abbazia di Clairvaux (Chiaravalle, Francia) dal secolo XII; questa reliquia fu traslata da Roma, a seguito di un miracolo, da San Bernardo di Chiaravalle nel 1138. Nel 1217 Guillaume, abate di Clairvaux (1217-1221), fece realizzare un reliquiario a forma di trittico, in argento dorato decorato con filigrane, pietre preziose e perle (tabula cum portis, tavola con due ante). L'oggetto misurava circa 65x73 cm. L'esterno delle ante era in parte realizzato in legno, sul quale erano dipinti due angeli; infatti il reliquiario veniva denominato “Table des Anges”. Al centro del pannello principale era incastonata una croce, che conteneva un pezzo della reliquia del Titulus Crucis e un frammento della Vera Croce che San Bernardo di Chiaravalle aveva ricevuto dal Patriarca di Gerusalemme Guillaume Vallon. Il resto del pannello era diviso in 116 scomparti a forma di losanghe decorate con 223 reliquie, gran parte delle quali provenivano dal tesoro imperiale di Costantinopoli ed erano state consegnate all'abbazia da Hugues de Saint-Ghislain agli inizi del XIII secolo. Tra queste reliquie vi era anche il dente di San Cesario diacono e martire (con cartiglio in latino "S. Cesarii m."), frammenti ossei dei quattro evangelisti, dei Santi Giacomo il Minore, Taddeo, Giuseppe d'Arimatea, Stefano e Lorenzo. Nell'abbazia di Clairvaux si conservavano anche alcuni frammenti ossei del diacono; infatti nel 1490 fu consacrato l'altare di Sant'Eligio (Altare S. Eligii) e in esso furono deposte molte reliquie, tra cui quella di "S. Cesarii, M.". Nell'inventario del Tesoro di Clairvaux del 1741 si apprende che esisteva un reliquiario (n.104), datato 1667, in argento con due ante. Nella parte interna dello sportello a destra era raffigurata la Beata Vergine che sorreggeva il Bambino Gesù con la mano destra e nella mano sinistra recava uno stelo con tre fiori di giglio. Lo sportello a sinistra presentava, in alto, la raffigurazione della Beata Vergine con Gesù Bambino in braccio, nell'atto di offrire il suo latte a San Bernardo di Chiaravalle (la cosiddetta Lactatio Bernardi). Nello sportello posteriore vi era la raffigurazione della Madonna con Gesù Bambino che riceveva l'adorazione dei Re Magi; nella parte inferiore vi era l'iscrizione "F. Gaspardus Morin, Clarevallis cellerarius, me fieri curavit. 1667". All'interno, coperte dal cristallo di rocca, vi erano tante reliquie, tra cui quella di San Cesario, con iscrizione in latino "S. Cesarii, m.". Con la rivoluzione francese gli edifici dell'abbazia di Clairvaux vennero alienati e alterati; si perse completamente traccia della reliquia del "dens S. Caesarii" e del reliquiario argenteo del 1667 (probabilmente furono fusi).
Nel Musée européen de la Visitation di Moulins si conservano tre "Calendriers reliquaires romain", in legno scolpito, molto simili a quelli di Barcellona e Poblet, che contengono frammento ossei di S. Cesario al giorno 1º novembre, con cartiglio in latino "November/ 1 S. Cæsarei D.M.".
Nella chiesa di San Pantaleone de Commercy, nel dipartimento della Mosa, si conservava un frammento osseo di San Cesario diacono e martire, incastonato in un reliquiario in argento dorato, a forma di torre, acquistato dalla fabbrica nel 1651. Un'immagine di San Sebastiano sormontava la torre, nella cui base erano contenute le reliquie di San Cesario di Terracina, di San Sebastiano martire, e di San Silviano confessore. Queste reliquie, estratte dal monastero di Saint-Evre, furono donate da M. de Tavagny, abate, al priore Ricquechier, il quale le concesse al prete Bertin. Nella chiesa dell'Ospedale di San Nicola (Hôpital Saint-Nicolas) di Metz si conservavano quattro statue in argento massiccio raffiguranti San Cesario diacono e martire, Santa Barbara, San Giorgio e San Michele, come risulta da un inventario dei beni della chiesa del 1467.

#### Slovacchia

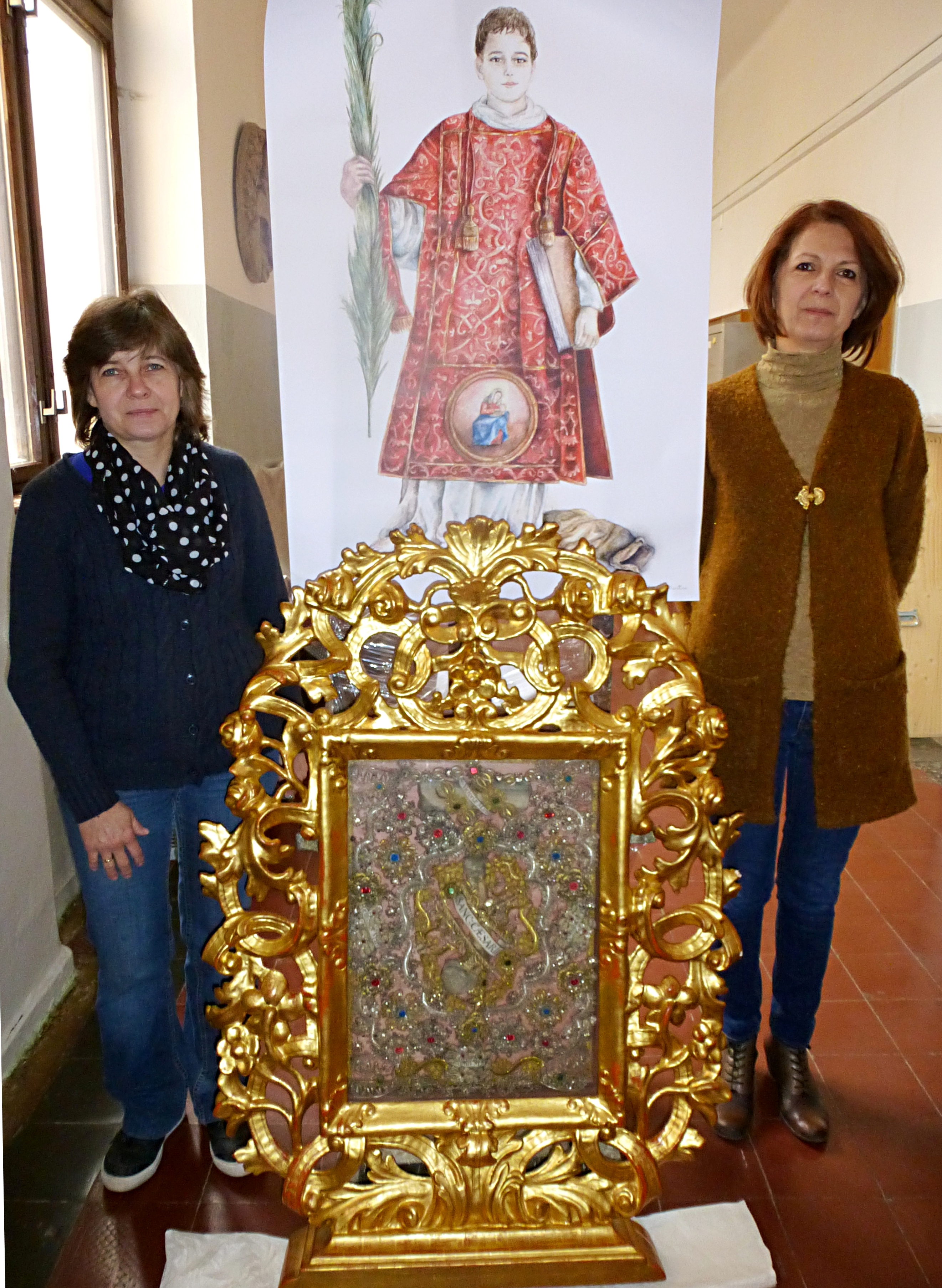
Bratislava, Museo nazionale slovacco - Museo Storico di Bratislava: Alena Piatrová, curatrice del Museo, e la dott.ssa Jana Agnerová accanto al reliquiario di San Cesario e alla nuova icona del diacono

Nel Museo nazionale slovacco - Museo Storico di Bratislava, si conserva un reliquiario multiplo (1750 circa), in legno intagliato e dorato, contenente una porzione ossea di San Cesario martire, catalogato come "Relikviář UH 02204" (h. cm 119; largh. cm 87; prof. cm 15).
Questo reliquiario era conservato nella chiesa delle suore orsoline a Bratislava; durante il regime comunista, negli anni 50 del XX secolo, fu traslato nel Museo nazionale slovacco in quanto la suddetta chiesa fu saccheggiata; con questo gesto il reliquiario di san Cesario di Terracina fu salvato. Non si conosce la storia della traslazione di questa reliquia dall'Italia alla Slovacchia per mancanza di documentazione; l'autentica di donazione è andata smarrita.
Nel quadro reliquiario, che presenta una complessa cornice con volute fitomorfe, è incastonata la porzione ossea di San Cesario, su cui è arrotolato il cartiglio in latino "SANC: CÆSARII M."; il prezioso reperto - avvolto da un velo bianco - risulta riccamente decorato con perle e ornamenti, ed è posizionato al centro della composizione rispetto alle altre reliquie (frammenti ossei dei santi Benigno di Digione, Liberato e Mansueto, martiri, e di Vittoria, santa romana, martire; collocati rispettivamente nella parte centrale dei quattro lati dello scomparto rettangolare), segno della sua grande importanza e venerazione al martire di Terracina.
Probabilmente il reliquiario in origine era conservato in una cappella privata di una villa di famiglia della corte imperiale austro-ungarica.

### San Cesario diacono e i "Corpi santi" omonimi

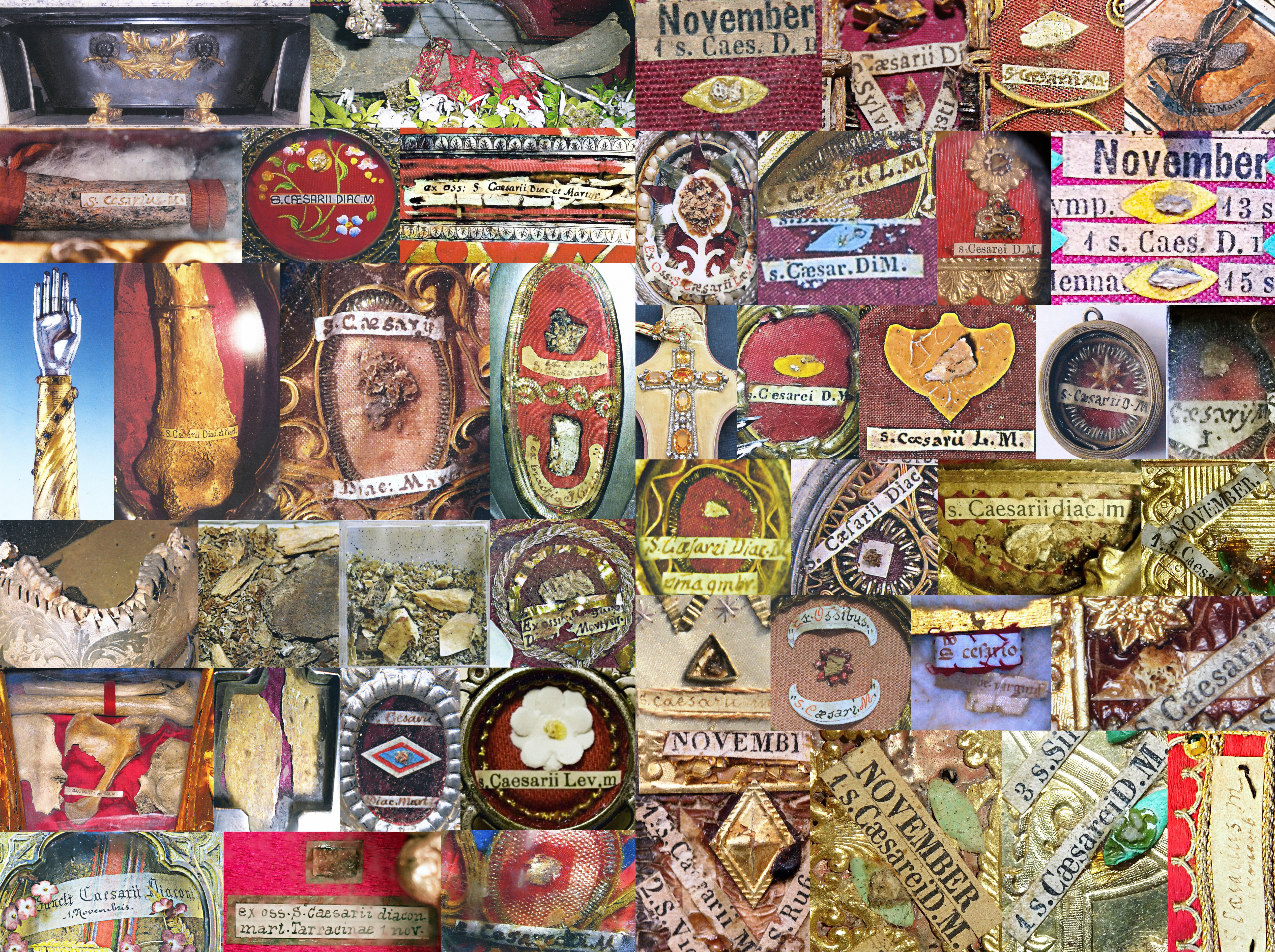
Ricomposizione fotografica delle reliquie di San Cesario diacono e martire di Terracina sparse nel mondo

Al fine di non confondere le reliquie del celebre San Cesario diacono con quelle dei martiri omonimi (soprattutto dei “corpi santi” estratti dalla catacombe), occorre approfondire la questione dei “martiri inventi” ribattezzati con il nome Caesarius. Nel XVI secolo, dopo che venne riscoperta la catacomba dei Giordani a Roma, posta sul lato sinistro di via Salaria, furono riportati alla luce tantissimi altri cimiteri paleocristiani; si diffuse quindi l'idea, assolutamente priva di fondamento, che la maggior parte dei defunti ivi sepolti fossero dei cristiani martirizzati durante le persecuzioni romane. Per questo motivo, le loro spoglie vennero riesumate e traslate in tantissimi luoghi dei culto. Molti corpi ritrovati furono "ribattezzati" con il nome Cesario, sia perché ritenuti soldati e sia in onore degli ecclesiastici o nobili che ne facevano richiesta per la loro comunità.
Dai tantissimi corpi santi dei "martiri inventi" chiamati Cesario furono estratte numerose reliquie (ossa, porzioni ossee o frammenti ossei) donate a moltissimi luoghi di culto e musei di tutto il mondo: per avere la certezza che si tratti di San Cesario diacono e martire bisogna leggere con attenzione il testo dell'autentica di donazione o il documento di accampagno delle reliquie, il testo del cartiglio applicato sul reperto osseo, sul quale deve essere specificata almeno una delle seguenti parole: “Diaconi” (Diacono) o “Levitæ” (Levita, ossia chi ha ufficio sacro di diacono); “Mart. Tarracinæ” (Martire di Terracina); “1 november” (1 novembre), facendo attenzione, però, a non confondere il celebre diacono con S. Cesario di Damasco, in Siria, ricordato nel Martirologio Romano al 1º novembre, insieme con S. Dacio e altri cinque martiri.

## Studi e indagini scientifiche sulle reliquie

### Studi sull'età dell'individuo: indagini sulle reliquie di Lucca e di San Cesario sul Panaro

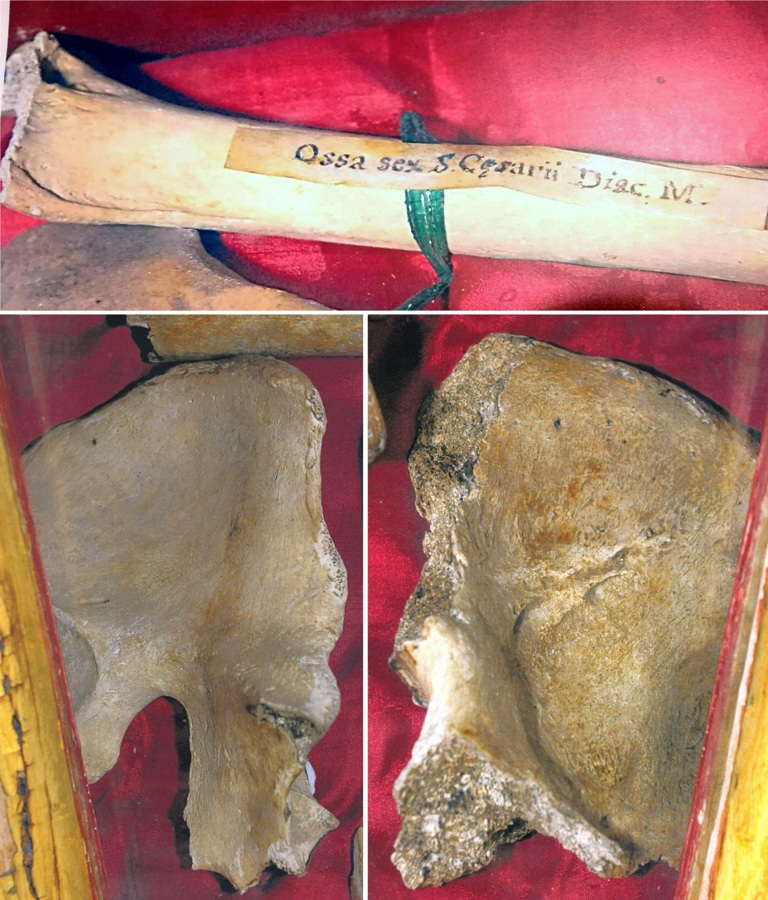
Ossa San Cesario diacono e martire (omero, ossa iliache), Basilica di San Frediano in Lucca

Nell'anno 2017 le sei ossa integre del santo, conservate nella basilica di San Frediano di Lucca, sono state esaminate visivamente esclusivamente su base fotografica da Gino Fornaciari, professore di paleopatologia e archeologia funeraria, e da Simona Minozzi, specialista in osteoarcheologia dell'Università di Pisa. Nella parte superiore della teca vi sono tre ossa lunghe, disposte in modo orizzontale e legate tra loro con un nastro rosso; partendo dal fondo vi sono: l'omero di destra quasi completo, al centro vi è l'omero di sinistra, mancante della porzione prossimale; infine, vi è il femore di sinistra, che mostra ancora i segni di saldatura lungo la testa femorale. Al centro vi è la scapola di sinistra, al lato sinistro vi è l'osso coxale di sinistra del bacino, con morfologia maschile, al lato destro un secondo osso coxale del bacino probabilmente di destra. Tutte le ossa presentano le epifisi saldate con l'eccezione del femore, nel quale è ancora visibile la linea di fusione della testa. La fusione delle estremità delle ossa avviene al termine dell'accrescimento scheletrico. Quindi, ammesso che le ossa appartengano a un unico individuo, potrebbero essere di un individuo in età giovanile tra i 20 e i 25 anni.

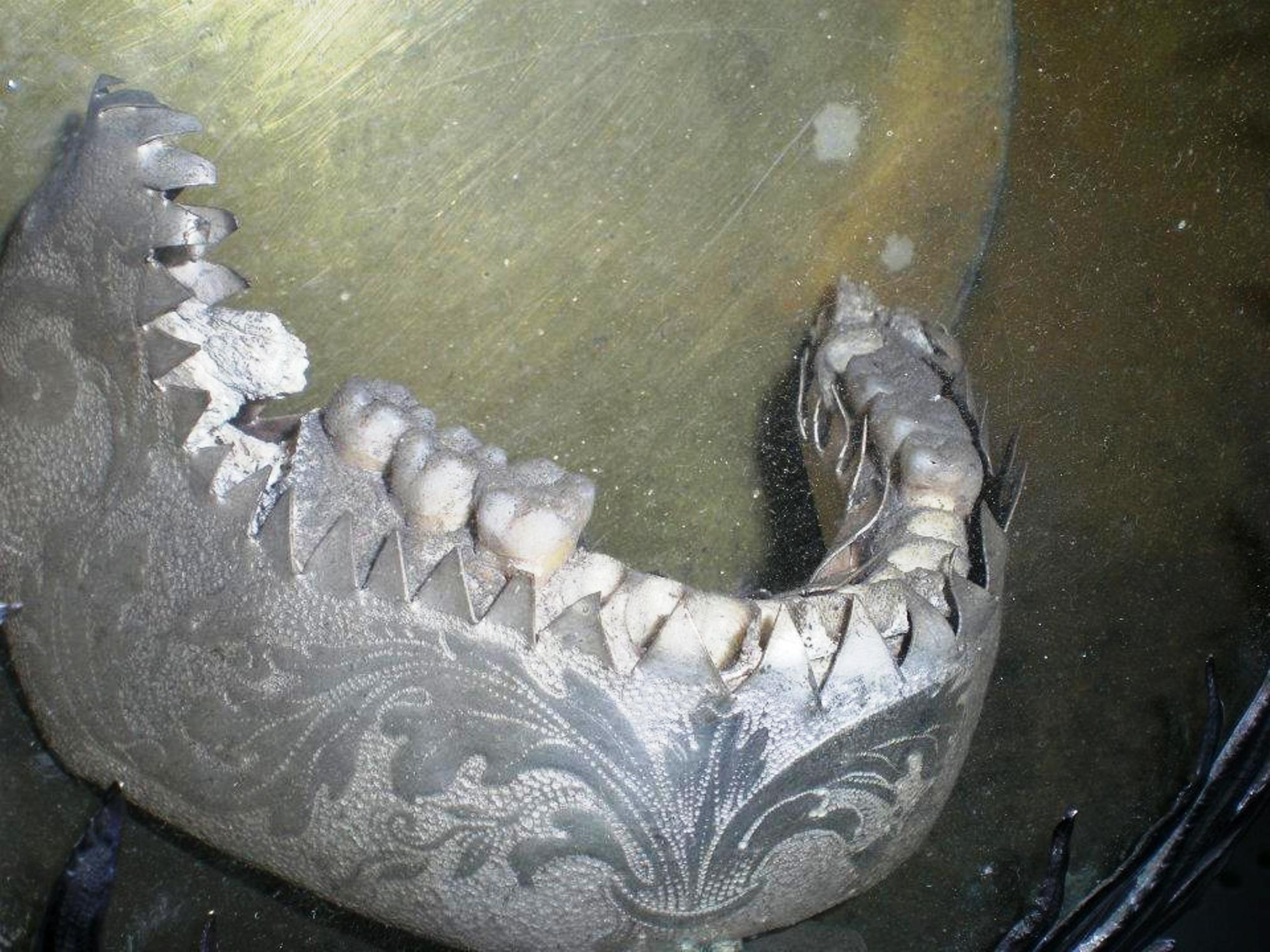
Mandibola di San Cesario diacono e martire, basilica di San Cesario Diacono e Martire di San Cesario sul Panaro (Modena)

Nell'anno 2012 alcuni professori di medicina legale e di paleopatologia hanno analizzato visivamente la mandibola inferiore di San Cesario diacono e martire conservata nella basilica di San Cesario sul Panaro: si tratta di mandibola umana di un soggetto maschile completamente dentato alla morte (arcata dentaria completa). Molti elementi dentari risultano perduti post mortem e le manovre avulsive sono state eseguite attentamente. Sono presenti solo sei denti, ancora infissi nei loro alveoli: 46 (primo molare inferiore di destra), 47 (secondo molare inferiore di destra), 48 (terzo molare inferiore di destra), 35 (secondo premolare inferiore di sinistra), 36 (primo molare inferiore di sinistra) e il dente 37 (secondo molare inferiore di sinistra). Le superfici dentarie sembrano indenni da processi patologici e da tracce di patologie ossee dalla piccola parte dell’osso che sporge. Non risultano quindi processi di carie dentaria. La presenza di un molare del giudizio, dell'alveolo post-estrattivo dell'eterolaterale, degli alveoli ossei privi di denti che denotano la loro integrità insieme ai denti superstiti, fa dedurre l'appartenenza del reperto a un giovane adulto (18-22 anni).

### La questione del capo di San Cesario diacono e martire: studi e analisi di comparazione
Secondo la dott.ssa Cristina Martinez-Labarga, nel monastero di Santa Lucia in Selci in Roma sembrerebbe ci sia un frammento di osso del neurocranio - ossia la regione scheletrica che, insieme allo splancnocranio, costituisce il cranio - di San Cesario diacono e martire, nel cofanetto trasparente sul quale è scritto: "Ex ossibus S. Caesarii Diac. M.".

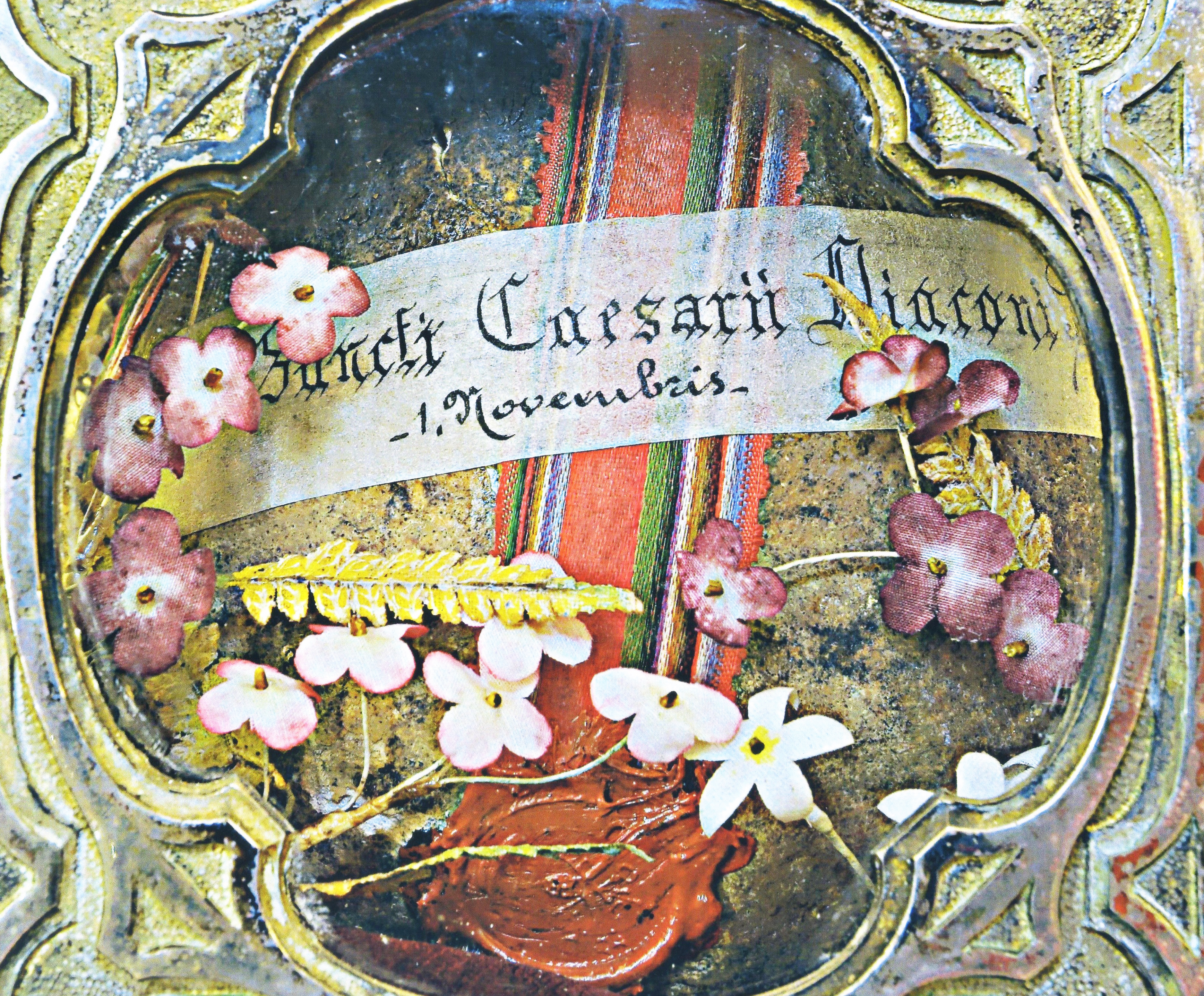
Capo di San Cesario diacono e martire, monastero di San Pietro in Modena

Nel monastero benedettino di San Pietro in Modena si conserva una porzione del capo di San Cesario diacono e martire. Secondo la Dr.ssa Simona Minozzi, specialista in osteoarcheologia, della Divisione di Paleopatologia dell'Università di Pisa, questa reliquia non sembra appartenere allo stesso individuo di cui si conserva la mandibola inferiore a San Cesario sul Panaro: il mascellare superiore conservato nel Monastero di S. Pietro a Modena, benché parziale, manca di tutti i denti posteriori, la maggior parte persi durante la vita e in seguito a processi infiammatori (ascessi), anche importanti, che hanno rimodellato l'osso. Di solito, le patologie osservate nella mascella si trovano in persone anziane o quantomeno dopo i 40 anni di età. Generalmente, quando nella dentatura sono presenti patologie così gravi come quelle osservate nella mascella, almeno qualche alterazione dovrebbe essere presente nella mandibola. La mandibola inferiore conservata a San Cesario sul Panaro, invece, ha ancora i denti posteriori, sani e poco usurati; quindi le sue condizioni suggeriscono un'età molto più giovane.
Quindi non vi è la certezza che possa trattarsi del vero capo del santo diacono che si conservava nella basilica di Sant'Anastasia al Palatino di Roma, nonostante sul cartiglio sia specificato "Caput S. Caesarii Diaconi et Martyris - 1 Novembris". È probabile che questa porzione del capo ritenuta di San Cesario diacono e martire, appartenga al "corpo santo" di un martire omonimo - estratto dalle catacombe il 16 aprile 1623 grazie al Mons. Innocenzo Massimo, vescovo di Bertinoro - che il monastero di San Pietro conserva dal 1627 (questo corpo, insieme ai resti dei SS. Abdon, Gaudenzio e Ridolfo, fu donato dall'abate di S. Pietro, Crisostomo Barbieri Fontana, che a sua volta l'aveva ricevuto in dono dall'abate di San Felice di Scovolo). Con il passare del tempo, la porzione del capo sarebbe stata erroneamente attribuita al celebre martire di Terracina perché San Pietro di Modena possedeva sul Panaro un feudo a lui intitolato.

## Miracoli attribuiti al diacono Cesario
L'epoca d'oro per il culto delle reliquie di San Cesario fu il Medioevo: i santuari che le ospitavano erano importanti mete di pellegrinaggio in quanto questi resti erano considerati in grado di ottenere miracoli e guarigioni per mezzo della potente intercessione del diacono. La presenza di reliquie significava, per la città o il santuario che le possedeva, protezione contro il male o le sventure.

### San Bernardo di Chiaravalle e il miracolo del dente di San Cesario

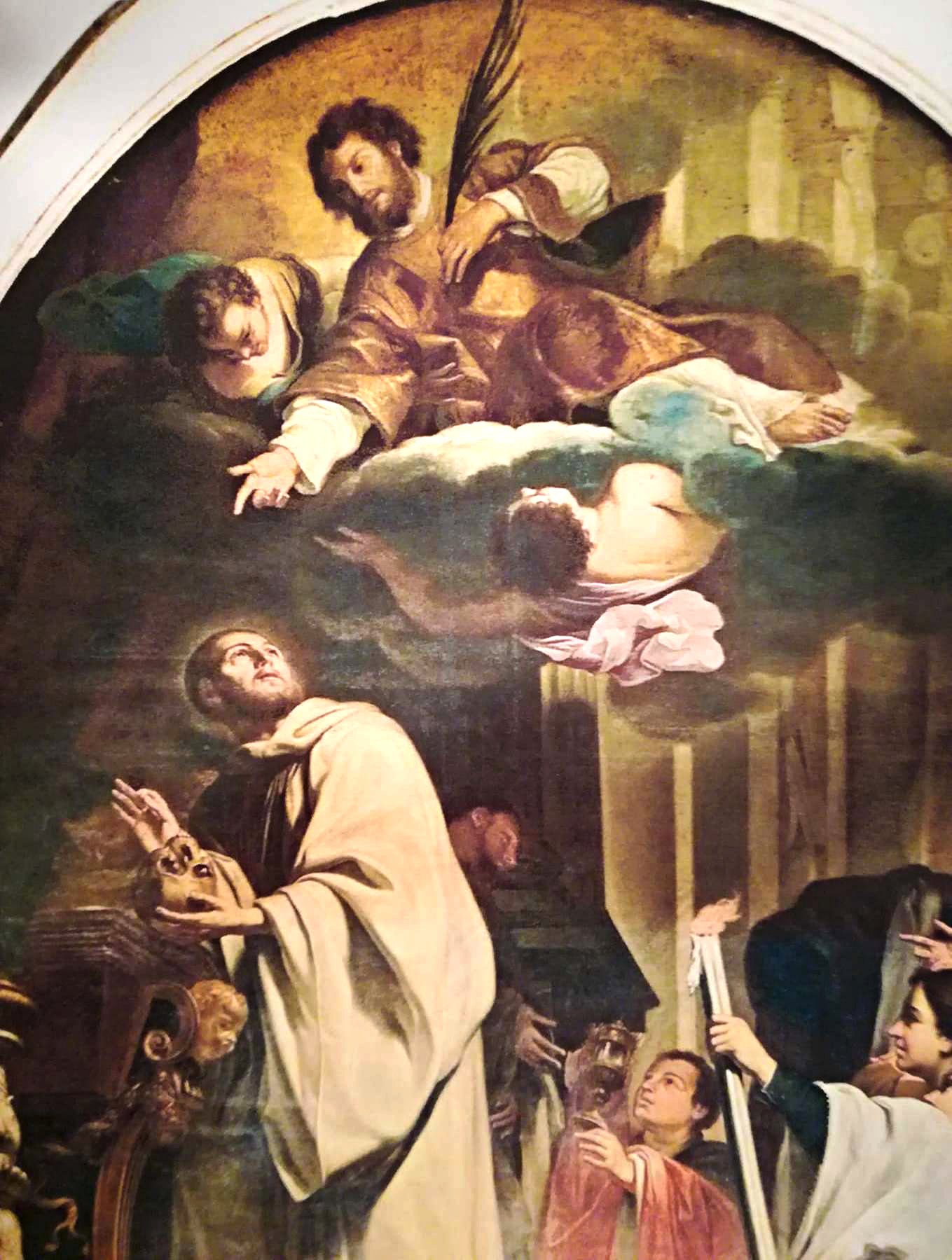
“San Bernardo estrae un dente dal teschio di San Cesareo”, olio su tela del pittore Mariani (copia del dipinto di Giovanni Bonatti), 1750 ca., prima cappella a destra della Basilica di Santa Croce in Gerusalemme di Roma

Nel 1138 papa Innocenzo II ordinò ai monaci di San Cesareo in Palatio di donare a Bernardo, abate di Chiaravalle, l'intero capo di San Cesario diacono e martire, come segno di gratitudine per aver permesso la fine dello scisma con l'antipapa Vittore IV. Bernardo chiese di avere solo un dente del santo in quanto non voleva privare il monastero di un tesoro così importante; i monaci si misero subito all'opera per esaudire la sua richiesta, ma non riuscirono a estrarlo dalla mandibola né con ferri né con coltelli. Bernardo, vedendo questo miracolo, disse: “Padri miei, bisogna fare orazione perché se San Cesario non dovesse acconsentire di darci il dente, noi non l'avremmo mai; preghiamo dunque che ci conceda questa reliquia”. Così fecero e, finita la preghiera, l'abate francese riuscì a estrarre il dente con solo due dita. Bernardo ritornò festoso con questa preziosa reliquia nel suo monastero in Francia a rinchiudersi nella sua cara solitudine, dove godeva la pace del Signore.
La reliquia del dente di san Cesario era menzionata tra i tesori dell'abbazia di Clairvaux dal secolo XII.
Nel 1217 il dente di San Cesario fu incastonato nel reliquiario argenteo, denominato “Table des Anges”, donato da Guillaume, dodicesimo abate di Clairvaux. Altri frammenti ossei del diacono Cesario furono deposti nell'altare di Sant'Eligio, consacrato nel 1490, e in un reliquiario argenteo realizzato nel 1667, dono del celleràrio dell'abbazia di Clairvaux, Fr. Gaspard Morin.
Con la rivoluzione francese gli edifici di questa abbazia vennero alienati e alterati; si perse completamente traccia dei reliquiari di San Cesario.
Nel 1750 circa i monaci cistercensi della basilica di Santa Croce in Gerusalemme di Roma commissionarono al pittore Mariani l'esecuzione di una copia del dipinto di Giovanni Bonatti “San Bernardo estrae un dente dal teschio di San Cesareo” in quanto l'originale era andato quasi subito disperso; attualmente questa tela si trova nella prima cappella a destra della Basilica.

### Il miracolo del giovane Andrea, nobile romano
L'agiografo tedesco Lorenzo Surio, nella vita di Sant'Annone, riferisce il racconto del miracolo di Andrea che l'arcivescovo avrebbe narrato al suo popolo, in un sermone tenuto in occasione dell'arrivo della reliquia di San Cesario in città, per favorire la devozione del diacono in Germania. Il giovane Andrea, nobile romano, conduceva una vita tutta dedita ai piaceri mondani. Era molto devoto, però, del diacono Cesario; infatti si recava spesso nella chiesa di San Cesareo in Palatio per pregare sulla sua tomba e accendere delle candele. Dopo qualche tempo, colpito da una grave malattia, Andrea morì e il suo funerale fu spostato al giorno seguente per qualche impedimento. Verso mezzanotte, durante la veglia funebre, Andrea cominciò a muoversi, si alzò dal cataletto e guardò attonito i presenti: alcuni spaventati fuggirono, altri si accostarono e gli domandarono se era ritornato in vita oppure se era un'illusione diabolica che li stava ingannando. Andrea, dopo un lungo sospiro, rispose che era realmente morto: Dio lo aveva condannato all'inferno per i suoi peccati, ma San Cesario gli venne in soccorso, intercedendo per lui presso la Madonna e i SS. Martiri, affinché il Signore concedesse ai demoni di lasciarlo andare e permettesse un ritorno in vita per pentirsi e testimoniare la misericordia infinita del Giudice Supremo. Dopo aver raccontato questa sua esperienza, il giovane incitò i presenti ad affidarsi al valevole patrocinio dei santi; poi si distese sul cataletto e realmente spirò. Il cardinale Baronio aggiunge un particolare al racconto: Andrea, in realtà, non era morto, questo tremendo giudizio fu rappresentato per volontà divina nella sua visione come segno di avvertimento.

### San Francesco de Geronimo e la pacificazione tra due famiglie rivali per intercessione del santo

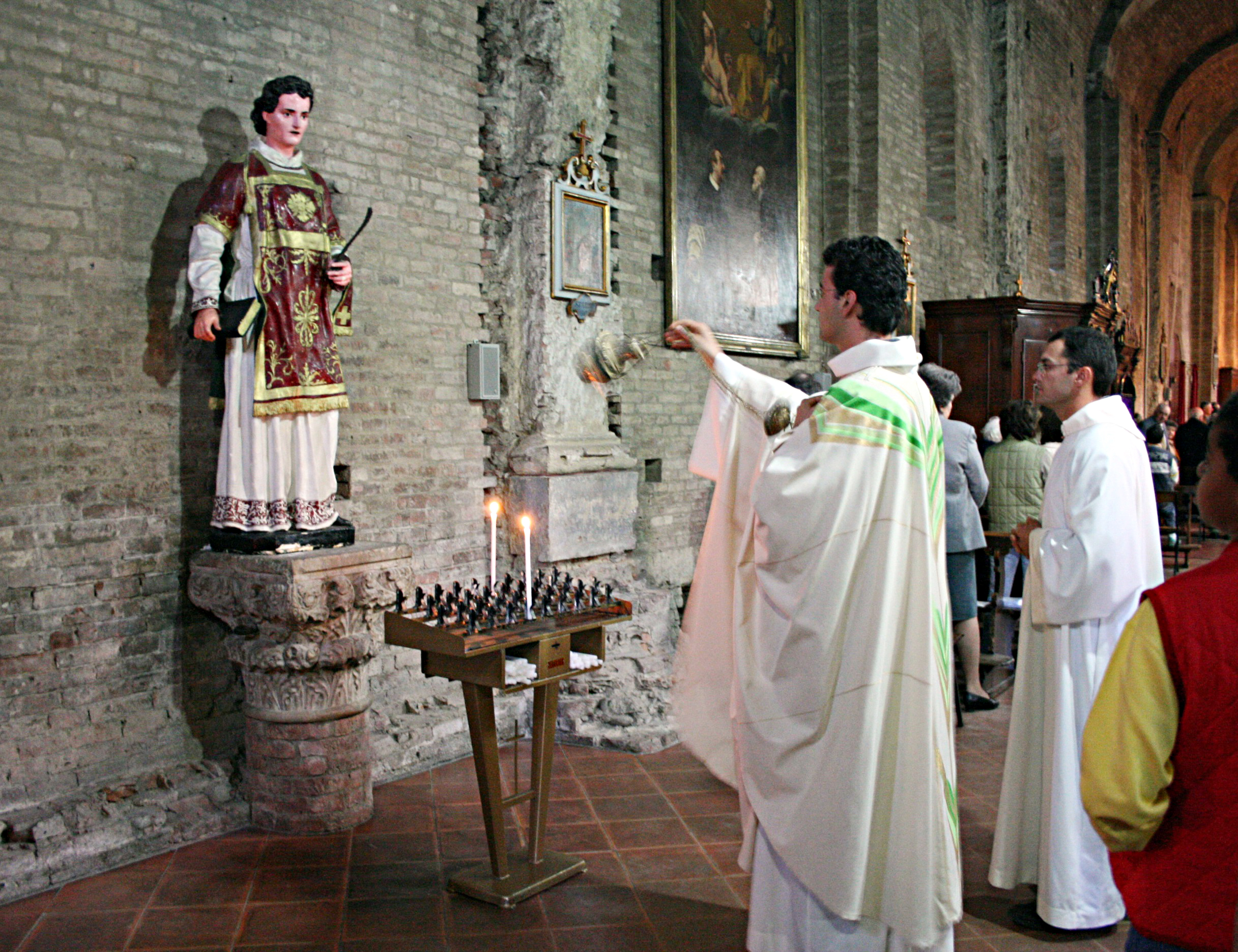
Statua di San Cesario diacono e martire, basilica di San Cesario sul Panaro (Modena)

L'agiografo gesuita padre Simone Bagnati racconta che San Francesco de Geronimo, o di Girolamo, (1642 -1716), sacerdote della Compagnia di Gesù, portatosi a Cesa (Caserta), con padre Gaspare Ferrucci, per una Santa Missione, fu invitato dal vicario generale della diocesi di Aversa e dal Governatore del luogo a desistere dall'intento per non rimanere vittima dei tumulti che in quella contingenza funestavano ogni giorno il paese a causa di una feroce lotta di faida tra due famiglie rivali. Francesco convinse il parroco e alcuni sacerdoti a indire comunque la Missione, dicendo: “Noi faremo orazione, ed io mi comprometto, che Iddio per i meriti di San Cesario Protettore di questo luogo, ci darà a misura del bisogno tutto l'aiuto”. Terminata la prima predica, convenne con il suo compagno che nel momento in cui egli fosse salito sul pulpito e avesse letto un determinato passo che descriveva l'atrocità delle pene infernali riservate ai malvagi e ai sanguinari, i sacerdoti vestiti in abito penitenziale e con le torce accese in mano, accompagnassero il busto reliquiario ligneo di San Cesario in processione dalla sagrestia in chiesa, affinché il santo facilitasse la pacificazione. Così avvenne, e - come per incanto - uno dei due facinorosi capintesta chiese la parola annunciando dal pulpito che avrebbe perdonato l'assassino del fratello nel nome di Gesù crocifisso, che insegnò il comandamento del perdono, e del loro comune Protettore, che chiedeva di metterlo in pratica; dopo di che abbracciò il rivale seguito da tutti gli altri contendenti dell'una e dell'altra fazione. La pacificazione fu attribuita all'intercessione del santo.

## Il giro del mondo della nuova icona nel 1910º anniversario del martirio

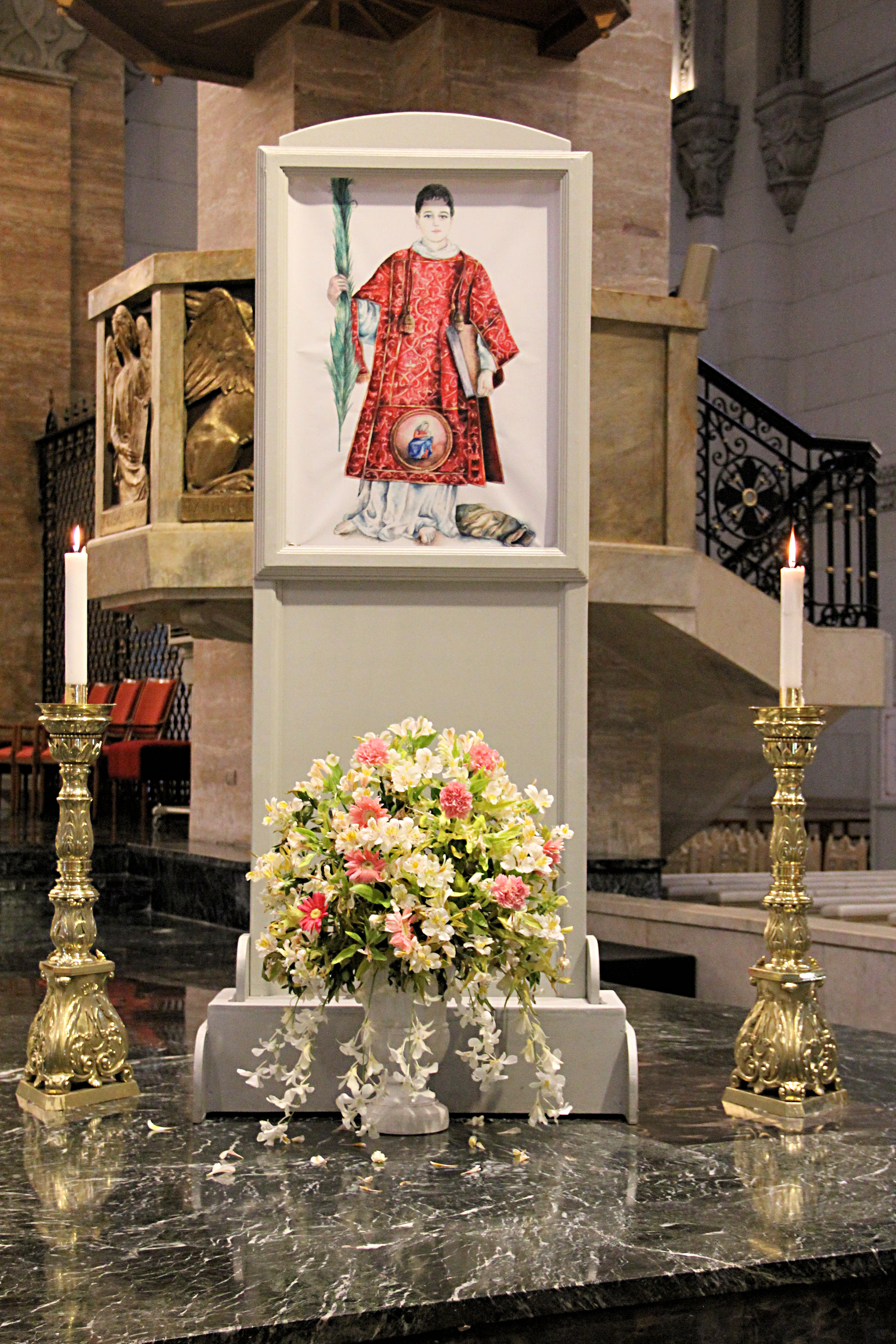
L'icona di San Cesario diacono e martire esposta sull'altare maggiore della Cattedrale di Manila

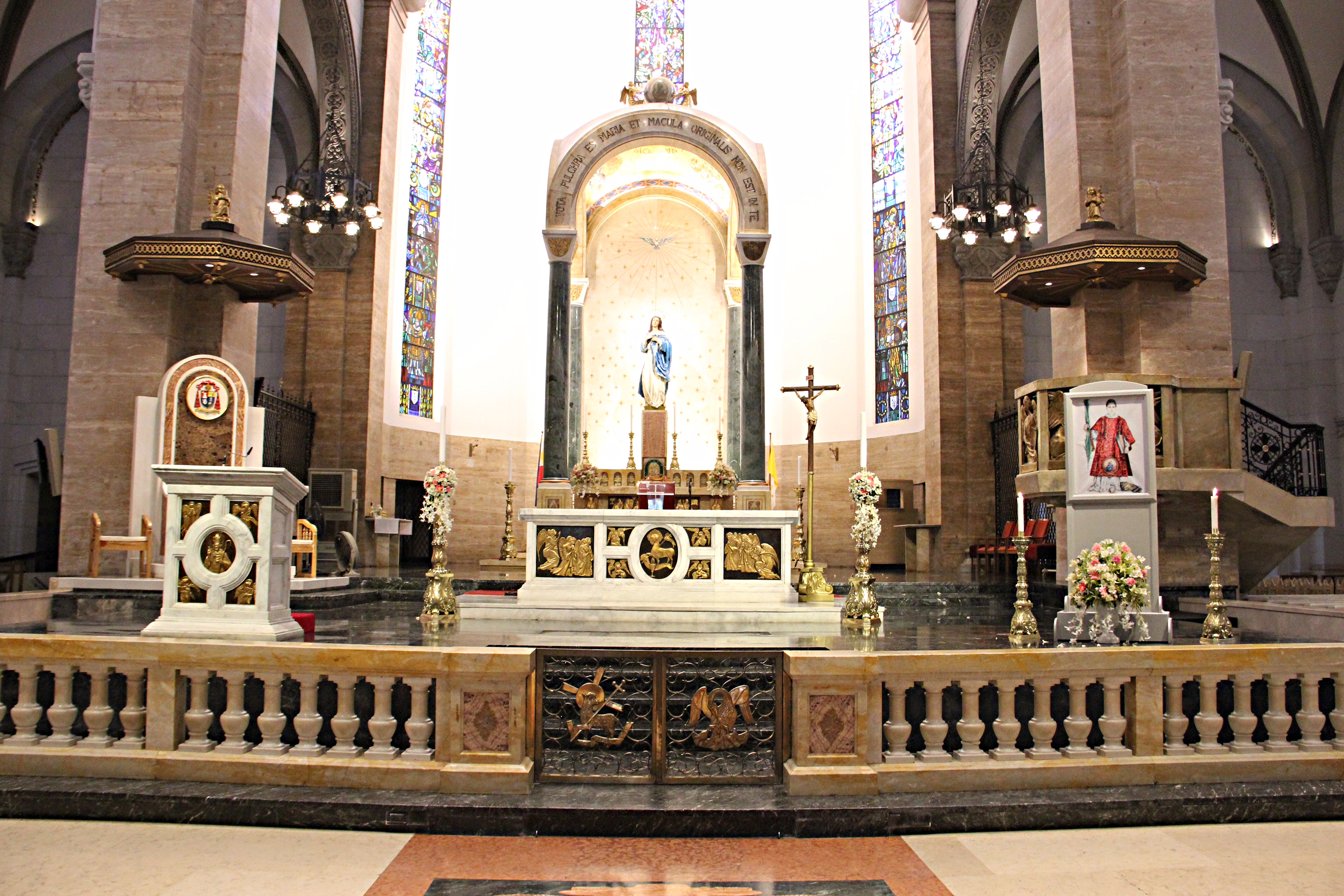
Esposizione dell'icona di San Cesario diacono e martire nella Cattedrale di Manila (Filippine), 1 novembre 2016

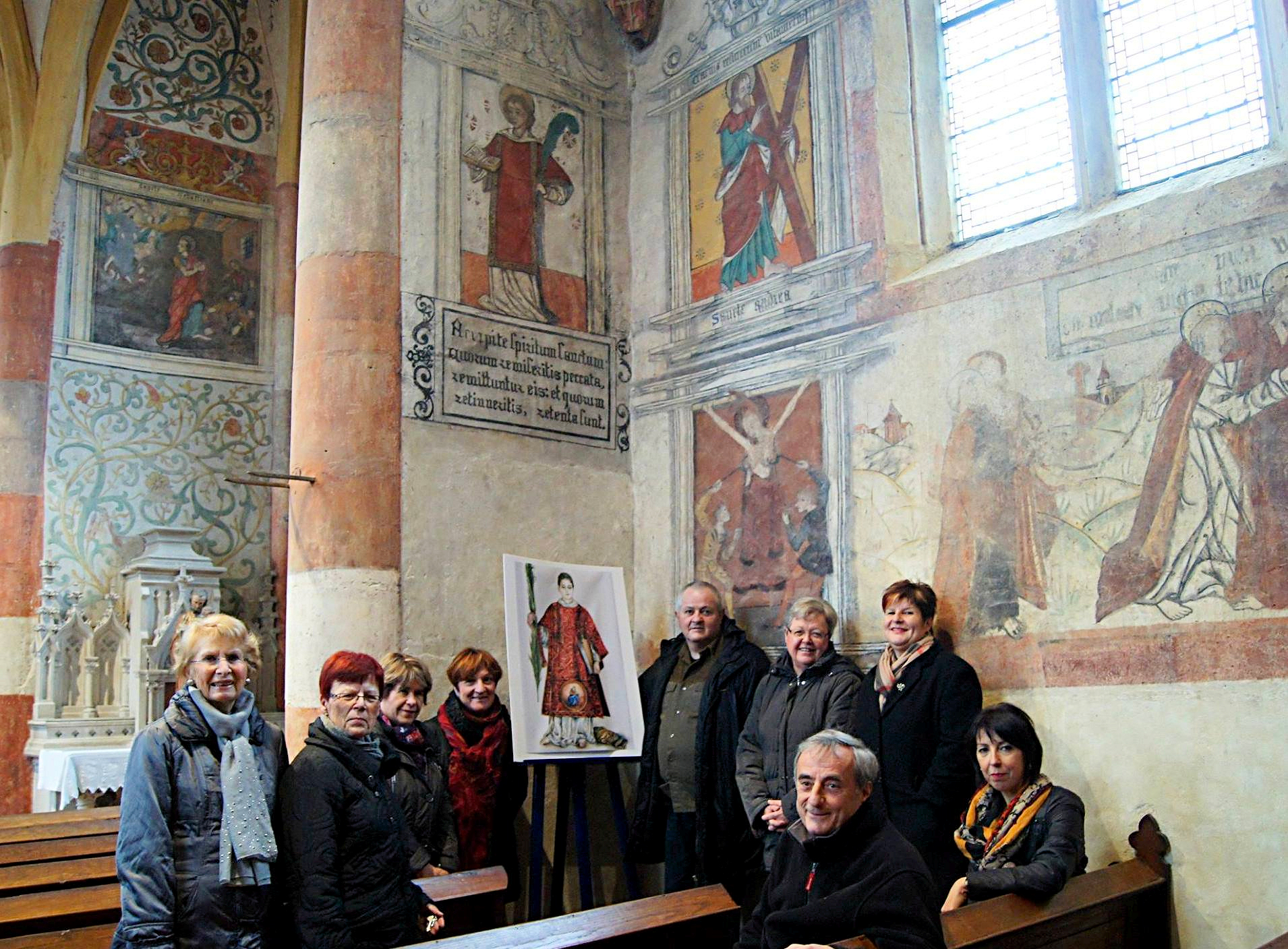
Esposizione dell'icona di S. Cesario in corrispondenza dell'antico affresco "St. Césaire diacre"; Cappella Sistina della Lorena, chiesa di San Martino, Sillegny. Nella foto è presente l'associazione "Sixtine de la Seille" e il direttore Danièle Perrette.

In occasione del Giubileo straordinario della misericordia e in cammino verso il 1910º anniversario del martirio del santo (107 d. C. - 2017), la nuova icona "Caesarius Diaconus" è stata esposta nei musei, nelle cattedrali e nelle basiliche che gelosamente custodiscono frammenti o porzioni ossee del corpo del giovane diacono, accanto ai loro rispettivi reliquiari.
Si tratta di un affascinante viaggio nel mondo (Italia, Spagna, Portogallo, Francia, Corsica, Germania, Stati Uniti d'America, Inghilterra, Israele, Filippine, Croazia e Slovacchia) alla ricerca delle numerosissime località in cui vi è traccia del culto del martire: un dono della sua iconografia all'immaginario collettivo, la cui proliferazione ha contribuito a unire e accomunare tutti questi luoghi e ha favorito soprattutto un processo di ricomposizione delle sue spoglie.
L'icona di San Cesario è stata esposta in molti importanti musei - come il Kunstgewerbemuseum di Berlino; il Museu Frederic Marès di Barcellona; il Museu de São Roque di Lisbona; il Terra Sancta Museum a Gerusalemme; il Museo Nazionale Slovacco - Museo Storico di Bratislava; il Musée Européen de la Visitation, Moulins; Der Stiftsschatz St. Peter und Alexander im Stiftsmuseum, Aschaffenburg; il Museo Diocesano di Monreale; il Museo San Fedele di Milano; i Musei del Duomo di Modena; il Museo di Arte Sacra "Giovanni Battista Tosio" di Asola - e in celebri cattedrali e basiliche (cattedrale di Manila, cattedrale di Buffalo; Cattedrale di Essen; basilica di Santa Maria in Campidoglio in Colonia; cappella di Sant'Antonio a Pittsburgh; cattedrale di Dubuque; duomo di Napoli; Sancta Sanctorum di Roma; basilica di Santa Croce in Gerusalemme di Roma; basilica di San Frediano in Lucca).
Per l'occasione alcuni importanti quotidiani e settimanali - come "Avvenire"; "Il Mattino"; "Famiglia Cristiana"; "DiPiù" (Cairo Editore); "Vero" (Guido Veneziani Editore); Gente (Hearst Magazines Italia); "Il mio Papa" (Mondadori); e "Mio" - hanno pubblicato articoli sulla vita e sul culto di San Cesario di Terracina, sulla storia del giro del mondo della nuova icona e, soprattutto, sulle sue spoglie sparse nel mondo al fine di far conoscere meglio le vicende delle traslazioni di queste reliquie.
Nell'ultima settimana del mese di novembre del 2018 il direttore Sandro Mayer ha dedicato la sua ultima copertina del settimanale "DiPiù" (nº 48) anche a San Cesario di Terracina, inserendo un particolare della nuova icona del martire al fine di far conoscere la storia del santo protettore del parto cesareo.
Lo scopo di questo progetto è quello di preservare, valorizzare e, soprattutto, di esporre le reliquie del santo in occasione della solennità del santo. Si prefigge anche l'obiettivo di contrastare il fenomeno del "business delle reliquie": il Codice del Diritto Canonico del 1983 proibisce la vendita delle reliquie e ne regola il trasferimento. A partire dall'anno 2008 sul noto sito d'aste via Internet "e-Bay" molti antiquari e privati hanno messo in vendita piccole reliquie del diacono Cesario, alcune delle quali munite di certificato di autenticazione firmato dal postulatore e timbro in ceralacca con lo stemma della postulazione. Infine, il progetto si propone di realizzare un grande gemellaggio che coinvolga le comunità che possiedono reliquie del diacono al fine di ricomporre, per l'occasione, il corpo del santo conteso e venerato in tutto il mondo. Le reliquie, vere o false che siano, non sono importanti per sé stesse, ma per la persona o l'evento cui rimandano. Nel nostro caso richiamano non un santo locale ma il santo tutelare dei Cesari, un santo fondamentale per la storia della cristianizzazione di Roma e del mondo intero.

### Le tappe più significative del viaggio dell'icona

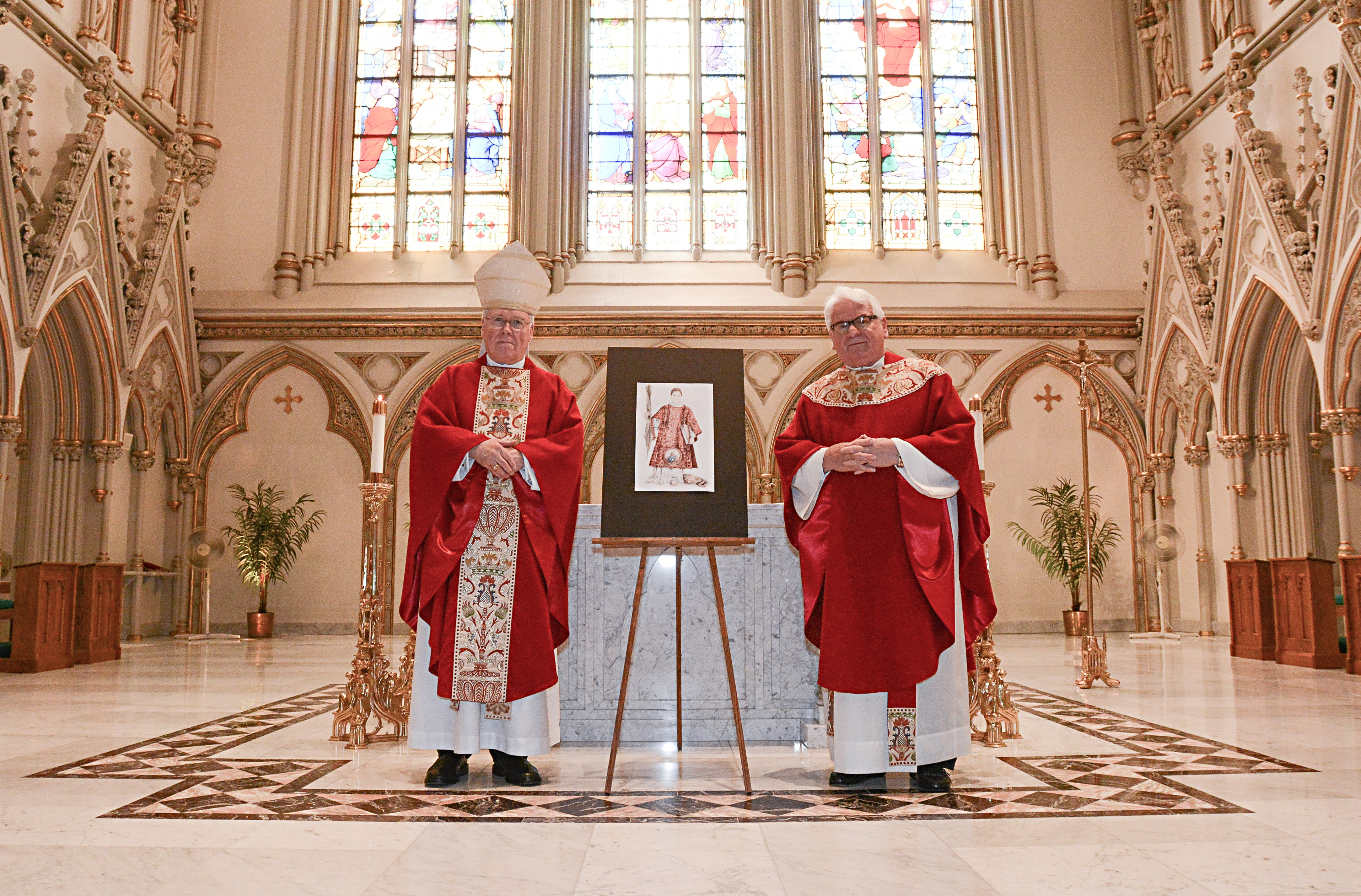
Buffalo (New York), St. Joseph Cathedral, il vescovo Richard Joseph Malone e il vicario generale mons. David S. Slubecky espongono l'icona di S. Cesario sull'altare maggiore, 25 giugno 2017

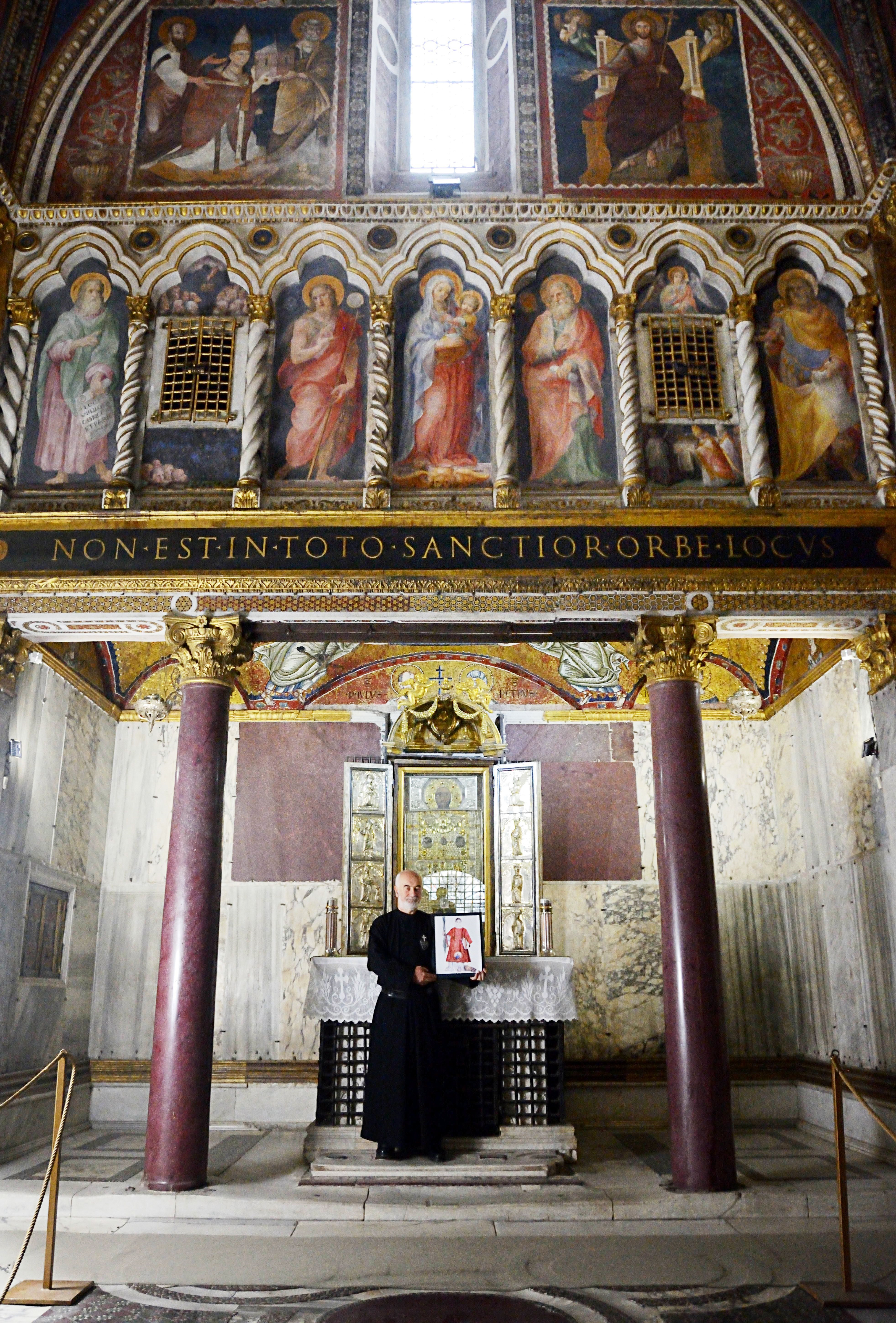
Roma, cappella papale del Sancta Sanctorum: il rettore del Santuario della Scala Santa (chiesa di San Lorenzo in Palatio), padre Francesco Guerra, reca in mano la nuova icona di San Cesario diacono e martire, accanto all'altare che conserva una porzione ossea del braccio del santo. 13 ottobre 2016.

Il 30 agosto 2016 la direttrice del Kunstgewerbemuseum (Museo di Arti Decorative) di Berlino, Dr. Sabine Thümmler, ha esposto una gigantografia della nuova icona di S. Cesario accanto alla vetrina contenente il preziosissimo braccio-reliquiario del diacono, al fine di far conoscere quest'opera d'arte di oreficeria che fa parte del "Tesoro Guelfo", uno dei più grandi tesori medievali dei musei tedeschi.
Domenica 27 marzo 2016, nel giorno della Santa Pasqua, il cardinale Luis Antonio Tagle e il rettore della cattedrale dell'Immacolata Concezione in Manila, Kali Pietre Llamado, hanno esposto la nuova icona di San Cesario diacono e martire accanto alla sua reliquia (frammento osseo) nel Battistero di San Giovanni Battista, al fine di intensificare il culto del giovane martire nelle Filippine. Il 1º novembre, in occasione della festa liturgica del santo, l'icona viene traslata sull'altare maggiore della Cattedrale di Manila per essere solennemente esposta alla venerazione dei fedeli.

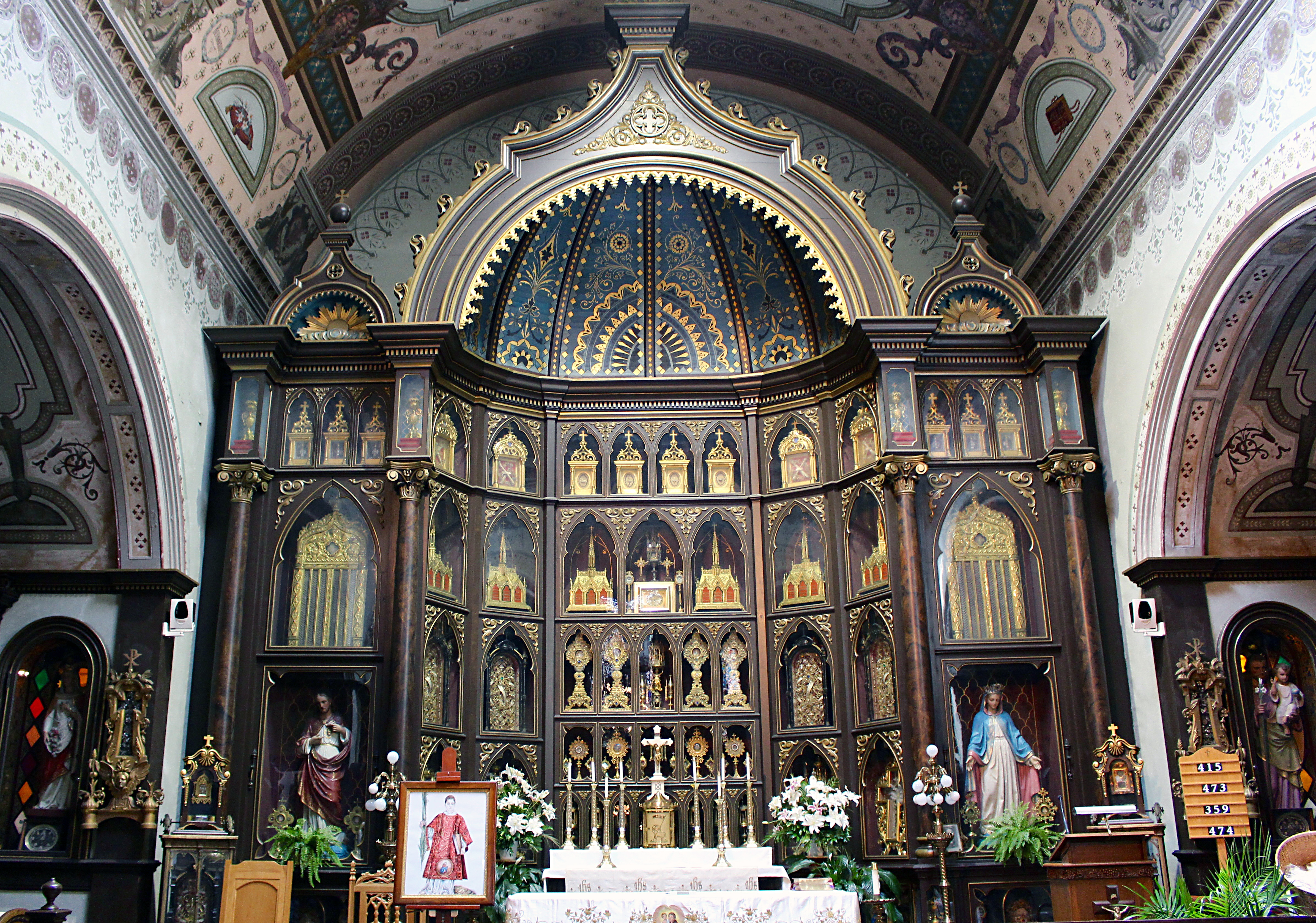
Pittsburgh, Esposizione della nuova icona di San Cesario diacono e martire sull'altare maggiore della cappella di Sant'Antonio, 13 giugno 2016

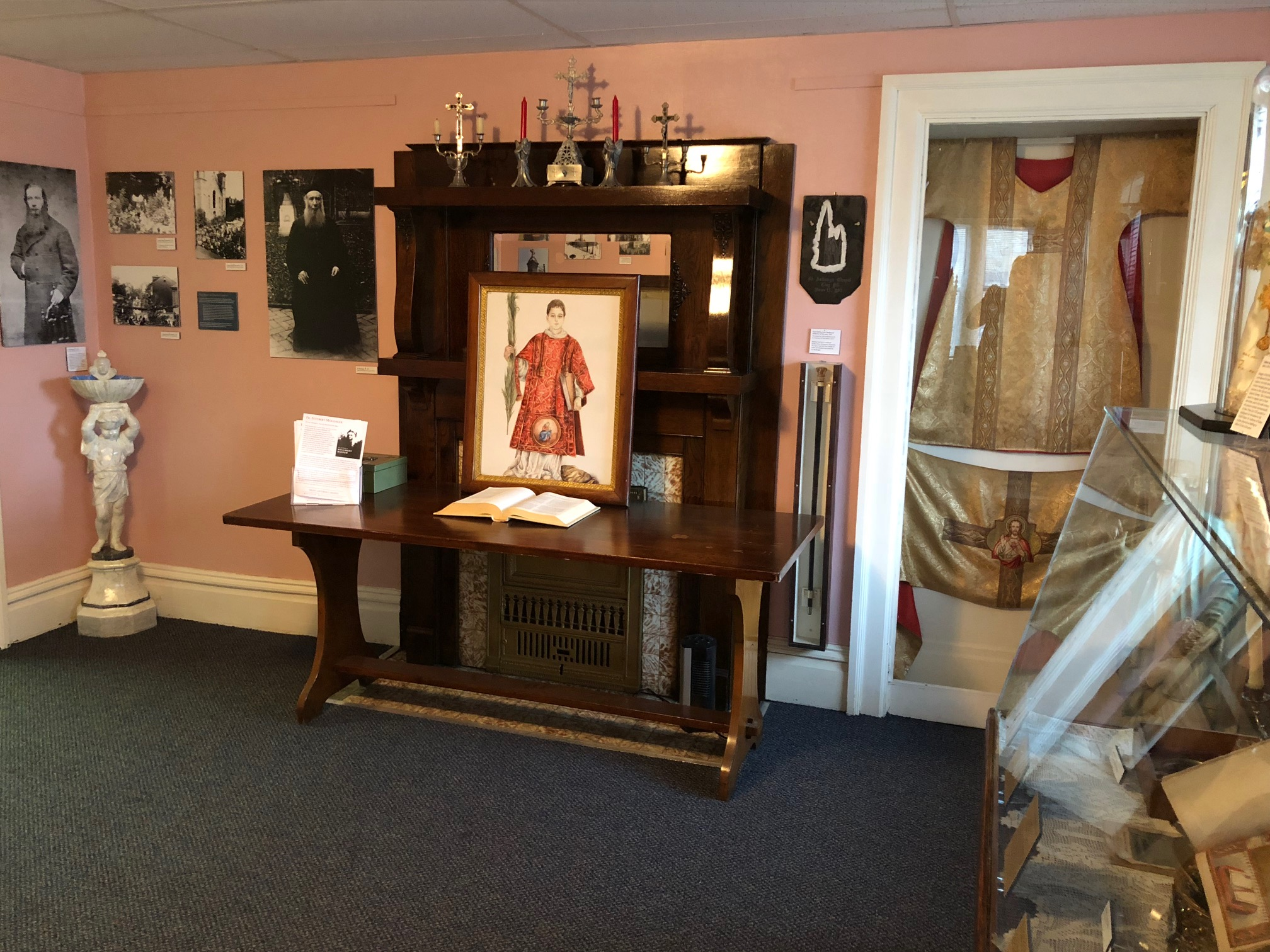
Pittsburgh, esposizione dell'icona di San Cesario nel Museo Mollinger (Chapel Museum)

Il 13 giugno 2016 la nuova icona di San Cesario è stata esposta sull'altare maggiore della cappella di Sant'Antonio a Pittsburgh, dal parroco James Orr; attualmente questo quadro è esposto permanentemente nel Museo Fr. Suitbert G. Mollinger (Chapel Museum), che si trova dall'altra parte della strada rispetto alla St. Anthony Chapel.
Il 21 settembre 2016 l'icona di San Cesario è stata esposta nel Museo San Fedele di Milano, sulla vetrina delle reliquie dei 365 giorni dell'anno (XVI-XVII sec), dal coordinatore del Museo, Francesco Pistocchini, al fine di far conoscere il reliquiario del giorno 1º novembre, contenente frammenti ossei dei SS. Cesario e Giuliano.
Il 13 ottobre 2016 l'icona di San Cesario è stata esposta nel Santuario della Scala Santa in Roma, nella cappella papale del Sancta Sanctorum, dal rettore padre Francesco Guerra, accanto all'altare che conserva "l'Acheropita Lateranense", con sottostante vano che conserva una reliquia del braccio del santo.
Il 22 ottobre 2016 l'icona è stata esposta sulla mensa dell'altare della basilica di Santa Croce in Gerusalemme di Roma, con sottostante urna in basalto contenente parte considerevole del corpo di San Cesario, grazie all'interessamento del parroco mons. Gino Amicarelli.
Il 16 dicembre 2015 l'icona di San Cesario è stata esposta nella Cappella Sistina della Seille, chiesa di San Martino di Sillegny (Lorena), in corrispondenza dell'antico affresco "St. Césaire diacre"; il progetto è stato ideato dall'associazione "Sixtine de la Seille" e dal direttore Danièle Perrette.

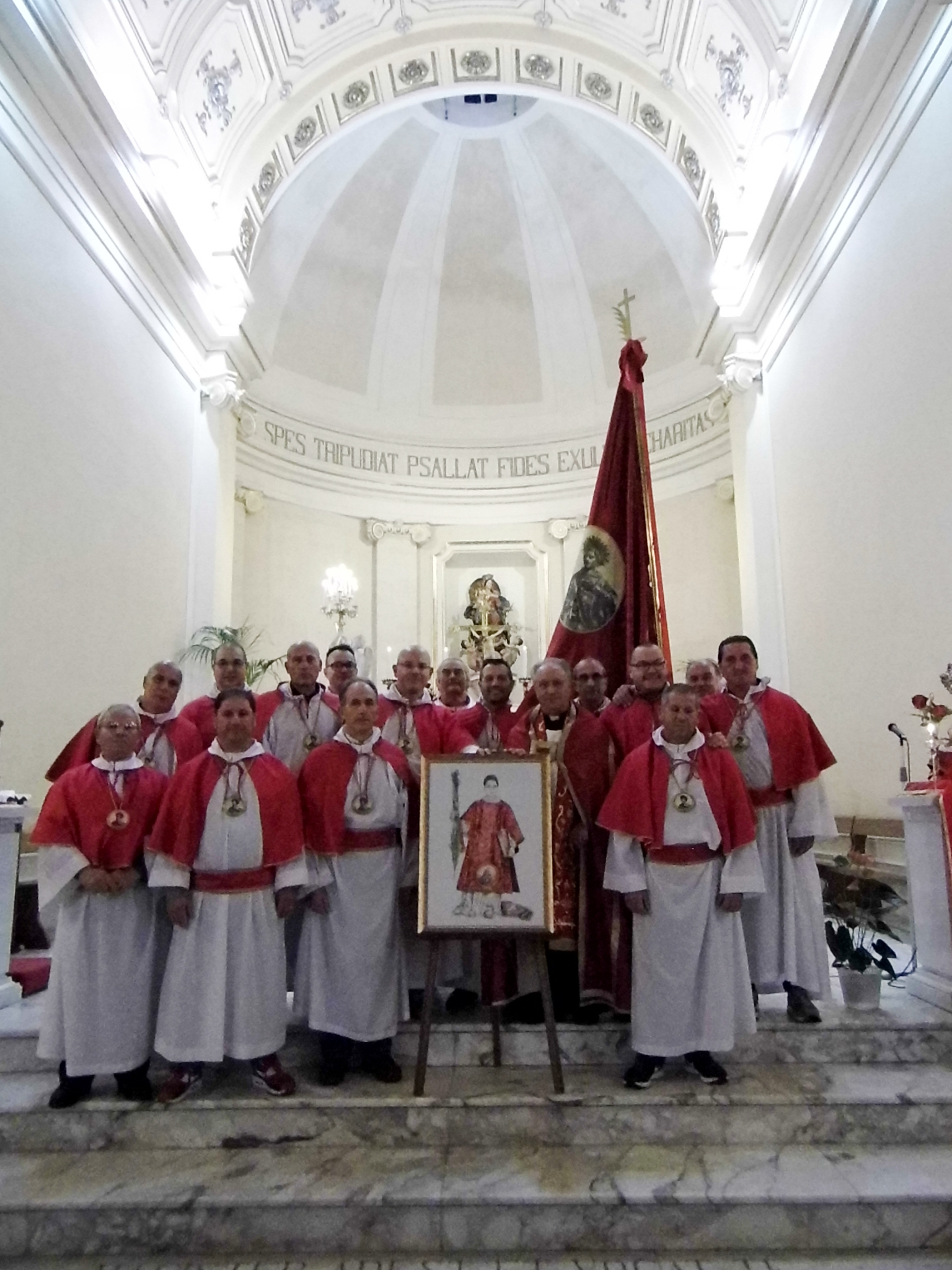
I portatori della statua argentea di San Cesario, Parrocchia Santa Maria delle Grazie in San Cesario di Lecce, 13 novembre 2016 (Foto Alessio Marenaci)

Il 13 novembre 2016, in occasione della festa liturgica del santo, l'icona è stata solennemente accolta dalla comunità di San Cesario di Lecce e intronizzata dal parroco, mons. Gino Scardino, sull'altare maggiore della parrocchia di Santa Maria delle Grazie, accanto al prezioso reliquiario argenteo a ostensorio, contenente una porzione ossea del braccio del martire. L'esposizione è stata curata dal Comitato Feste Patronali e dal gruppo portatori della statua argentea di San Cesario.
Il 28 febbraio 2017 l'icona di San Cesario è stata esposta nel Museo Nazionale Slovacco - Museo Storico di Bratislava (Slovacchia), da Alena Piatrová, curatrice del Museo, accanto al reliquiario ligneo contenente una porzione ossea del martire, al fine di far conoscere la storia del santo e delle sue reliquie agli slovacchi.
Il 3 marzo 2017 il parroco della chiesa di Santa Brigida di Napoli, don Tommaso Galasso, e padre Antony Seelan Mariannan hanno esposto la nuova icona di San Cesario sull'altare maggiore della chiesa accanto al busto-reliquiario del diacono, al fine di far conoscere la storia del culto del santo, portato dai Padri Lucchesi, e della sua reliquia ai parrocchiani e ai visitatori.
Il 5 aprile 2017 il direttore del Museo Frederic Marès di Barcellona, dott. Josep Maria Trullén, e Ernest Ortoll Martín, conservatore del "Gabinet del col·leccionista del Museu Marès", hanno esposto l'icona di San Cesario accanto al reliquiario-calendario, contenente un frammento osseo del diacono, al fine di intensificare il culto del martire in Spagna.
Il 3 giugno 2017 la nuova icona è stata esposta nel tesoro della collegiata di San Pietro e Sant'Alessandro nel Museo del Capitolo della Canonica di Aschaffenburg (Germania), dal parroco della collegiata di San Pietro e Sant'Alessandro, don Martin Heim, accanto al calendario-reliquiario del 1530 circa, contenente un frammento osseo di San Cesario.

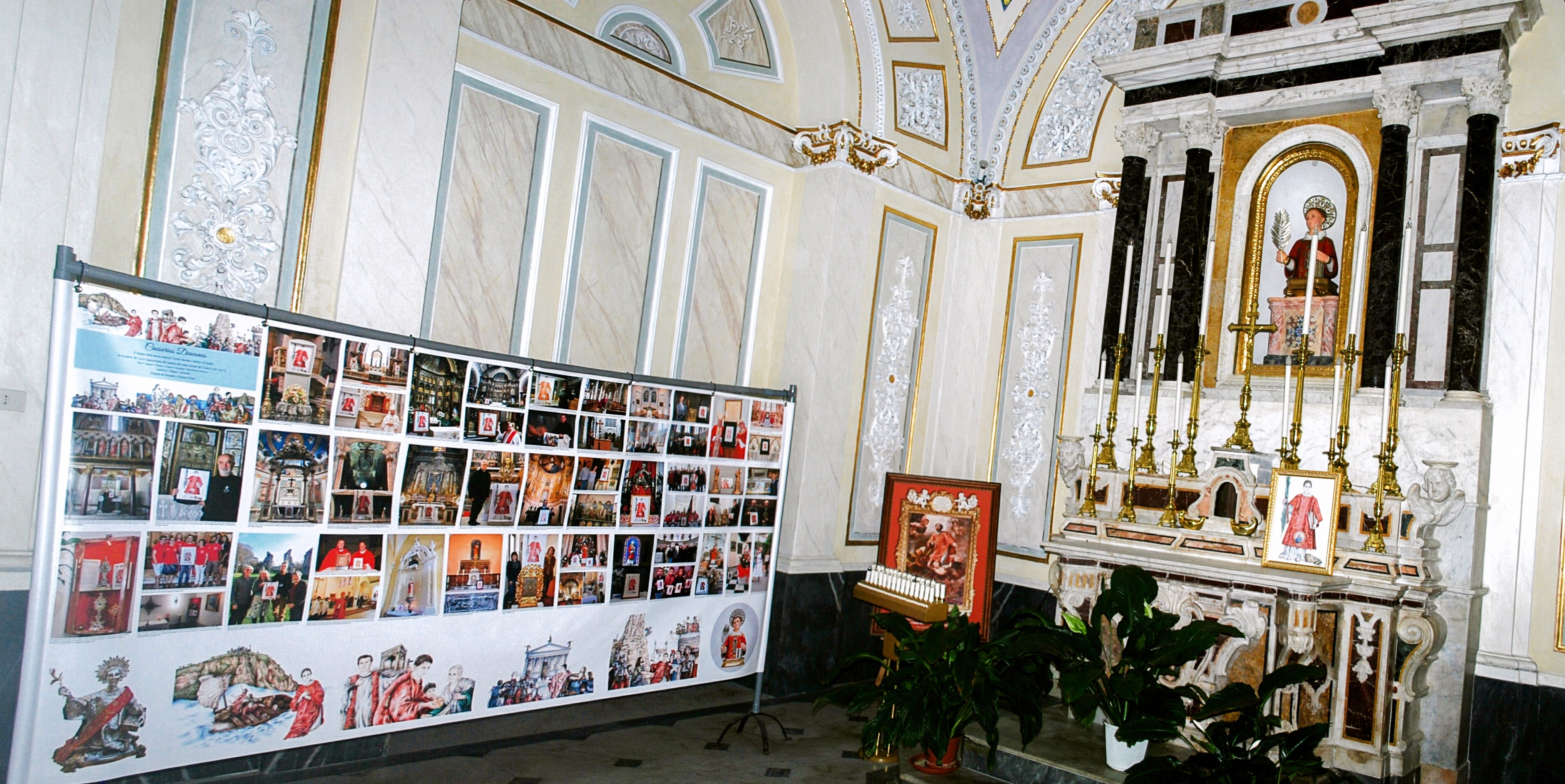
Mostra "Caesarius Diaconus: il viaggio della nuova icona di San Cesario diacono e martire nel mondo", Parrocchia San Cesario Martire, Cesa (Ce) - 28 luglio 2017 (foto Cesario Errico)

Il 22 giugno 2017 Anna Manno e Vincenzo Boris Fortezza, rispettivamente archivista e collaboratore dell'Archivio storico diocesano di Monreale, hanno esposto la nuova icona di San Cesario nel Museo Diocesano di Monreale, accanto alla vetrina che conserva il reliquiario multiplo argenteo, contenente un frammento osseo del santo.

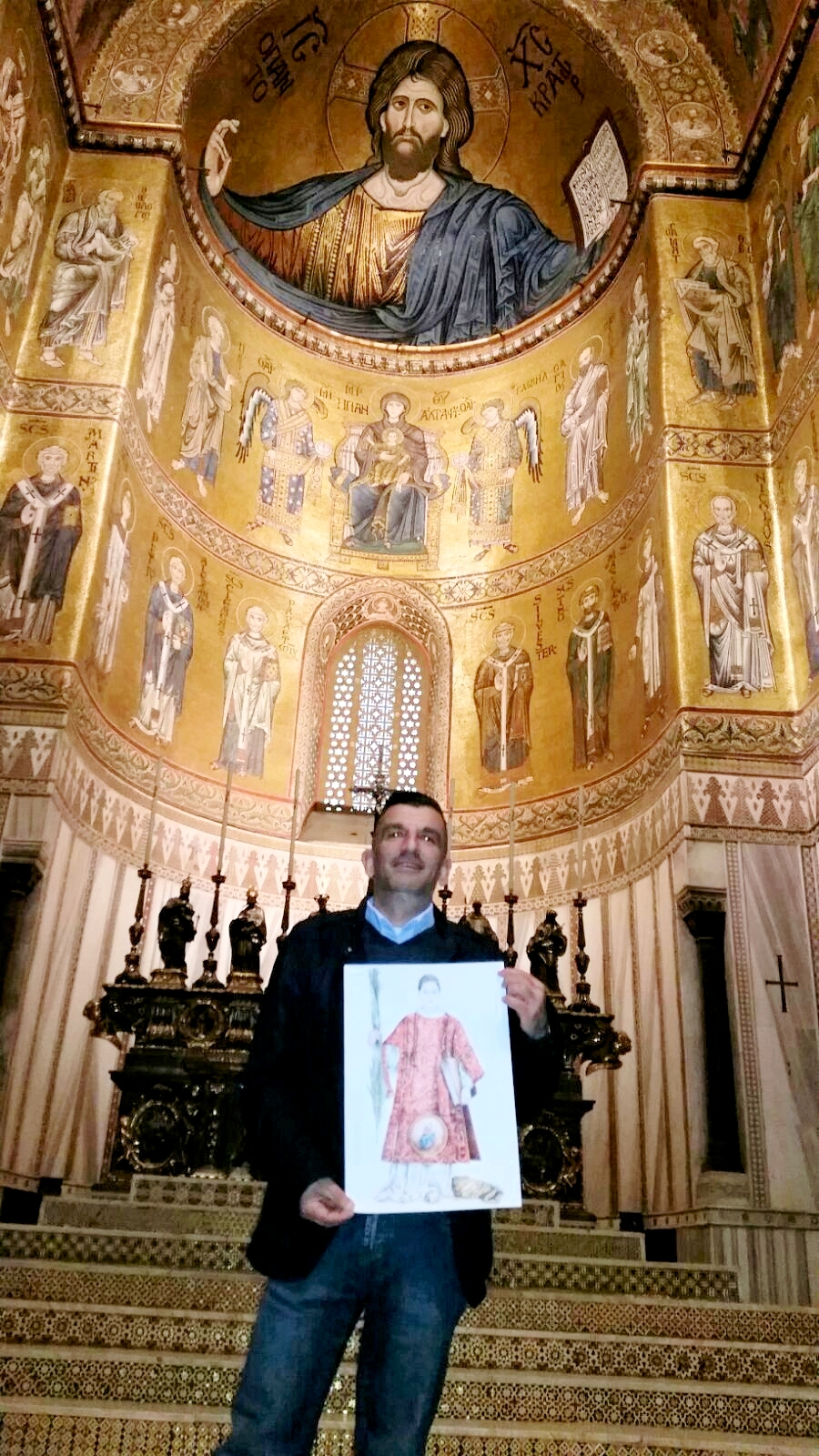
Duomo di Monreale, Esposizione dell'icona di San Cesario diacono e martire sull'altare maggiore

Il 24 giugno 2017 il vescovo Richard Joseph Malone e il vicario generale della diocesi di Buffalo, mons. David S. Slubecky, hanno esposto l'icona di San Cesario sull'altare maggiore della Cattedrale di San Giuseppe in Buffalo (New York).
Il 24 giugno 2017 la nuova icona è stata esposta permanentemente nella Parrocchia di San Giuseppe in San Cesareo, accanto al reliquiario argenteo di San Cesareo, collocata in una vetrina a muro, posizionata sul lato destro della Cappella del Santissimo Sacramento. Il progetto è stato ideato dal presidente dell'Azione Cattolica locale, Andrea Torre.
In occasione dei solenni festeggiamenti in onore del diacono, tenuti a Cesa (Caserta) nell'ultima settimana di luglio del 2017, il parroco della chiesa di San Cesario martire, don Giuseppe Schiavone, ha organizzato la mostra fotografica "Caesarius Diaconus: il viaggio della nuova icona di Cesario diacono e martire nel mondo in occasione del 1910º anniversario del martirio del santo tutelare dei Cesari", allestita nella Cappella del santo, sul lato destro del transetto.
Il 5 settembre 2017 il conservatore del Musée Européen de la Visitation di Moulins, Jean Foisselon, ha esposto la nuova icona di San Cesario accanto al "calendrier reliquaire romain" contenente un frammento osseo di S. Cesario diacono e martire.
Il 4 ottobre 2017 don Vincenzo Papa, parroco della cattedrale metropolitana di Santa Maria Assunta in Napoli, dopo aver rintracciato la reliquia del dente di San Cesario, ha esposto l'icona del santo nella Cappella delle Reliquie, la quarta sulla destra del Duomo.
Il 1º novembre 2017 mons. Michelangelo Giannotti, vicario generale dell'arcidiocesi di Lucca, ha esposto la nuova icona di San Cesario nella Basilica di San Frediano, sull'altare della cappella dell'Annunziata, accanto all'urna-reliquiario contenente sei ossa integre del diacono.
Il 28 maggio 2018 João Miguel Ferreira Antunes Simões, storico dell'arte, ha esposto la nuova icona di San Cesario nella Sala dell'Arte Orientale del Museu de São Roque di Lisbona (Portogallo), accanto alla vetrina che conserva la croce-reliquiario della Terra Santa in cui è incastonato un frammento osseo di S. Cesario di Terracina.
Il 15 novembre 2018 il parroco Greg Bahl ha esposto la nuova icona di San Cesario sull'altare maggiore della cattedrale dei Santi Raffaele e Patrizio di Dubuque, in Iowa.
Il 17 luglio 2019 padre Stéphane Milovitch, direttore dell'ufficio dei Beni Culturali della Custodia di Terra Santa, ha esposto l'icona di S. Cesario nel Terra Sancta Museum a Gerusalemme, accanto alla sua reliquia (frammento osseo).
Il 12 dicembre 2019 l'arcivescovo di Modena-Nonantola, Erio Castellucci, ha esposto la nuova icona del diacono Cesario, accanto al prezioso reliquiario argenteo contenente la mandibola inferiore del santo, nei Musei del Duomo di Modena, alla mostra intitolata "Corpi celesti - Reliquiari antichi e preziosi tra cielo e terra" nell'ambito del Festival filosofia 2019.

## Iconografia: San Cesario nell'arte

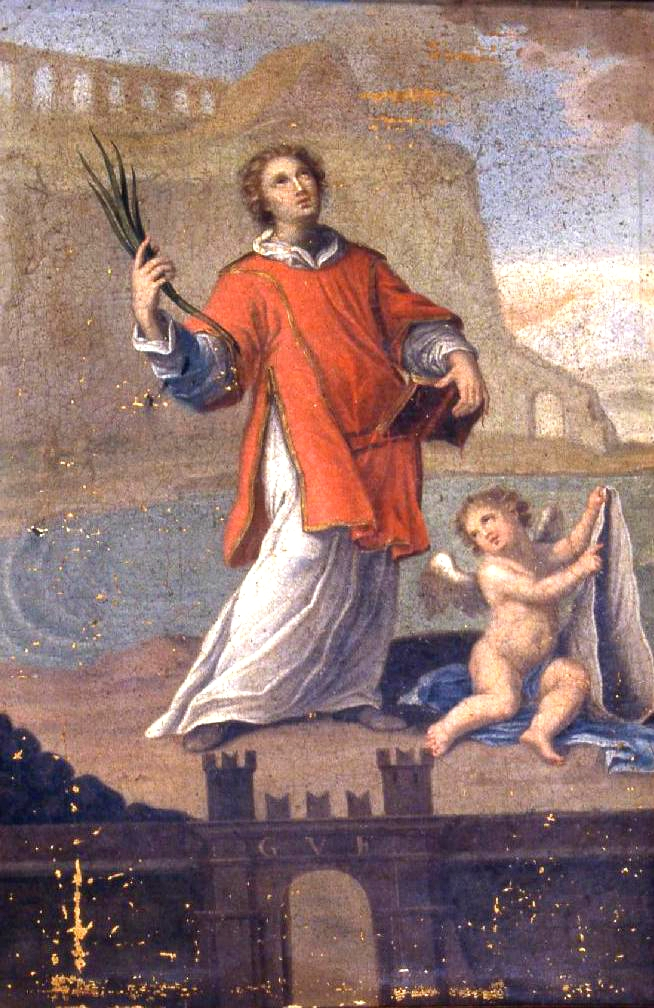
Dipinto "S. Cesario, protettore principale di Terracina" di Giovanni Vieste (1805), Duomo di Terracina

Nell'arte Cesario di Terracina è raffigurato come un giovane imberbe, vestito con un camice (una lunga tunica bianca con le maniche) - indossato su un amitto (paramento di lino o cotone di foggia quadrangolare con la funzione di coprire il collo) - al quale è sovrapposta una dalmatica rossa (abito proprio dei diaconi) che può presentare decorazioni fitomorfe dorate.
Gli attributi iconografici di San Cesario diacono e martire sono: la palma del martirio, il Vangelo e il sacco. Nella mano destra regge la palma, nella sinistra il Vangelo, e spesso ai suoi piedi è raffigurato un angioletto che reca in mano un sacco.
Le prime illustrazioni della storia di San Cesario si trovano in preziosi codici miniati. La maggior parte di questi manoscritti risale al Medioevo.
Nella British Library di Londra si conserva il "Passionale", un manoscritto in lingua latina, realizzato nel 1110 per il Monastero di Sant'Agostino a Canterbury, in cui sono descritte le vite dei Santi dal 21 settembre al 9 novembre. In esso, al giorno 1º novembre, si trova il testo della Passione di San Cesario; nel capolettera "T" (la consonante iniziale della prima parola della prima riga del testo "Tempore quo Claudius matrem …") è raffigurata la miniatura "Martyrdom of St Caesarius" (Arundel MS 91, f. 188r.). Alle estremità del braccio trasversale della T, nei due medaglioni sono raffigurati il giovane Luciano, nell'atto di sacrificare una scrofa per la salvezza degli abitanti di Terracina, e il sacerdote pagano Firmino con i notabili della città. Al centro del braccio trasversale è raffigurato Cesario che osserva inorridito il sacrificio: Luciano, cavalcando, sale fino alla cima della collina. Nel braccio verticale, in due scomparti, sono raffigurate le scene della caduta di Luciano con la sua cavalcatura dalla rupe, e il processo al diacono. Nel medaglione posto alla base della lettera vi è la scena del martirio di Cesario: in una nave vi sono alcuni soldati che gettano il suo corpo, cucito in un sacco, nel mare.

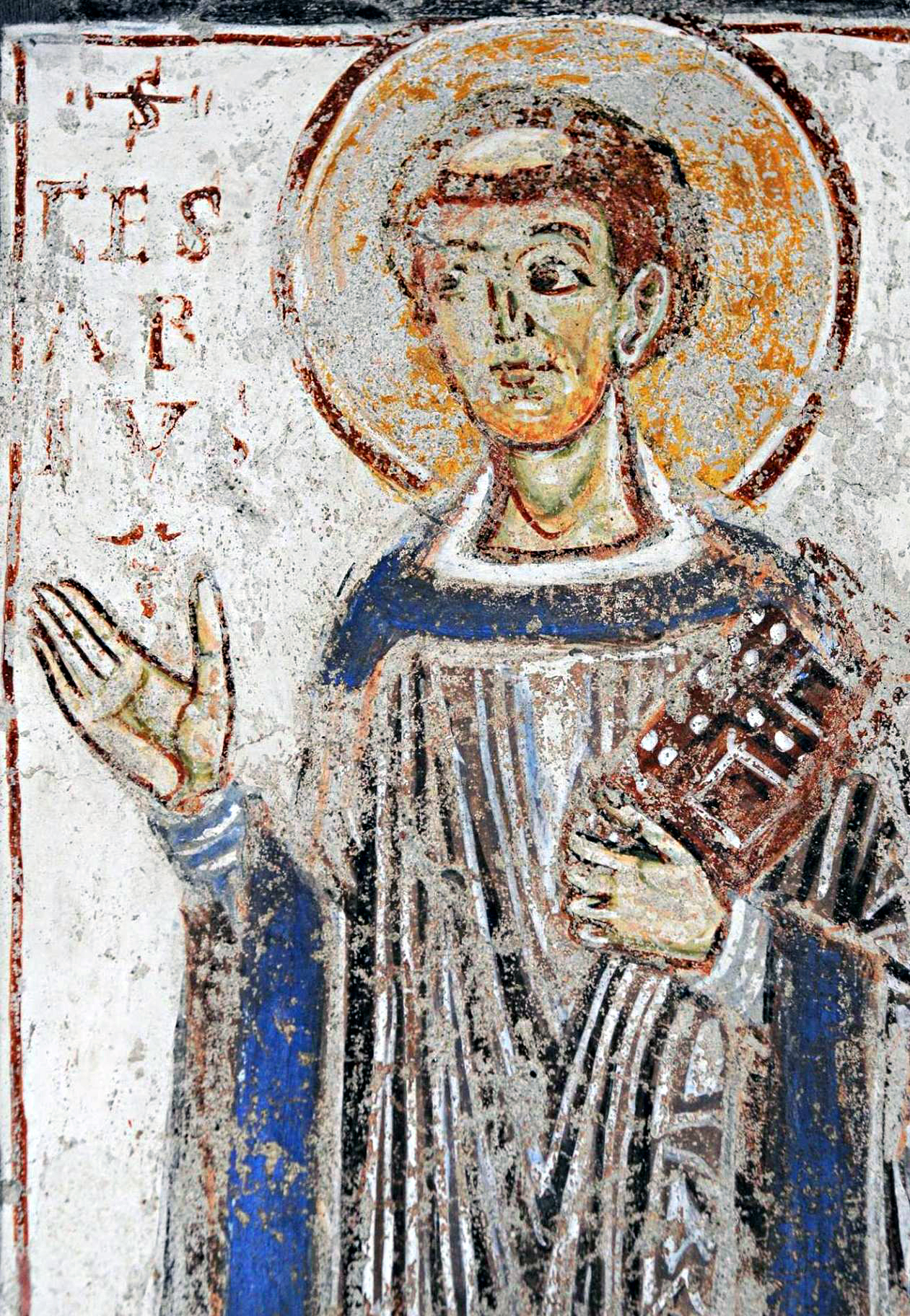
Affresco "S. CESARIVS", Cripta della Cattedrale di Santa Maria, Anagni (Frosinone)

Nella Biblioteca nazionale di Francia a Parigi, nel dipartimento dei manoscritti, si conserva lo “Speculum Historiale” di Vincenzo di Beauvais (traduzione di Jean De Vignay), realizzato nel 1463. In esso è descritta la Passione dei SS. Cesario e Giuliano; al margine del testo, in un quadrato, si trova la miniatura “Martyre de Saints Césaire et Julien de Terracina”. Questa scena è divisa in due parti, nella sinistra è raffigurato un ambiente interno, nella destra un ambiente esterno; vi è, quindi, unità di tempo ma non di luogo. Nella sala del trono è raffigurato il momento in cui l'imperatore Nerone ordina a un soldato l'uccisione della madre, Giulia Agrippina Augusta, con una spada (l'incipit della Passione di San Cesario). Dal lato opposto, invece, in una nave vi sono quattro soldati che gettano Cesario e Giuliano nel mare. All'estrema destra, su un cavallo riccamente bardato, è raffigurato il primo cittadino di Terracina, Lussurio, il cui corpo è aggrovigliato da un lungo serpente velenoso. I personaggi sono vestiti con abiti medievali.

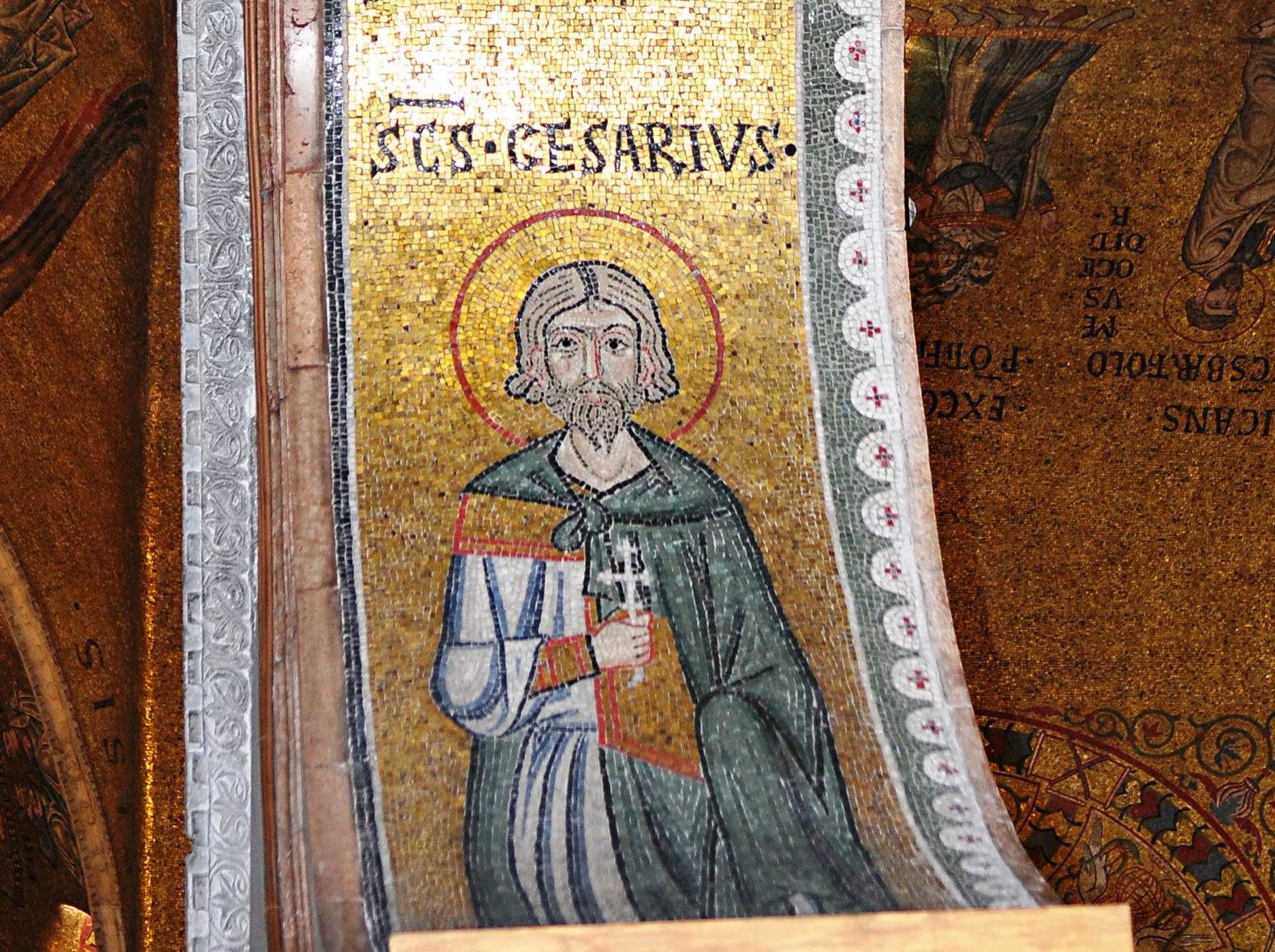
Mosaico "SANCTUS CESARIVS", Basilica di San Marco a Venezia, sottarco inferiore della galleria sud

Nella Morgan Library a New York, si conserva il “Book of Hours”, realizzato nel 1465 a Langres, in Francia. In esso vi è la miniatura “Saint Caesarius” (MS G.55 fol. 132v): San Cesario, con indumenti da diacono, reca in mano il Vangelo; si trova in una stanza finestrata in cui vi è un arazzo che reca l'iscrizione: Sancte Cesar Martir Christi intercede pro nobis ad dominicum nostri Ihesum Christum digni efficiamur promissionibus Christi oremus. I margini sono decorati con motivi floreali. Nel margine inferiore vi è lo scudo araldico di Pierre de Bosredont.
Nella Basilica di San Marco a Venezia, in un sottarco inferiore della galleria sud, vi è un mosaico che raffigura "SANCTUS CESARIUS" e "SANCTUS IULIANUS" (SS. Cesario e Giuliano, martiri di Terracina), opera di un Laboratorio di Mosaico della metà del XII secolo.
Nel Duomo di Monreale vi è una raffigurazione musiva, eseguita tra il XII e la metà del XIII secolo, raffigurante "SANCTUS CESARIUS" (S. Cesario diacono e martire sotto Traiano), all'interno di un clipeo presente nel sottarco destro della sòlea: da un punto di vista iconologico, la raffigurazione del diacono nella zona presbiteriale simboleggia il suo "servire" il popolo di Dio nel ministero dell'altare, della parola e della carità.

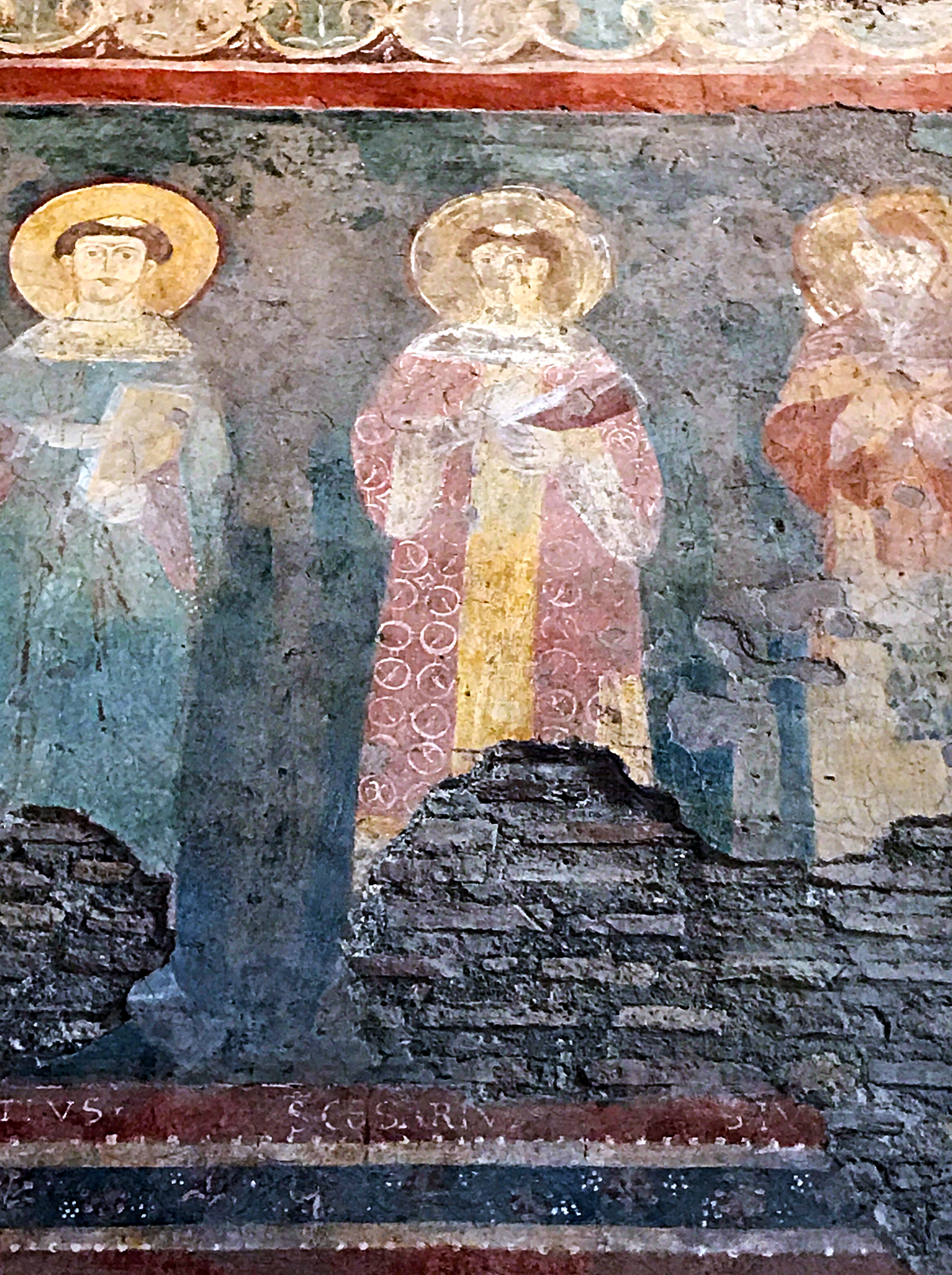
Antico affresco raffigurante San Cesario diacono e martire (XII-XIII secolo), Sala del Martirologio, o Oratorio di San Giuliano, Basilica di San Paolo fuori le mura, Roma.

Nella Sala del Martirologio, o Oratorio di San Giuliano, della Basilica di San Paolo fuori le mura di Roma vi è un antico affresco (XII-XIII secolo) che ritrae i SS. Cesario, Stefano e Lorenzo diaconi e martiri.
Nella cripta della cattedrale di Santa Maria di Anagni, al di sotto della conca dell'abside di destra, dietro l'altare dei santi Martiri, vi è un affresco medievale raffigurante i Santi Cesario, Stefano e Lorenzo diaconi e martiri: "SANCTUS CESARIUS" sul semipilastro SP8c, seguito da "SANCTUS STEPHANUS" e da "SANCTUS LAURENTIUS" sul registro inferiore di parete P13.

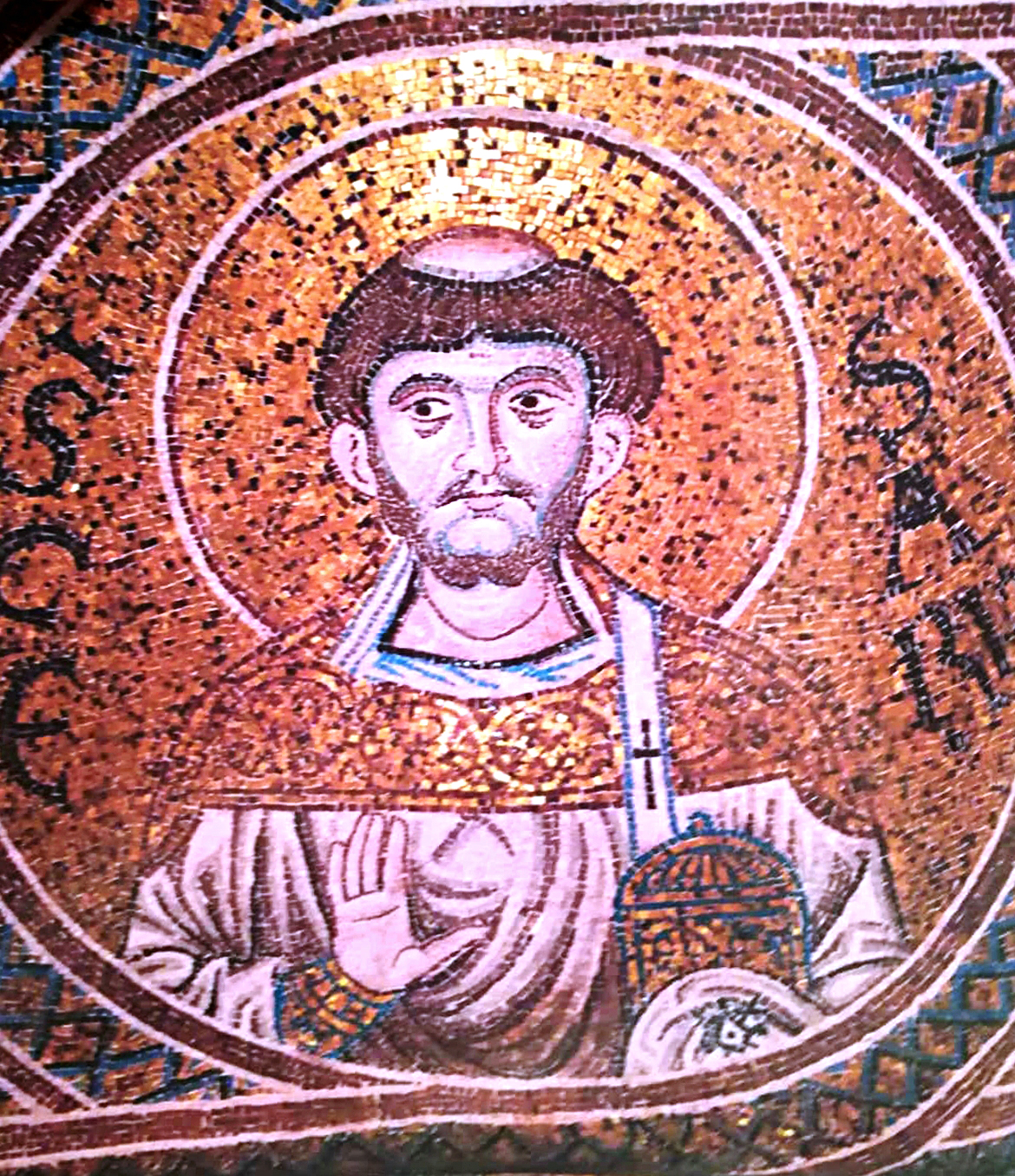
Raffigurazione musiva raffigurante "S. CESARIUS", eseguita tra il XII e la metà del XIII secolo, sottarco destro della sòlea del Duomo di Monreale

Nell'abbazia di Santa Maria de Olearia presso Maiori, precisamente nella cappella di San Nicola, vi è un affresco medievale raffigurante San Cesario di Terracina, con la stola da diacono (il martire è stato individuato dal Morisani e dal Bergman, attraverso un frammento di scritta che lo accompagna di cui si leggono ancora le lettere centrali).
Nella chiesa di San Cesareo de Appia a Roma, alle pareti laterali della navata, tra le finestre, vi sono degli affreschi del Cavalier d'Arpino (Giuseppe Cesari, il maestro di Michelangelo Merisi, noto come il Caravaggio), che raffigurano le scene più significative della vita di San Cesario diacono e martire.
Nel duomo di San Cesareo diacono e martire a Terracina si conserva un dipinto, olio su tela, raffigurante "S. Cesario, protettore principale di Terracina", realizzato a Firenze dal pittore Giovanni Vieste nel 1805; sullo sfondo è visibile il monte Sant'Angelo con le sue rupi a picco sul mare, mentre in primo piano sono raffigurate le mura della città, segno della sua potente protezione.
Sull'altare maggiore della chiesa santuario della Madonna della Delibera di Terracina vi è un affresco (ultimo quarto del XV secolo), attribuibile a pittore di scuola locale, che raffigura "Madonna in trono con il bambino, con San Giovanni Battista e San Cesareo diacono".

## Patronati nel mondo

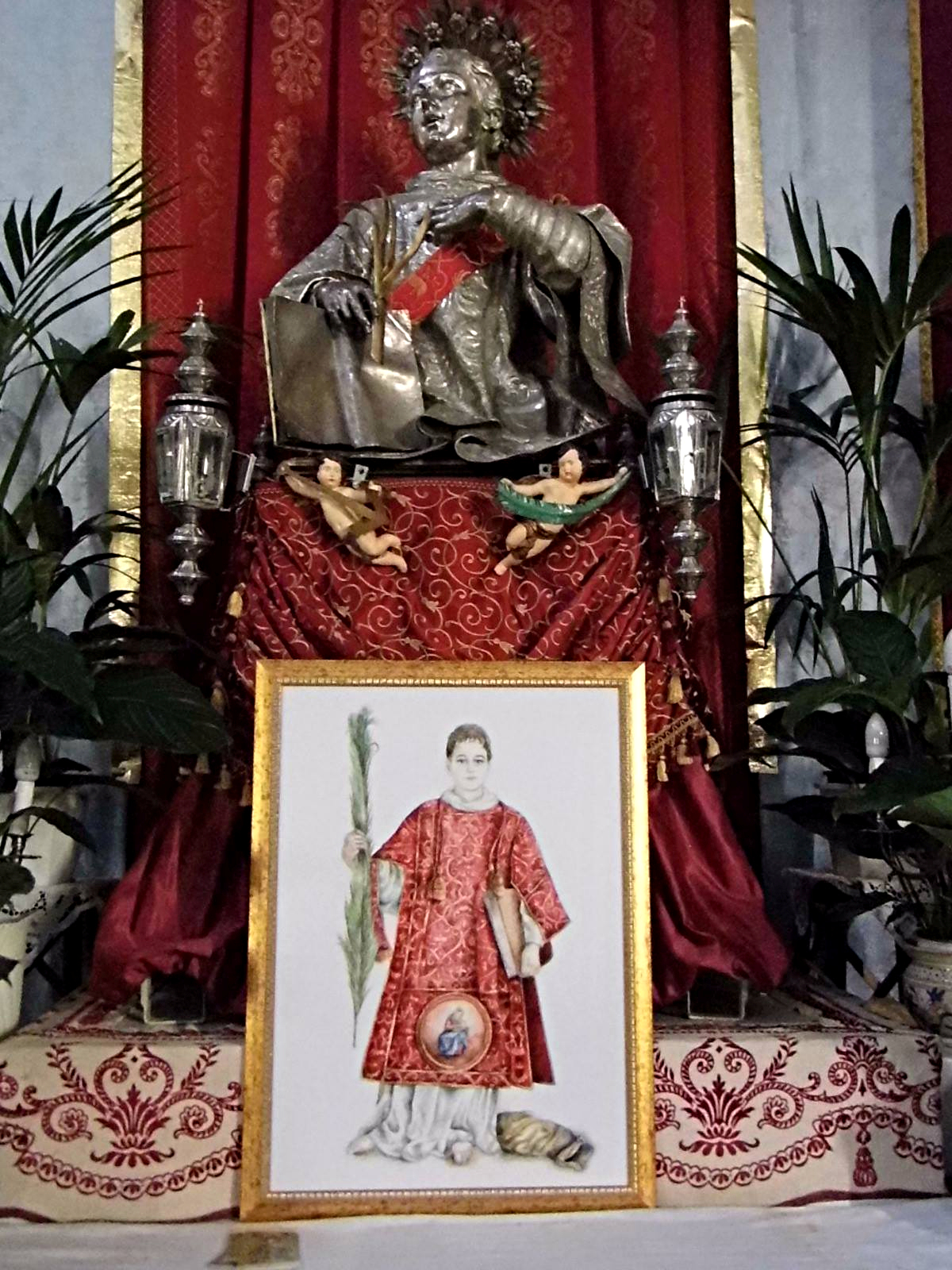
Busto argenteo di San Cesario diacono e martire, opera dell'argentiere napoletano Sebastiano Aiello (1781), Parrocchia Santa Maria delle Grazie in San Cesario di Lecce (Foto Alessio Marenaci)

### Annegamenti e inondazioni: il Tevere, il Panaro, il Clanio, il Garza, il Lunain
San Cesario di Terracina è da sempre invocato contro gli annegamenti, alludendo alla modalità di esecuzione del suo martirio (poena cullei), e contro le inondazioni dei fiumi.
A Roma il diacono è invocato contro le inondazioni del Tevere; infatti la chiesa di San Cesareo de Arenula era situata nei pressi del Tevere, nel Rione Regola, edificata presso "l'Onda" in riferimento alle innumerevoli inondazioni del Tevere che interessarono in passato la zona. Inoltre, la chiesa di San Salvatore in Onda originariamente era dedicata al Salvatore e a San Cesareo diacono, ma siccome a quest'ultimo era intitolata anche la chiesa di San Cesareo de Arenula, situata nello stesso rione, vi fu la riduzione a una sola intitolazione. È interessante rilevare che la Porta di San Cesareo, in Orte (edificata nel 1449) consentiva il collegamento tra il centro urbano e il ponte sul Tevere; in questa località esisteva anche una chiesa (già scomparta nel '500) dedicata al diacono Cesario, invocato contro le inondazioni del fiume.
Il paese di San Cesario sul Panaro prende il nome dal patrono, San Cesario di Terracina, e dalla presenza del fiume Panaro, in passato sempre impetuoso e pericoloso.
Nel comune di Nave, in provincia di Brescia, la chiesa è ubicata sulla sponda sinistra del torrente Garza, che è sempre stato in passato impetuoso e pericoloso. Il culto del santo è stato diffuso al nord dai monaci benedettini, quando, dal monastero di Montecassino, si trasferirono in varie regioni e bonificarono le terre dove venivano a trovarsi, fra le quali anche Nave, soggetta alle frequenti tracimazioni del Garza.
A San Zeno Naviglio, un comune della provincia di Brescia, i santi Zenone, vescovo di Verona, e Cesario, diacono e martire, erano invocati contro le inondazioni, piuttosto frequenti nella zona durante il Medioevo, del canale Naviglio di San Zeno.
Anche a Veroli San Cesario è invocato contro le inondazioni; infatti il torrente Fosso di San Cesareo, che scorre nella frazione di Santa Francesca, prende il nome dal celebre martire di Terracina. A Veroli esisteva un antichissimo eremo dedicato a San Cesareo; le fonti menzionano, quali eremi più antichi fin dal secolo X, quelli di San Benedetto e di San Cesareo, nelle quali si dice: “L'uno prospiciente all'altro sulle sponde dell'Amaseno”. Testimonianze murarie appartenenti all'Eremo di San Cesareo sono facilmente visibili nella zona oggi detta “La Torre”, nella frazione di Santa Francesca. Fu la famiglia Roffredi di Veroli a donare questa proprietà, detta “di San Cesareo”, alla chiesa di Sant'Erasmo. La donazione fu fatta dai duchi Landuino e Ratterio figli di Roffredo I, già duca e console di Veroli. I duchi fecero anche opere di bonifica, ampliando la strada che da Santa Francesca conduce al Monastero, di cui la torre fa parte, restaurando la fontana detta tuttora di San Cesareo.

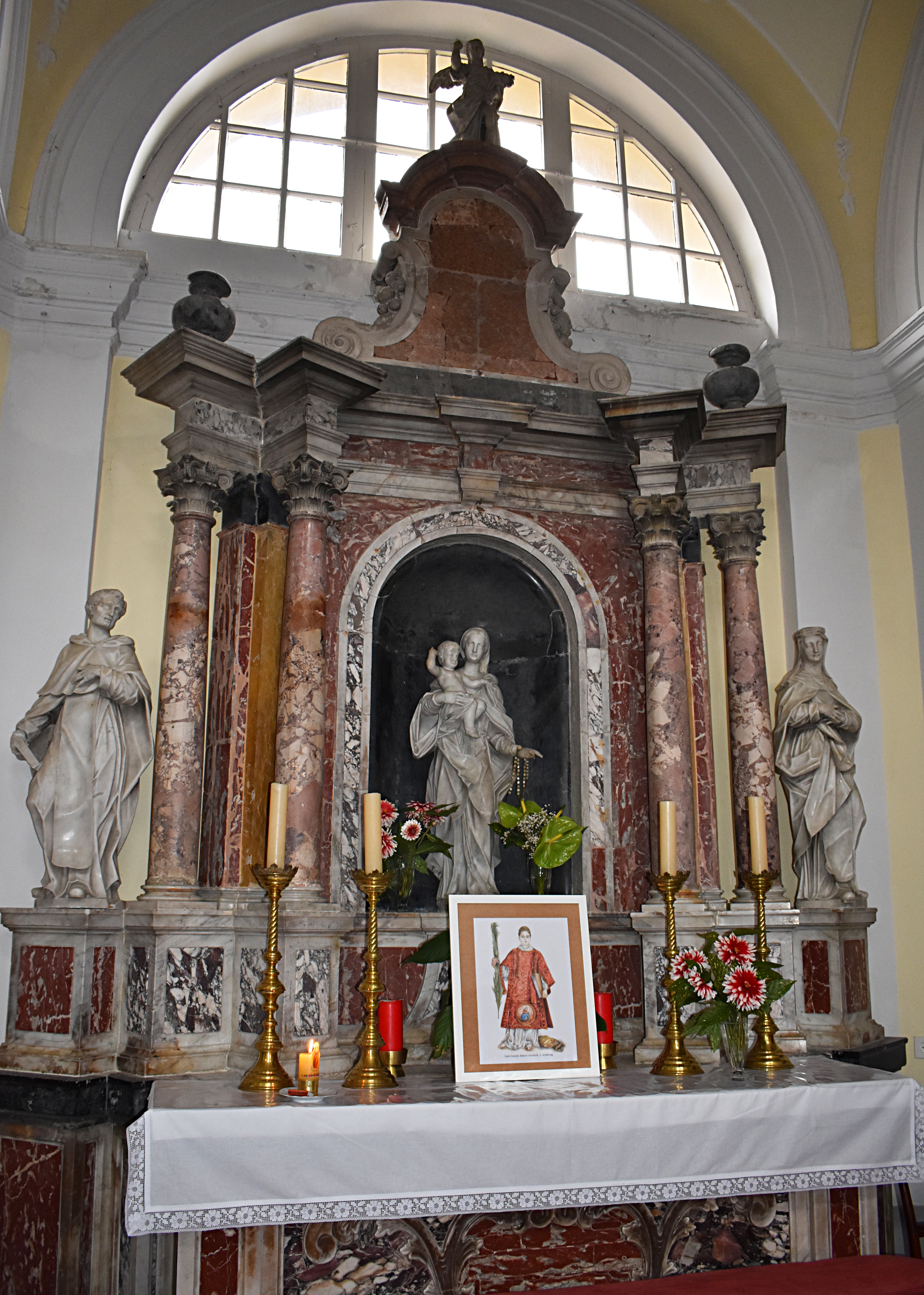
Moschiena (Croazia), chiesa di Sant'Andrea: esposizione della nuova icona di San Cesario diacono e martire, a cura della dott.ssa Mateja Jerman

Il tempietto paleocristiano di San Cesario in Marcianise sorgeva a ridosso del fiume Clanio; in passato le acque di questo fiume sono state impetuose, tanto da inondare più volte nelle epoche antiche l'agro di Acerra, di Aversa e di Atella. Nel periodo medievale il territorio di Marcianise divenne progressivamente paludoso a causa delle continue inondazioni del Clanio. La chiesetta di San Cesario a Marcianise sorgeva nel piccolo borgo di Campocipro, nelle vicinanze di Airola, situata sulla strada direttrice che univa la Capua Antica a Orta di Atella. Probabilmente il culto del santo fu portato dai monaci benedettini che dimorarono a Capua (896-953) in seguito alla distruzione di Montecassino operata dai Saraceni nell'833. La chiesa, riaffermata alla dipendenza capuana dalle Bolle di papa Alessandro III (1174) e Innocenzo III (1208), nel 1637 fu annessa alla Collegiata di San Michele Arcangelo di Marcianise, dove fu eretto l'altare detto di San Cesario, il quarto della navata destra, decorato da un dipinto su tavola che recava le immagini di San Cesario, della Vergine e di San Francesco di Paola.
Inoltre, San Cesario era invocato contro le inondazioni del fiume Vallone, che scorre ai piedi del comune di Zungoli, in provincia di Avellino.
Il paese di Nanteau-sur-Lunain (Francia), che venera San Cesario diacono e martire come santo patrono, prende il nome della presenza del Lunain, un fiume francese, affluente del Loing e quindi un subaffluente della Senna.

### Difesa da calamità meteorologiche
San Cesario è invocato per la difesa dai fulmini, da calamità telluriche e meteorologiche.
Nel comune di San Cesario di Lecce, verso la fine del XIX secolo, un violento nubifragio si abbatté sul paese e un fulmine colpì la statua in pietra leccese del patrono posta sul timpano della chiesa madre: la scultura non crollò, ma ebbe soltanto una parte del viso sfregiata. Infatti nel paese la terza festa annuale in onore di San Cesario, detta "San Cesariu te le tritici fòcare" (San Cesario dei tredici falò), soppressa dalla Chiesa nel dopoguerra, si svolgeva il 20 Febbraio a memoria di questo evento miracoloso. In questa ricorrenza gli abitanti delle tredici contrade dell'antico abitato si riunivano per pregare e accendere "le fòcare", fascine di sarmento, in piazza o nelle strade principali.
Recentemente la parte del viso sfregiata della statua lapidea di San Cesario è stata ricostruita grazie a un meticoloso restauro integrativo.
Nella Parrocchia di Santa Maria delle Grazie in San Cesario di Lecce si conserva anche una tela raffigurante "la gloria di San Cesario", realizzata dal pittore F. Campa nel 1864: il protettore è raffigurato nell'atto di allontanare dei fulmini dal paese.

### Buona riuscita del parto cesareo

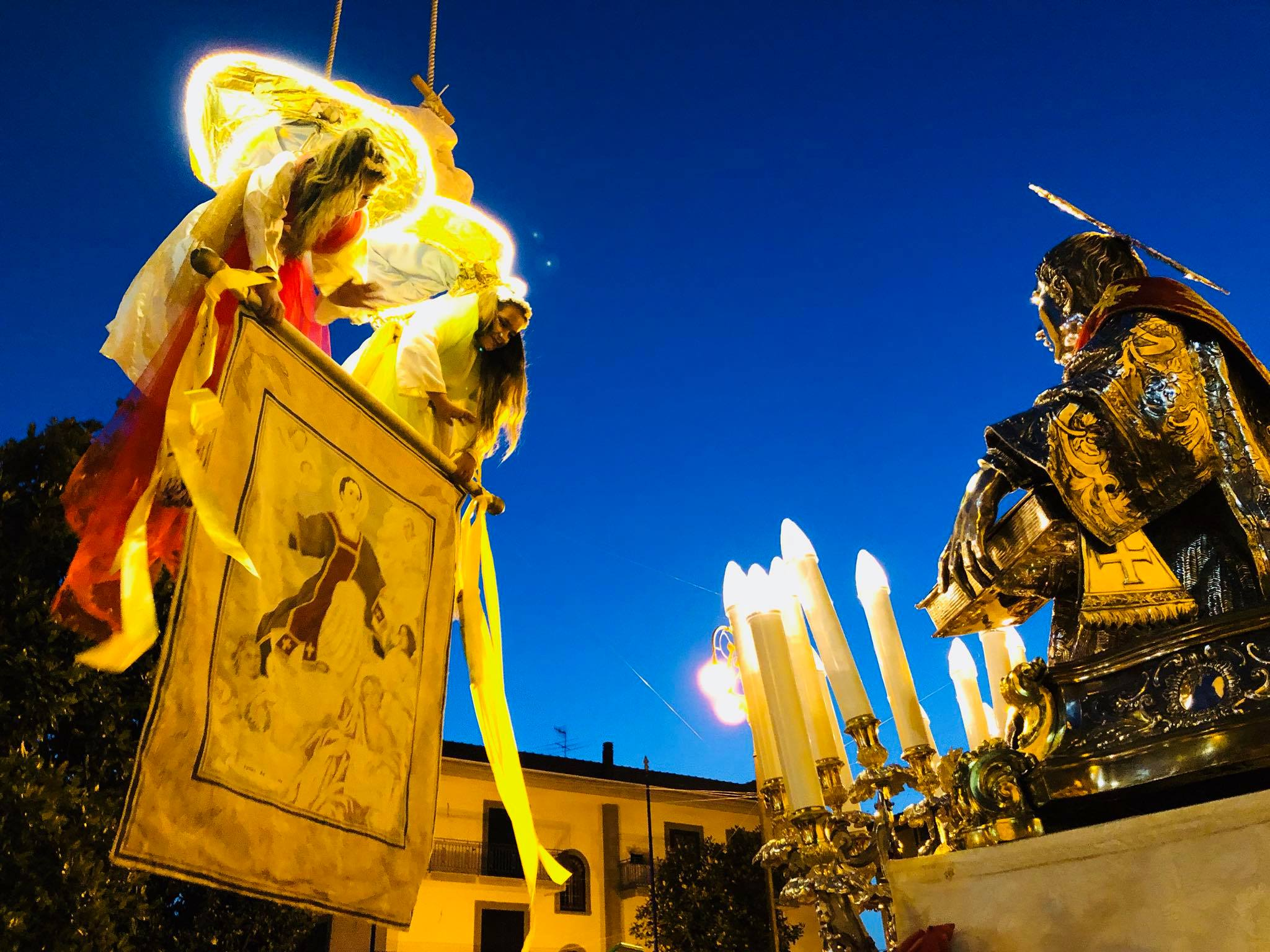
Il "Volo degli Angeli" in onore del patrono S. Cesario, Cesa (Ce), 10 giugno 2018

Il giovane diacono per il suo nome è invocato anche per la buona riuscita del parto cesareo (soprattutto nella zona del basso Lazio).
Secondo una tesi sostenuta dal celebre scrittore latino Plinio il Vecchio, il termine "taglio cesareo" deriva dal nome di Giulio Cesare, il quale sarebbe nato mediante il taglio - dal latino caedere, "tagliare", "recidere" - del ventre materno (Caesarum a caeso matris utero dictus). Nell'antica Roma, Plinio parla di Manlio il Cartaginese e di Scipione l'Africano che erano chiamati "Cesari" perché estratti dal ventre tagliato della loro madre, ma non è certo che si trattasse di interventi post-mortem. Nella maggior parte dei casi nessuna donna sopravviveva al parto cesareo; si conosceva questa operazione mediante un taglio sul ventre delle madri morte. Nel mondo cattolico medioevale il taglio veniva operato, invece, solo dopo la morte della madre - così prescriveva la Chiesa - nell'intento di praticare il battesimo sul bambino.
Con l'avvento del Cristianesimo, San Cesario di Terracina fu scelto per sostituire il culto di Giulio Cesare a causa del suo nome; proprio perché era considerato il nuovo Cesare cristiano - contrapposto al Cesare pagano - cominciò a essere invocato dalle donne incinte per augurarsi un parto fisiologico, per la buona riuscita dell'espulsione del feto dall'utero materno e, quindi, per la loro salvezza e quella dei nascituri. Una devozione che continua ancora adesso, infatti il martire Cesario è invocato dalle future mamme che, per problemi di salute o per la sofferenza del feto, devono far nascere il loro bambino con il parto cesareo.

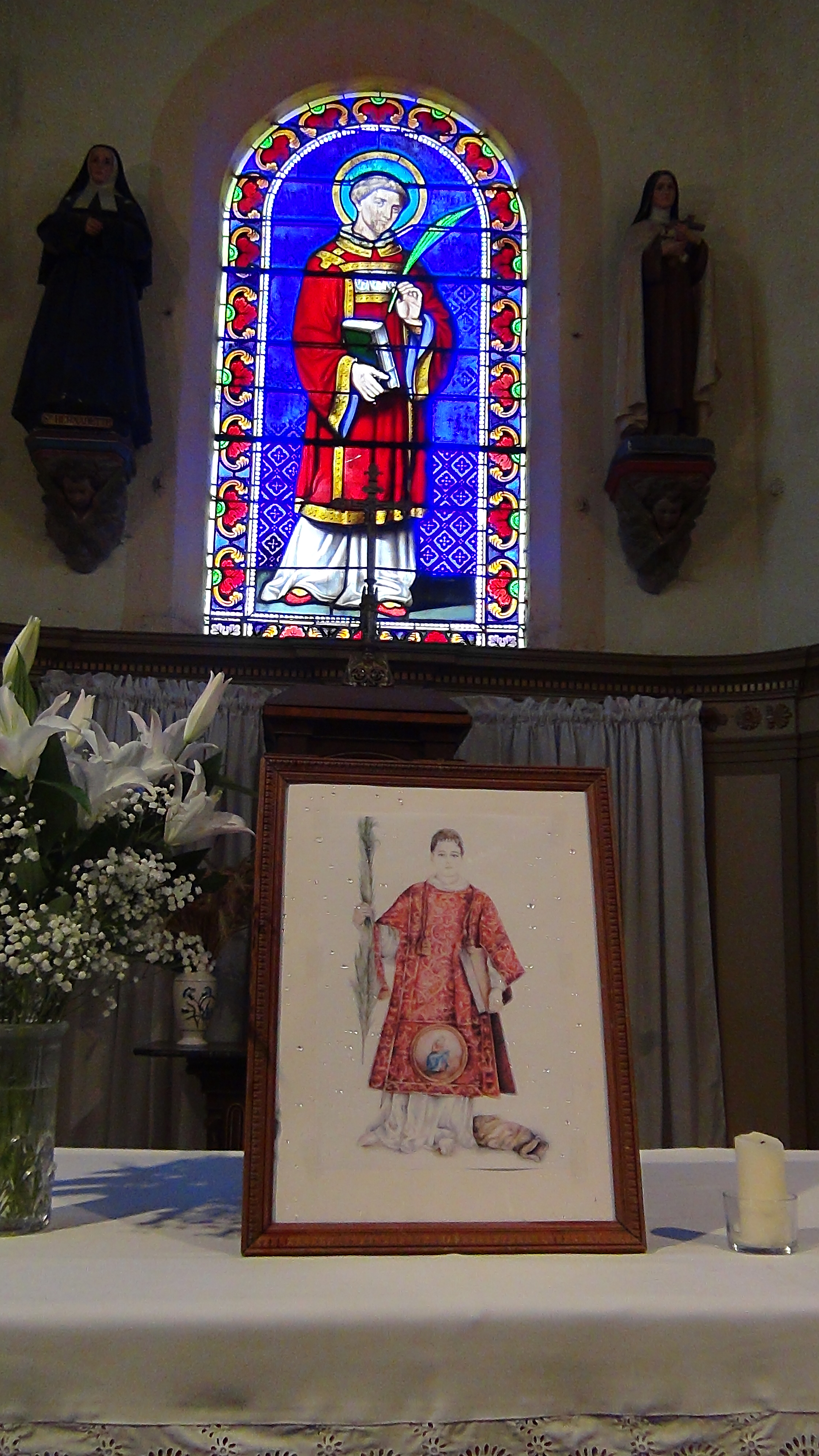
Vetrata di S. Cesario diacono e martire, Église Saint Césaire di Évaux-et-Ménil (Vosgi) Francia

Secondo lo studioso Yves Messmer, nell'incipit della Passione di San Cesario («Al tempo in cui il crudele imperatore Nerone ordinò di uccidere con la spada la madre Agrippina») vi sarebbe un'allusione alla pratica del taglio cesareo; Agrippina compose un'autobiografia, per noi perduta, nella quale descrisse un particolare: «Nerone nacque con i piedi in avanti, evento considerato contro natura ed estremamente funesto». La leggenda narra che l'imperatore Nerone, dopo aver fatto squarciare il ventre di sua madre Agrippina, per vedere dove era nato, desiderò divenire gravido e partorire.
Occorre rilevare che Nerone fu l'ultimo imperatore della dinastia giulio-claudia, l'ultimo ad aver ereditato il cognomen di Cesare dal dictator Gaio Giulio Cesare: quindi, è proprio con l'uccisione di Agrippina - nobildonna e imperatrice romana, appartenente alla stessa dinastia - che inizia la Passio con la descrizione della fine di questa celebre famiglia e l'approdo a Terracina di Cesario, il nuovo Cesare cristiano. La Passione di S. Cesario inizia, quindi, con il racconto di un matricidio (l'uccisione di Agrippina da parte del figlio Nerone) e termina con quello di un parricidio (la poena cullei, il martirio del diacono Cesario).
È interessante notare che San Cesario è il protettore del paese Cesa, in provincia di Caserta; il nome "Cesa" trae origine proprio dalla voce latina, caesus, dal verbo caedere (tagliare). Infatti Cesa sorgeva come pagus (villaggio) dell'antica Atella, e di conseguenza era "tagliato" fuori dalle grandi vie di comunicazione. Il nome della località Cesinola, frazione di San Cesareo di Cava de' Tirreni, lascia pensare che la zona un tempo fosse un bosco ceduo, cioè di alberi destinati al taglio. La radice ces- permane in altri termini italiani in cui si presuppone un taglio, come cesura, cesoia, parto cesareo.

### Culto in Francia e in Corsica
San Cesario di Terracina è molto venerato in Francia, soprattutto nella Lorena, e nella Corsica del Sud.
Nell'852 giunsero a Roma molti abitanti della Corsica per sfuggire alle incursioni saracene; il papa Leone IV li accolse e donò loro il monastero di San Cesareo, nei pressi di San Sisto Vecchio. La diffusione del culto di San Cesario diacono in Corsica è dovuta alle religiose (le monache corse, forse benedettine) del suddetto monastero in Roma, successivamente denominato "San Cesareo dei Corsi" (S. Caesarii in monasterio Corsarum), e ai monaci benedettini.
Il culto di San Cesario in Francia, invece, fu portato da San Bernardo di Chiaravalle, dopo aver ottenuto - attraverso un miracolo - la reliquia del dente del martire dai monaci di San Cesareo in Palatio di Roma.

### 30 Patronati nel mondo

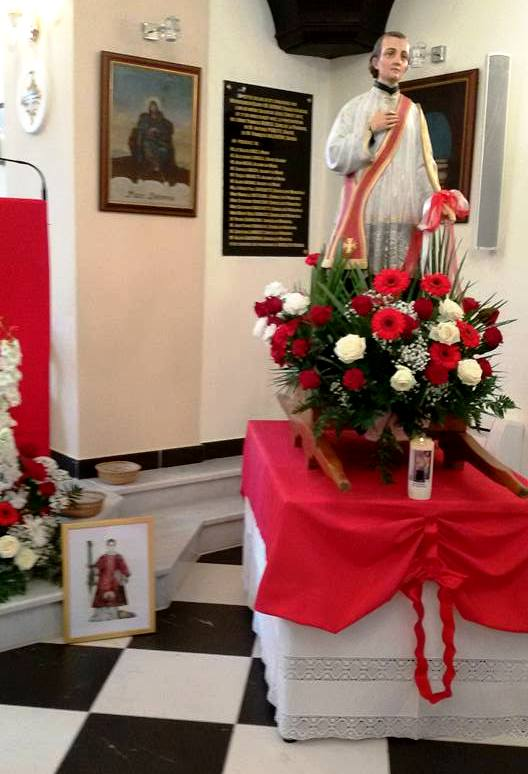
Statua di San Cesario diacono e martire, Église paroissiale Saint Césaire martyr, Grosseto-Prugna (Corsica)

San Cesario diacono e martire è patrono delle città di:
- Terracina
- Cesa
- San Cesario di Lecce
- San Cesario sul Panaro
- San Cesareo (Rm)
- San Cesareo (frazione di Fano)
- San Cesareo (frazione di Cava de' Tirreni)
- Borgo San Cesareo (frazione di Albanella) - compatrono con San Giuseppe lavoratore
- San Cesareo (frazione di Fara in Sabina)
- San Cesareo (frazione di Cassino)
- San Cesareo (frazione di San Vittore del Lazio)
- San Cesario (contrada di Nave)
- Guardea - compatrono con San Pietro Apostolo e il Beato Pascuccio
- Ripalta (frazione di Cartoceto) - compatrono con S. Biagio
- Netcong (Stati Uniti d'America)
- Nanteau-sur-Lunain (Francia)Statua di San Cesario diacono e martire, Église Saint Césaire di Nanteau-sur-Lunain (Francia)
- Évaux-et-Ménil (Francia)
- Parey-Saint-Césaire (Francia)

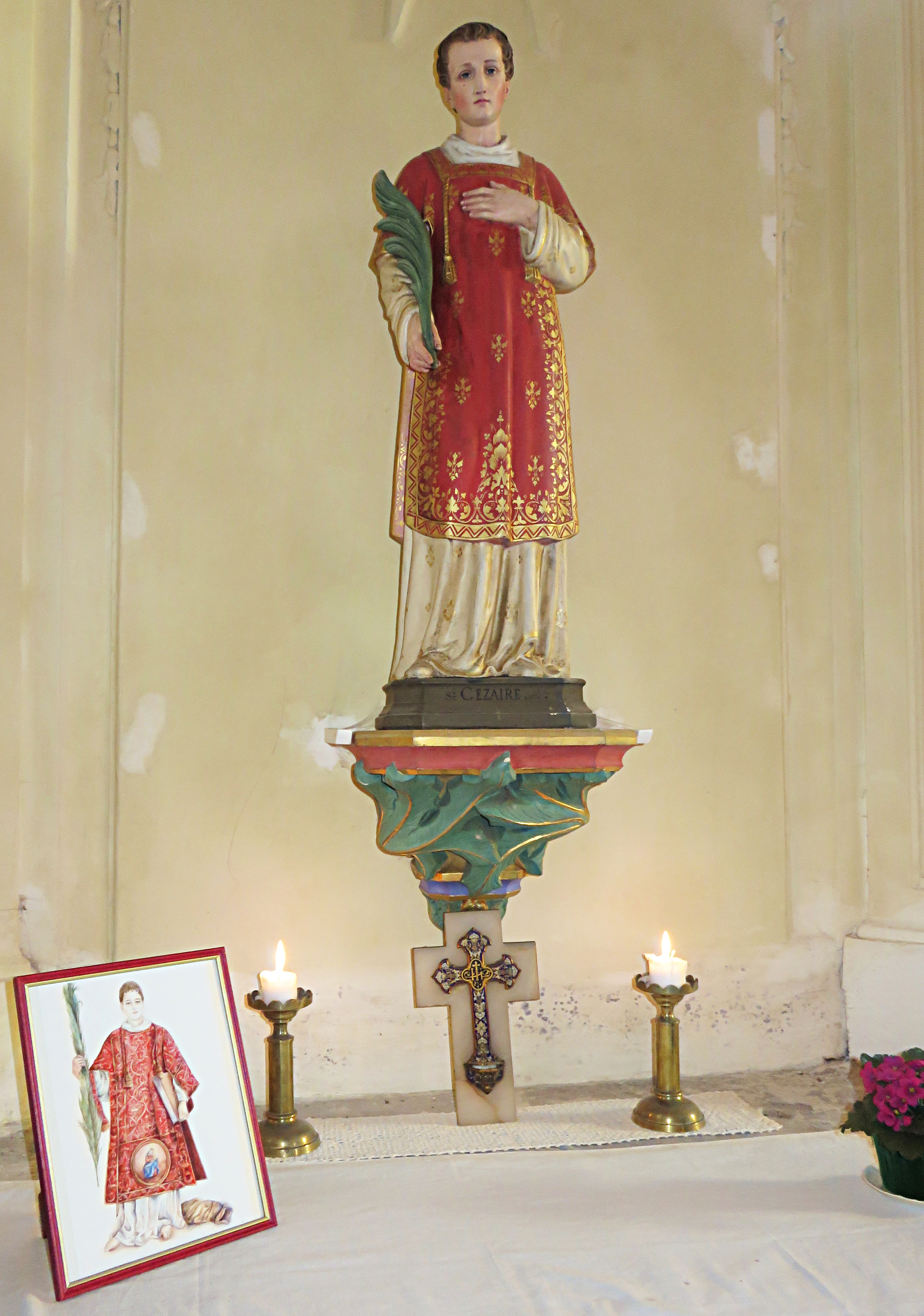
Statua di San Cesario diacono e martire, Église Saint Césaire di Nanteau-sur-Lunain (Francia)

- Mont-sur-Meurthe (Francia) - compatrono con Saint Aignan
- Grosseto Prugna (Corsica)
- Olmeta di Capocorso (Corsica)
- Tallone (Corsica)
- Piazzole d'Orezza (Corsica)
- Bustanico (Corsica)
- Croce d'Ampugnani (Corsica)
- San Cesareo o Cesariu, frazione di Cateri (Corsica)
- San Sari, località di Rutali (Corsica)
- Pastoreccia, frazione di Piedicroce (Corsica)
- Vicinato, frazione di Saliceto (Corsica) - compatrono con Saint Joseph
- Mošćenice (Croazia), un insediamento del comune di Draga di Moschiena - compatrono con Sant'Andrea apostolo

hl. Caesarius von Terracina è compatrono, insieme a San Giorgio martire, della chiesa romanica di S. Giorgio in Colonia (Germania).
San Cesareo è, inoltre, compatrono della Diocesi di Latina.

## Luoghi dedicati a San Cesario di Terracina
Molti sono i luoghi dedicati a San Cesario di Terracina, in cui esistevano delle chiese o cappelle dedicate al martire, come:
- San Cesareo, località di Velletri. Sulle estreme propaggini dei Colli Albani, a 3 chilometri circa a occidente di Velletri, si estendono, sul colle detto San Cesareo, i ruderi di una grande villa romana[355], ritenuta per tradizione proprietà della famiglia degli Ottavi[356][357], di origine veliterna. Durante il Medioevo, sui resti di questa antica villa s'impiantò un insediamento cristiano, dedicato a San Cesareo di Terracina, attestato proprio da un battistero costruito riutilizzando un ambiente in reticolato e laterizi dotato di un impianto idrico[358]. Attualmente i ruderi di questo edificio sono identificati con il nome "Villa di San Cesareo"[359].

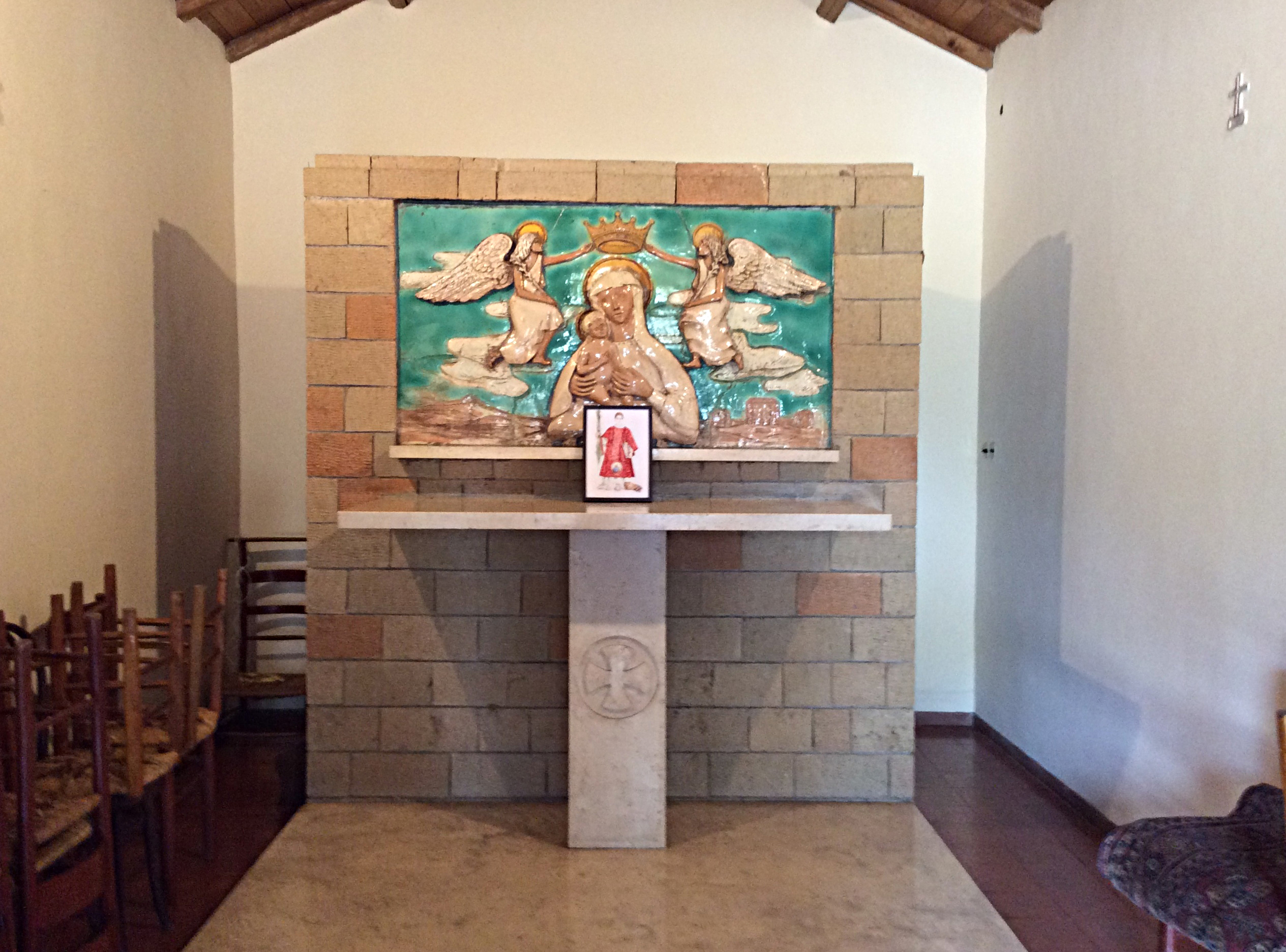
Cappella di San Cesareo diacono e martire, Via Ardeatina, Roma

- Tenuta San Cesareo, in Via Ardeatina, Roma. Fino a poco tempo fa nella tenuta erano presenti numerosi ruderi appartenenti a una o più ville romane. Nel Medioevo fu trasformato in oratorio, sfruttato nel sec. XIV dai monaci basiliani di Grottaferrata. Tuttora localmente è detto "La Chiesetta"[46].
- San Cesareo, località Osteria della Fontana, Anagni. Documenti del XII sec. testimoniano l'esistenza dell'antico sobborgo di San Cesareo con la chiesa dedicata a San Cesareo diacono e martire, situata nella giurisdizione di Anagni, presso il lago di Chiarano. Questo borgo deve la sua origine a una stazione di soldati pretoriani stabilita sotto gli Antonini per vigilare le strade durante il soggiorno di quelli a Villamagna[360]. Qui i Pretoriani convivevano con le loro famiglie, come testimoniano iscrizioni sepolcrali quivi trovate. Durante il Medioevo questo borgo era conosciuto come “castrum S. Caesarii”; la chiesa in onore di S. Cesareo venne edificata quando sulla via Labicana sorsero più edifici di culto a lui dedicati (ad Anagni la via Labicana, proprio in corrispondenza del Compitum Anagninum[361], presso l'attuale Osteria della Fontana, si incontrava con la via Latina[362]). Annessa a questa povera chiesa vi era l'antico ospizio dei Benedettini.
- "Grotte di San Cesareo", chiesa rupestre di San Cesareo diacono e martire, in Civita Castellana, sul Colle del Vignale. Sull'altura di questo colle si sviluppò in epoca altomedievale l'insediamento monastico di San Cesareo, costituito da cinque ambienti ipogei a soffitto piano e pilastro centrale ricavato nel tufo, ancora oggi visibili in una proprietà privata[363]. Un'epigrafe ricorda che nel 1210 i vescovi di Sutri, Nepi e Civita Castellana si riunirono in questa chiesa in occasione della consacrazione di due altari[364]. L'antichissimo culto di San Cesareo martire di Terracina fu portato dai benedettini in quanto nell'area del Colle del Vignale vi era un antico santuario dedicato ad Apollo; l'ecclesia beati Caesarij era vicinissima alla strada che un tempo collegava la città con la via Falisco-Latina.

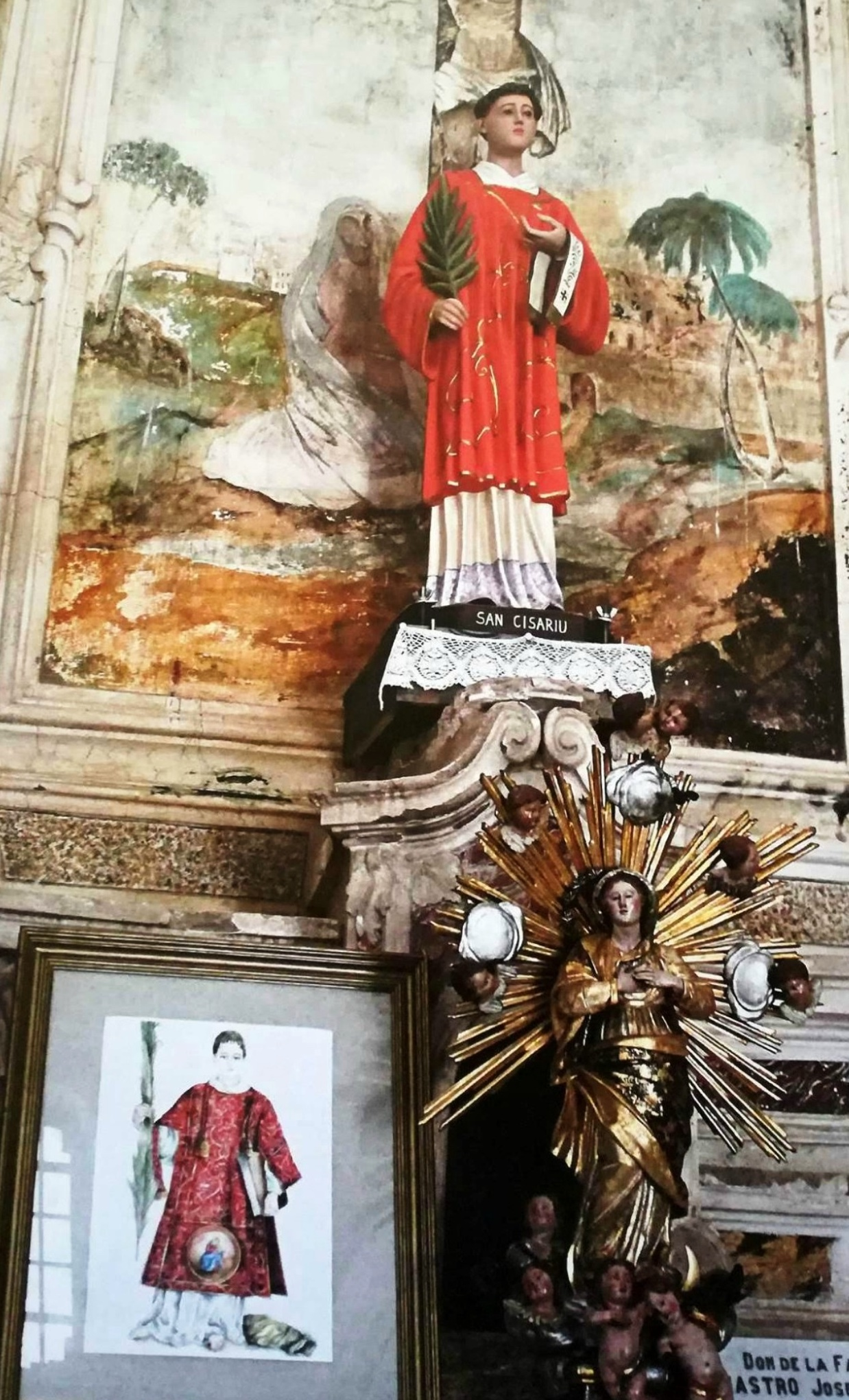
Statua di San Cesario diacono e martire, Église paroissiale de l'Annonciation, Piazzole d'Orezza (Corsica)

- Chiesa rupestre di San Cesareo, nei pressi di Casalrotto, in Mottola. Questa chiesa fu menzionata per la prima volta nell'inventario dei beni mobili e immobili del priorato di S. Angelo di Casalrotto, redatto dal priore Nicola di Eboli il 20 aprile del 1346. Nel febbraio del 1618, la chiesa fu visitata da un delegato dell'abate di Cava (essa era un possedimento del monastero benedettino cluniacense della SS. Trinità di Cava dei Tirreni), il quale la trovò valde devotam cum altari maiori ubi est imago Salvatoris et cum duabus altaribus parvis ubi adest imago Sancti Cesarii et Sancte Marie et est ecclesia valde devota et magna[365]. Venuta meno la funzione sacra dell'invaso, il setto iconostatico fu abbattuto, per cui la lettura delle forme è possibile solo a una quota di circa 2 metri. Attualmente è possibile visitare questi ambienti ipogei.
- San Cesario in Cesata, località di Tredozio, in provincia di Forlì-Cesena. Cesata sorse come abitazione rurale nel 755; in questa località esisteva la chiesa parrocchiale di San Cesario diacono e martire, che comprendeva le borgate di Cesata e Bricola. Alla cura di S. Cesario in Cesata fino dal secolo XII fu annessa la chiesa di San Martino in Collina[366]. Nel registro delle cure della diocesi di Faenza, che nel 1745 entravano nella Romagna Granducale, già mancava la parrocchia di S. Cesario a Cesata.
- L'attuale pieve di San Cesareo di Fano, edificata nel 1932, è ubicata nell'incrocio di Via San Cesareo e Via Fonte Caprile. In essa è presente una lapide in marmo su cui campeggia un'iscrizione che ricorda la primitiva Pieve di San Cesareo, sorta verso l'anno 1000 e posta sul colle sovrastante la chiesa attuale, dove ora si trova il nucleo abitato omonimo[367]. Successivamente gli abitanti di San Cesareo iniziarono a trasferirsi a valle, dove fu costruita l'attuale chiesa, in una zona più favorevole ai commerci data l'adiacenza a una vecchia e importante via di comunicazione, la via Flaminia, una strada consolare romana che collega Roma a Rimini. Anche in questa località il culto di San Cesario è servito per cristianizzare il ricordo dei Cesari: nel 49 a.C. Giulio Cesare conquistò Fano assieme a Pesaro; successivamente l'imperatore Cesare Ottaviano Augusto elevò l'insediamento allo stato di colonia romana con il nome di Colonia Julia Fanestris[368].
- San Cesario, località di Giugliano in Campania, via Epitaffio. In questa località esiste il sito “le Puscinelle”, presso lo stadio comunale. Si tratta di una testimonianza della civiltà romana e consiste in tre serbatoi per la raccolta di acqua piovana. Qui sorse l'antico villaggio San Cesareo che si trovava lungo il corso della via Consolare Campana[369], oggi ridotto a “Masseria”. Il toponimo San Cesario confermerebbe l'antichità del villaggio rimandando ai “Divi Cesari”; un probabile omaggio dei coloni stanziati grati alla famiglia imperiale e alla Gens Julia che diede nuovo impulso allo sviluppo dell'Ager Campanus, compresi i futuri territori giuglianesi.
- San Cesareo, contrada di Zungoli, in provincia di Avellino. Nella zona dell'odierna Zungoli, la via Herculia metteva in comunicazione la via Traiana con la via Appia[370] (il culto di San Cesario nacque e si sviluppò lungo la via Appia). Zungoli si trova a destra del fiume Vallone, a regime torrentizio; San Cesareo era invocato contro le inondazione del fiume. Inoltre, a Zungoli era presente una sorgente di San Cesareo[371]. Esisteva una chiesa di San Cesareo in Rocca San Felice (in provincia di Avellino) soggetta a Montevergine[372]. Nel 1125 un certo Adamo di Rocca San Felice donò a San Guglielmo da Vercelli la chiesa di San Cesario lontana da Montevergine circa 15 miglia[373]. Al 1197 risale una bolla di Papa Celestino III che conferma le donazioni di San Cesario e di San Nicola in Rocca San Felice.

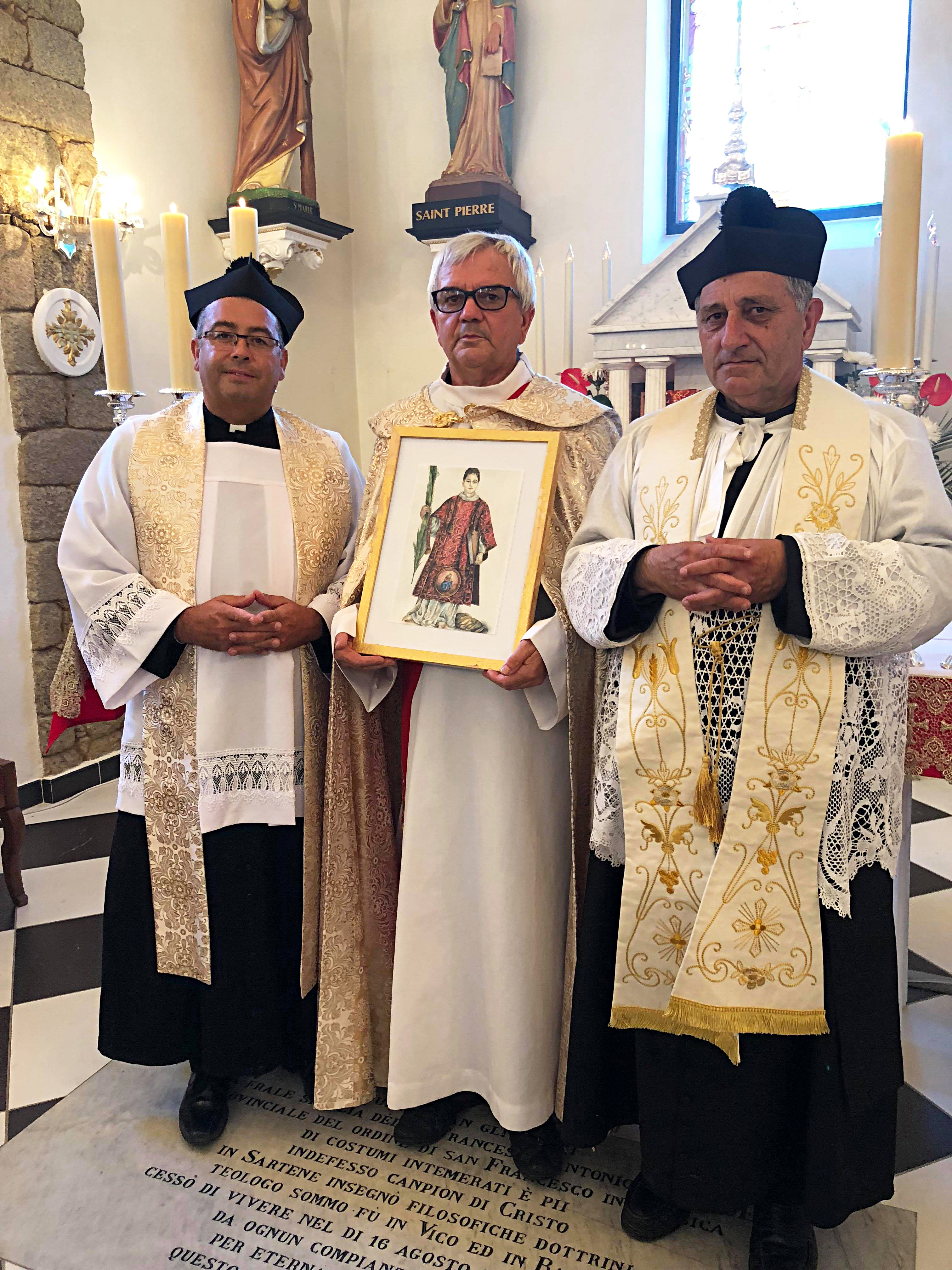
Il diacono François Valentini con l'icona di San Cesario, accanto all'Abate Christophe Boccheciampe e a don Antoine Peretti, Église paroissiale Saint Césaire martyr, Grosseto-Prugna (Corsica)

- Porta San Cesareo, antico quartiere di Palestrina. È ancora possibile visionare le antiche rovine della Porta San Cesareo di ingresso da oriente alla città di Palestrina[374]. Prende il nome dalla chiesa dedicata al diacono Cesareo (scomparsa), edificata nel 1448 presso la porta della città[375]; incominciò il suo decadimento fin dal 1660, successivamente venne abbandonata e adibita a stalla e a fienile. Lo stemma del quartiere raffigura una torre in cima a uno scoglio che sorge dal mare a ricordare il martirio di San Cesareo, che fu gettato in mare dalla rupe del Pisco Montano.
- Porta di San Cesareo, in Orte (Viterbo). Ancora ottimamente conservata, fu edificata nel 1449, quando vi fu una riorganizzazione complessiva delle difese della cittadina in quanto la Rocca era stata distrutta. Il nome deriva da una chiesa dedicata a San Cesareo di Terracina, invocato contro le inondazioni del Tevere, già scomparsa nel 1500, come testimoniato dallo storico ortano Leoncini. La porta consentiva il collegamento tra il centro urbano e il ponte sul Tevere con i suoi adiacenti borghi di San Giacomo e San Giorgio.
- Čežarji (Cesari), un insediamento di 528 abitanti del comune sloveno di Capodistria
- Via San Cesareo, una delle strade più caratteristiche di Sorrento
- Via San Cesareo, in Rutino
- Via San Cesario, in Cavallino
- Via San Cesario, San Donato di Lecce
- Cappella di Saint Césaire, nella chiesa di San Giorgio in Essey-lès-Nancy (Lorena) - fondata nel 1393 da Aubert, bâtard de Lorraine[376].
- Vestigia della chiesa di San Cesario, in Cozzano (Corsica)
- Vestigia della cappella di San Cesaro, o Cesaru, in Rapale (Corsica)
- Vestigia della cappella di San Sari, o Sariu, in Rutali (Corsica) - il 4 novembre 2017 nella località San Sari è stato benedetto l'oratorio in onore di San Cesario di Terracina, presso le rovine della cappella del secolo XII; per l'occasione è stata realizzata una piccola statua del santo dall'artista Fabienne Vernier.
- Vestigia della cappella di San Cesariu, in Arbori (Corsica)
- Vestigia della cappella di San Cesariu, in Valle di Rostino (Corsica)
- Vestigia della chiesa di San Césario de Porra, in Piedicorte di Gaggio (Corsica)[352]

## Gemellaggi in onore di San Cesario

### Gemellaggio tra i comuni di Cesa e Netcong (USA)

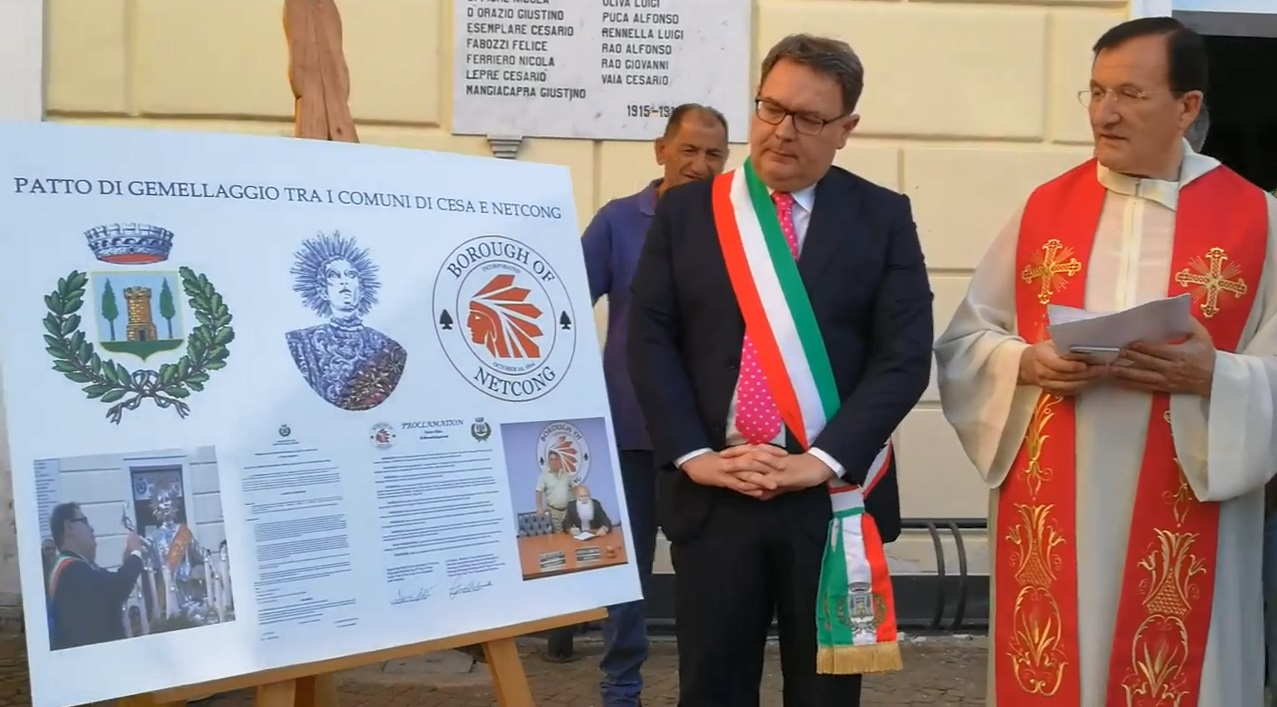
Cesa, 16 giugno 2019, il sindaco Enzo Guida e il parroco don Giuseppe Schiavone proclamano il Patto di Gemellaggio con il Comune di Netcong in onore di San Cesario diacono e martire

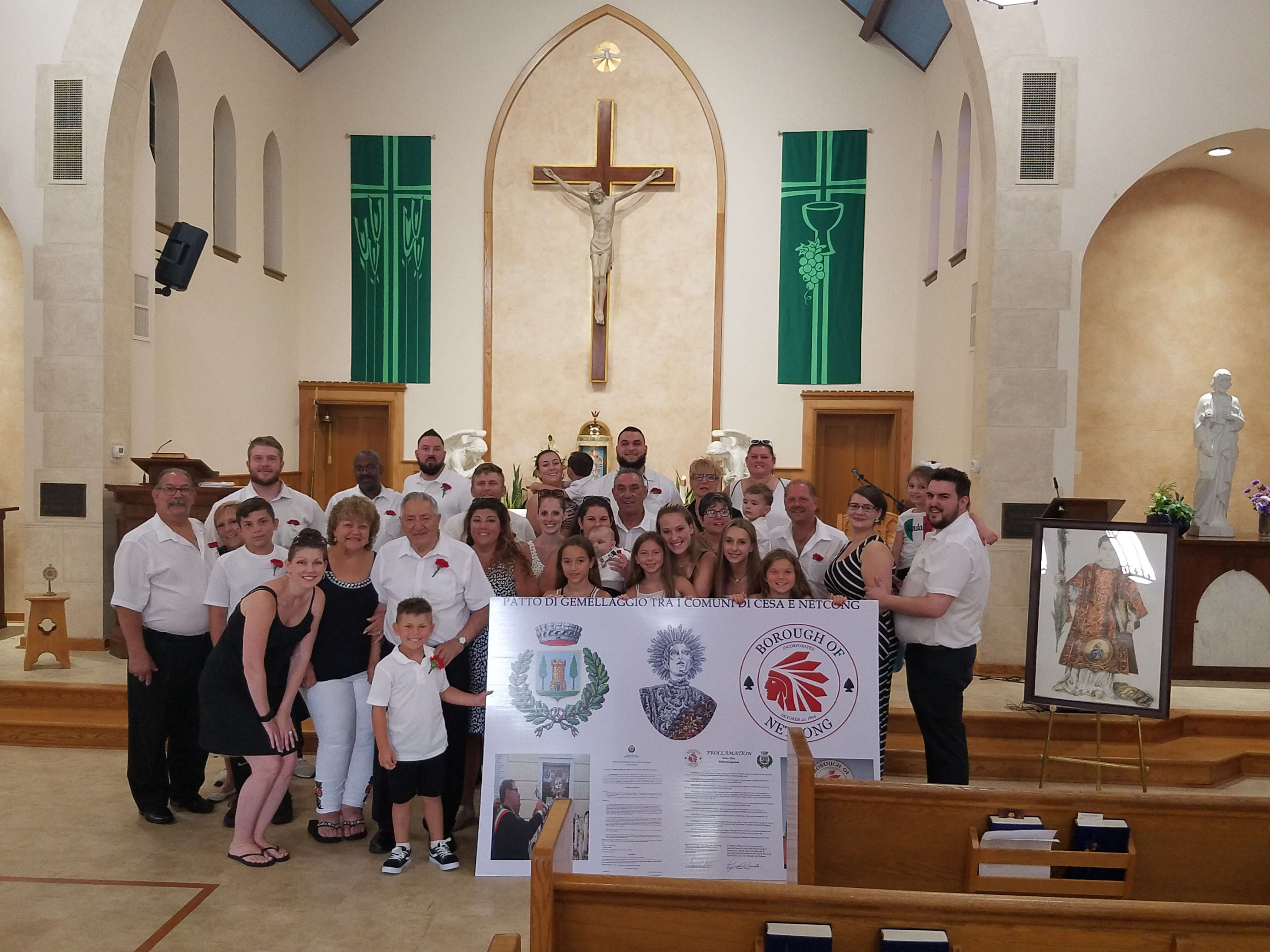
Netcong (USA), St. Michael's Church, Proclamazione del Patto di Gemellaggio con il Comune di Cesa in onore di S. Cesario, 20 luglio 2019

Il 16 giugno 2019 il comune di Cesa ha siglato il patto di gemellaggio con il Comune di Netcong (New Jersey), dove nel 1893 si stabilirono molti cittadini di Cesa. Nel 1902 alcuni di essi fondarono la St. Cesario Society, la Società che organizza annualmente la festa di San Cesario diacono e martire.
Il Patto di Gemellaggio, sottoscritto dal sindaco di Cesa, avv. Enzo Guida, e dal sindaco di Netcong, Joe Nametko, ha lo scopo di rinsaldare sempre più il legame che intercorre tra le due comunità che condividono il culto di San Cesario, affinché la storia e le tradizioni continuano a intrecciarsi, le tradizioni italiane importate a Netcong e il nome di Cesa siano perpetuati dalle future generazioni in nome della comune identità.
Il 20 luglio 2019 nella chiesa di San Michele di Netcong, in occasione della Festa di San Cesario, si è tenuta la cerimonia di Proclamazione del Patto di Gemellaggio con il Comune di Cesa, al fine di onorare il patrimonio e la storia di quelle famiglie che hanno contribuito a stabilire la città con una parata annuale, fuochi d'artificio e festival in onore del loro santo protettore.

### Gemellaggio tra i Comuni di Cesa e San Cesario di Lecce

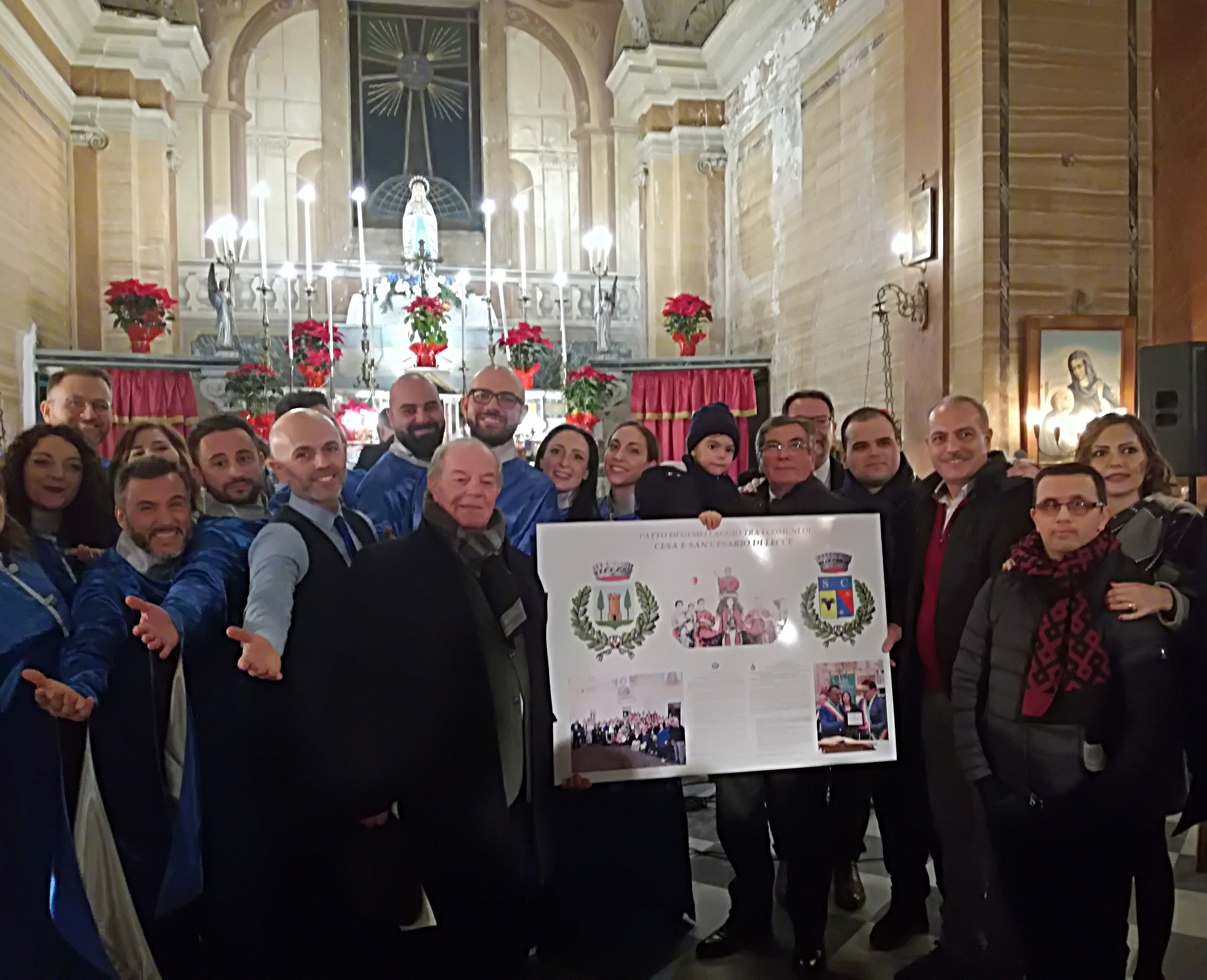
Cesa, 1º gennaio 2020, Proclamazione del Patto di Gemellaggio con il Comune di San Cesario di Lecce in onore del santo patrono

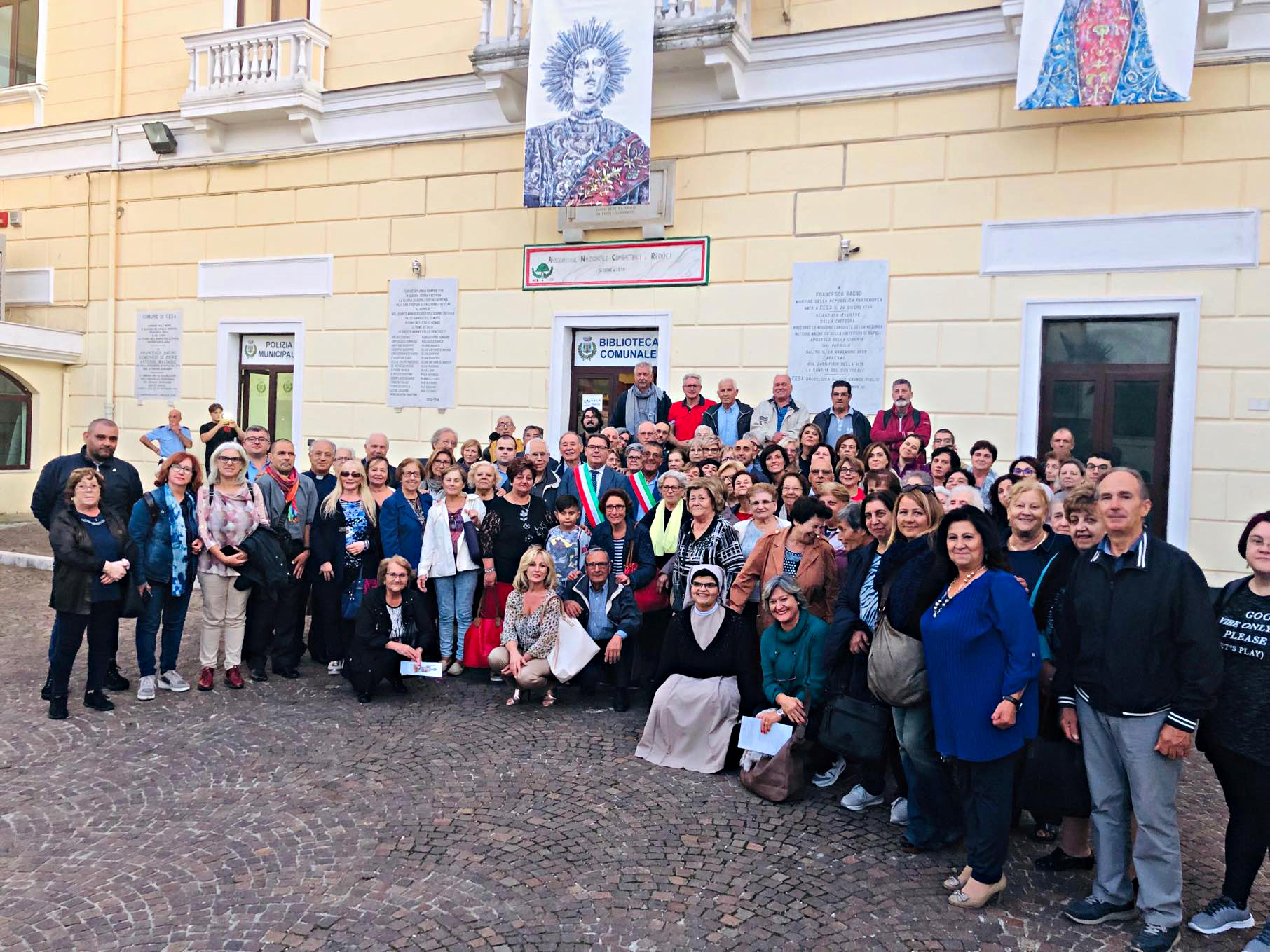
Cesa, Gemellaggio con il Comune di San Cesario di Lecce nel nome di San Cesario diacono e martire

Il 1º gennaio 2020 il comune di Cesa ha siglato il patto di gemellaggio con il Comune di San Cesario di Lecce, in occasione del 35º anniversario della prima visita ufficiale tra le due comunità.
Il Patto è stato sottoscritto dal sindaco di Cesa, avv. Enzo Guida, e dal sindaco di San Cesario di Lecce, dott. Fernando Coppola, con l'intento di rinsaldare, da un lato, i legami di fede tra le due comunità ecclesiali e, dall'altro, di approfondire la conoscenza dei contesti storico culturali e istituzionali.
Un gemellaggio che si contraddistingue non solo per la venerazione verso il patrono, San Cesario di Terracina, ma anche per la storia che accomuna i due paesi: nel Medioevo il culto di San Cesario si sviluppò lungo la via Appia, strada romana che conduceva da Roma a Capua (da cui Cesa dipendeva politicamente), poi prolungata fino a Brindisi.
A pochi chilometri da Brundisium, la località di San Cesario di Lecce, conosciuta in epoca romana come “Castrum Caesaris” in onore di Cesare Ottaviano Augusto, divenuto il Cristianesimo religione di Stato all’epoca di Costantino, fu posta sotto la protezione di San Cesario, il martire designato per sostituire il culto del primo imperatore romano.

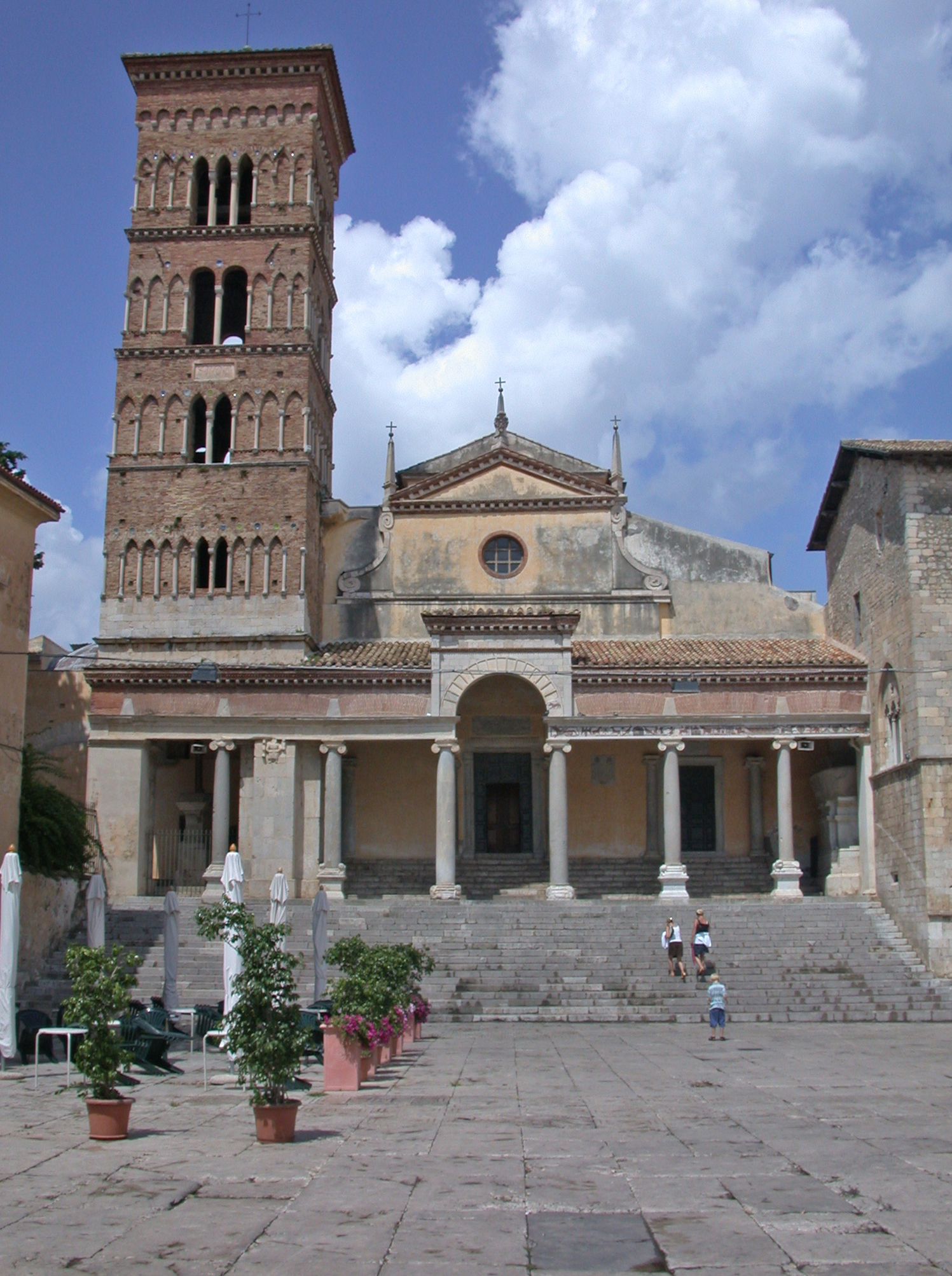
Il duomo di San Cesareo a Terracina (Latina)
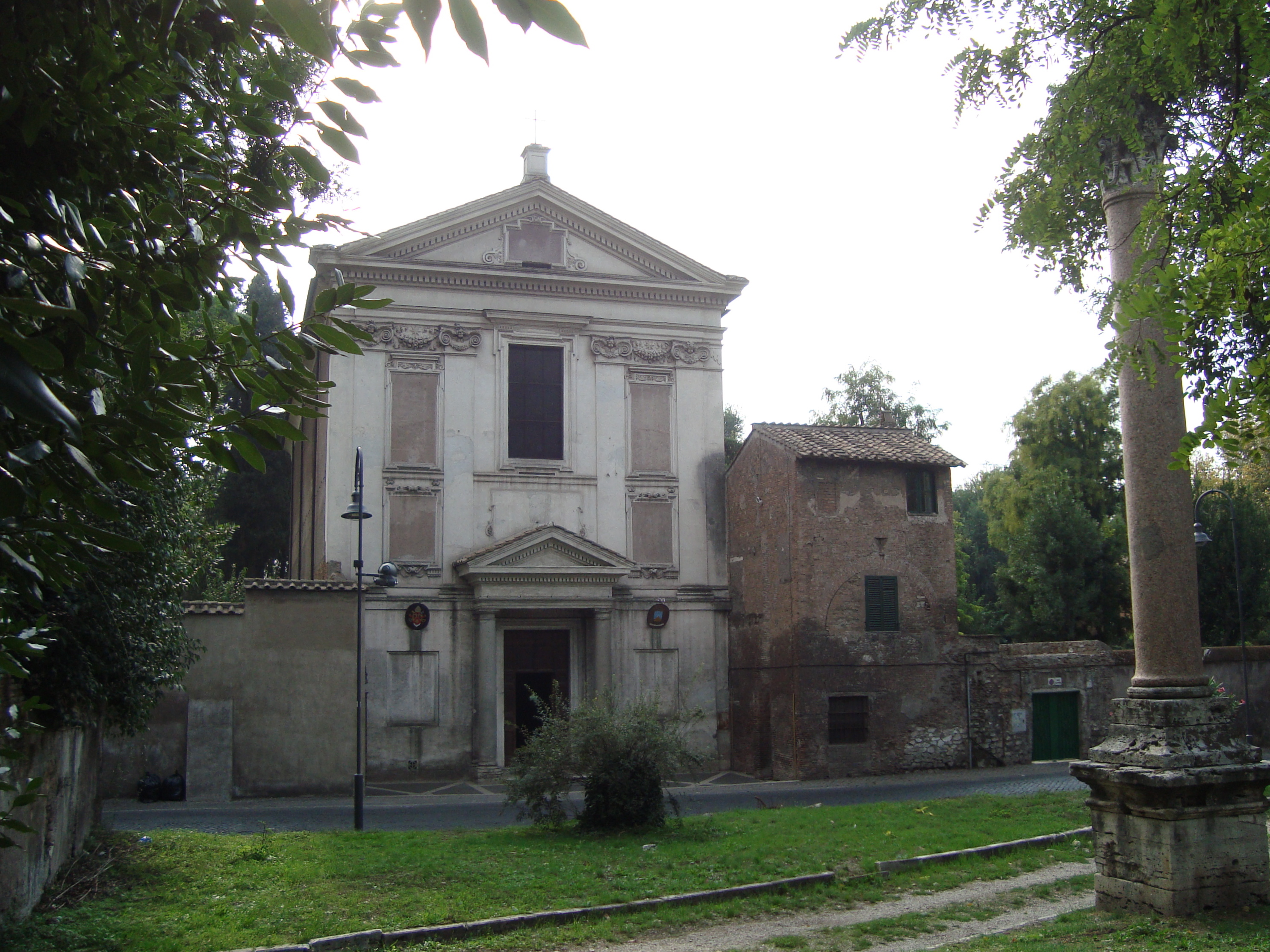
La chiesa di San Cesareo de Appia, Roma
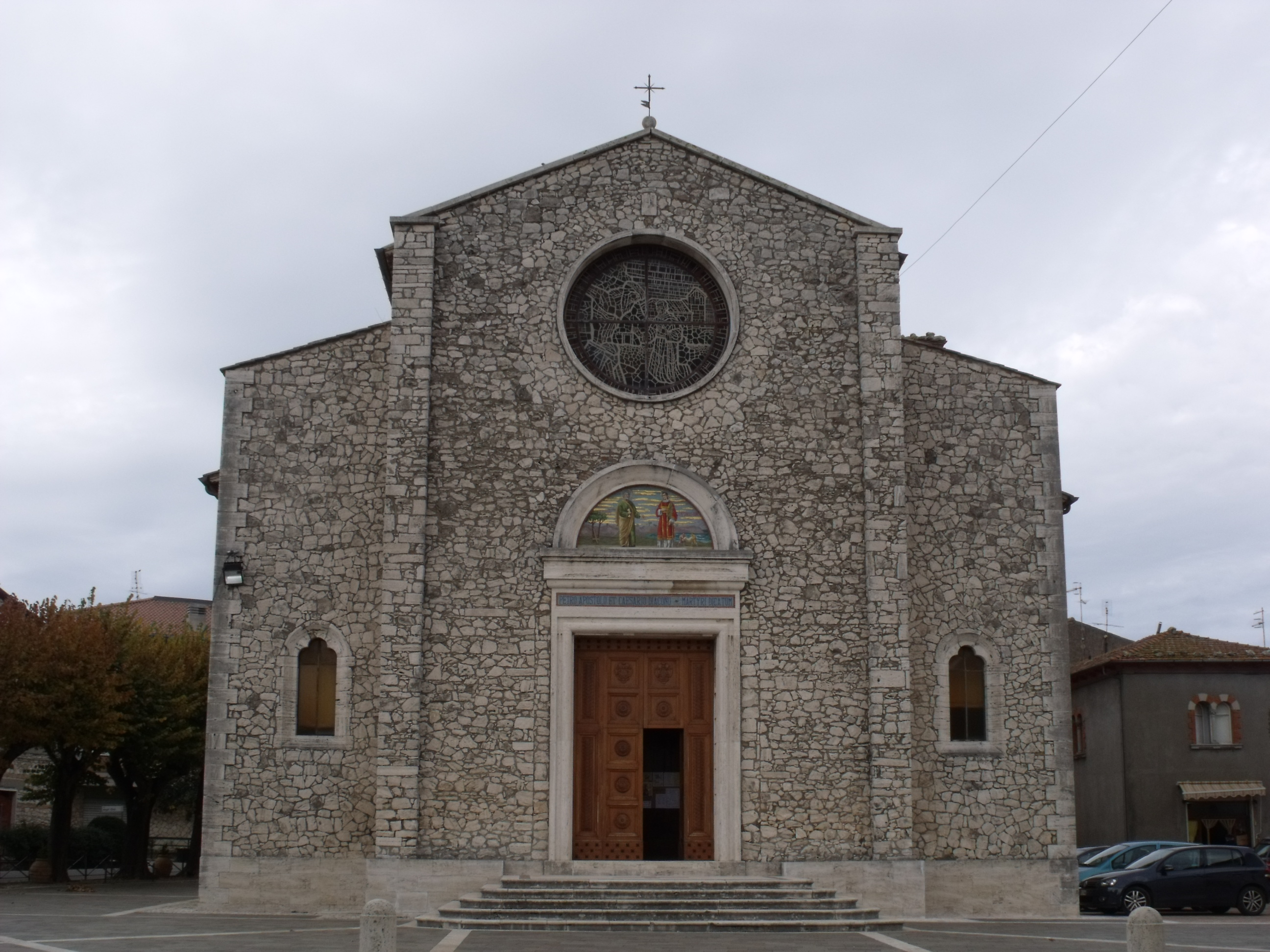
La chiesa dei Santi Pietro e Cesareo di Guardea (Terni)
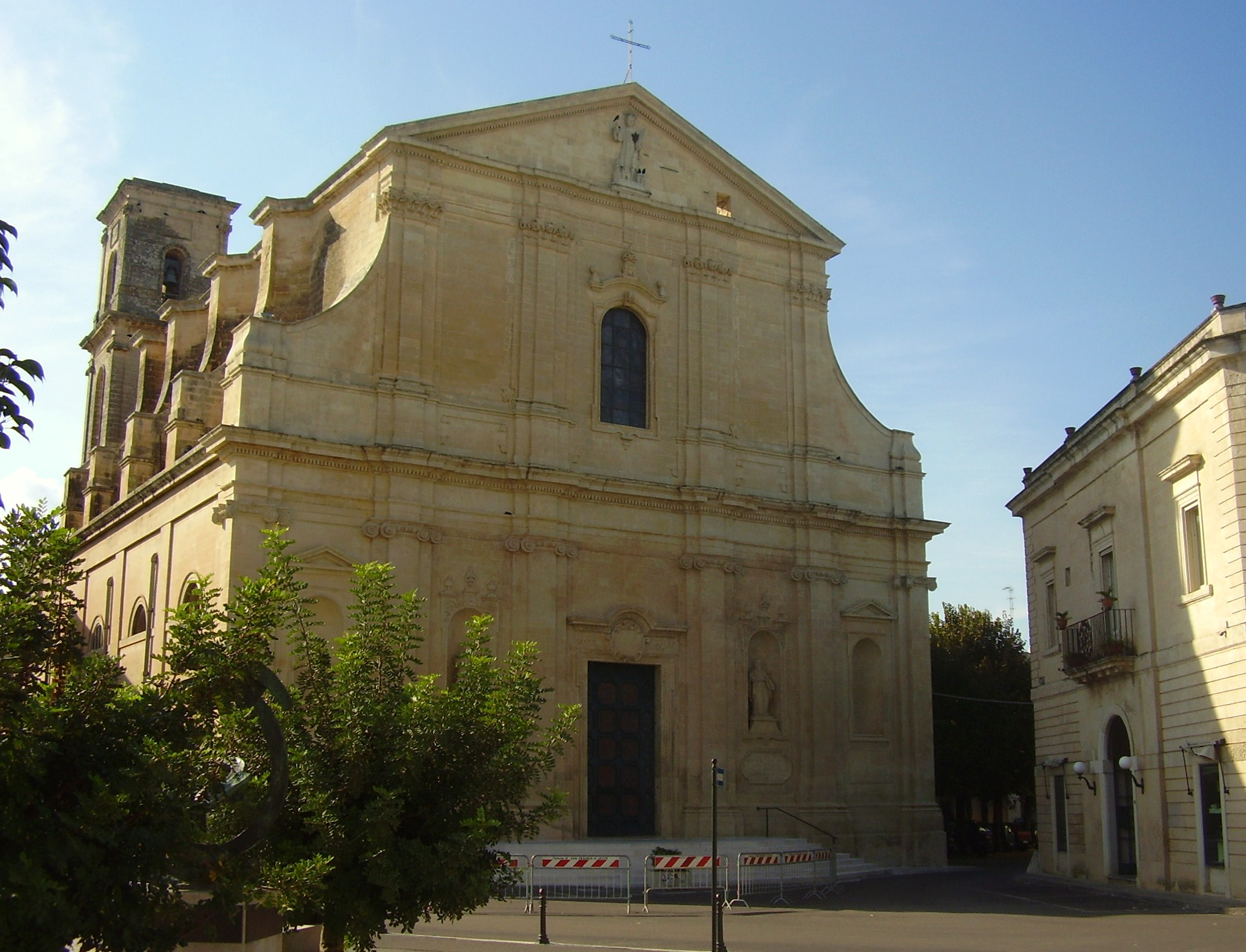
La chiesa madre di San Cesario di Lecce
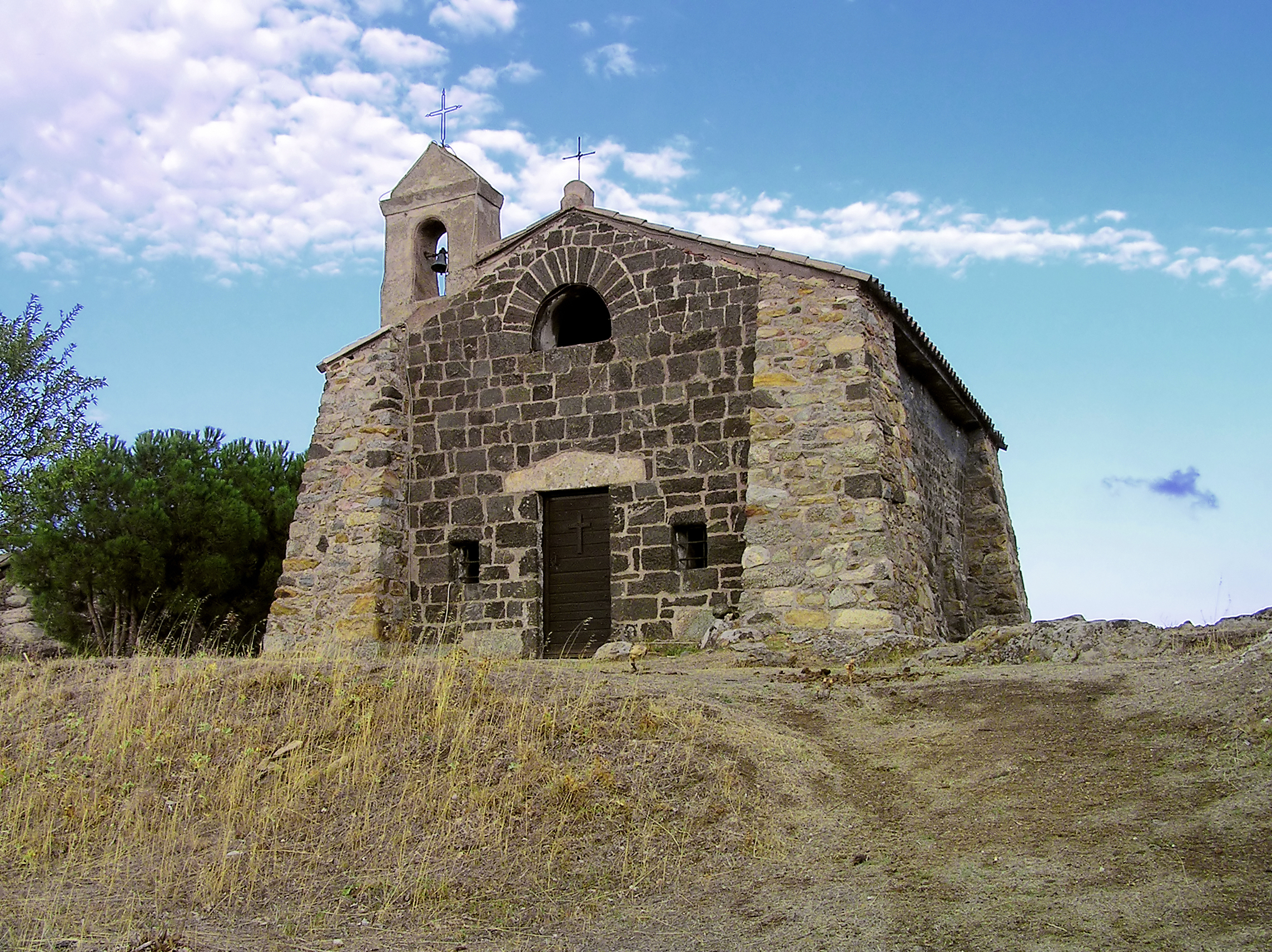
La chiesa di San Cesario di Cateri (Corsica)
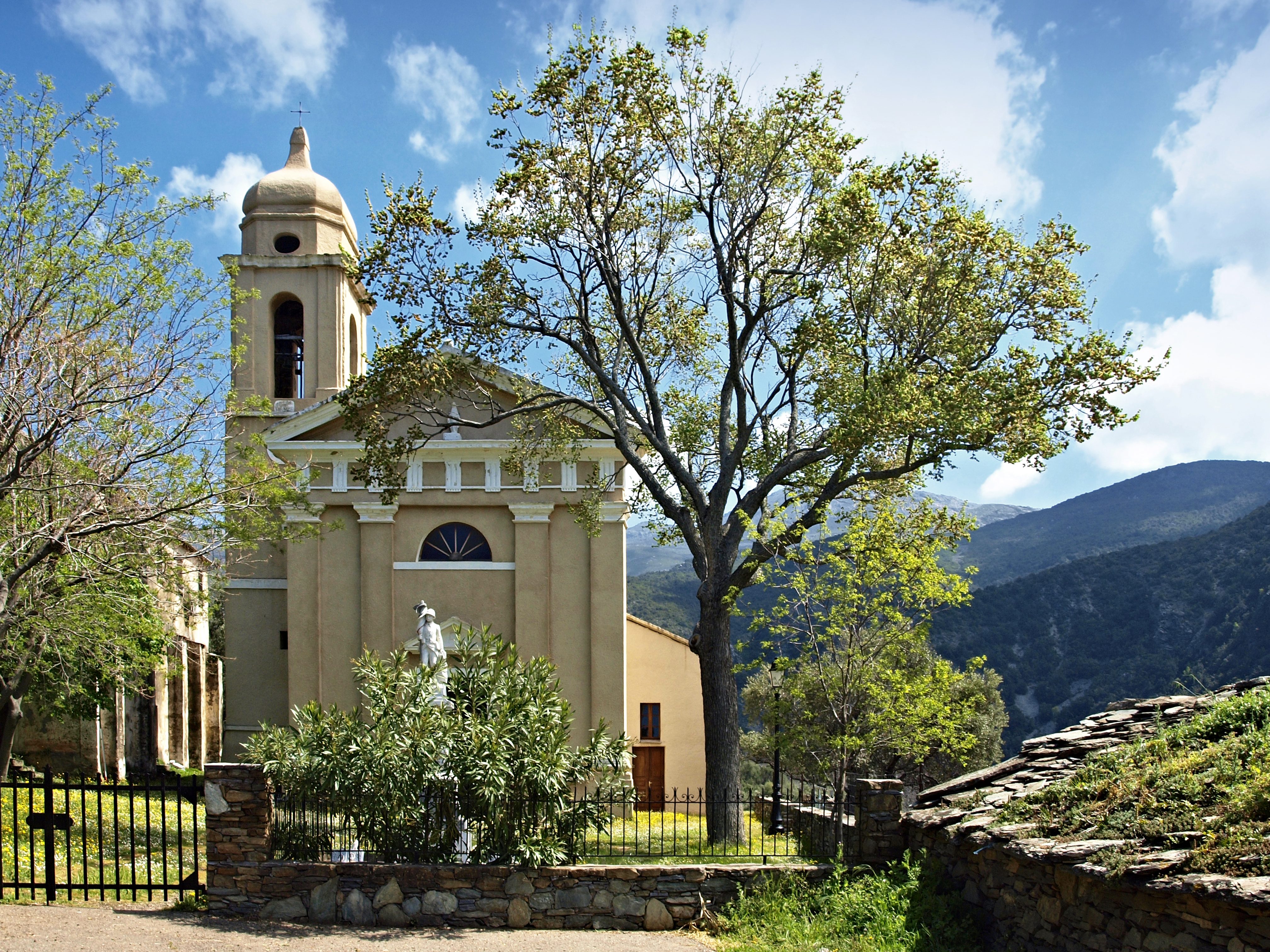
La chiesa di San Cesario di Olmeta di Capocorso (Corsica)
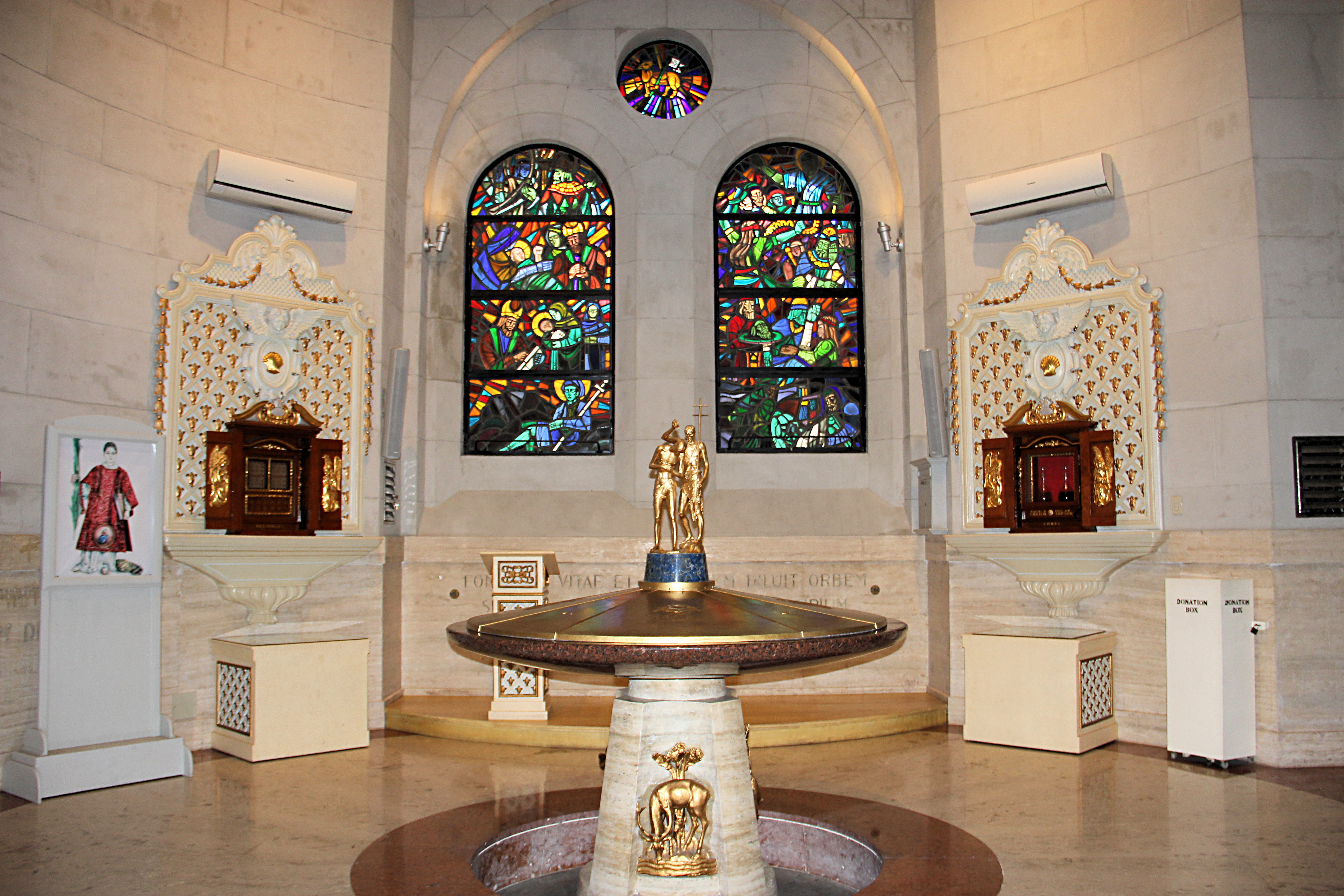
Manila (Filippine), esposizione dell'icona di S. Cesario nel Battistero di S. Giovanni Battista, Cattedrale dell'Immacolata Concezione
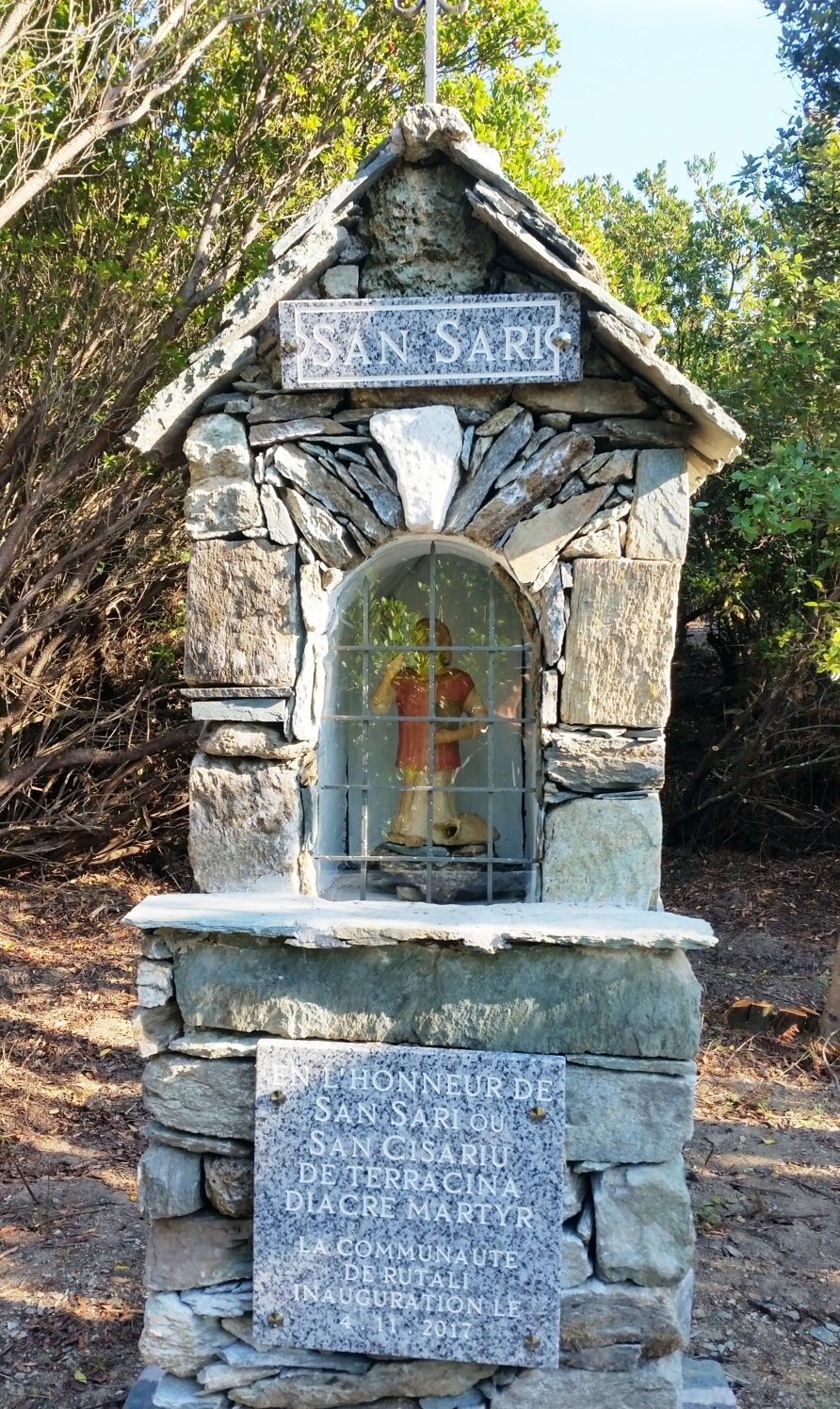
Oratorio di San Cesario diacono e martire, San Sari in Rutali (Corsica)
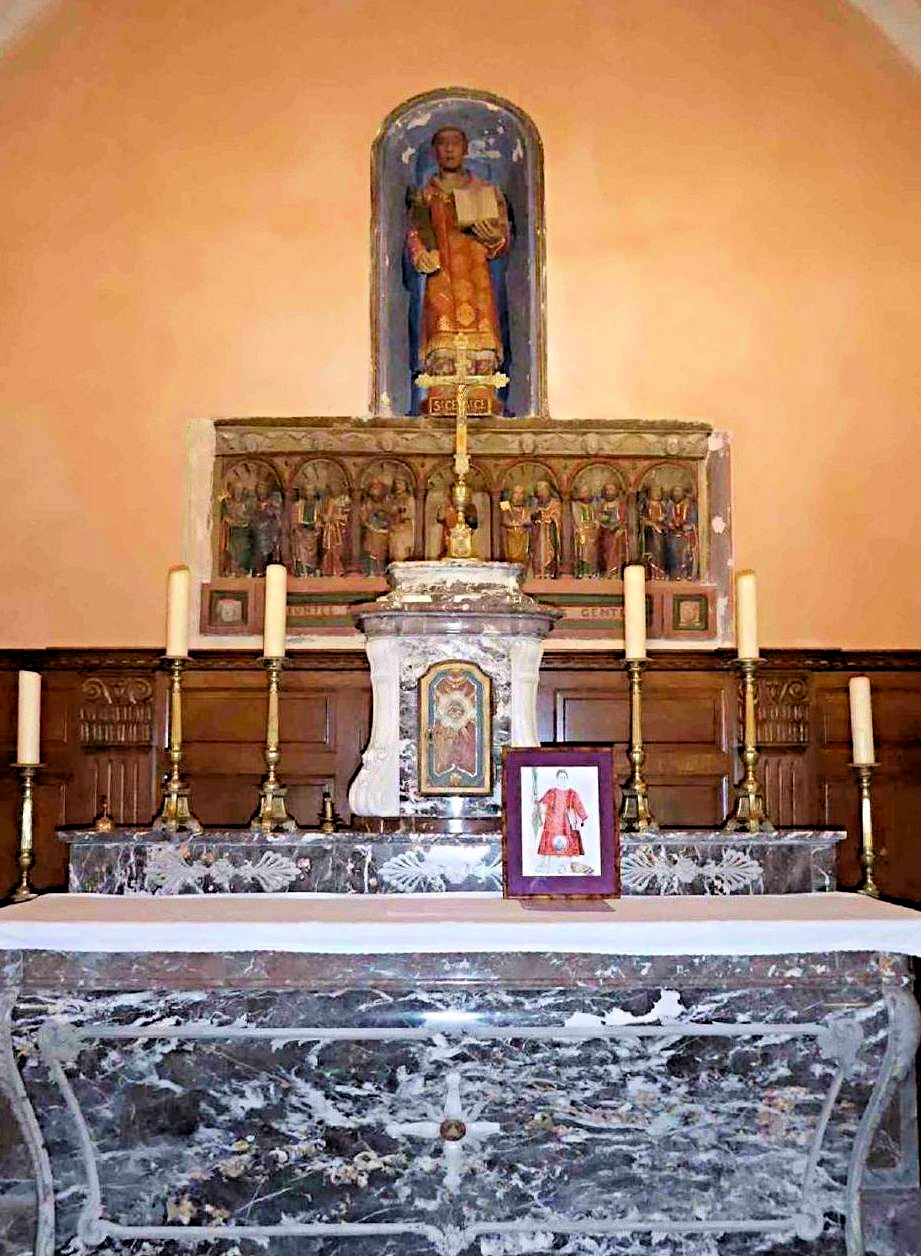
Altare maggiore della chiesa di San Cesario diacono a Parey-Saint-Césaire (Francia)
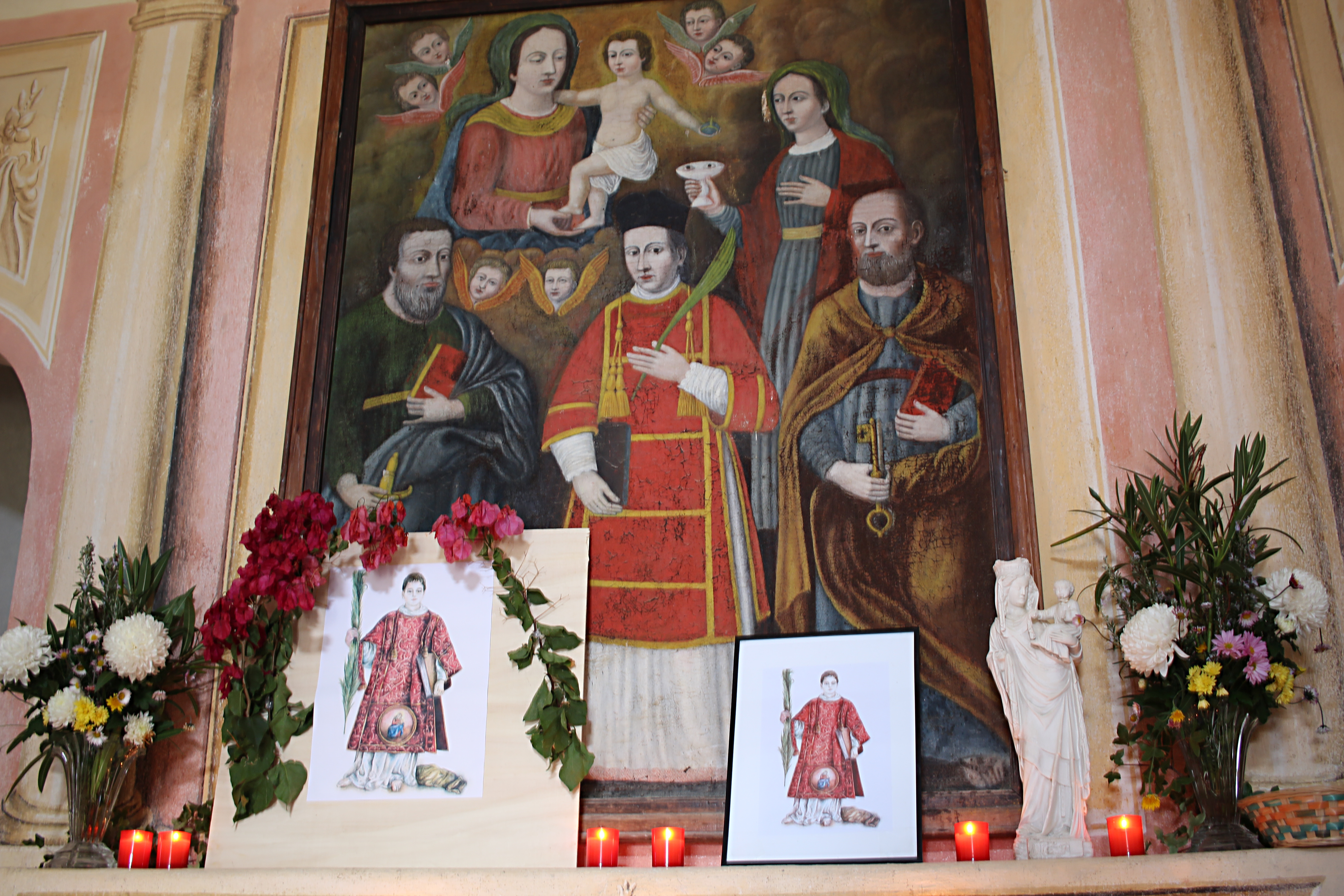
Altare della chiesa di San Cesario diacono e martire in Cateri (Corsica)
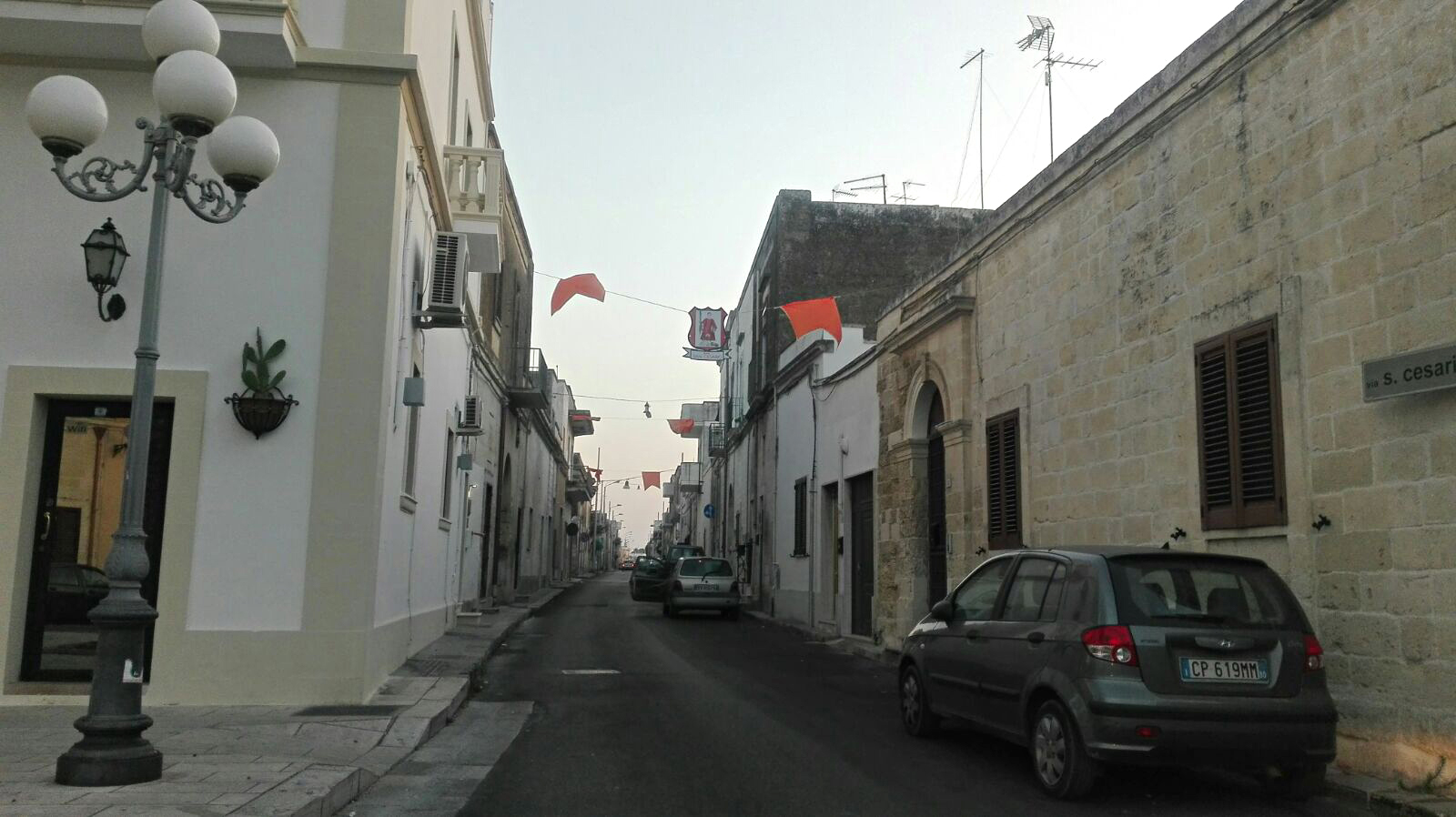
Via San Cesario, nel comune di Cavallino (LE), addobbata per la festa di San Cesario diacono e martire
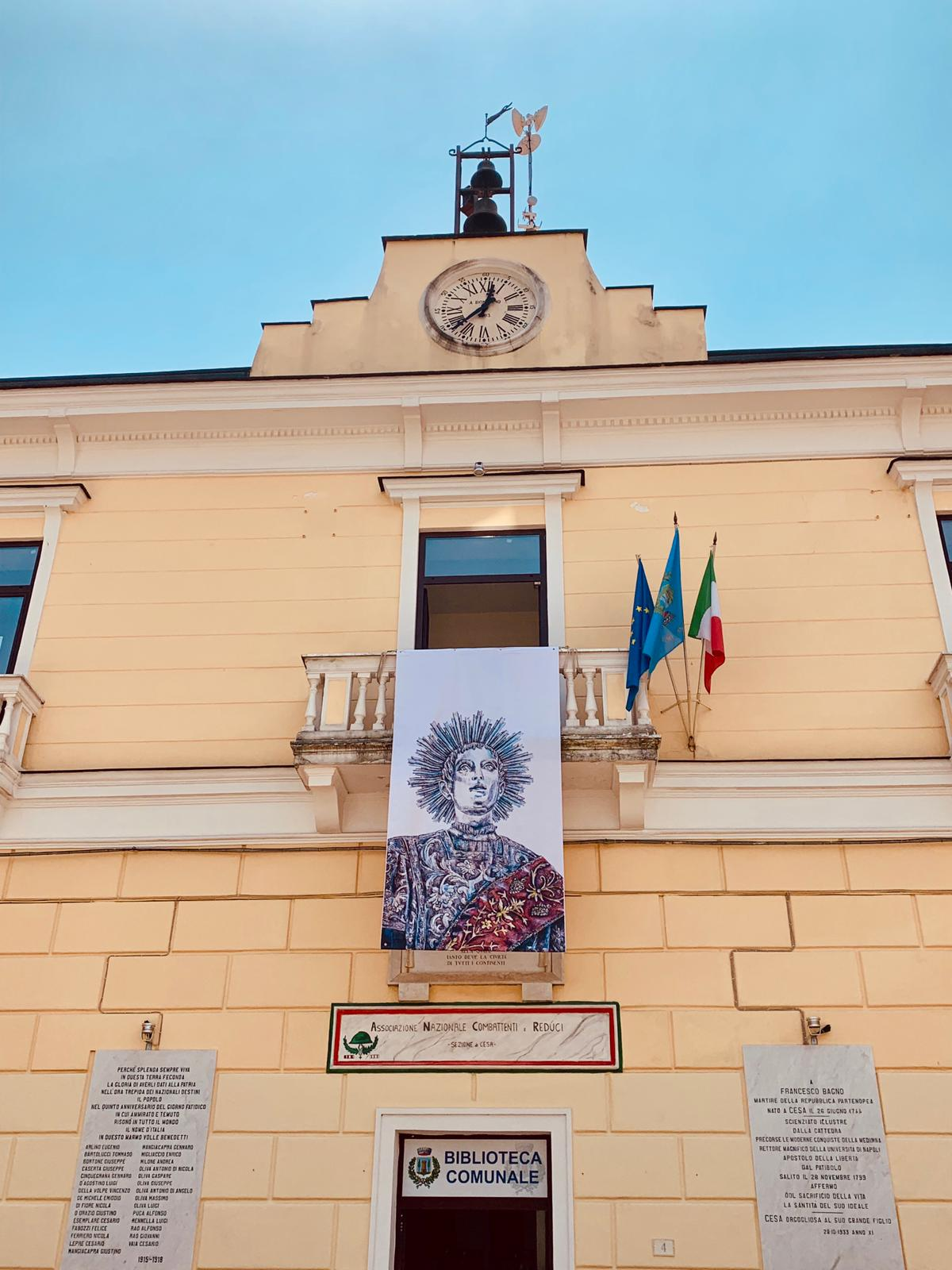
Illustrazione di San Cesario esposta sul parapetto della facciata del Comune di Cesa (Caserta) in occasione della Proclamazione del Patto di Gemellaggio con il Comune di Netcong, 13 giugno 2019